# Osttimor
Osttimor, amtlich Demokratische Republik Timor-Leste, ist ein demokratischer Inselstaat in Südostasien und war der erste Staat, der im 21. Jahrhundert unabhängig wurde. Die einzige Landgrenze trennt Osttimor vom indonesischen Westteil der Insel Timor, der zur Provinz Ost-Nusa Tenggara (Nusa Tenggara Timur) gehört. Nördlich liegen die zu Indonesien gehörenden Inseln Alor, Wetar und Liran und nordöstlich weitere Inseln der indonesischen Provinz Maluku. Australien liegt südlich, jenseits der Timorsee. Neben dem Ostteil Timors gehören zum Staat Osttimor auch die Exklave Oe-Cusse Ambeno in Westtimor und die Inseln Atauro und Jaco.

## Landesname

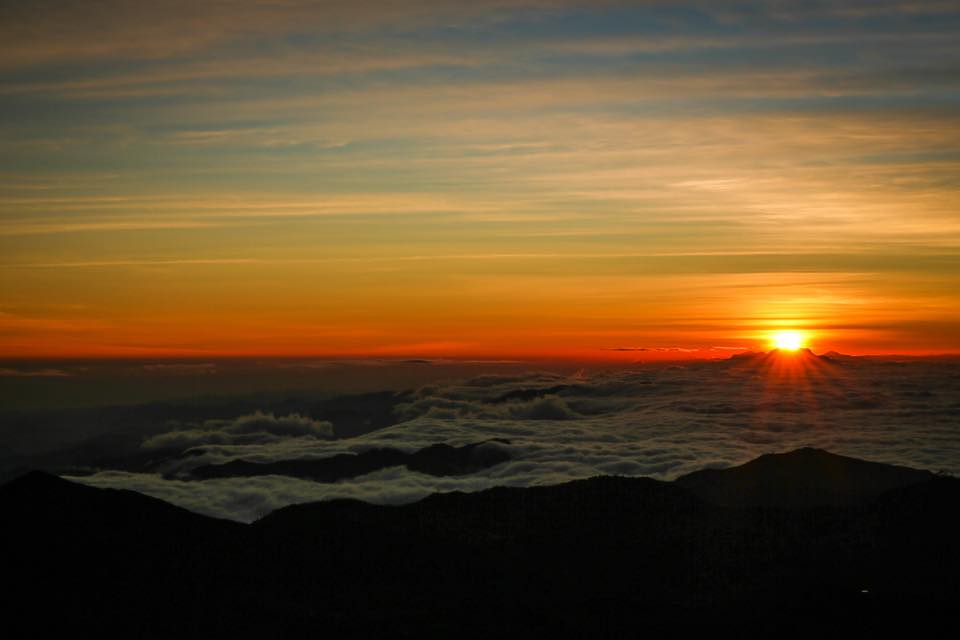
‚Timor der aufgehenden Sonne‘
Sonnenaufgang auf dem Tatamailau

Der international offizielle, portugiesische Landesname Timor-Leste bedeutet wörtlich ‚Timor-Ost‘. In der Amtssprache Tetum heißt das Land Timór Loro Sa’e, was übersetzt ebenfalls ‚Osttimor‘ bedeutet (wörtlich ‚Timor der aufgehenden Sonne‘, wobei die aufgehende Sonne in dieser Sprache für die Himmelsrichtung Osten steht). Neuerdings findet man auch offizielle Dokumente, in denen der Landesname auf Tetum Timór-Leste lautet. Berücksichtigt man, dass auch das indonesische Wort timur ‚Osten‘ bedeutet und sich der Name der Insel Timor davon herleitet, ergäbe sich die wörtliche Bedeutung ‚Osten des Ostens‘ beziehungsweise ‚Osten der Ostinsel‘. Auch der während der indonesischen Besatzungszeit verwendete Provinzname Timor Timur bedeutet damit ‚Osttimor‘.
Osttimoresische Stellen legen Wert darauf, dass der Landesname nicht in fremde Sprachen übersetzt wird, hauptsächlich in dem Bestreben, zu vermeiden, dass auf Indonesisch die mit negativen, historischen Konnotationen verbundene Bezeichnung Timor Timur (kurz: TimTim) verwendet wird. Seit der Unabhängigkeit wird der offizielle Landesname im internationalen Sprachgebrauch (wie er beispielsweise von Organisationen wie UNO, ILO, EU gepflegt wird) daher in praktisch allen gängigen Arbeitssprachen unübersetzt in der portugiesischen Form Timor-Leste übernommen. Ebenso wird es mittlerweile auch im amtlichen Sprachgebrauch der deutschsprachigen Länder (zumindest im zwischenstaatlichen Schriftverkehr) gehandhabt.
Die Bezeichnung der Einwohner und das vom Landesnamen abgeleitete Adjektiv werden nicht einheitlich gebraucht. Einwohner werden als Timorese/Timoresin oder weniger häufig als Timorer/Timorerin bezeichnet, wobei die weiblichen Formen auch in großen Korpora kaum auftauchen. Das Adjektiv timoresisch ist jedoch deutlich häufiger als das konkurrierende timorisch. Auch in der Fachliteratur findet man zumeist die vom Portugiesischen abgeleiteten Formen Timorese/Timoresin und timoresisch, ebenso auf Webseiten von Interessengemeinschaften, die sich im deutschen Sprachraum mit dem Land beschäftigen. Während die deutschen amtlichen Stellen früher (Liste der Staatennamen 2002) Osttimorer(in) bzw. osttimorisch empfahlen, veröffentlichen das deutsche Auswärtige Amt und der Ständige Ausschuss für geographische Namen seit der Umstellung des offiziellen Sprachgebrauchs von Osttimor auf Timor-Leste keine Vorgaben mehr für die Bezeichnung der Einwohner oder für das Adjektiv. Das österreichische Bundesministerium für europäische und internationale Angelegenheiten empfiehlt als Einwohnerbezeichnung Timorer/Timorerin und als Adjektiv timorisch.
Seit den 1970er Jahren wird teilweise die Bevölkerung ethnisch auch als Maubere bezeichnet. Dieser Name war zuvor eine Bezeichnung für die Ethnie der Mambai, in der Kolonialzeit dann ein abwertendes Wort für die Landbevölkerung, bis sie in der nationalen Bewegung zur Sammelbezeichnung der Osttimoresen wurde. Auch heute wird er immer wieder im Land verwendet, seltener im offiziellen Sprachgebrauch (so nur einmal in der Verfassung) oder im internationalen Sprachverkehr. Der negative Unterton ist inzwischen verschwunden. Manche Parteien verwenden die Bezeichnung auch in ihrem Namen, so die Movimentu Libertasaun ba Povu Maubere (MLPM).
Bereits zur ersten Ausrufung der Unabhängigkeit 1975 gab es Stimmen, die das Land nach seiner Hauptstadt lieber „Timor-Dili“ benennen wollten. Dieser Vorschlag setzte sich aber nicht durch.

## Geographie

### Überblick

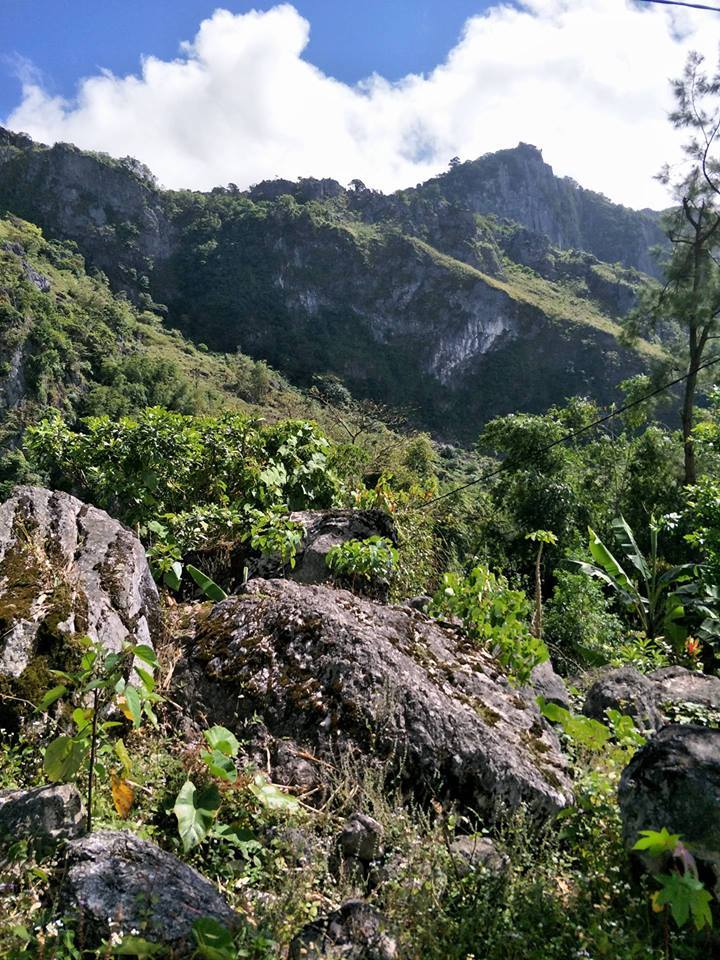
In den Bergen von Osso Huna

Die Insel Timor gehört zum östlichen Teil des malaiischen Archipels und zählt zu den Kleinen Sundainseln. Im Nordwesten der bergigen Insel liegt die Sawusee, nördlich die Bandasee, und südlich dehnt sich die Timorsee 500 km bis nach Australien aus. Die Timoresen nennen die raue Timorsee Tasi Mane, das Männermeer, während die ruhigen Gewässer nördlich der Insel als Tasi Feto, das Frauenmeer, bezeichnet werden. Bereits fünf Kilometer von der Nordküste entfernt fällt der Meeresgrund auf eine Tiefe von 1000 m ab. Während des Kalten Krieges konnten daher amerikanische Atom-U-Boote unentdeckt die Straßen von Ombai und Wetar passieren. In der Timorsee erstreckt sich südlich der Insel der schmale Timorgraben mit einer Tiefe von bis zu 3300 m.
Osttimor ist das einzige Land Asiens, dessen Staatsgebiet komplett südlich des Äquators liegt. Es umfasst nicht nur die östliche Hälfte Timors, sondern auch die Exklave Oe-Cusse Ambeno, die an der Nordküste des indonesischen Teils der Insel gelegen ist, sowie die beiden kleinen Inseln Atauro, nördlich der Hauptstadt Dili, und Jaco an der Ostspitze. Mit einer Gesamtfläche von 14.918,72 km² ist Osttimor etwas kleiner als Schleswig-Holstein oder die Steiermark. Die Hauptlandmasse ist 260 km lang und bis zu 80 km breit. Mit der Exklave und den zugehörigen Inseln beträgt die maximale Ost-West-Ausdehnung 364 km, die maximale Nord-Süd-Ausdehnung 149 km. Osttimors Küstenlinie hat eine Länge von 783 km. Sie ist umgeben von Korallenriffen.
Die Landgrenze zu Indonesien ist insgesamt 228 km lang, deren Verlauf seit 2019 mit Indonesien weitgehend geklärt ist. Seit 2015 laufen noch Verhandlungen über die Seegrenzen zwischen den beiden Staaten. Weiterhin umstritten sind die Zugehörigkeit von Naktuka (Citrana-Dreieck) und der Insel Fatu Sinai.

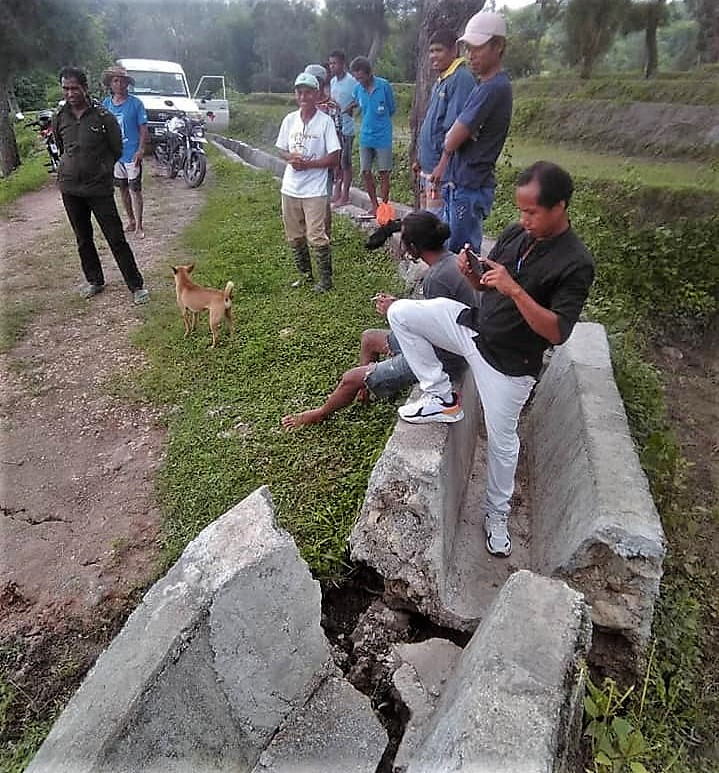
Auswirkungen eines Erdbebens (2021)

Timor liegt auf dem äußeren Rand des sogenannten Bandabogens, der Teil eines Ausläufers des pazifischen Feuerrings ist und eine Inselkette um die Bandasee bildet. In einer ozeanischen Subduktionszone schiebt sich hier die Nordwestecke der Australischen Platte unter die Eurasische Platte. Dies führt unter anderem zu einem Wachstum der Bergkette auf Timor, die als zentrales Bergland nahezu die gesamte Insel von Südwesten nach Nordosten bis in die Region von Turiscai durchzieht. Ihre Spitze ist Osttimors höchster Berg, der Tatamailau (2963 m). Weiter östlich liegen isolierte Berge, wie der Curi (1763 m), der Monte Mundo Perdido (1332 m) und der Matebian (2376 m). An der Südküste der Ostspitze Timors verläuft die Bergkette des Paitchau (995 m). Einige Gebiete in Osttimor heben sich zwischen 1 und 1,6 mm pro Jahr. 32,1 % der Landesfläche liegt auf einer Meereshöhe zwischen 500 und 1500 m, 2,6 % über 1500 m. Geologisch gesehen ist Osttimor noch sehr jung, da es erst in den letzten etwa vier Millionen Jahren aus dem Meer gehoben wurde. Durch die geologischen Aktivitäten besteht eine ständige Gefahr durch Erdbeben und Tsunamis. Immer wieder spürt man in Dili auch Erschütterungen von Beben rings um Timor, die aber bisher keine nennenswerte Schäden verursachten. Der Nordosten der Exklave Oe-Cusse Ambeno bildet die jüngste und wildeste Oberflächenstruktur der gesamten Insel. Er ist vulkanischen Ursprungs und erreicht mit dem Sapu (Fatu Nipane) eine Höhe von 1259 m. Auch die Insel Atauro entstand durch Vulkanismus. Aktive Vulkane gibt es im Staatsgebiet Osttimors nicht mehr. Jedoch gibt es an verschiedenen Orten Schlammvulkane und heiße Quellen. Vulkanische Gase entweichen am sogenannten Bubble Beach (Suco Lauhata) aus dem Meeresboden.
Im Norden fällt das Gebirge teilweise steil ins Meer ab. Charakteristische Küstenterrassen und einige markante Plateaus mit 400 bis 700 m Höhe, wie jene von Baucau, prägen das Bild. Terrassen und Plateaus entstanden aus Korallen. Das bergige Landesinnere ist von Tälern zerschnitten. Schwemmland findet sich zwischen Lautém und Baucau. Größere Flächen sind die Ebenen von Batugade, Metinaro, Dili, Manatuto, Com und am Lóisfluss. An der Südküste liegen weite Küstenebenen mit drei bis zehn Kilometern Breite, geprägt von saisonalen Sümpfen, versumpften Wäldern und Flächen mit hohem Grasbewuchs. Sie erstrecken sich von der Landesgrenze bis Viqueque und dann schmaler bis Lore. Die größten sind die Ebene von Alas mit dem südlichen Laclófluss, die Kicrasebene mit dem Sáhenfluss (Sahe), die Ebene von Luca mit dem Fluss Dilor und die Ebene von Bibiluto. An der Grenze zu Westtimor liegt das Flachplateau von Maliana, das früher eine Bucht war. Die auffälligste Hochebene Osttimors ist das Fuiloro-Plateau in der Gemeinde Lautém. Richtung Süden fällt es, aufgrund seiner großen Fläche unmerklich, von einer Höhe von 700 m auf 500 m ab. Ursprünglich war das Plateau die Lagune eines urzeitlichen Atolls. Drei weitere Hochebenen umgeben das Plateau von Fuiloro: die Plateaus von Nári im Norden, Lospalos im Westen und Rere im Süden.
Städte in Osttimor mit über 10.000 Einwohnern sind (Stand 2022) Dili (267.623 Einwohner), Baucau (19.118), Pante Macassar (15.240), Maliana (13.078), Lospalos (12.782), Gleno (12.546) und Suai (10.660).

### Binnengewässer

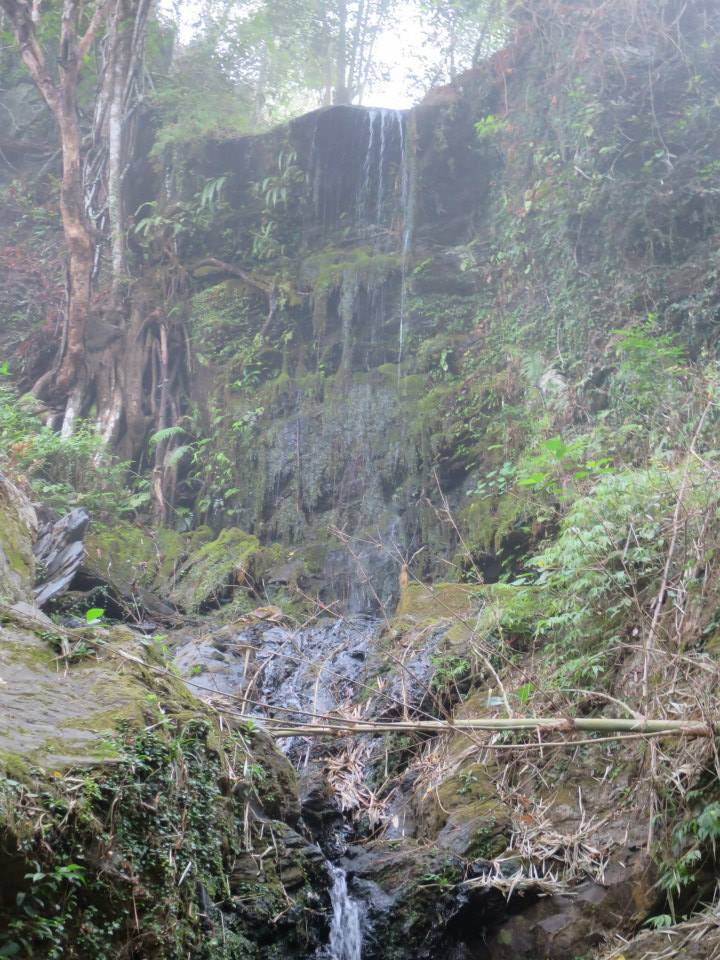
Ein kleiner Wasserfall in Remexio

Die Gewässer Osttimors sind noch wenig erforscht. Teilweise gibt es Kontroversen über ihre Namensgebung, da den Gewässern in den verschiedenen Regionen, die sie durchfließen, unterschiedliche Namen gegeben wurden. Fast alle Flüsse Osttimors entspringen im zentralen Bergland und fließen, bedingt durch das steile Gefälle, in Richtung Norden oder Süden ab. Die Fließgewässer bilden im zentralen Inselgebiet ein dichtes hydrografisches Netz. Diese bestehen, wie bei vielen kleinen Inseln mit starken Erhebungen, fast nur aus Bächen, welche eher kurz, gewunden und rasch fließend sind. Jedoch liegen diese Bachläufe die meiste Zeit des Jahres trocken.
Intensive Niederschläge während der Regenzeit führen zur Entstehung von Sturzbächen und dadurch zu starker Erosion des Erdreiches. Mit dem Ende des Regens fällt der Pegel der Bäche jedoch wieder, sodass sie bequem durchwatet werden können. Mit der Rückkehr der trockenen Winde, die von Australien her kommen, verbleiben nur dünne Rinnsale in breiten Flussbetten voller Müll und Geröll, die sich jedes Jahr verbreitern. Die alljährlichen Überflutungen, welche einige Monate andauern können, behindern auch den Warenverkehr zwischen den fruchtbaren Ebenen im Süden und dem restlichen Land. Es gibt Bestrebungen, mit Hilfe von Anpflanzungen die Erosion der Ufer einzuschränken und somit das Zerstörungspotential der Bäche zu verringern. Keiner der Flüsse Osttimors ist schiffbar. Ganzjährig wasserführende Flüsse gibt es genau genommen nur im Süden Osttimors. Der Grund dafür liegt in der im Vergleich zum Norden längeren Regenperiode. Flüsse, die auch im Norden ganzjährig Wasser führen, werden aus dem Süden gespeist. Dies ist der Fall beim nördlichen Lacló, der das größte hydrografische Becken Osttimors bildet, dem Seiçal in der Gemeinde Baucau und dem Lóis, dem mit 80 km längsten Fluss Osttimors, der bei Maubara mündet. Nach Süden fließend führen Irebere (Irabere), Bebui, Dilor, Tafara, Belulik (Bé-lulic), Caraulun (Carau-úlun, Karau Ulun), Südlicher Lacló und Clerec das ganze Jahr Wasser. Der Hauptfluss der Exklave Oe-Cusse Ambeno, der Tono (Nuno-eno), mündet westlich von Pante Macassar ins Meer. In einigen permanenten Flüssen entlang der südlichen Küste sammelt sich durch die starken Gezeiten Sand an den Flussmündungen, was den Abfluss immer mehr blockiert und zur Bildung von Marschland führt.
Der größte See Osttimors ist der Ira Lalaro (auch Suro-bec) in der Gemeinde Lautém. Er hat eine Länge von 6,5 km und eine Breite von 3 km. Zu den weiteren Binnengewässern zählen der Maubarasee, der Lago Seloi und die Tasitoluseen. Einen besonderen Reiz der bergigen Landschaft bilden die vielen Wasserfälle, am bekanntesten ist der Wasserfall von Bandeira nahe Atsabe.

### Klima

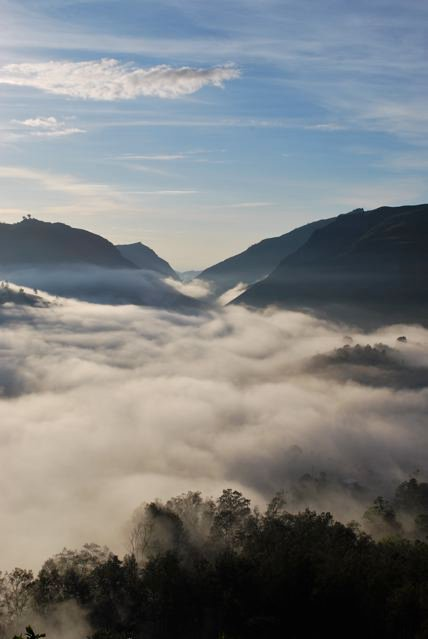
Wolken in den Bergen von Maubisse

Das lokale Klima ist tropisch, im Allgemeinen heiß und schwül und von einer ausgeprägten Regen- und Trockenzeit charakterisiert. Während des Ostmonsuns zwischen Mai und November herrscht oft anhaltende Dürre, die Nordküste erreicht dann praktisch kein Regen und die braune Landschaft ist ausgedörrt. In diesen Dürreperioden kommt die Landwirtschaft zum Erliegen. Die kühleren Gebirgsregionen im Zentrum der Insel und die Südküste bekommen in der Trockenzeit gelegentlich Regen, daher bleibt hier die Landschaft grün. Die Regenzeit dauert von Ende November bis April. In dieser Zeit werden die Felder wieder bewirtschaftet. An das Ende der Regenperiode schließt sich die Erntezeit an. Mit dem Regen kommen oft Überschwemmungen, die trockenen Flussbetten können sich in kürzester Zeit füllen und zu großen Strömen heranschwellen, die Erde und Geröll mit sich reißen und Straßen unterbrechen. Am 4. April 2021 führten starke Regenfälle fast im gesamten Land zu großen Schäden. Nahezu die gesamte Hauptstadt Dili wurde überschwemmt. Es war die größte Naturkatastrophe in Osttimor seit über 40 Jahren.
Dili besitzt einen durchschnittlichen Jahresniederschlag von 840 mm; der Regen fällt zum größten Teil von Dezember bis März. Dagegen erhält die Stadt Manatuto, östlich von Dili gelegen, durchschnittlich nur 565 mm Jahresniederschlag. Die Südküste Osttimors ist mit 1500 bis 2000 mm Jahresniederschlag regenreicher; der meiste Regen fällt an der mittleren Südküste und an den südlichen Bergen. Allerdings schaffen die Berge oft ein besonderes lokales Mikroklima, wodurch zum Beispiel der Ort Lolotoe in der Gemeinde Bobonaro die höchste jährliche Niederschlagsmenge in Osttimor mit 2837 mm aufweist. Auch gibt es im Laufe der Jahre sehr starke Unterschiede bei der Niederschlagsmenge (siehe Tabelle für Dili).
Die Temperatur in der Trockenzeit beträgt um die 30 bis 35 °C im Flachland (nachts 20 °C). Teile der Nordküste erreichen am Ende der Trockenzeit Temperaturen bis über 35 °C, allerdings bei geringer Luftfeuchtigkeit und fast keinen Niederschlägen. In den Bergen ist es tagsüber ebenfalls warm bis heiß, nachts kann die Temperatur aber auf unter 15 °C absinken, in höheren Lagen deutlich tiefer. Auf 500 m Höhe liegt der jährliche Temperaturdurchschnitt bei 24 °C, auf 1000 m bei 21 °C, 1500 m bei 18 °C und auf 2000 m bei 14 °C. Der Wind weht in Dili im Monatsdurchschnitt am schwächsten im Mai mit 7 km/h und am stärksten im August mit 12 km/h.
|                                                 | Jan       | Feb       | Mär       | Apr       | Mai         | Jun         | Jul         | Aug         | Sep         | Okt         | Nov         | Dez   | Jahr   |
| ----------------------------------------------- | --------- | --------- | --------- | --------- | ----------- | ----------- | ----------- | ----------- | ----------- | ----------- | ----------- | ----- | ------ |
| Durchschnittstemperatur [°C]                    | 28,3      | 28,3      | 28,3      | 28,3      | 28,1        | 27,5        | 26,7        | 26,4        | 26,4        | 27,2        | 28,6        | 28,9  | 27,8   |
| Durchschnittliches Tagesmaximum [°C]            | 31,1      | 31,1      | 31,7      | 31,7      | 31,7        | 31,1        | 30,6        | 30,6        | 30,6        | 31,1        | 32,2        | 32,2  | 31,3   |
| Durchschnittliches Tagesminimum [°C]            | 25,6      | 25,6      | 25,0      | 25,0      | 24,4        | 23,9        | 22,8        | 22,2        | 22,2        | 23,3        | 25,6        | 25,6  | 24,2   |
| Absolutes Temperaturmaximum [°C]                | 36,1      | 35,0      | 36,7      | 36,1      | 35,0        | 36,7        | 33,3        | 35,0        | 33,9        | 33,9        | 35,0        | 35,0  | 36,7   |
| Absolutes Temperaturminimum [°C]                | 21,1      | 22,8      | 20,0      | 21,7      | 20,6        | 18,9        | 16,1        | 17,2        | 16,1        | 18,3        | 21,1        | 22,8  | 16,1   |
| Durchschnittliche Regenmenge [mm]               | 127,0     | 119,4     | 137,2     | 109,2     | 86,4        | 25,4        | 12,7        | 5,1         | 7,6         | 22,9        | 50,8        | 139,7 | 843,4  |
| Maximale Regenmenge [mm]                        | 161,9     | 143,9     | 157,4     | 148,4     | 149,8       | 139,2       | 137,1       | 130,1       | 127,5       | 149,6       | 159,9       | 168,6 | 1773,5 |
| Durchschnittliche Anzahl an Regentagen          | 13        | 13        | 11        | 9         | 6           | 4           | 3           | 1           | 1           | 2           | 6           | 11    | 80     |
| Durchschnittliche Sonnenscheindauer [h/d]       | 6,1       | 5,7       | 7,6       | 7,8       | 8,6         | 8,2         | 8,8         | 9,4         | 9,6         | 9,6         | 9,0         | 7,1   | 8,1    |
| Durchschnittliche Wassertemperatur [°C]         | 26,7      | 26,4      | 26,4      | 27,2      | 28,6        | 28,9        | 28,3        | 28,3        | 28,3        | 28,3        | 28,1        | 27,5  | 27,8   |
| Durchschnittliche relative Luftfeuchtigkeit [%] | 80        | 82        | 80        | 77        | 75          | 72          | 71          | 70          | 71          | 72          | 73          | 77    | 75     |
| Durchschnittliche Windgeschwindigkeit [km/h]    | 10        | 8         | 9         | 8         | 7           | 8           | 10          | 12          | 11          | 11          | 11          | 10    | -      |
| Jahreszeit                                      | Regenzeit | Regenzeit | Regenzeit | Regenzeit | Trockenzeit | Trockenzeit | Trockenzeit | Trockenzeit | Trockenzeit | Trockenzeit | Trockenzeit | RZ    |        |

Quelle: Phytosociological Research Center; wetterkontor.de; Direcção Nacional de Estatística: Timor-Leste in figures 2011 (PDF; 3,8 MB), abgerufen am 5. Mai 2013

Bearbeiten

### Fauna und Flora

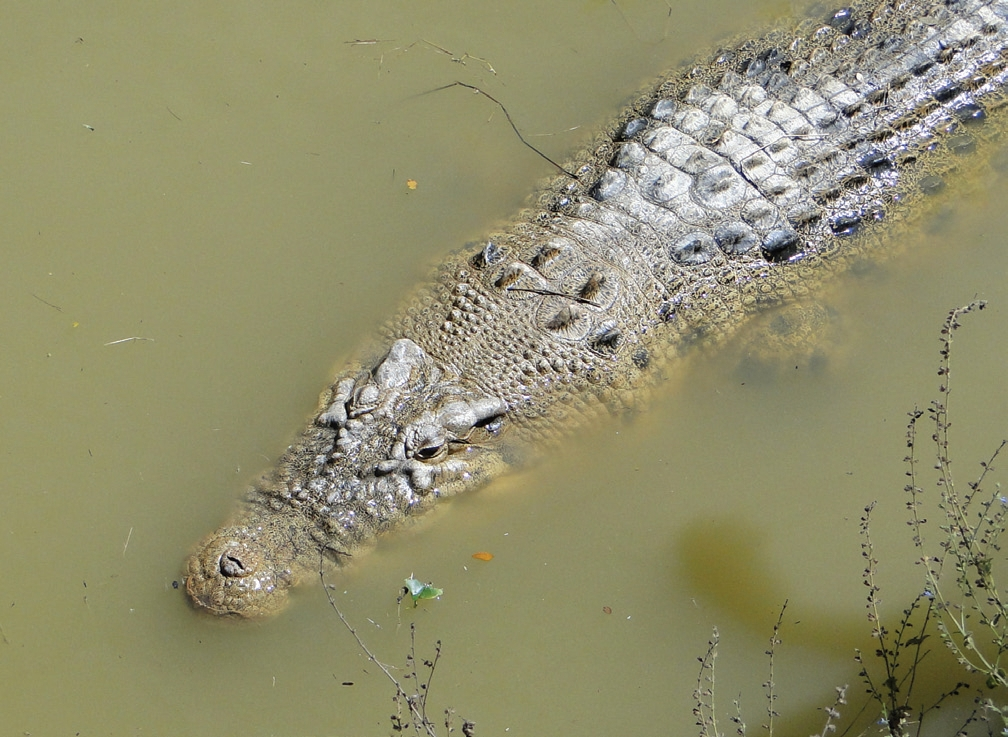
Leistenkrokodil in Aileu

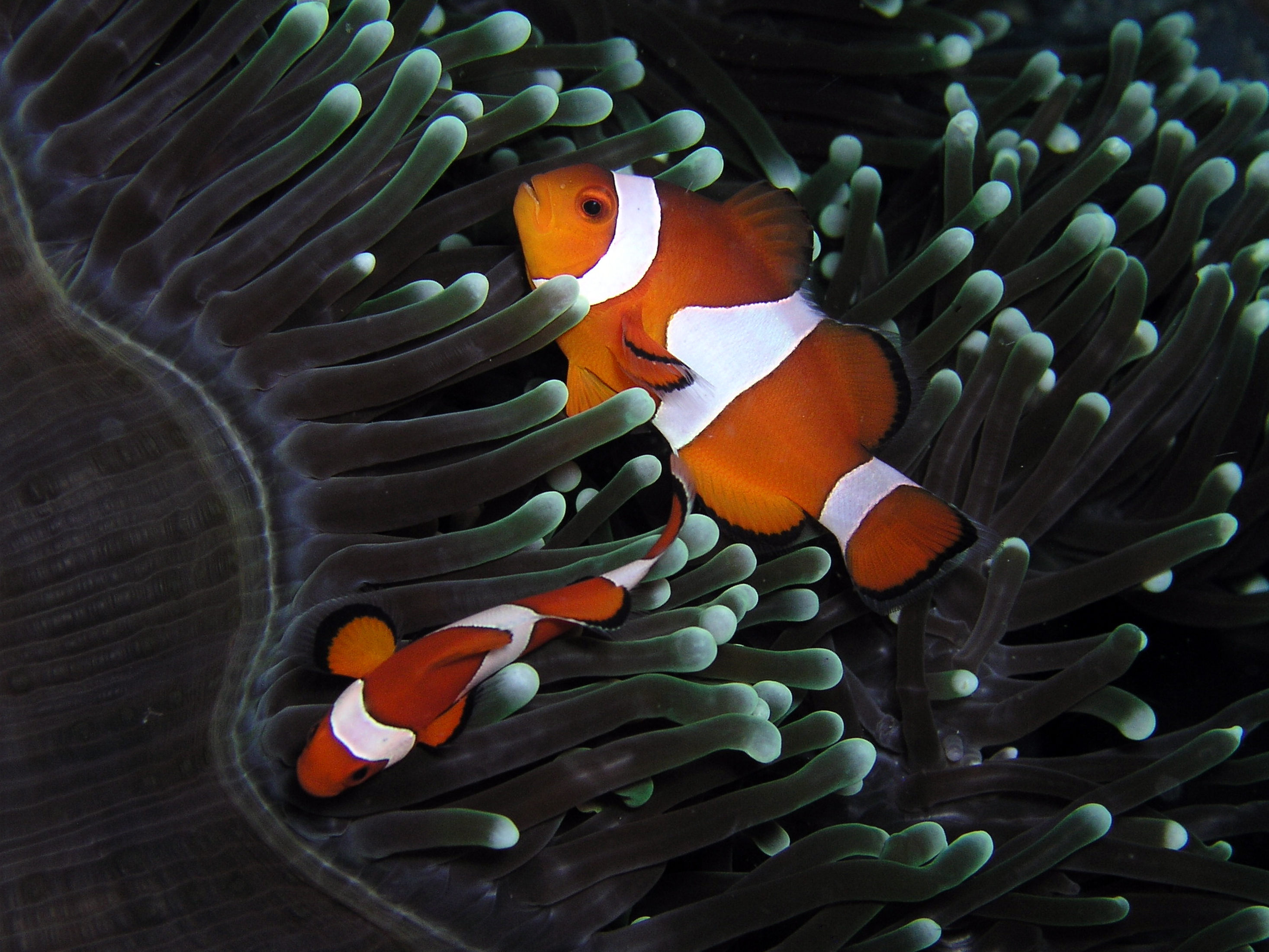
Clownfische in einer Anemone im Meer vor Tasitolu

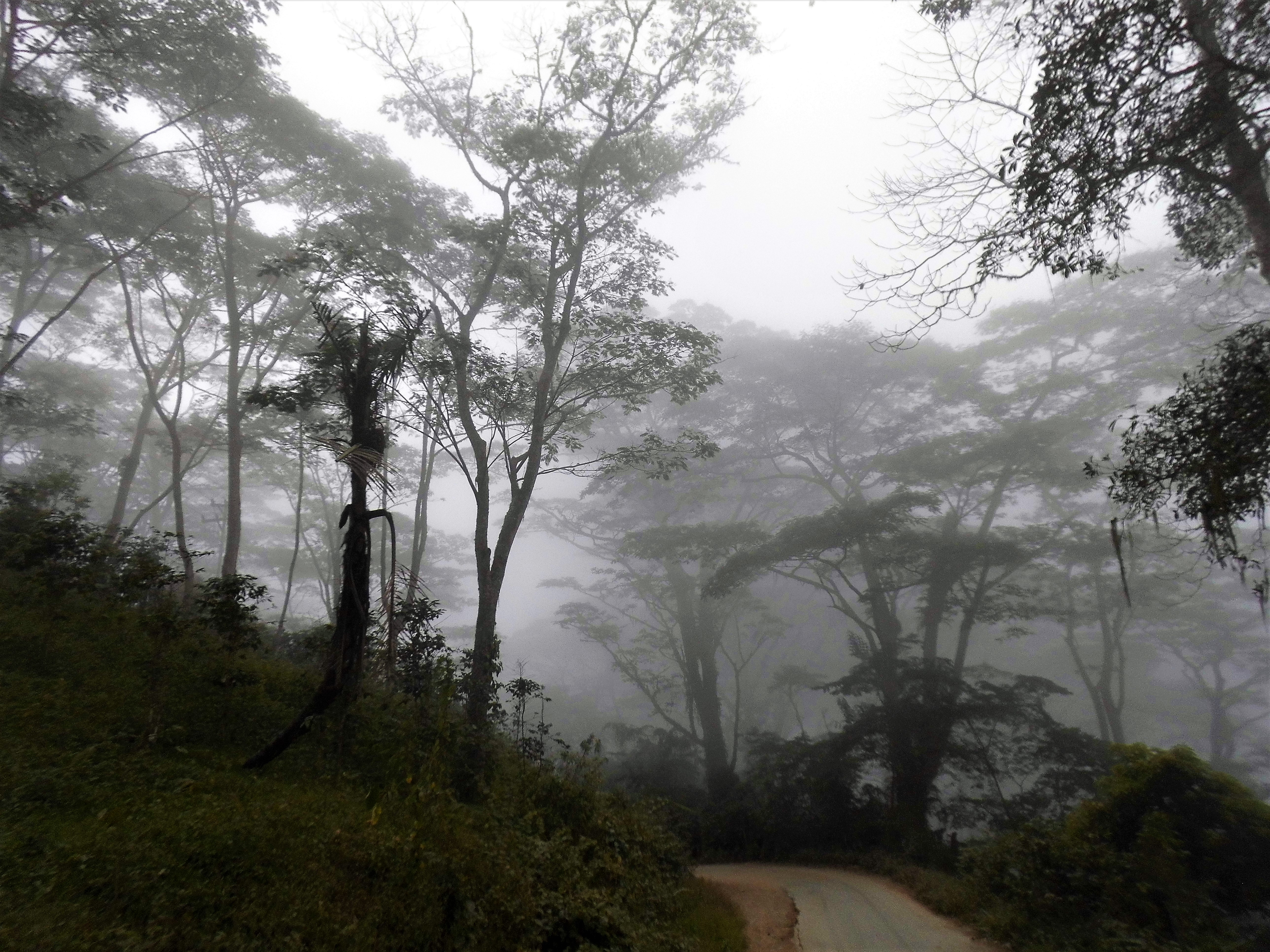
Wald in Maubisse

Die Insel Timor gehört zu Wallacea, einem Gebiet der biogeographischen Übergangszone zwischen der asiatischen und der australischen Flora und Fauna. Allerdings gibt es nur wenige australische Arten, wie den Grauen Kuskus. Die wenigen Säugetierarten auf Timor, wie der Mähnenhirsch, Musangs, Arten der Taxa Flughunde, Spitzmäuse und Affen, sowie Vögel und Insekten ähneln gewöhnlichen malaiischen Phänotypen. 23 Vogelarten kommen jedoch nur in der Timor and Wetar Endemic Bird Area vor, was Osttimor gerade für Ornithologen interessant macht. Zu den insgesamt etwa 240 Vogelarten gehören unter anderem zahlreiche Arten von Papageien sowie Amadinen, Kakadus und Tauben. Vor der Nordküste finden sich Dugongs und Blauwale, Pottwal und andere Meeressäuger ziehen regelmäßig direkt vor Dili vorbei.
Osttimor kann nur mit wenigen Froscharten aus der Klasse der Amphibien aufwarten, die meist auch nicht endemisch, also nur auf Timor beschränkt sind. Auch Reptilien bereichern die Tierwelt Timors, so etwa der nach der Insel benannte Timor-Waran (Varanus timorensis), der Timor-Wasserpython (Liasis mackloti) und die im Meer lebende Timor-Riffschlange (Aipysurus fuscus). Endemisch ist die an der Ostspitze der Insel lebende und erst 2007 entdeckte Timorschildkröte, die teils als Unterart von McCords Schlangenhalsschildkröte (Chelodina mccordi), teils als eigene Art Chelodina timorensis angesehen wird.
Eine besondere kulturelle Bedeutung hat das in Meer und Flüssen lebende Leistenkrokodil, das „Großvater Krokodil“ genannt wird. Die Insel Timor soll der Sage nach aus einem Krokodil entstanden sein. CrocBITE, die Datenbank für Krokodilangriffe der Charles Darwin University, registrierte allein zwischen 2007 und 2016 15 tödliche und fünf weitere Attacken auf Menschen in Osttimor. Auch Haustiere werden immer öfter gerissen, weswegen 2010 eine Crocodile Task Force aus zehn Männern aufgebaut wurde.
Endemische Süßwasserfische in den Flüssen Timors sind der nur vier Zentimeter lange Oryzias timorensis aus der Familie der Reisfische (Adrianichthyidae) und Craterocephalus laisapi aus der Gattung der Hartköpfchen. Nicht wenige Arten Osttimors sind eher im Brackwasser der Flussmündungen und Mangroven lebend, unter anderem aus den Familien der Kreuzwelse (Ariidae), der Grundeln (Gobiidae), der Schützenfische (Toxotidae) und Kuhlia mugil aus der Familie der Flaggenschwänze (Kuhlia). Der Karpfen, der Afrikanische Raubwels und die Zahnkärpflinge Guppy, Koboldkärpflinge und Panchax wurden vom Menschen eingeführt. Die Gewässer um Timor gehören zum so genannten Korallendreieck, einer Region mit der größten Biodiversität an Korallen und Rifffischen in der Welt. Den Spitzenwert für Fische liefern die Riffe um die Insel Atauro. Bis zu 314 Arten entdeckte man 2016 an einzelnen Stellen, ein Wert, der nirgends auf der Welt übertroffen wird. Insgesamt wurden um Atauro 643 Fischarten nachgewiesen, mehrere sind wissenschaftlich noch nicht einmal beschrieben.
Man schätzt, dass es in Osttimor etwa 2500 Pflanzenarten gibt. Die Vegetation Osttimors besteht hauptsächlich aus Sekundärwald, Savannen und Grasland. Es gibt zumeist Arten aus der Familie Kasuarinengewächse, der Gattung Eukalyptus, der Gattung Sappanholz, Sandelholz (tetum Ai-kameli) und Palmyrapalmen (Lontarpalmen). Die Fläche des ursprünglichen Primärwaldes Osttimors ist auf 220.000 ha, oder ein Prozent des Territoriums, zusammengeschrumpft. Dichten Wald findet man nur noch im Süden des Landes und in den Bergregionen. Mangrovenwälder bedecken nur etwa 7500 ha Osttimors, da im Gegensatz zu anderen Inseln des Archipels nur wenige Ausbuchtungen in der Küstenlinie vorhanden sind. Diese kommen hauptsächlich an der Nordküste vor, an der das Meer ruhiger ist. Beispielsweise findet man Mangrovenwälder bei Metinaro, Tibar und Maubara. An der Südküste breiten sich die Mangroven nicht viel weiter als über die Flussmündungen und sumpfigen Gelände hinaus aus. Insgesamt sind 61,9 % der Landesfläche bewaldet.

## Bevölkerung

### Demografie

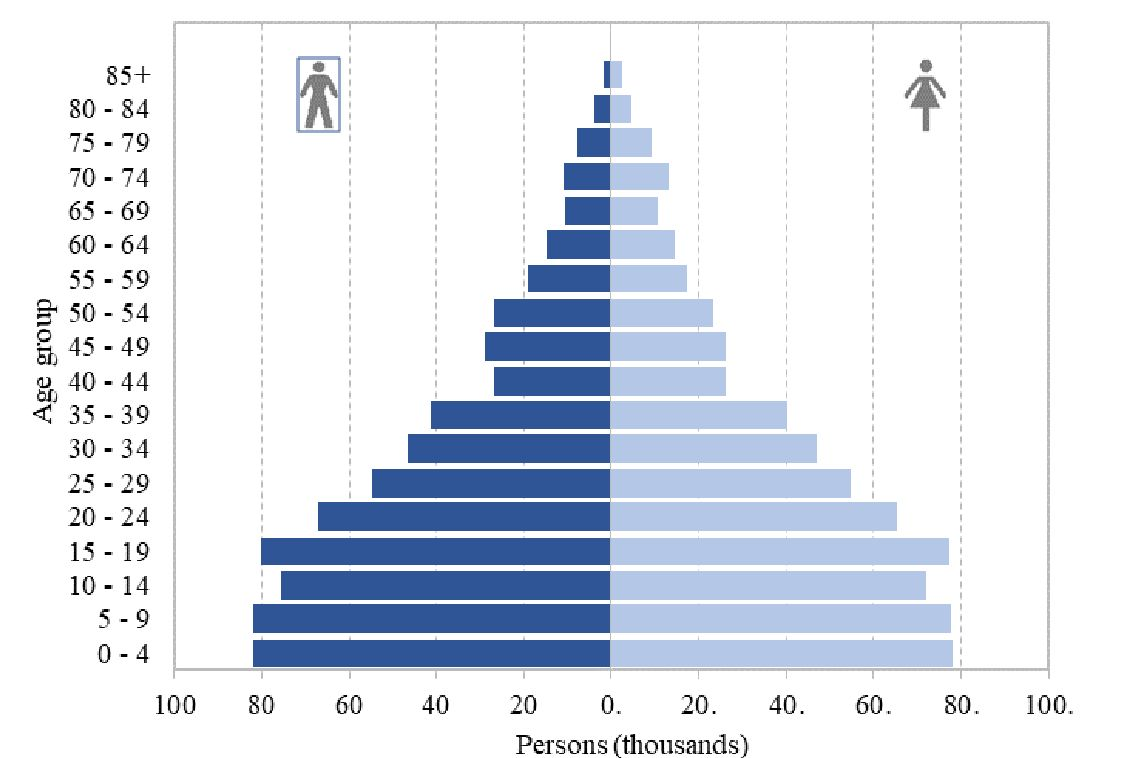
Bevölkerungspyramide Osttimor 2022

Osttimor hatte Anfang 2006 knapp 950.000 Einwohner, die Volkszählung von 2022 brachte ein Ergebnis von 1.341.737 Einwohnern, 383.416 Menschen leben in urbanen Gebieten, 958.321 auf dem Land. Sie wohnen in 250.270 Haushalten, womit durchschnittlich 5,4 Personen in einem Haushalt leben. 2015 waren es durchschnittlich noch 5,7.
Die Bevölkerungsentwicklung im 20. Jahrhundert weist vor allem kriegsbedingt auffällige Schwankungen auf. Vor dem Zweiten Weltkrieg lebten etwa 450.000 Menschen in der damaligen portugiesischen Kolonie. Im Krieg verloren 40.000 bis 70.000 Timoresen ihr Leben. Bei der letzten portugiesischen Volkszählung 1970 zählte man 609.477 Einwohner. Durch die indonesische Invasion 1975, den Guerillakrieg und Repressalien durch die Besatzungsmacht starben zwischen 1974 und 1999 183.000 Menschen. Viele flohen auch aus dem Land, besonders direkt nach der Invasion und in den 1990er Jahren mit Höhepunkt bei den Vertreibungen von 1999, die schließlich zum Eingreifen der internationalen Staatengemeinschaft führten. Damals waren drei Viertel der Bevölkerung auf der Flucht. Etwa 280.000 Osttimoresen wurden von Indonesien nach Westtimor zwangsdeportiert oder hatten dort Zuflucht gesucht.

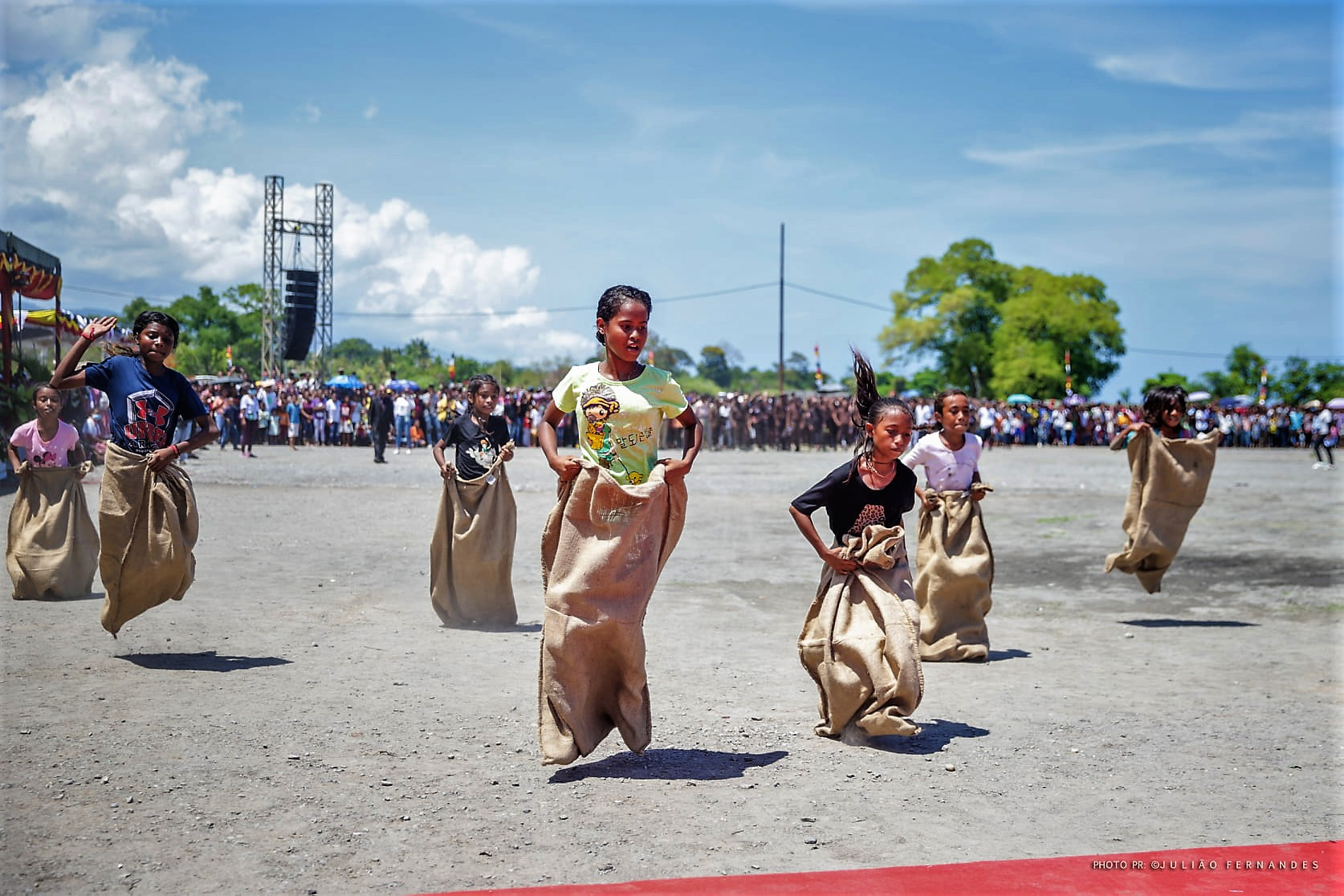
Kinder in Osttimor

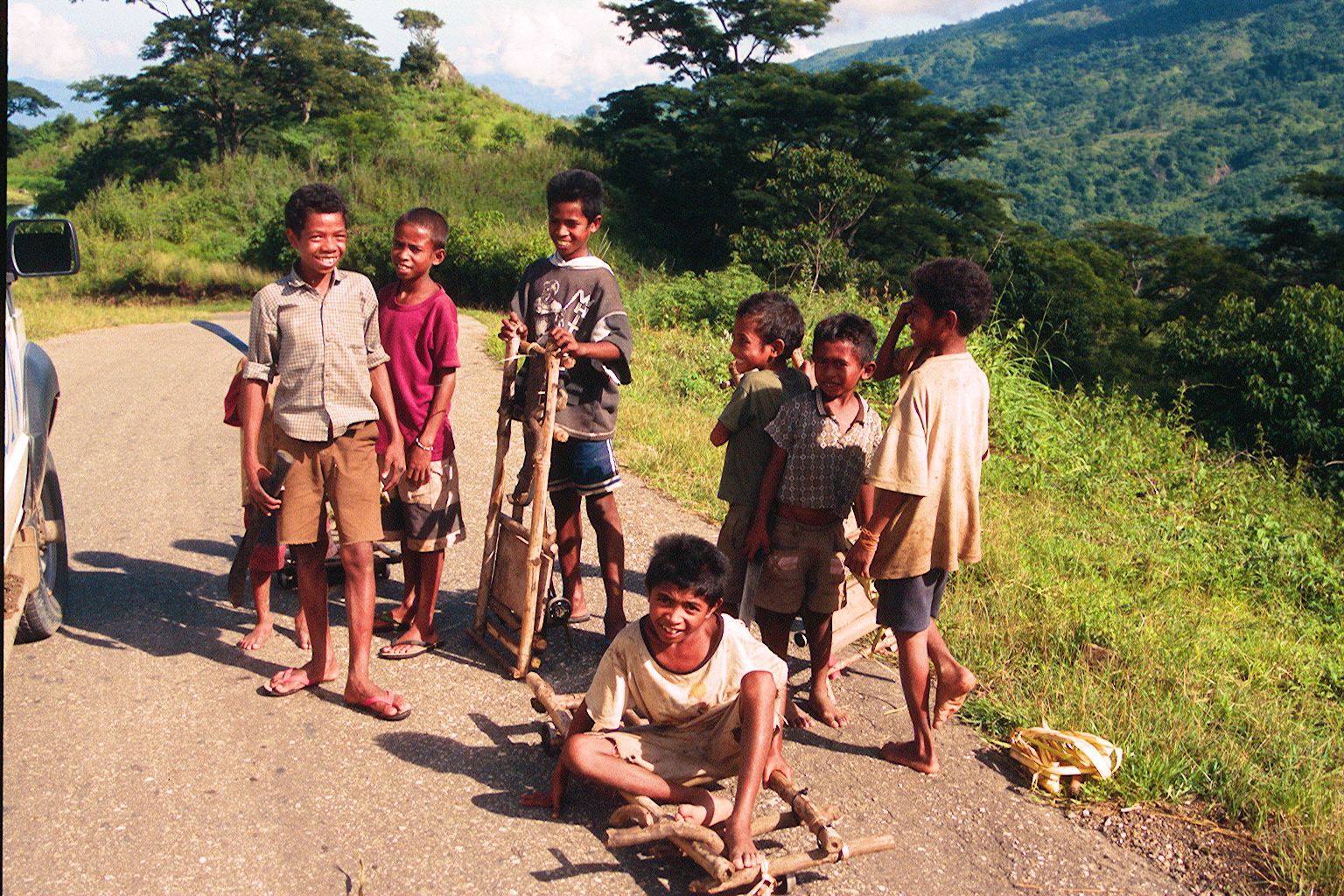
Kinder spielen auf der Straße zwischen Maliana und Bobonaro

Das jährliche Bevölkerungswachstum liegt bei 1,8 % (2022, 2004: 3,2 %) und ist damit das höchste aller Länder in der Region. Die Gemeinde Dili hat dank des Zuzugs aus den anderen Regionen eine jährliche Wachstumsrate von 2,7 %, so dass sich die Bevölkerung der Hauptstadt alle 25 Jahre verdoppelt. Ebenfalls über 2 % Wachstum haben Oe-Cusse Ambeno (2,3 %), Liquiçá (2,2 %) und Ainaro (2,1 %). Das kleinste Bevölkerungswachstum hat Viqueque mit 0,8 %. Die Fruchtbarkeitsrate sank in den letzten Jahren von 6,9 (2004) auf 5,7 (2011). Dabei betrug sie in der Stadt durchschnittlich 4,9, auf dem Land 5,9.
Der Anteil der Bevölkerung mit einem Alter unter 15 Jahren beträgt 35 % und 65 Jahre oder älter sind 6 % der Bevölkerung (2022). 2011 kamen auf 100 Personen im erwerbsfähigen Alter von 15 bis 64 Jahren 81 Kinder unter 15 Jahren und 9,6 Personen über 64. Die Lebenserwartung lag 2006 bei 60,2 Jahren, 2020 betrug sie bei Frauen 70,3 Jahre und bei Männern 66,8. Das Durchschnittsalter lag 2011 bei 18,4 Jahren, ist aber infolge eines Rückgangs der Geburtenrate bis 2023 auf 21 Jahre angestiegen. Der Anteil der städtischen Bevölkerung beträgt 29,6 % (2010, 2007:27 %). Auf 100 Frauen kamen 2022 statistisch 103 Männer. Bei der Volkszählung 2022 wurde zwar als weitere Möglichkeit bei der Geschlechtsangabe „andere“, eingeführt, da diese Option aber bei den Umfragen keine Verwendung fand, konnten in den Statistiken keine Angaben gemacht werden, wie viele Osttimoresen sich weder als Männer noch Frauen ansehen.
2022 lebten 17,5 % der Einwohner Osttimors nicht in der Gemeinde, in der sie geboren wurden. Allein die Hauptstadtgemeinde Dili verzeichnet eine Zunahme der Bevölkerung durch interne Migration, während vor allem Baucau, Viqueque, Lautém und Bobonaro eine große Abwanderung registrierten.
10.484 Timoresen wurden im Ausland geboren, davon etwa 7.700 in Indonesien. In der Häufigkeit als Geburtsland folgen die Volksrepublik China (7,5 %) und Portugal mit seinen ehemaligen Kolonien (8,2 %). 2022 hatten von den Einwohnern Osttimors 4.100 eine ausländische Staatsbürgerschaft, dazu gehören Indonesier, Chinesen, Portugiesen, Australier und andere. (2011: 10.983).

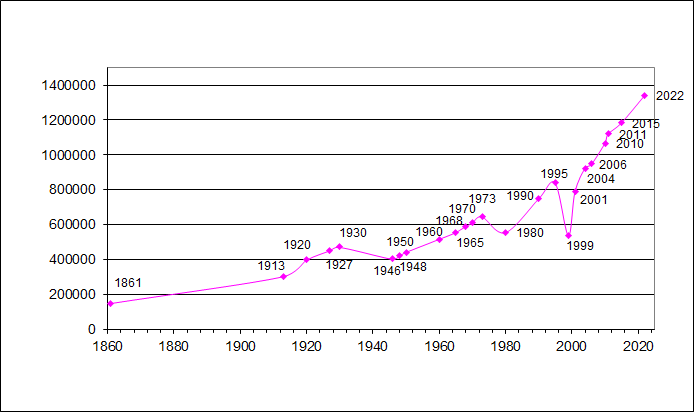
Demographische Entwicklung Osttimors
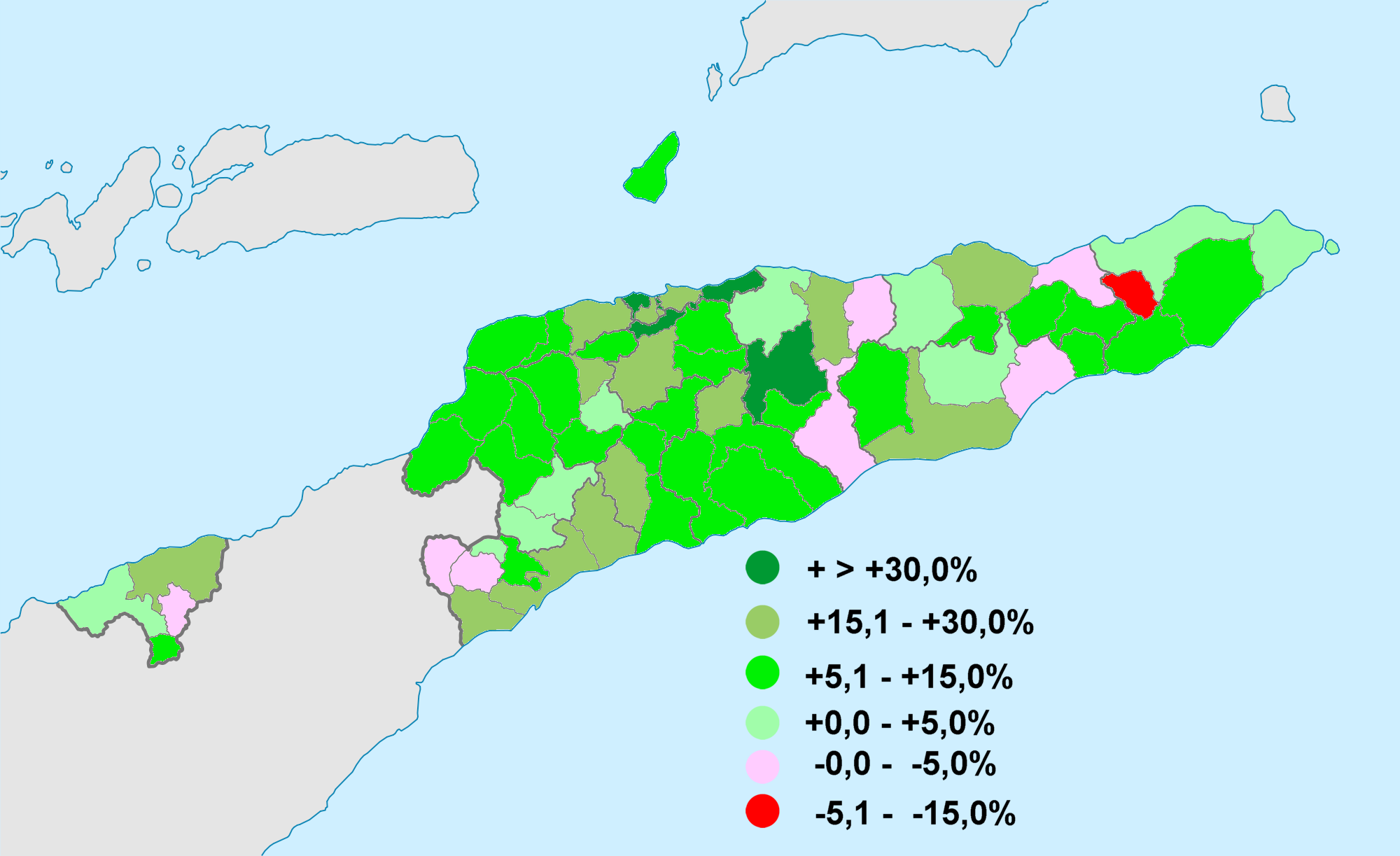
Regionale Änderungen von 2004 bis 2010

### Sprachen und Volksgruppen

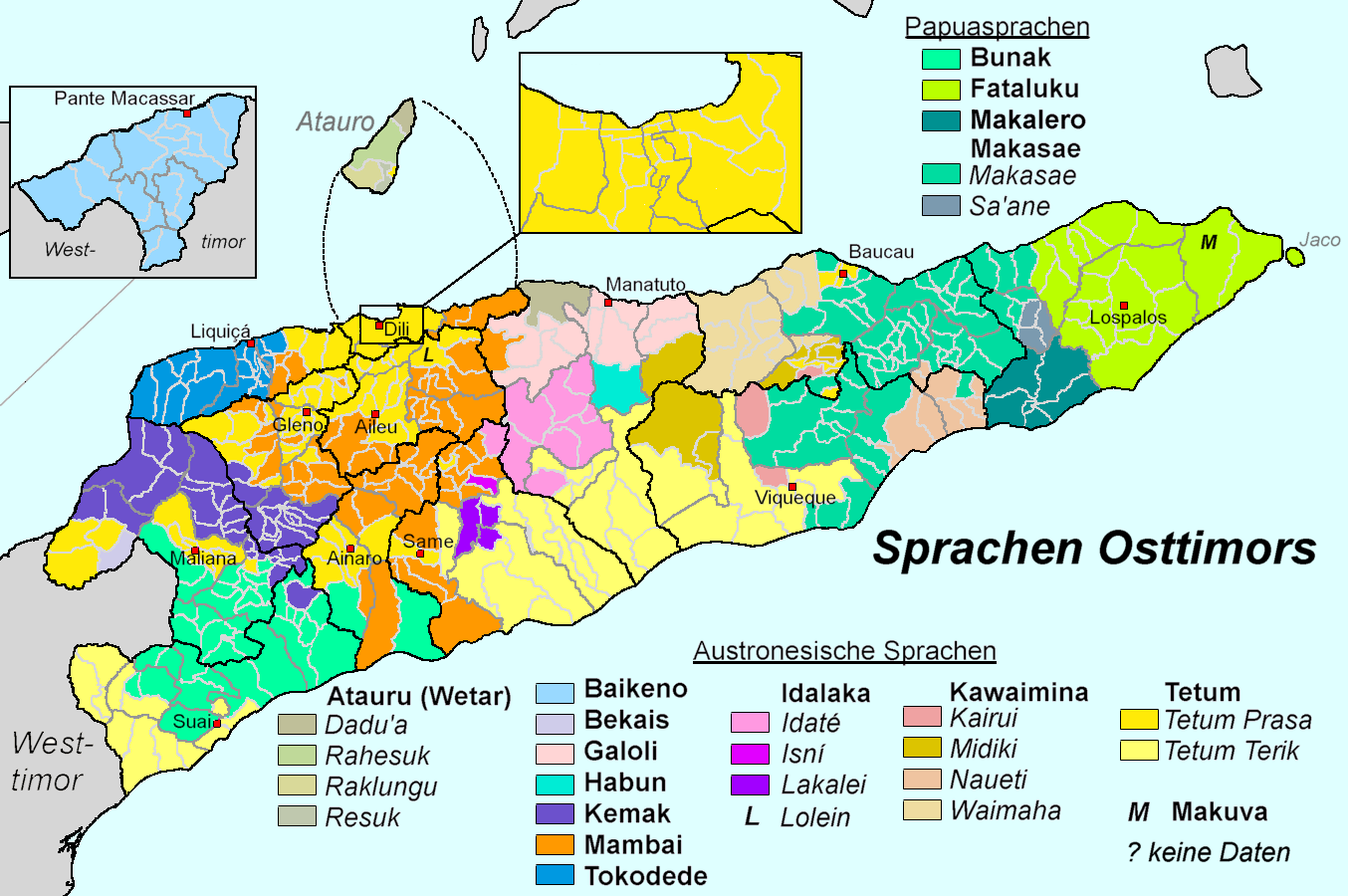
Größte Sprachgruppe in den jeweiligen Sucos Osttimors nach den Ergebnissen der Volkszählung vom Oktober 2010. Daneben die beiden Sprachinseln der Lolein (L) und Makuva (M).

Timor wurde von mindestens drei Einwanderungswellen (Veddo-Austronesen, Melanesier und Malaien) besiedelt, deren Nachkommen die verschiedenen einheimischen Völker der Insel stellen.
In der wissenschaftlichen Literatur wird im Falle Timors vereinfacht dargestellt, dass die einzelnen Sprachgruppen auch jeweils eine eigene Kultur haben und so jeweils eine eigene Ethnie bilden. Die Menschen definieren sich über ihre Sprache. Es gibt auf Osttimor etwa 16 Ethnien, davon zwölf größere Stammesverbände. Sie sprechen meist austronesische (malayo-polynesische) Sprachen und Papuasprachen. Amtssprachen sind Portugiesisch und Tetum, die als Lingua Franca am weitesten verbreitete einheimische Sprache. Die 15 anderen Sprachen der einheimischen Ethnien sind als Nationalsprachen anerkannt, die nach der Verfassung „wertgeschätzt und gefördert“ werden sollen: Dies sind Atauru, Baikeno, Bekais, Bunak, Fataluku, Galoli, Habun, Idalaka, Kawaimina, Kemak, Makuva, Makalero, Makasae, Mambai und Tokodede. Englisch und Bahasa Indonesia sind als Arbeitssprachen aufgeführt.

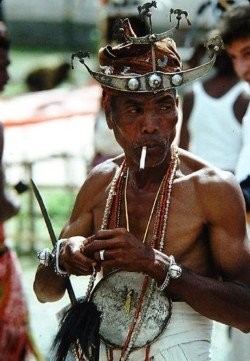
Mann in traditioneller Kleidung und der Kaibauk-Krone in Ermera

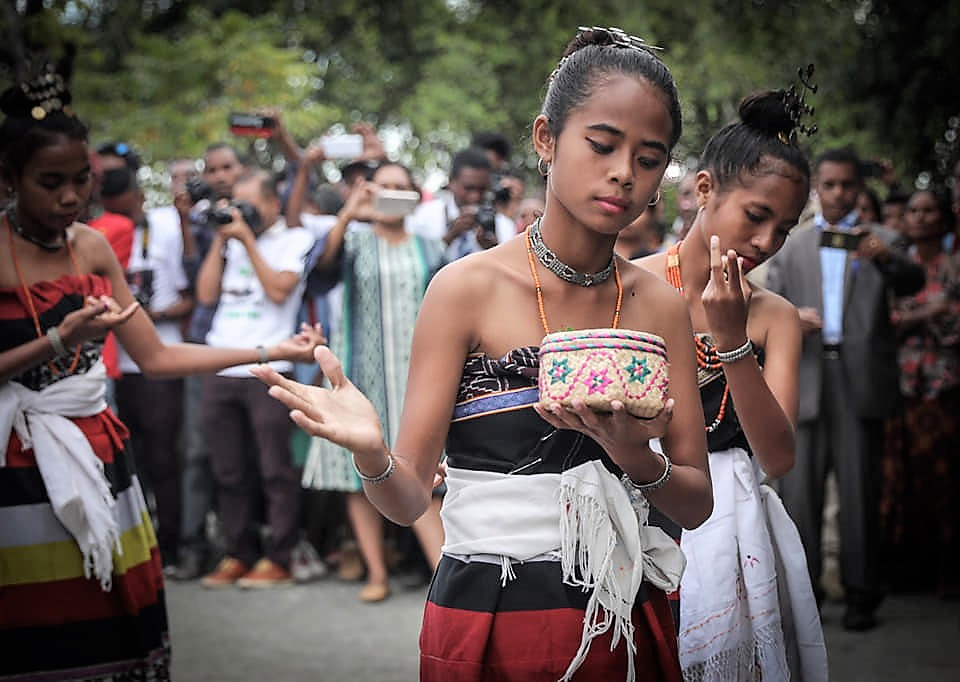
Tetum-Tänzerin in Suai Loro

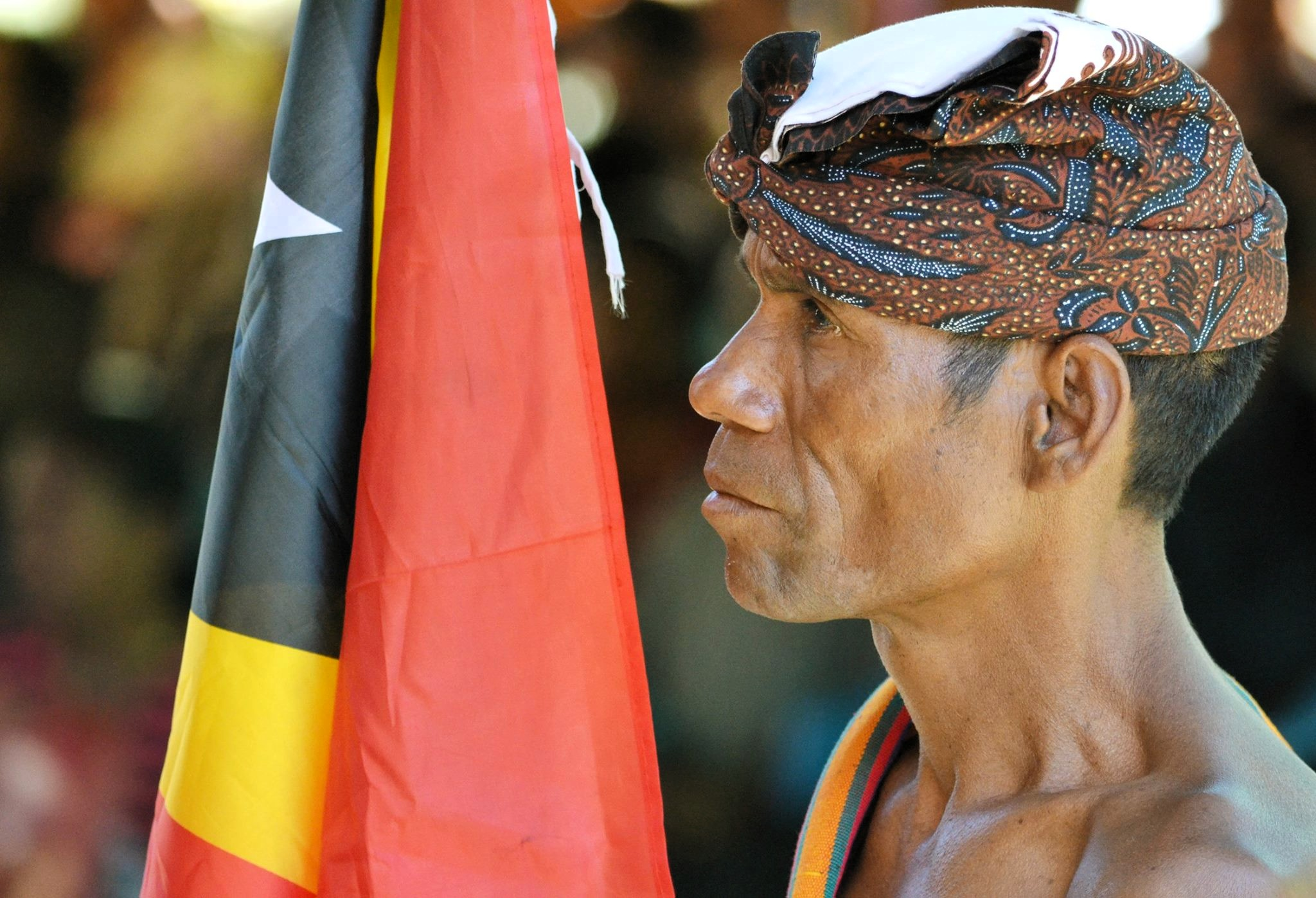
Bunak aus Lactos

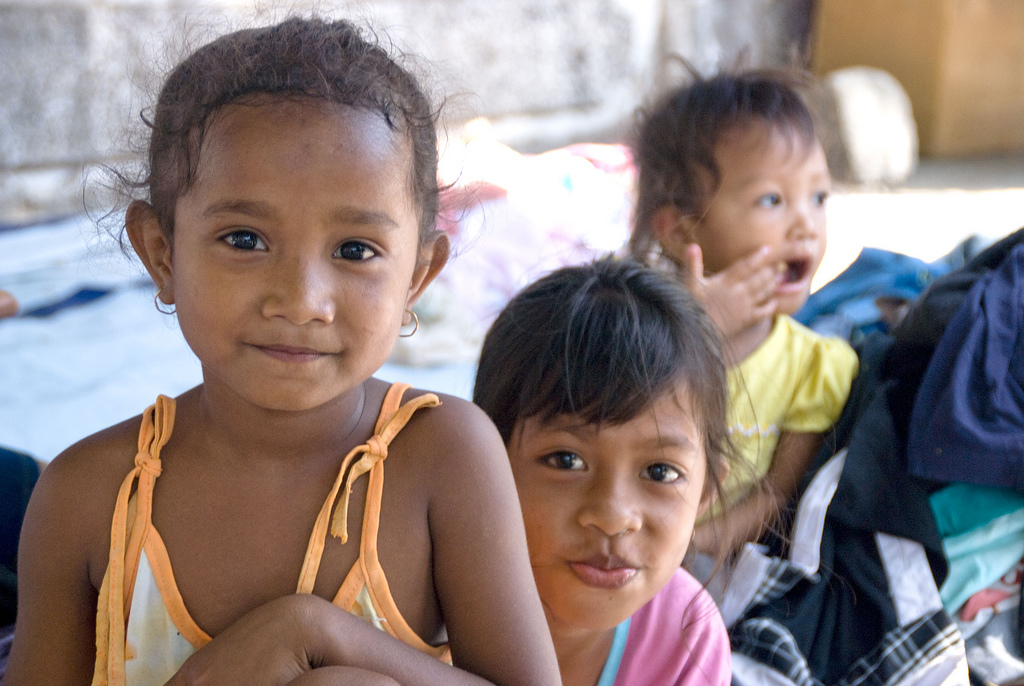
Kinder in Dili

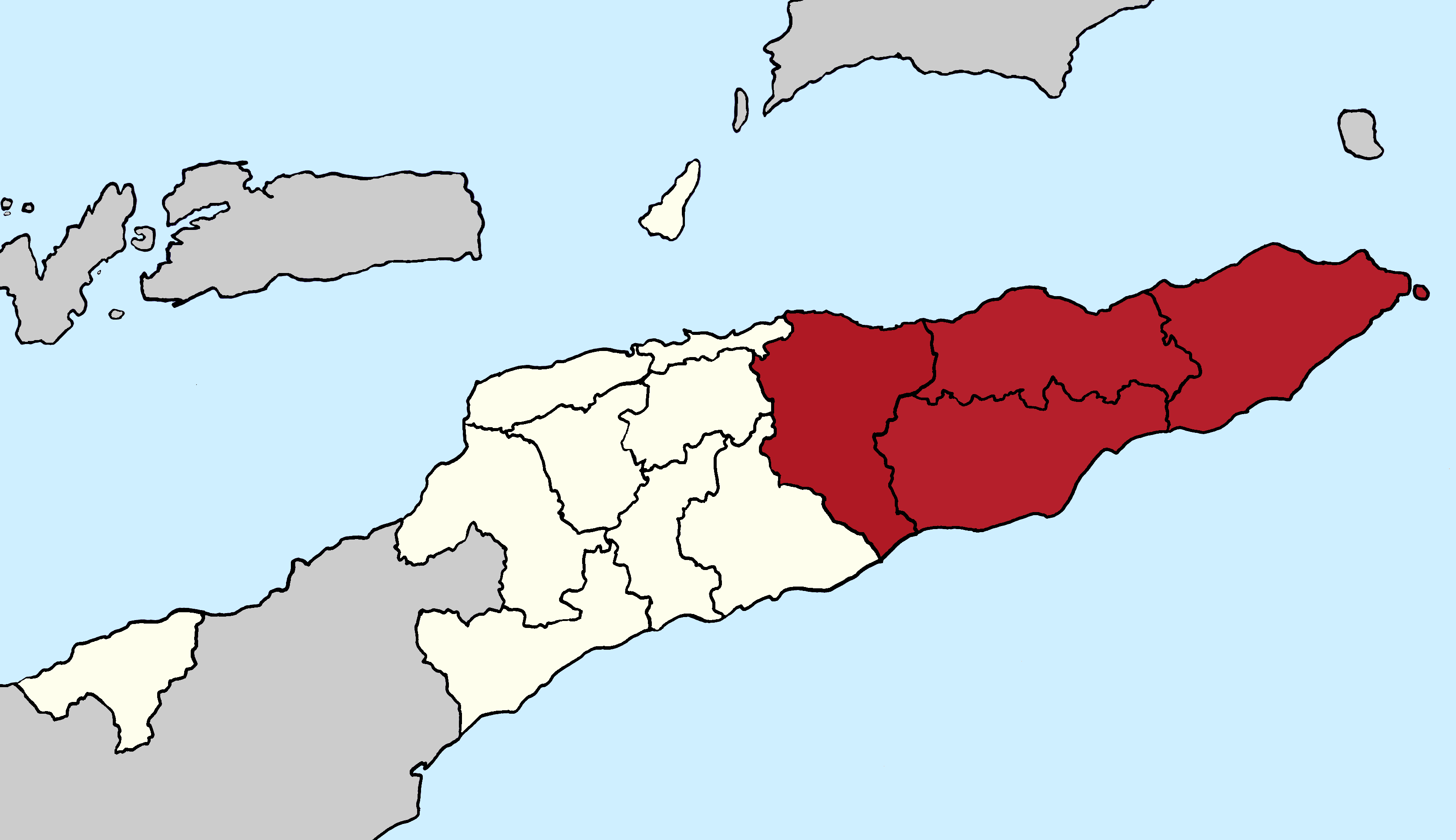
Die kulturellen Regionen Osttimors: Loro Munu (weiß) und Loro Sae (rot)

Die malayo-polynesischen Tetum bilden mit etwa 433.000 Angehörigen die größte Ethnie Osttimors. Weitere malayo-polynesische Ethnien sind die Mambai (196.000), die Kemak (69.000), die Tokodede (47.000) und die Galoli (16.000). Die Baikeno in Oe-Cusse Ambeno (69.000) sprechen eine malayo-polynesische Sprache, stammen aber von der veddo-austronesischen Einwanderungswelle ab. Melanesischer Herkunft sind die Sprecher der Papuasprachen: die Makasae (130.000), die Bunak (65.000), die Fataluku (42.000) und die Makalero (9000).
Tetum war bereits vor der portugiesischen Kolonialzeit die Lingua franca des östlichen Timors. Nach der Annektierung Osttimors durch Indonesien wurde die portugiesische Sprache verboten. Die Katholische Kirche hielt ihre Messen jedoch nicht auf Bahasa Indonesia, sondern ab dem 7. April 1981 auf Tetum und trug so zur Herausbildung der Sprache und Identitätsstiftung bei. 62,5 % der Bevölkerung können Tetum sprechen, lesen und schreiben, weitere 1,3 % sprechen und lesen, 2,2 % nur lesen und 25,7 % nur sprechen.
Während Tetum weit verbreitet ist, sprechen, lesen und schreiben nur 30,8 % der Bevölkerung Portugiesisch. Weitere 2,4 % können es sprechen und lesen, 24,5 % nur lesen und 3,1 % nur sprechen. Auch viele Lehrkräfte sprechen kein oder nur sehr schlecht Portugiesisch. Aufgrund dieser Probleme wird die ersten drei Jahre der Unterricht auf Tetum gehalten und erst danach Portugiesisch schrittweise eingeführt.
Dazu kommen noch Einwanderer aus der jüngeren Geschichte, wie etwa Chinesen (hauptsächlich Hakka-Händler), Araber und Portugiesen. Mit der Einrichtung der Dampfschifffahrtslinie um die Jahrhundertwende zwischen Macau und Dili nahm die Zuwanderung von Chinesen nach Portugiesisch-Timor zu. Unter den Einwanderern waren auch viele zu finden, die als Gegner der chinesischen Mandschu-Kaiser aus China flohen. 1912 war die chinesische Gemeinde bereits gut organisiert. Es gab ein Vereinsgebäude, eine eigene Schule und einen buddhistischen Tempel. Die chinesische Bevölkerung sprach ursprünglich Hakka, Hochchinesisch und Kantonesisch. Vor der indonesischen Invasion 1975 gab es in Osttimor eine große und lebendige Hakkagemeinde. Während der Invasion kamen aber viele Hakka um oder flohen nach Australien. Heute leben die meisten timoresischen Hakka in Darwin und anderen australischen Städten, wie Brisbane, Sydney und Melbourne. In Osttimor nennen noch etwa 800 Menschen Chinesisch als ihre Muttersprache. Arabischer Herkunft ist zum Beispiel der ehemalige Premierminister Marí Alkatiri. Seine Vorfahren kamen am Ende des 19. Jahrhunderts aus dem heutigen Jemen nach Timor. Ihre Sprache, das Dili-Malaiisch ist nahezu verschwunden.
Ein kleiner Teil der Bevölkerung ist gemischter portugiesisch-timoresischer Herkunft. Auf Portugiesisch wird diese Bevölkerung Mestiços (deutsch: Mestizen) genannt. Zu ihnen gehört zum Beispiel Staatspräsident José Ramos-Horta. Zudem gibt es noch eine kleine Gruppe reiner Portugiesen. Etwa 1400 Osttimoresen bezeichnen Portugiesisch als ihre Muttersprache. Auch einige Einwanderer aus Indonesien sind nach der Unabhängigkeit Osttimors im Land geblieben. Bahasa Indonesia hat allerdings als Verkehrssprache an Bedeutung verloren, während Englisch durch die ausländischen UN-Soldaten gewonnen hat. 36,6 % der Bevölkerung können Bahasa Indonesia sprechen, lesen und schreiben, weitere 1,7 % sprechen und lesen, 17,6 % nur lesen und 6,2 % nur sprechen. 15,6 % der Bevölkerung können Englisch sprechen, lesen und schreiben, weitere 1,7 % sprechen und lesen, 19,8 % nur lesen und 1,9 % nur sprechen. Als Muttersprache sprechen etwa 2700 Einwohner Bahasa Indonesia und etwa 7300 nennen Englisch als ihre Muttersprache. An der Nationaluniversität in Dili werden aber weiterhin viele Studiengänge auf Bahasa Indonesia gehalten.
Die Besatzungszeit hat ein starkes osttimoresisches Nationalgefühl entstehen lassen, doch haben die Unruhen von 2006 wieder eine ethnische Spaltung ins Bewusstsein der Öffentlichkeit gebracht, die schon vor der Kolonialzeit bestand. Diese Teilung des Landes in einen Ost- und einen Westteil hat einen deutlichen Einfluss auf das alltägliche Leben in Osttimor. Die westliche Bevölkerung aus Loro Munu wird Kaladi, die östliche aus Loro Sae wird Firaku genannt. Der Osten besteht aus den Gemeinden Lautém, Baucau, Viqueque und Manatuto. Loro Munu besteht aus den Gemeinden Dili, Aileu, Ainaro, Atauro, Manufahi, Ermera, Bobonaro, Cova Lima, Liquiçá und Oe-Cusse Ambeno.
Die Firaku sehen sich als diejenigen, die durch ihren langen Widerstand die indonesische Besatzungsmacht besiegt haben. Zu den Firaku gehören wichtige osttimoresische Persönlichkeiten aus dem Militär. Dem Westen werfen die Firaku vor, mit den Indonesiern sympathisiert zu haben. Viele der Polizisten, die die Indonesier rekrutiert haben, waren Kaladi. Die Vereinten Nationen und das unabhängige Osttimor haben die meisten dieser Polizisten in ihren Dienst übernommen. Der schwelende Konflikt zwischen Polizei und Militär resultiert daraus. Dili ist, als Schmelztiegel der verschiedenen Ethnien und Gruppen des Landes, Schauplatz von regelmäßigen Straßenkämpfen zwischen Banden aus dem Osten und dem Westen. Auch politisch ist eine Trennung zu erkennen. Während die östlichen Gemeinden die Hochburgen der alten Unabhängigkeitspartei FRETILIN sind, haben im Westteil Parteien die Mehrheit, die erst nach dem Unabhängigkeitsreferendum gegründet wurden.
Trotzdem gibt es auch zahlreiche verwandtschaftliche Beziehungen zwischen den Gemeinden. Die engen Vernetzungen der einzelnen Stämme und Ethnien durch Heirat haben eine lange Tradition, die schon vor der Kolonisation die Insel und ihre grobe Teilung in eine West-, eine zentrale und eine Ostregion verband. Die Stämme am Westrand des Einflussgebietes von Wehale hatten gleichzeitig Bündnisse mit dem westlichen Timor und Oe-Cusse Ambeno, die Stämme im Osten mit dem östlichen Timor und seinen Zentren Atsabe und Lospalos. Auf diese Weise bildete die Insel aus Sicht vieler Timoresen trotz der verschiedenen Einflusssphären eine Einheit, die erst durch die koloniale Spaltung durch Niederländer und Portugiesen zerstört wurde. Doch auch von Fehden und Kriegen wird berichtet. Die alten Beziehungen und familiären Strukturen haben noch heute einen erheblichen Einfluss auf die Politik des Landes.

### Religion
| Religion/Konfession | Anzahl der Gläubigen | Anteil   |
| ------------------- | -------------------- | -------- |
| Katholiken          | 1.217.157            | 97,47 %  |
| Protestanten        | 25.511               | 2,04 %   |
| Muslime             | 3.202                | 0,26 %   |
| Buddhisten          | 378                  | 0,03 %   |
| Animisten           | 240                  | 0,02 %   |
| Hindus              | 161                  | 0,01 %   |
| Sonstige            | 1.020                | 0,08 %   |
| keine Religion      | 797                  | 0,06 %   |
| keine Antwort       | 239                  | 0,02 %   |
| Gesamt              | 1.248.705            | 100,00 % |

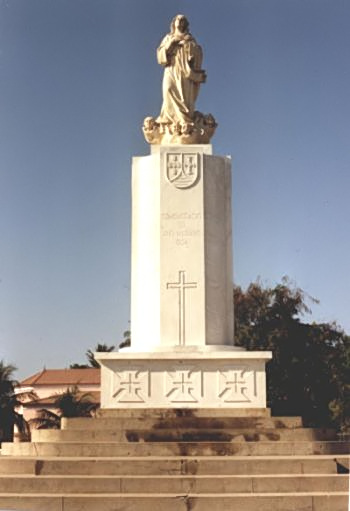
Statue der Muttergottes von Fátima in Dili

Fast alle Einwohner Osttimors sind christlichen Glaubens. Über 97 % gaben bei der Volkszählung 2020 an, Katholiken zu sein; Protestanten bilden eine christliche Minderheit (2,0 %). Davon gehören etwa 17.000 zur Protestantischen Kirche in Osttimor (IPTL). 0,26 % der Osttimoresen sind Muslime, zumeist Sunniten. Es sind Nachkommen von im 19. Jahrhundert eingewanderten Arabern und während der Besatzung angesiedelter Javaner. Die Annur-Moschee in Dili ist die größte Moschee des Landes. Weitere gibt es in Baucau, Lospalos und Liquiçá. Außerdem gibt es Minderheiten von Buddhisten und Hindus. Der Pura Girinatha in Dili ist der größte der wenigen hinduistische Tempel im Land, die chinesische Minderheit hat mit dem Guandi-Tempel seit hundert Jahren einen buddhistischen Tempel. Die traditionelle Religion Timors ist nur noch schwach vertreten (0,02 %). Allerdings werden animistische Glaubensinhalte immer noch im Alltag praktiziert.
Der katholische Glaube war während der portugiesischen Kolonialherrschaft auf die Hauptstadt Dili und wenige größere Orte beschränkt. Die Mehrheit der Bevölkerung waren Animisten. Um 1975 betrug der Anteil der Katholiken an der Bevölkerung nur etwa 30 %. Während des Freiheitskampfes gegen Indonesien wurde die katholische Kirche jedoch zur einigenden Klammer um die zwölf größeren Stammesverbände gegen die überwiegend muslimischen Indonesier. In keinem anderen Land der Erde hat die katholische Kirche in den letzten Jahrzehnten einen derart großen Zuwachs erreicht.

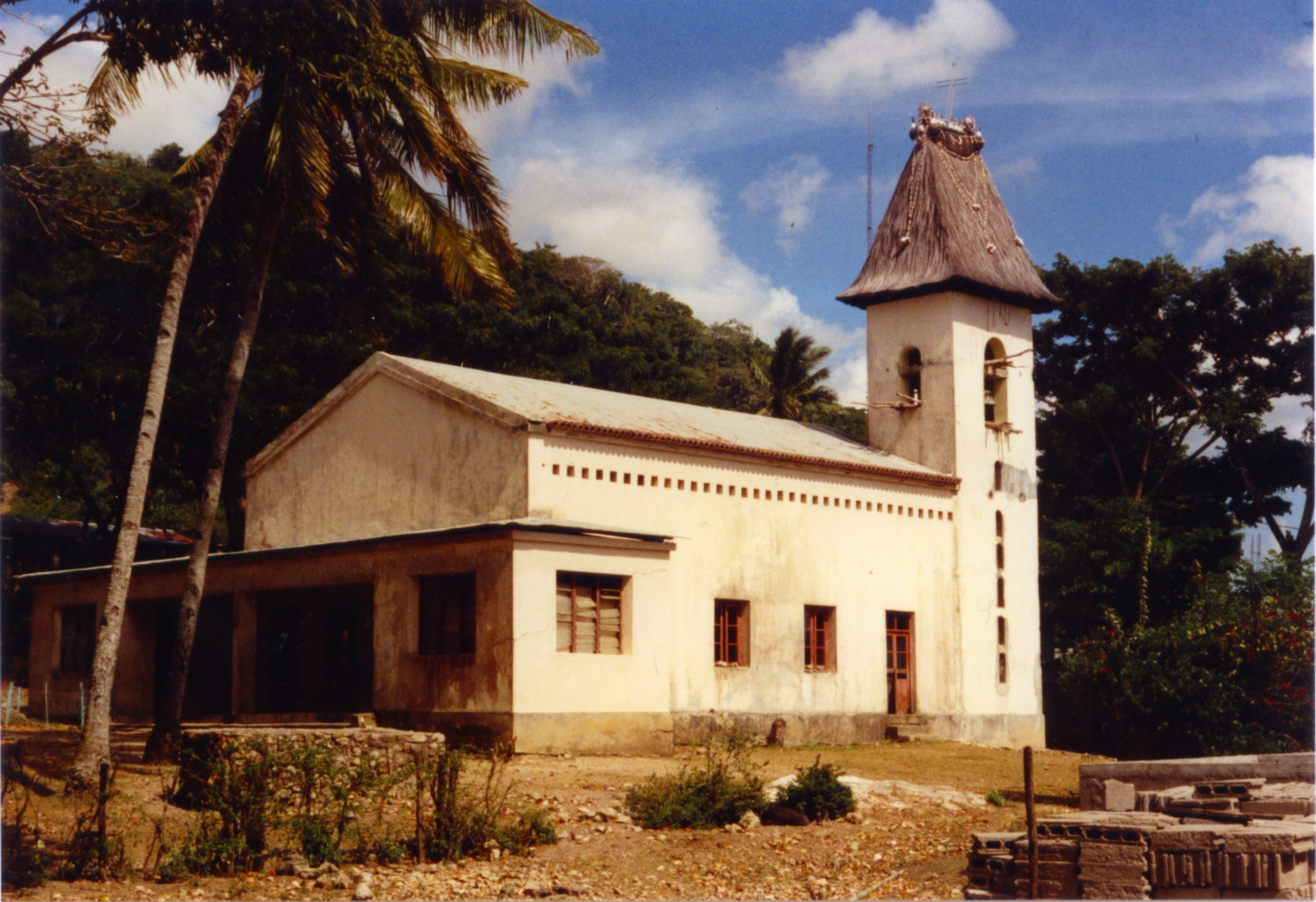
Kirche von Tutuala mit dem traditionellen Dach eines Uma Lulik

Sie verdankt das unter anderem dem damaligen Apostolischen Administrator des 1940 errichteten Bistums Dili, Martinho da Costa Lopes, der gegen die Menschenrechtsverletzungen der Indonesier predigte. 1983 musste er auf Druck Jakartas abdanken und wurde durch Carlos Filipe Ximenes Belo ersetzt. Doch auch er wandte sich gegen die Besatzer. In einem offenen Brief an den Generalsekretär der Vereinten Nationen forderte er ein Referendum über die Eigenständigkeit Osttimors. Weiteren Auftrieb erhielt die katholische Kirche 1989 durch den Besuch von Papst Johannes Paul II. in Osttimor. 1996 erhielt Bischof Belo, zusammen mit José Ramos-Horta, für sein gewaltloses Eintreten für die Freiheit Osttimors den Friedensnobelpreis. Die Befreiungsbewegung FRETILIN hatte zwar kommunistische Züge, deren Führer wurden aber stark durch die Befreiungstheologie Lateinamerikas von katholischen Priestern beeinflusst.
Im Jahr 1996 wurde das Bistum Baucau eingerichtet, 2010 folgte als drittes das Bistum Maliana. Alle Bistümer waren bis 2019 kirchenrechtlich direkt dem Heiligen Stuhl unterstellt. Am 11. September 2019 errichtete Papst Franziskus die Kirchenprovinz Dili durch die Erhebung des Bistums Dili in den Rang eines Erzbistums, dem die Bistümer Baucau und Maliana als Suffragane unterstellt wurden. Zu den Feierlichkeiten für die Unabhängigkeit wurde 2002 eine Marienstatue aus Fátima (Portugal) nach Dili verschifft und das Land der Mutter Gottes von Fátima geweiht. Im Mai 2005 wurde der Religionsunterricht in öffentlichen Schulen nach wochenlangen Protestmärschen wieder als Pflichtfach in den Lehrplan aufgenommen. Premierminister Alkatiri hatte im Februar einen Gesetzentwurf eingebracht, nach dem das Fach nur freiwillig besucht werden solle.

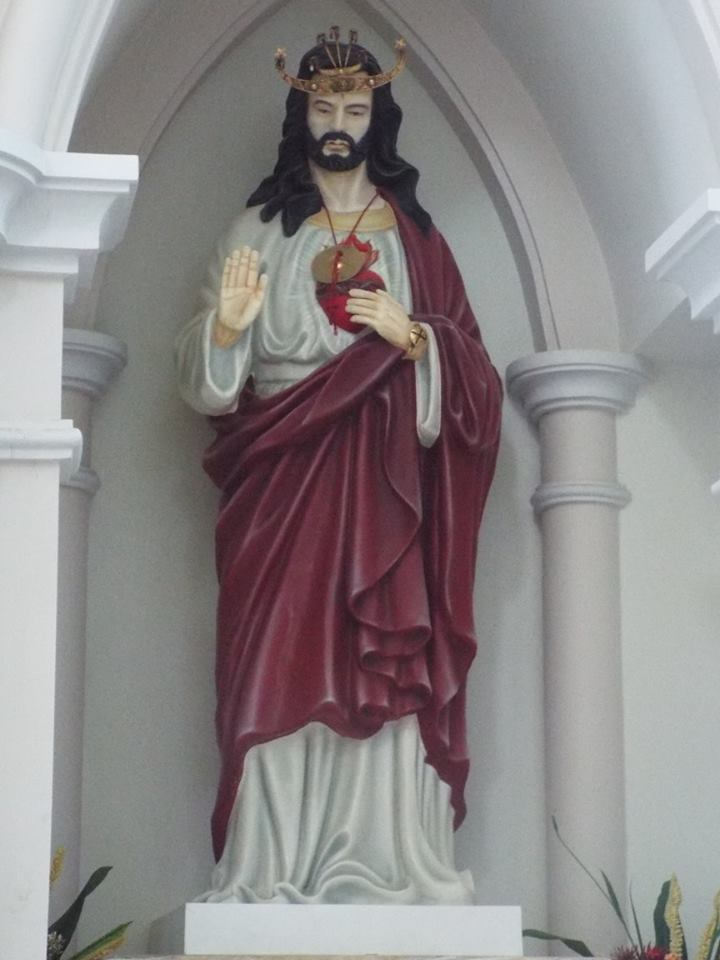
Jesusstatue in der Kirche von Viqueque mit timoresischen Insignien Kaibauk und Belak

Osttimor ist ein säkularer Staat und es herrscht laut Verfassung Religionsfreiheit. Ramos-Horta betonte aber in seiner Antrittsrede als Premierminister 2006 die Bedeutung der katholischen Kirche als ein das Land vereinigendes und zwischen den verschiedenen Konfliktparteien aussöhnendes Element. In einem nächsten Schritt entsandte 2007 die Regierung mit Justino Maria Aparício Guterres den ersten ständig beim Heiligen Stuhl akkreditierten Botschafter, um die Beziehungen zum Vatikan weiterzuentwickeln. Außerdem wurde ein apostolischer Nuntius nach Osttimor entsandt. Am 14. August 2015 wurde anlässlich des 500. Jubiläums der Evangelisierung Timors zwischen Osttimor und dem Vatikan ein Konkordat unterzeichnet. Es definiert die Bereiche, in denen die katholische Kirche unabhängig vom Staat handeln kann, so bei der spirituellen Betreuung in Gefängnissen, Kranken- und Waisenhäusern und bei der Führung eigener Schulen auf jeder Bildungsstufe.
Eine Reihe von Bewegungen, wie etwa Colimau 2000 oder die Sagrada Família, tragen quasi-religiöse Züge. Diese Gruppen verwenden dafür christliche und animistische Elemente und kombinieren sie mit verschiedenen Kampfsportarten. Sie haben jeweils einige hundert bis einige tausend Mitglieder. In den letzten Jahren etablierte sich die Lesart, dass die Timoresen bereits vor Eintreffen der Missionare gläubig waren. Premierminister Rui Maria de Araújo erklärte in einer Rede 2015:

„Das Christentum trat nicht in unsere Kultur und unsere Geschichte ein, indem es durch Waffen aufgezwungen wurde (…) Das Christentum erhob, würdigte und bereicherte das, was bereits in der Natur des timorischen Volkes pulsierte. Mit anderen Worten, das Christentum fand ein Volk mit dem Sinn für Gott (Maromak) und dem Sinn für das Heilige (Lulik).“

Dieses Bild griff auch der apostolische Nuntius Joseph Salvador Marino in einer Rede im selben Jahr auf, der erklärte, die Timoresen hätten bereits vor den Missionaren „das Licht Gottes“ gekannt. Während bei den Katholiken noch viele Traditionen aus der vorchristlichen Zeit gepflegt werden, forderte zum Beispiel auf Atauro die protestantische Assemblies of God den vollständigen Bruch mit alten Riten. Ihre Gläubigen fassen traditionelle Tänze und Rituale als altmodisch auf.

### Frauen in Osttimor

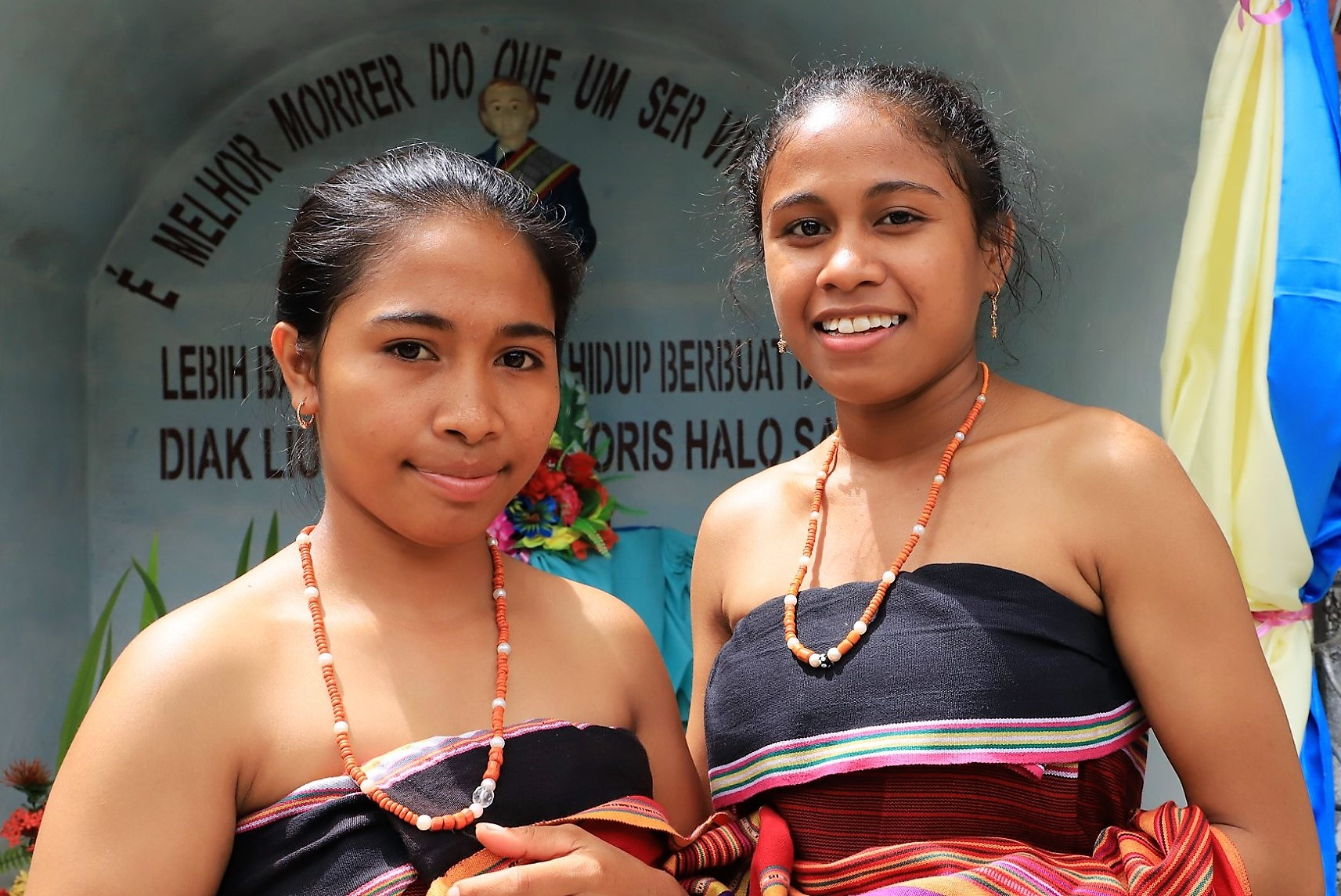
Junge Frauen aus Viqueque in traditioneller Tracht

49,23 % der Einwohner Osttimors sind Frauen (2022). 24 % der Frauen sind bereits vor ihrem 20. Geburtstag verheiratet. Bei Männern sind es nur 5 %. Sie heiraten meist im Alter zwischen 25 und 29 Jahren. Üblicherweise sind die Ehemänner daher sieben bis zehn Jahre älter als ihre Frauen. Allgemein ist häusliche Gewalt ein großes Problem. Die Gründe dafür sind mit in den traumatischen Erlebnissen der Einwohner in der indonesischen Besatzungszeit zu suchen. Allein 2008 wurden über 400 Fälle registriert, die Dunkelziffer dürfte diese Zahl aber weit übersteigen. Studien des Entwicklungsfonds der Vereinten Nationen für Frauen (UNIFEM) in zwei der damaligen Distrikten des Landes ergaben, dass Gewalt für timoresische Frauen „normal“ sei und als Privatangelegenheit angesehen würde. 2009 wurde häusliche Gewalt als Straftat in das Bürgerliche Gesetzbuch aufgenommen, das erste Mal überhaupt in der Geschichte des Landes, denn auch unter indonesischer Herrschaft war dies nicht der Fall. Am 3. Mai 2010 verabschiedete das Nationalparlament ein Gesetz, das Opfern von häuslicher Gewalt juristische Unterstützung gewähren soll.
Das Abtreibungsgesetz folgt noch immer dem alten indonesischen Recht. Schwangerschaftsabbrüche sind, auch wenn Lebensgefahr für die Mutter besteht, durch das Gesetz verboten, weswegen illegale Abtreibungen ohne ärztliche Hilfe vollzogen werden. Ein neues Gesetz, das sich an portugiesischem und australischem Recht orientiert, ist zurzeit in Planung. Danach sollen Abtreibungen erlaubt sein, wenn die Schwangerschaft das Leben der Frau gefährdet. Zunächst sprachen sich katholische Kräfte in der Politik, wie Fernanda Borges, gegen das Gesetz aus und kritisierten es als „westlichen Einfluss“. Doch weil Abtreibungen abseits der Ausnahmeregelung weiterhin als kriminell gelten sollen, befürwortete später die Katholische Kirche die Neuregelung. Auch die Abbrüche bei Opfern sexueller Gewalt und bei Inzest werden, entgegen ersten Planungen, nun nicht mehr entkriminalisiert.

### Gesundheit

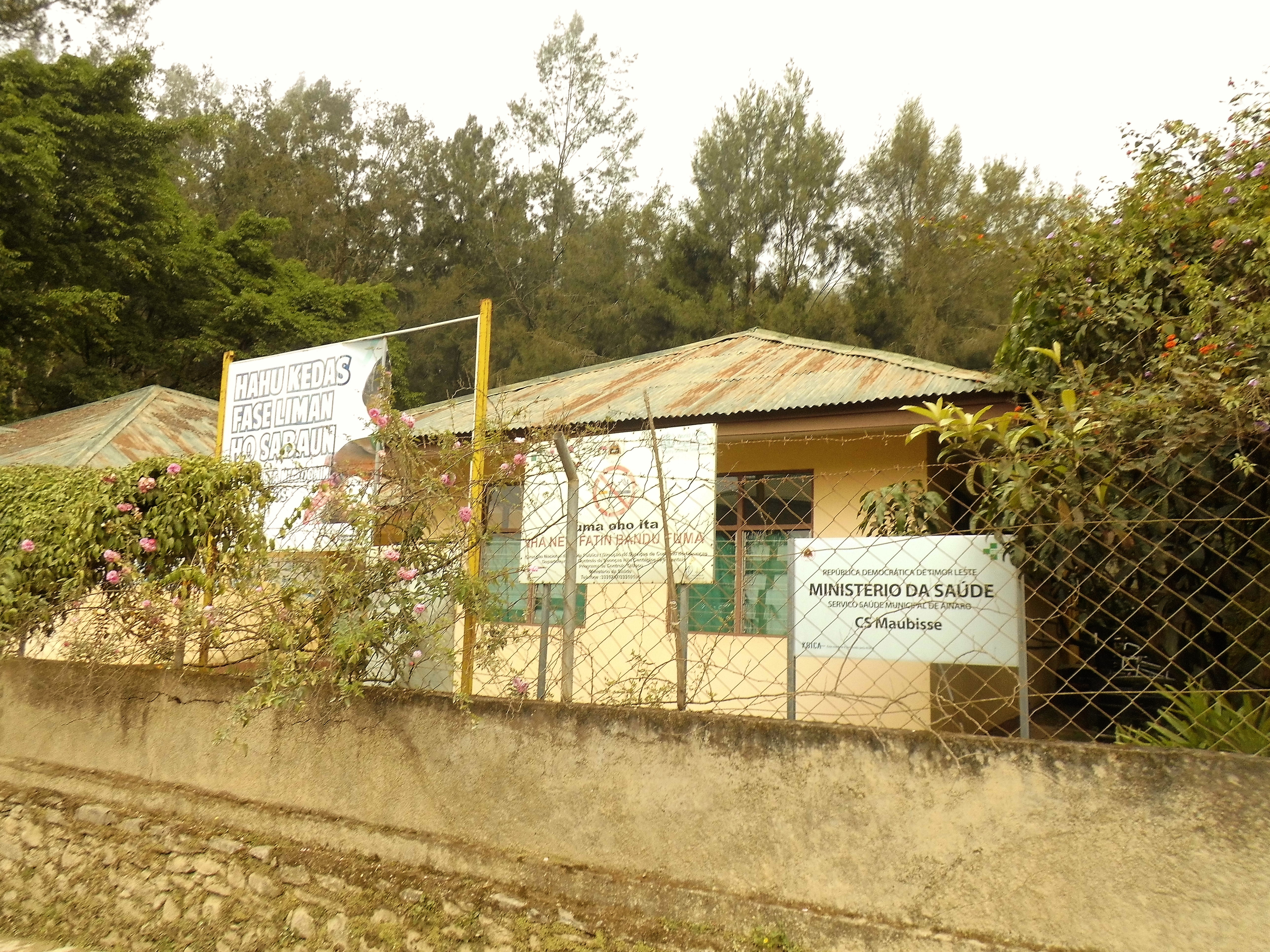
Kommunaler Gesundheitsdienst in Maubisse

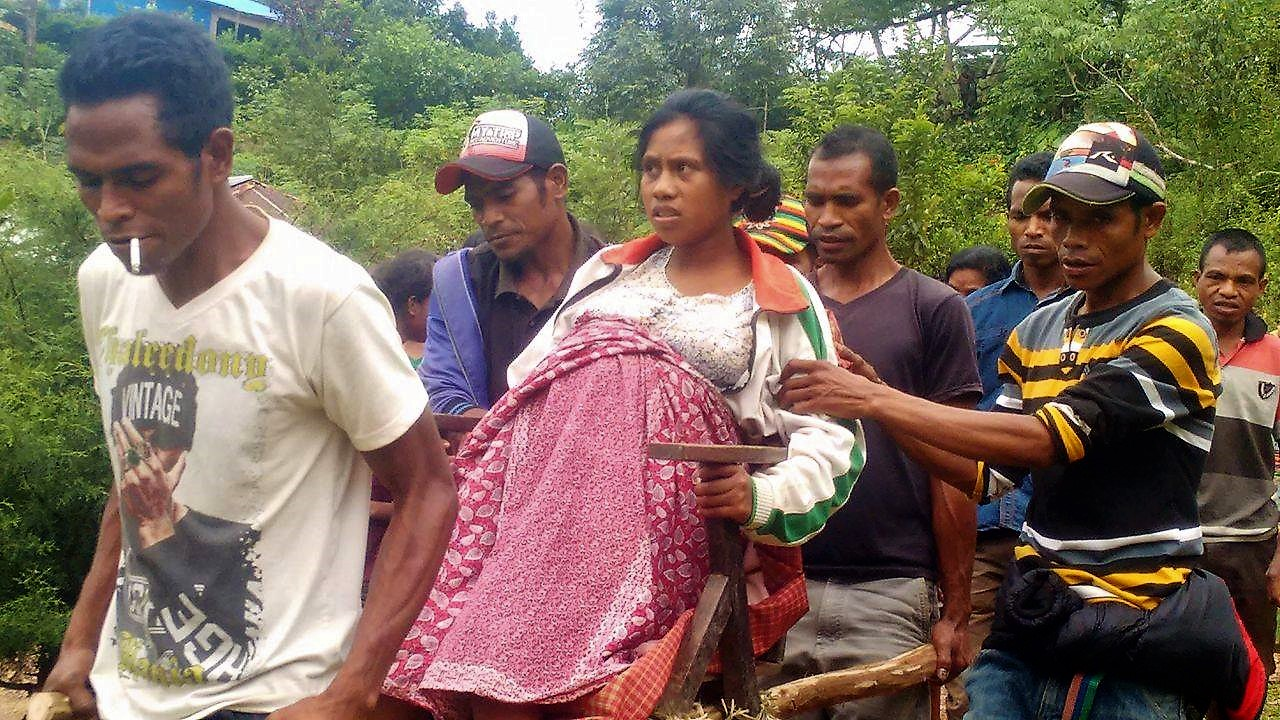
Transport einer Schwangeren zum lokalen Hospital (2017)

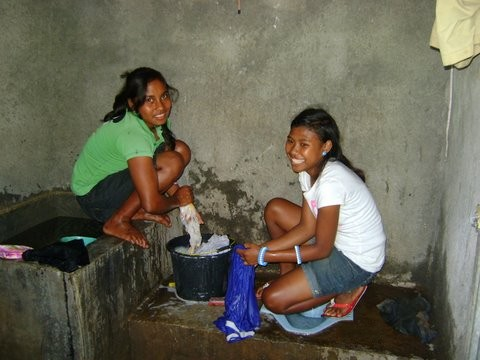
Mädchen beim Wäschewaschen in einem typischen Badezimmer in Osttimor. Das große Becken wird nur als Wasserspeicher genutzt; man wäscht sich außerhalb. Das rechte Mädchen hockt über der im Boden eingelassenen Toilette.

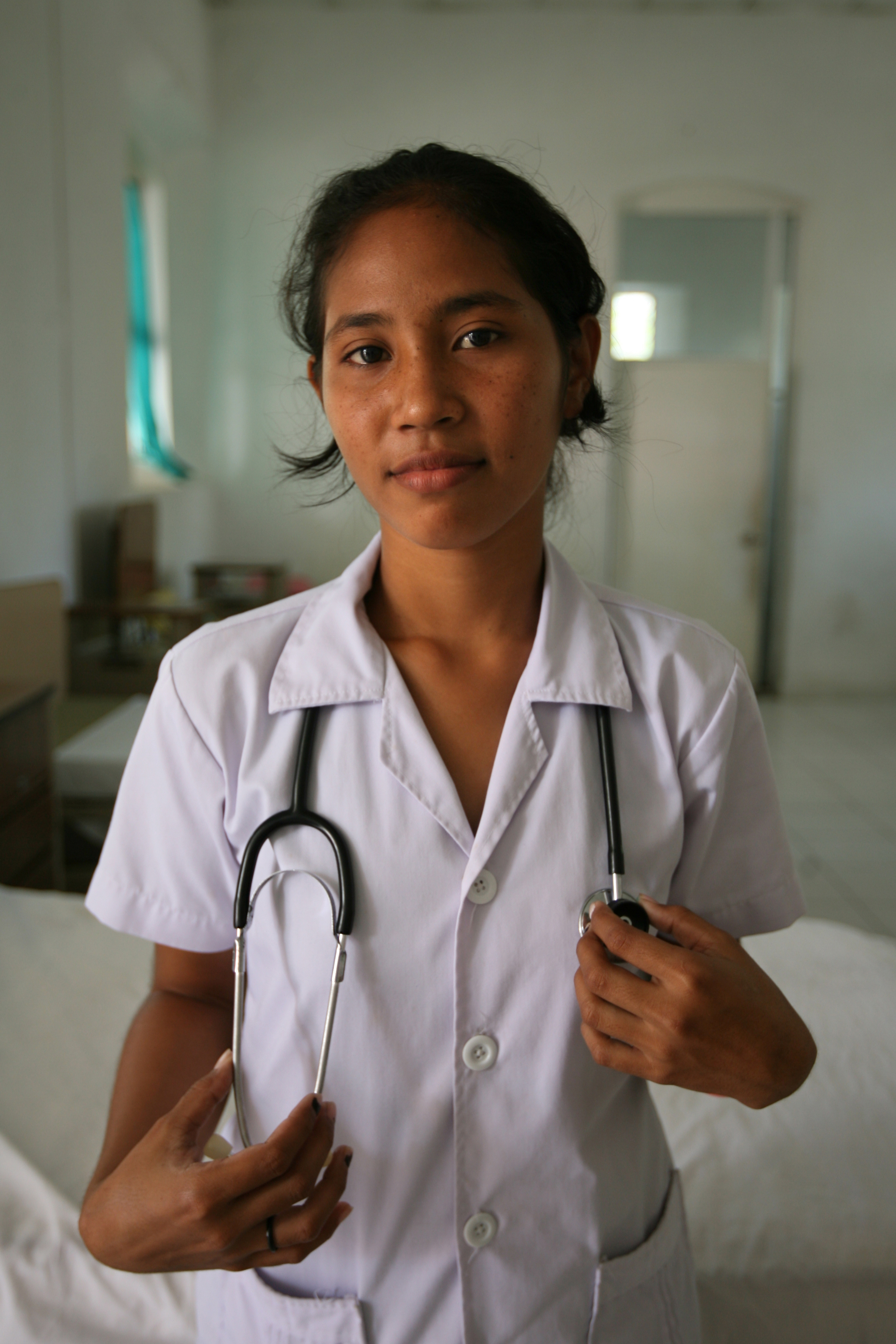
Nachwuchsärztin in Liquiçá

Die medizinische Versorgung ist mangelhaft, verbessert sich aber stetig. Die Vielfalt der Sprachen im Land führt oft zu Problemen bei der Verständigung zwischen Arzt und Patient. 2019 gab es sechs öffentliche Krankenhäuser (die zwei größten in Dili und Baucau), 70 kommunale Gesundheitszentren (CHC) und 315 medizinische Stationen (HP), von denen 309 aktiv und sechs inaktiv sind. Außerdem gab es 34 Privatkliniken (31 aktiv und drei inaktiv) und 459 „Sistema Integrado de Saúde Comunitaria“ oder integrierte kommunale Gesundheitssysteme (SISC), von denen 423 aktiv und 36 inaktiv sind. Die Bevölkerung erhält in den öffentlichen Einrichtungen kostenlose Behandlung. Auf 1000 Einwohner kommen durchschnittlich 0,8 Ärzte (2020). 2008 waren es noch 0,3 Ärzte, neben 0,8 Krankenschwestern und 0,3 Hebammen (2008). Bis vor kurzem fehlten vor allem einheimische Ärzte. Von 40 Ärzten in den Hauptkrankenhäusern von Dili und Baucau waren 2003 nur 10 Osttimoresen. Dank einer Kooperation zwischen Dili und Havanna waren 2007 300 kubanische Ärzte in Osttimor tätig, 90 % aller Ärzte im Land. 700 Timoresen studierten in Kuba Medizin. Ende 2012 gab es in Osttimor 152 Ärzte, davon 13 Spezialisten, 1271 Krankenschwestern und Pfleger, 427 Hebammen und 416 medizinisch-technische Assistenten. Im Dezember 2012 graduierten als Ärzte zusätzlich 400 Osttimoresen, nach vier Jahren Studium in Kuba und 2 Jahren in Osttimor. Weitere 80 hatten bereits 2010/11 erfolgreich ihr Medizinstudium beendet. 2022 zählte man in Osttimor 1200 Ärzte. Zwei Flugzeuge der Mission Aviation Fellowship Timor-Leste (MAF TL) transportieren Kranke und Verletzte aus ländlichen Regionen in die Hauptstadt Dili.
In den fünf Jahren vor dem Zensus 2022 erhielten Frauen bei 58,3 % der Geburten Unterstützung durch eine Hebamme, 24,1 % durch einen Arzt, 23,7 % durch traditionelle Geburtenbegleitung, 23,2 % durch eine Krankenschwester und 14,5 % durch andere Personen. Bei 0,9 % der Geburten fehlte eine helfende Person. Zusammengenommen wurde bei 68,5 % der Geburten Frauen durch medizinisch ausgebildetes Personal geholfen. 2016 lag die Quote noch bei 57 %, 2009/2010 bei 30 %. Während auf diese Unterstützung im ländlichen Ermera nur bei 41,0 % der Geburten zurückgegriffen werden konnte, lag die Quote in der Hauptstadtgemeinde Dili bei 93,3 %.
Der Anteil am Staatshaushalt für Gesundheitsausgaben lag 2008 bei 4,73 %. 34,1 % (2010, 2006: 38 %) der Einwohner haben kein sauberes Trinkwasser und 60,8 % (2010, 2006: 59 %) keinen Zugang zu Sanitäreinrichtungen (Stand 2006). Pro 100.000 Lebendgeburten 2004 starben 800 Mütter. 2008 lobte die UNICEF Osttimor, da es zwischen 1990 und 2006 die Kindersterblichkeit um 40 % gesenkt habe. Die Kindersterblichkeit lag 1990 bei 177, 2004 bei 80, 2005 bei 61 und 2010 bei 44. Die Säuglingssterblichkeit lag 1974 bei 50 %, 1990 bei 133 von 1000 Geburten, 2004 bei 64, 2005 bei 52 und 2006 bei 47. Ein Grund für die sinkenden Raten bei der Kindersterblichkeit ist die zunehmende medizinische Versorgung. 2010 waren 53 % der Kinder im Alter von 12 bis 23 Monaten mit allen wichtigen Impfungen versorgt, 2003 waren es nur 18 %. Allerdings waren 2010 noch 23 % der Kinder ohne jegliche Impfungen.
Das Cruz Vermelha de Timor-Leste CVTL (Rotes Kreuz Osttimor) wurde im Jahr 2000 gegründet.
Problematisch ist die andauernde Mangelernährung, gerade von Kindern. 46 Prozent der Kinder unter fünf Jahren sind aufgrund von Unterernährung fehlentwickelt, 24 Prozent der Kinder sind stark untergewichtig. Übergewichtig sind nur 6 Prozent (Stand 2018). Am schlimmsten ist die Situation in den Gemeinden Ermera, Ainaro und der Sonderverwaltungsregion Oe-Cusse Ambeno. Auf dem Welthunger-Index belegt Osttimor 2019 Rang 106 von 107 mit einem Wert von 37,6 (2008: 46,8; 2019: 34,5). Die Lage wird als sehr ernst eingestuft. Grund für die kritische Lage sind die häufigen Missernten in Osttimor und die geringe Produktivität der Landwirtschaft (siehe auch: Kapitel Landwirtschaft und Handwerk). Der durchschnittliche männliche Osttimorese ist mit 160 cm sehr klein. Es ist weltweit die kleinste durchschnittliche Körpergröße.
Die Geburtenrate lag 2011 bei 36,85 Geburten auf 1000 Einwohner (2004: 43,6), die Sterberate 2011 bei 8,77 Sterbefällen auf 1000 Einwohner (2004: 10,8). Aufgrund der Berichte über angebliche Zwangssterilisationen während der indonesischen Besatzungszeit haben gerade Frauen ein erhöhtes Misstrauen gegenüber staatlichen, medizinischen Einrichtungen, was besonders die Versorgung von Schwangeren erschwert. In einigen Gebieten ist der Anteil an jungen Müttern extrem hoch. Im Landesdurchschnitt kamen 2004 auf 1000 Lebendgeburten 59,2 Geburten bei Müttern im Alter zwischen 15 und 19 Jahren, in Tilomar waren es aber zum Beispiel 114,4, womit dieser damalige Subdistrikt ähnlich hohe Zahlen wie einige lateinamerikanische Länder hatte.
Osttimor ist eines der Länder mit dem höchsten Anteil an Rauchern in der Bevölkerung. 33 % der Einwohner rauchen jeden Tag, bei den Männern beträgt der Anteil sogar 61 %. Es fehlt an einer umfassenden Gesundheitserziehung und es gibt keinerlei Reglementierung des Zigarettenkonsums, des Tabakverkaufs oder der -werbung. Geraucht wird meist Importware aus Indonesien. Es gibt aber auch einheimische Tabakbauern, deren Produktion zum Selberdrehen von Zigaretten verwendet wird, was die ohnehin niedrigen Preise für Zigaretten weiter senkt.
In der Regenzeit ist Schutz vor Mücken notwendig, um sich vor von ihnen übertragenen Infektionen zu schützen. 2006 gab es 223.000 registrierte Fälle von Malaria und 68 Tote. Mit Hilfe der WHO wurde ein landesweites National Malaria Control Programme (NMCP) gestartet. 2018 registrierte man in Osttimor keine Malarianeuerkrankung mehr. Weitere Krankheiten, wie die Tuberkulose und die japanische Encephalitis, sind noch weit verbreitet. Die Anzahl von Fällen von Denguefieber ist in den letzten Jahren stark zurückgegangen, von 2789 im Jahr 2006 auf 187 im Jahr 2008. Allerdings gab es 2014 und Anfang 2019 in Dili und 2020 in Ermera mit 117 Erkrankten und vier Toten größere Ausbrüche der Krankheit.
Bei der Lepra sind Fortschritte in der Bekämpfung festzustellen. Wurden 2004 noch 4,7 Neuinfektionen pro 10.000 Einwohnern registriert, waren es 2019 nur noch 1,0. Seit 2013 betrug die Anzahl von Neuinfektionen durchschnittlich 100. Osttimor gilt seit 2018 als frei von Masern. Bis Juli 2021 gab es über 10.348 bestätigte Fälle und 26 Verstorbene durch Corona in Osttimor. Zwischen April 2024 und Juni 2025 gab es in Osttimor sechs gemeldete Fälle von Tollwut beim Menschen, drei davon in Oe-Cusse Ambeno.

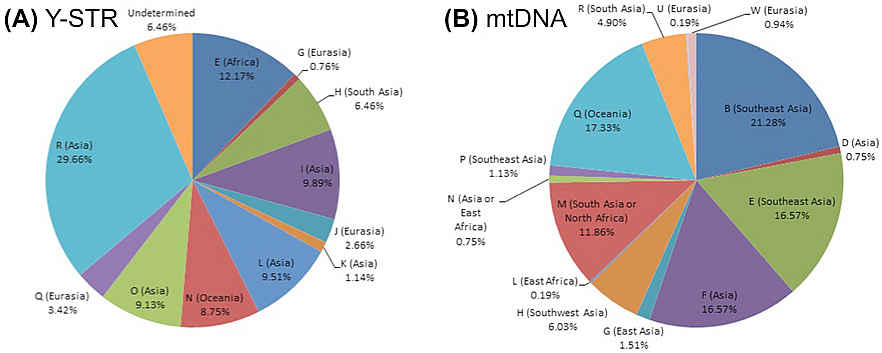
Verbreitung der geographischen Haplogruppen in der osttimoresischen Bevölkerung

HIV spielt noch eine geringe Rolle, auch wenn die meisten Osttimoresen nichts über das AIDS-Risiko oder seine Verhütung wissen. 2002 gab es nur einen Todesfall durch HIV in Osttimor, 2003 waren sechs Infizierte bekannt. Im März 2011 zählte man insgesamt 239 Fälle, wovon 42 bereits verstorben waren. Die meisten Infizierten kommen aus Dili, aber es gibt auch Fälle in Maliana (18) und Baucau (9). Im August 2012 waren 263 HIV-Infizierte registriert, darunter 28 neue Fälle. 73 von ihnen erhalten antiretrovirale Medikamente. 17 der Infizierten sind Kinder unter fünf Jahren, weitere fünf Kinder starben bereits infolge von AIDS.
Laut der Volkszählung 2022 gibt es in Osttimor 17.061 Menschen mit Behinderungen, darunter 6.665 Sehbehinderte, 7.553 Gehbehinderte und 6.356 mit Hörbehinderung.
Augenprobleme sind innerhalb der Bevölkerung Osttimors verhältnismäßig weit verbreitet. 3,6 % der Einwohner, die älter als 40 Jahre sind, sind blind. Häufigste Ursache dafür ist der Graue Star. Die sonst weltweit häufige altersbedingte Makuladegeneration kommt dagegen kaum vor. Grund könnten die Gene des Großteils der Bevölkerung sein. Die Haplogruppen für das Y-Chromosom stammen zu 73 % von asiatischen Vorfahren, je 13 % aus Eurasien und Afrika und zu 1 % aus Ozeanien. Die Haplogruppen für die mitochondriale DNA (mtDNA) weisen dagegen zu 69 % eine Herkunft aus Asien, zu 15 % aus Afrika, aber nur zu 1 % aus Eurasien und dafür zu 17 % aus Ozeanien auf. Die unterschiedliche Herkunft lässt darauf schließen, dass es auf Timor entweder sehr viele verschiedene Einwanderungswellen gab oder die Osttimoresen von einigen wenigen Männern mit sehr unterschiedlicher Herkunft abstammen. Studien zeigten, dass es klare Unterschiede zur westtimoresischen Bevölkerung gibt, die eine andere ethnische Zusammensetzung hat. Tatsächlich sprechen Historiker von mindestens vier Einwanderungswellen auf Timor.

### Homosexualität

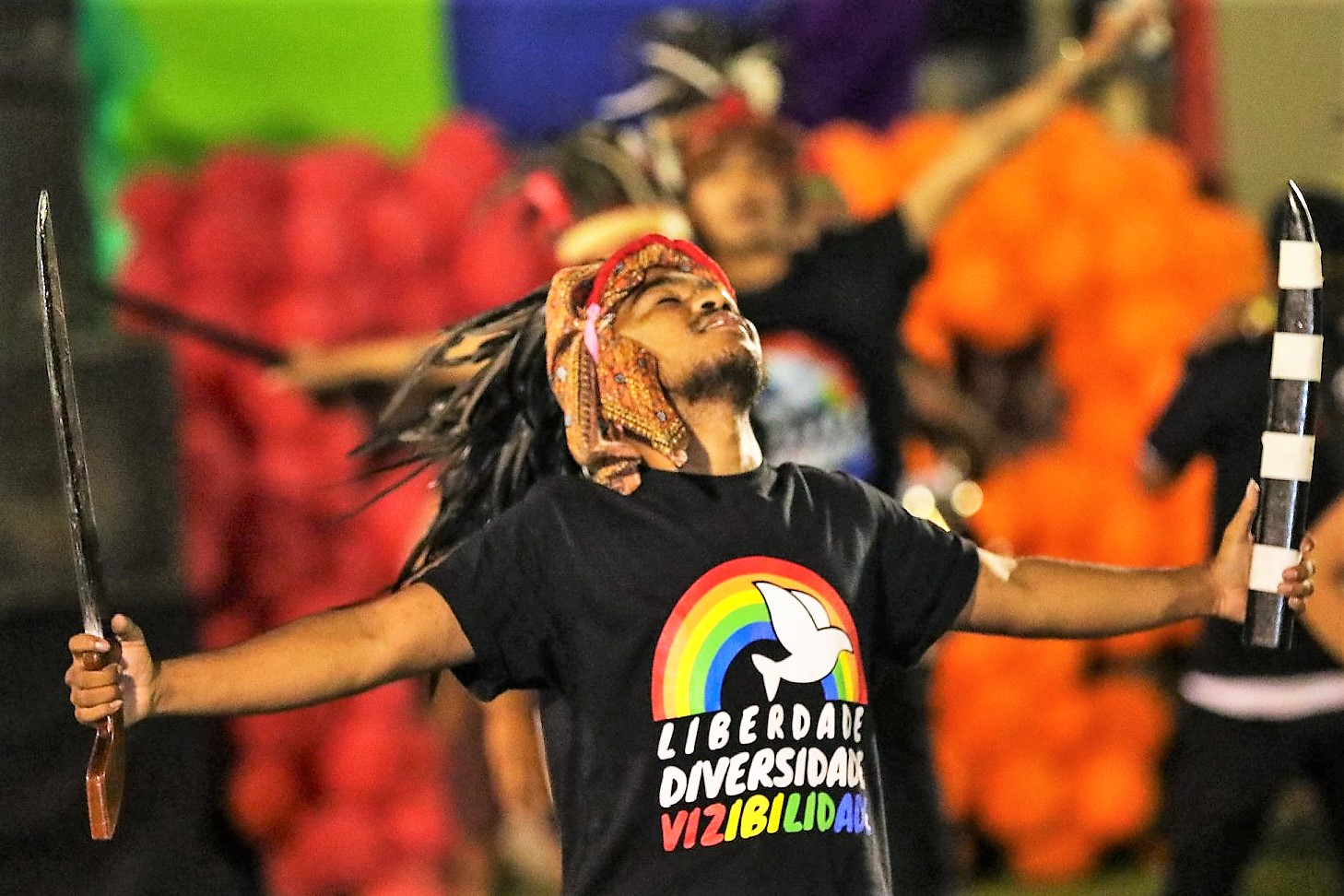
Pride March (Marsa Diversidade) 2019 in Dili

Diskriminierung aufgrund der sexuellen Orientierung ist gesetzlich verboten. In der Gesellschaft sind sexuelle Orientierung oder Gender keine großen Themen, doch sind Diskriminierung und Stigmatisierung alltäglich. Einige LGBT-Organisationen existieren.

## Geschichte

### Kleine Reiche und Fremdherrschaft

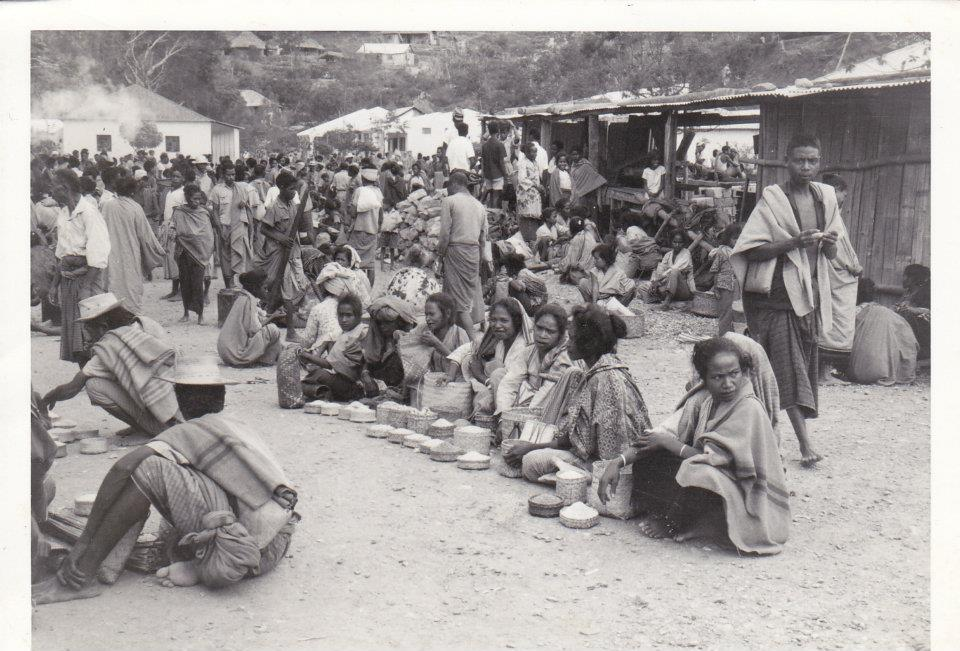
Markt in Atsabe (1968/70)

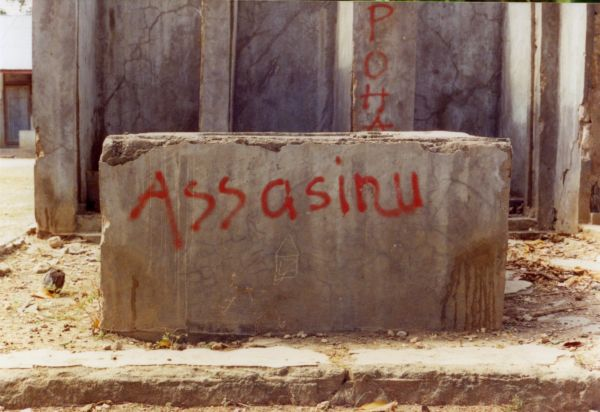
Ein Graffito in Tutuala mit dem Wort für „Mörder“ klagt die Verbrechen von 1999 an

Die ältesten Spuren menschlicher Besiedlung auf der Insel wurden 2017 in der Höhle Laili bei Laleia, im Norden Osttimors gefunden. Sie sind mindestens 43.000 bis 44.000 Jahre alt. Neben Steinwerkzeugen, dem ältesten bekannten Angelhaken der Welt und Muschelschalen, die als Schmuck verwendet wurden, fand man in der Kalksteinhöhle Jerimalai nahe Tutuala die Überreste von Schildkröten, Thunfischen und Riesenratten, die den Höhlenbewohnern als Nahrung gedient hatten. Außerdem wiesen die Funde erstmals nach, dass Menschen bereits vor 42.000 Jahren auf dem offenen Ozean Fischfang betrieben.
Ab 40.000 v. Chr. wurde Timor in mindestens drei weiteren Wellen von Austronesen, Melanesiern und Proto-Malaien besiedelt. Die Insel teilte sich nach Berichten der Portugiesen in drei lose Herrschaftsgebiete, die wiederum in zahlreiche kleine Reiche zersplitterten, deren Herrscher Liurais genannt wurden. Heirat- und Bündnispolitik bildeten ein Netzwerk, das praktisch die gesamte Insel miteinander verband, was aber ständige Konflikte und Kämpfe zwischen den Reichen bis in das 20. Jahrhundert hinein nicht verhinderte. 1515 landeten die Portugiesen erstmals auf Timor und gründeten 1556 mit Lifau die erste Siedlung ihrer Kolonie Portugiesisch-Timor, deren endgültige Grenzen zum niederländischen Teil der Insel erst 1916 festgelegt wurden. Beide Kolonialmächte waren bis zum Anfang des 20. Jahrhunderts noch auf die traditionellen Herrschaftsstrukturen angewiesen, um ihre Territorien zu verwalten. Ständig kam es zu Aufständen gegen die Europäer. Die größte Rebellion gegen die Portugiesen führte im Jahre 1912 Boaventura von Manufahi.
Japanische Truppen besetzten die gesamte Insel von 1942 bis 1945, obwohl Portugal im Zweiten Weltkrieg ein neutrales Land war. Die Folge war ein Guerillakrieg, den alliierte Truppen gegen die Japaner auf der Insel führten, der als die Schlacht um Timor bekannt wurde. Auf beiden Seiten kämpften auch Timoresen mit. Allein in Portugiesisch-Timor starben zwischen 40.000 und 70.000 Menschen. Nach Ende des Weltkriegs erlangte Indonesien seine Unabhängigkeit von der niederländischen Kolonialmacht. Westtimor wurde Teil des neuen Staates, während Osttimor 1951 nur den neuen Status einer portugiesischen Überseeprovinz erhielt.
Erst 1974 änderte die Nelkenrevolution in Portugal die politischen Verhältnisse. 1975 sollte die Kolonie für die Unabhängigkeit vorbereitet werden, doch es kam zu einem Bürgerkrieg zwischen den beiden größten Parteien FRETILIN und UDT, aus dem die FRETILIN als Sieger hervorging. Sie rief am 28. November 1975 die Unabhängigkeit aus, doch nur neun Tage später begann Indonesien mit der Operation Seroja das Land offen zu besetzen und machte es 1976 formell trotz internationaler Verurteilung zu seiner 27. Provinz Timor Timur. Zwischen 1977 und 1979 starb etwa ein Drittel der Einwohner Osttimors an Hunger, durch Epidemien, bei den Kämpfen gegen die Besatzer und durch deren Maßnahmen. Nach einem Referendum im Jahre 1999, das zu Gunsten einer Unabhängigkeit ausging und weitere Gewalt durch pro-indonesische Milizen (Wanra) und die indonesische Armee zur Folge hatte, entsandten die Vereinten Nationen unter australischer Führung die Friedenstruppe INTERFET. Osttimor kam unter Verwaltung der UNTAET, bis es schließlich am 20. Mai 2002 in die Unabhängigkeit entlassen wurde. Am 27. September 2002 wurde Osttimor als 191. Mitglied in die Vereinten Nationen aufgenommen.

### Seit der Unabhängigkeit

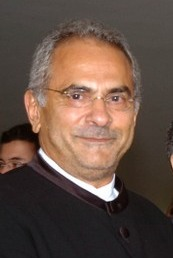
Friedensnobelpreisträger José Ramos-Horta (2008)

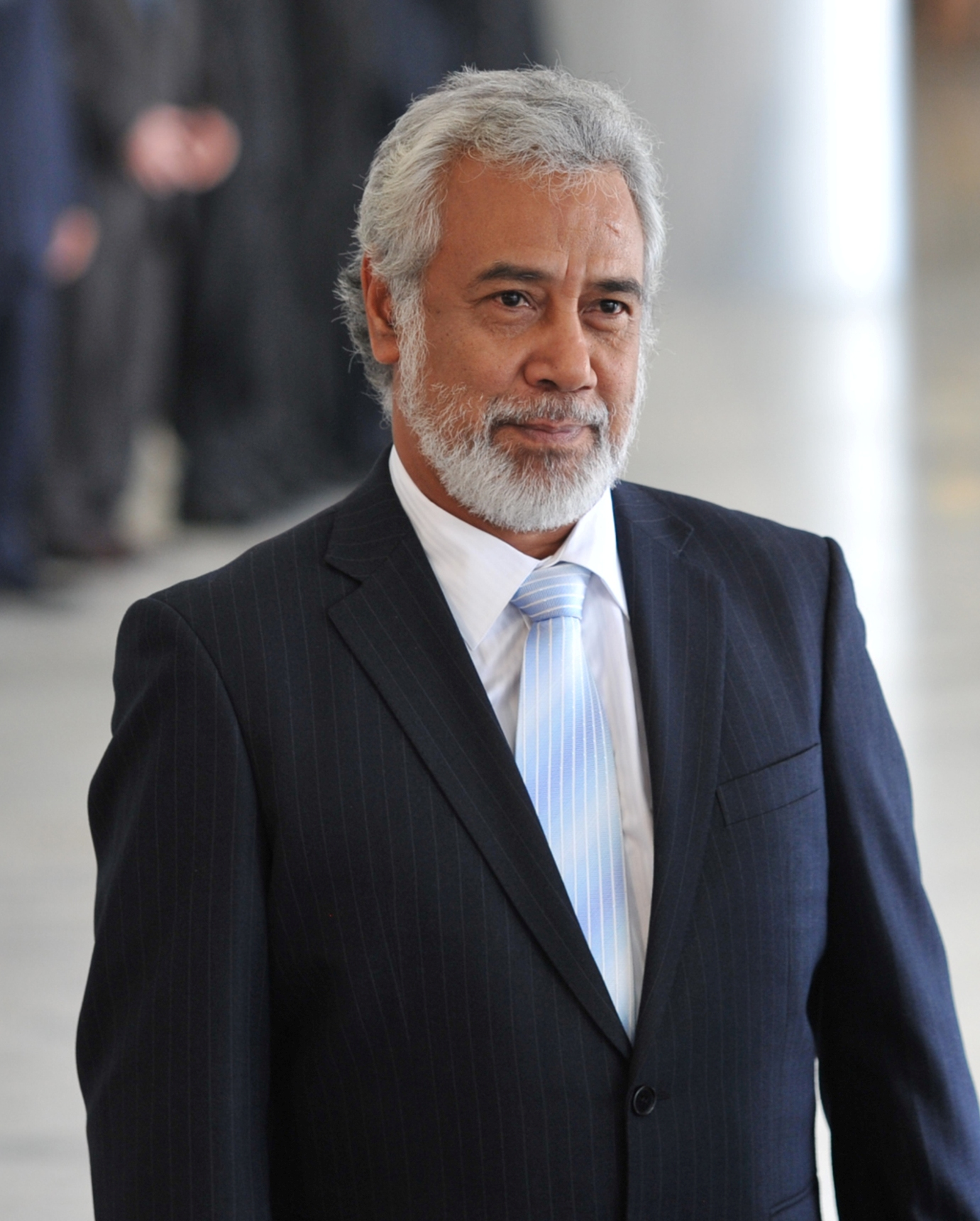
Xanana Gusmão (2011), Freiheitskämpfer und Politiker

Von Ende April bis Ende Mai 2006 erlebte Osttimor schwere Unruhen. Dabei starben 37 Menschen, 155.000 waren auf der Flucht. Ausgangspunkt dafür war die Entlassung von etwa 40 % der Armeeangehörigen, die aus Protest gegen Missstände bei den Verteidigungskräften Osttimors Anfang des Jahres desertierten. Über 3.000 Soldaten (Internationale Stabilisierungstruppe ISF) wurden aus verschiedenen Ländern nach Osttimor geschickt, um die Situation wieder zu stabilisieren. Premierminister Marí Alkatiri trat am 26. Juni zurück. Bis März 2011 übernahm die UNMIT (UN Integrated Mission in Timor-Leste) zusammen mit den ausländischen Truppen der ISF die Aufgabe, für Ordnung im Land zu sorgen. Das Mandat der UNMIT wurde bis zum 31. Dezember 2012 verlängert. Sie unterstützte bis dahin die Nationalpolizei Osttimors (PNTL) und trug auch zur Sicherheit bei den Wahlen 2012 bei.
Die ersten Neuwahlen nach der Wiederherstellung der Unabhängigkeit 2007 brachten einen Machtverlust für die FRETILIN. Der parteilose José Ramos-Horta setzte sich in der Stichwahl für das Präsidentenamt gegen den FRETILIN-Kandidaten durch. Einer Vier-Parteien-Koalition gelang es, die Mehrheit im Parlament zu gewinnen und Xanana Gusmão als Premierminister einzusetzen. Die FRETILIN war zwar die stärkste Partei im Parlament, konnte aber keine Koalitionspartner finden. Dass sie als stärkste Kraft nicht die Regierung führte, sah die FRETILIN als Verfassungsbruch, kam aber von anfänglichen Drohungen ab, das Parlament zu boykottieren oder vor das Oberste Gericht zu ziehen.
Der Anführer der 2006 meuternden Soldaten Alfredo Reinado war noch im selben Jahr zusammen mit 56 Getreuen aus einem Gefängnis ausgebrochen, in dem sie wegen unerlaubten Waffenbesitzes und Mordverdachts im Laufe der Maiunruhen einsaßen. Im Jahr 2007 eskalierte die Lage um die Flüchtigen, die sich in den Bergen von Manufahi und Ermera versteckten. Bei einem Überfall auf zwei Posten der Grenzpolizei raubten sie 23 teilweise schwere Waffen. Präsident Gusmão ermächtigte die ISF zur Verhaftung von Reinado und bat auch Indonesien um Unterstützung. Ein Zugriffsversuch durch australische Spezialeinheiten im März 2007 scheiterte. Mehrfach drohte Reinado der Regierung mit Bürgerkrieg und Angriffen auf Dili.
Am 11. Februar 2008 kam es im Wohnhaus von Präsident Ramos-Horta zu einem Schusswechsel zwischen Reinado, einigen seiner Männer und den Sicherheitskräften. Ramos-Horta und einer seiner Leibwächter wurden dabei schwer verletzt, Reinado und ein weiterer Rebell kamen ums Leben. Kurz darauf wurde der Wagen von Premierminister Gusmão beschossen. Er entkam der Attacke aber unverletzt. Gusmão erklärte den versuchten Staatsstreich für gescheitert. Präsident Ramos-Horta übernahm im April wieder die Amtsgeschäfte, nachdem er in Darwin medizinisch behandelt worden war. Die Rebellenbewegung brach kurz nach den Attentaten endgültig zusammen.
In den folgenden Jahren stabilisierte sich die politische Lage deutlich, auch wenn sich die großen Parteien als teils unversöhnlich zeigen und die Institutionen teilweise in parteipolitischen Machtkämpfen sich gegenseitig blockieren. Im Dezember 2012 wurden die letzten Soldaten und Polizisten von ISF und UNMIT verabschiedet. 75 % der Einwohner Osttimors erklärten 2008, sie seien mit der Arbeit der UN zufrieden, 3 % empfanden sie als schlecht. 2015 kam es mit dem KRM nochmals zu einem Zwischenfall, bei dem die Armee schnell wieder für Ruhe und Ordnung sorgte. Bei den Grenzstreitigkeiten mit Australien konnte Osttimor sich gerichtlich durchsetzen. Am 4. April 2021 kam es zu schweren Überschwemmungen, die zu dutzenden Toten führten. Es war die schwerste Naturkatastrophe in Osttimor seit der portugiesischen Kolonialzeit.

## Politik

### Allgemeines

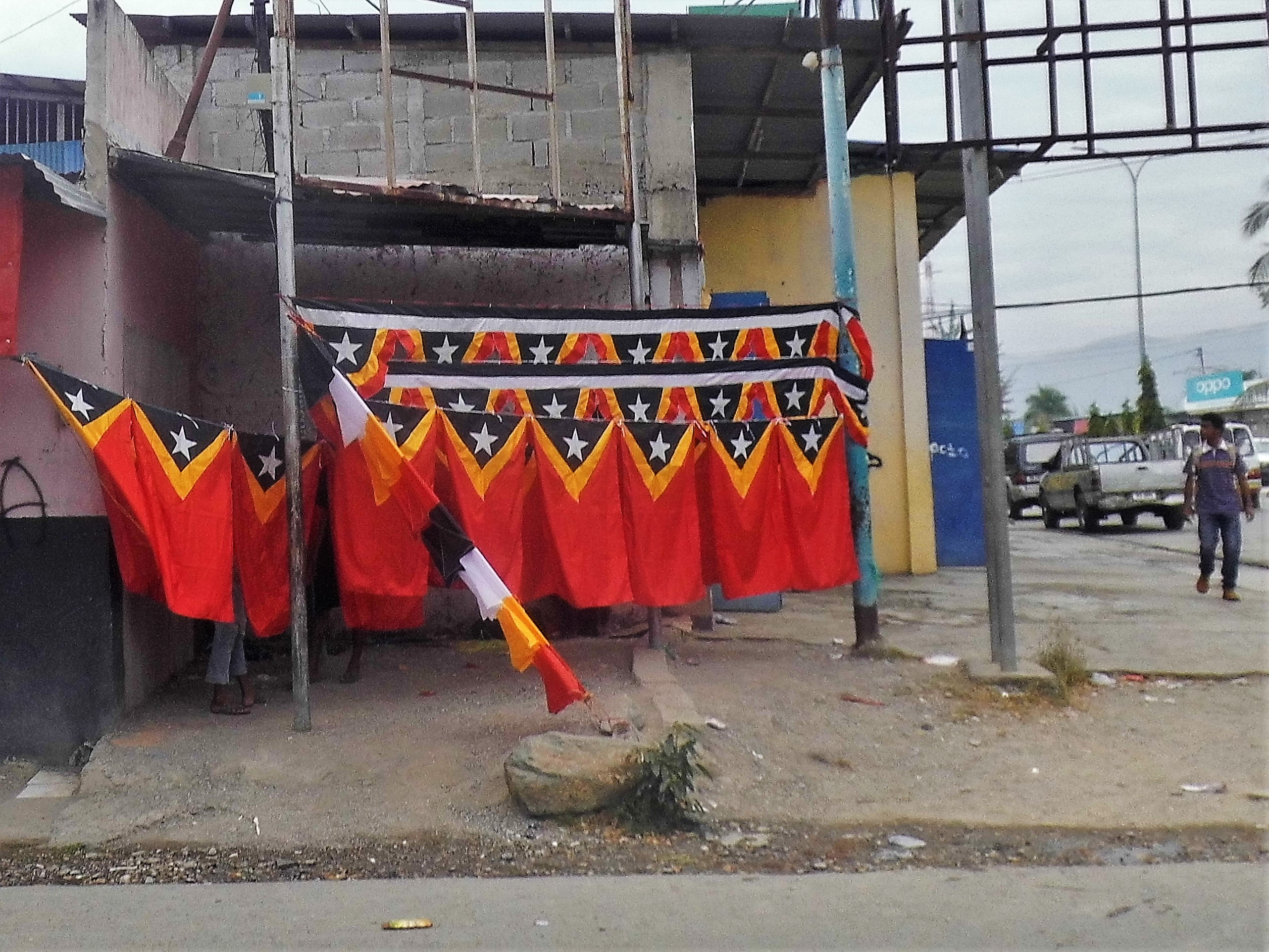
Flaggenhändler in Dili

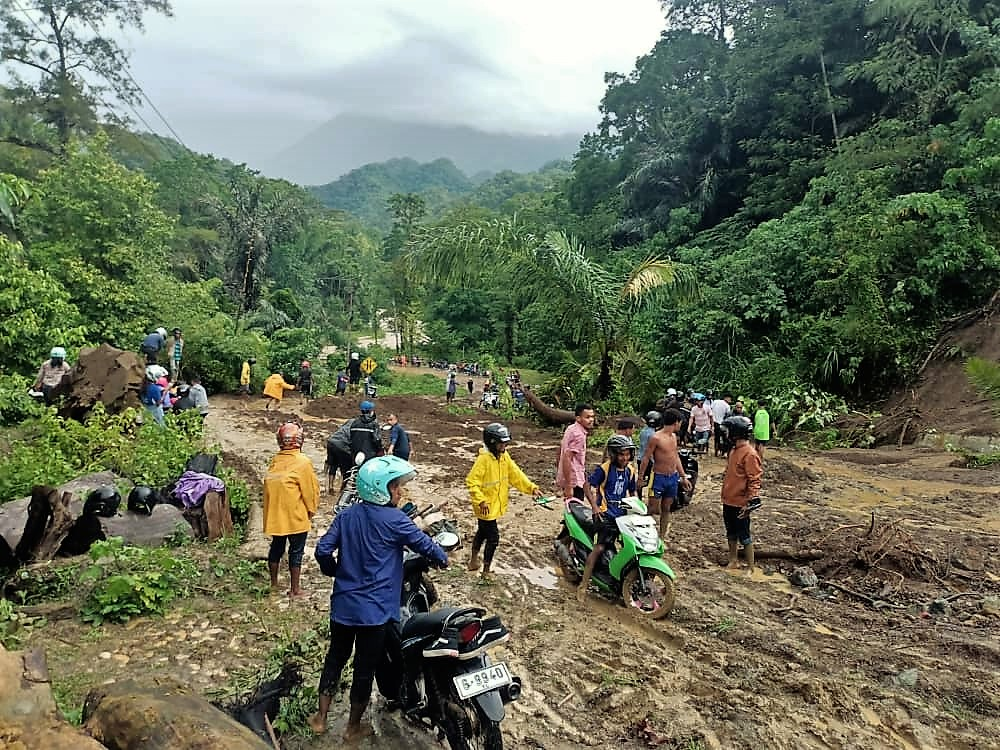
Durch Erdrutsch versperrte Straße in Manufahi (2022)

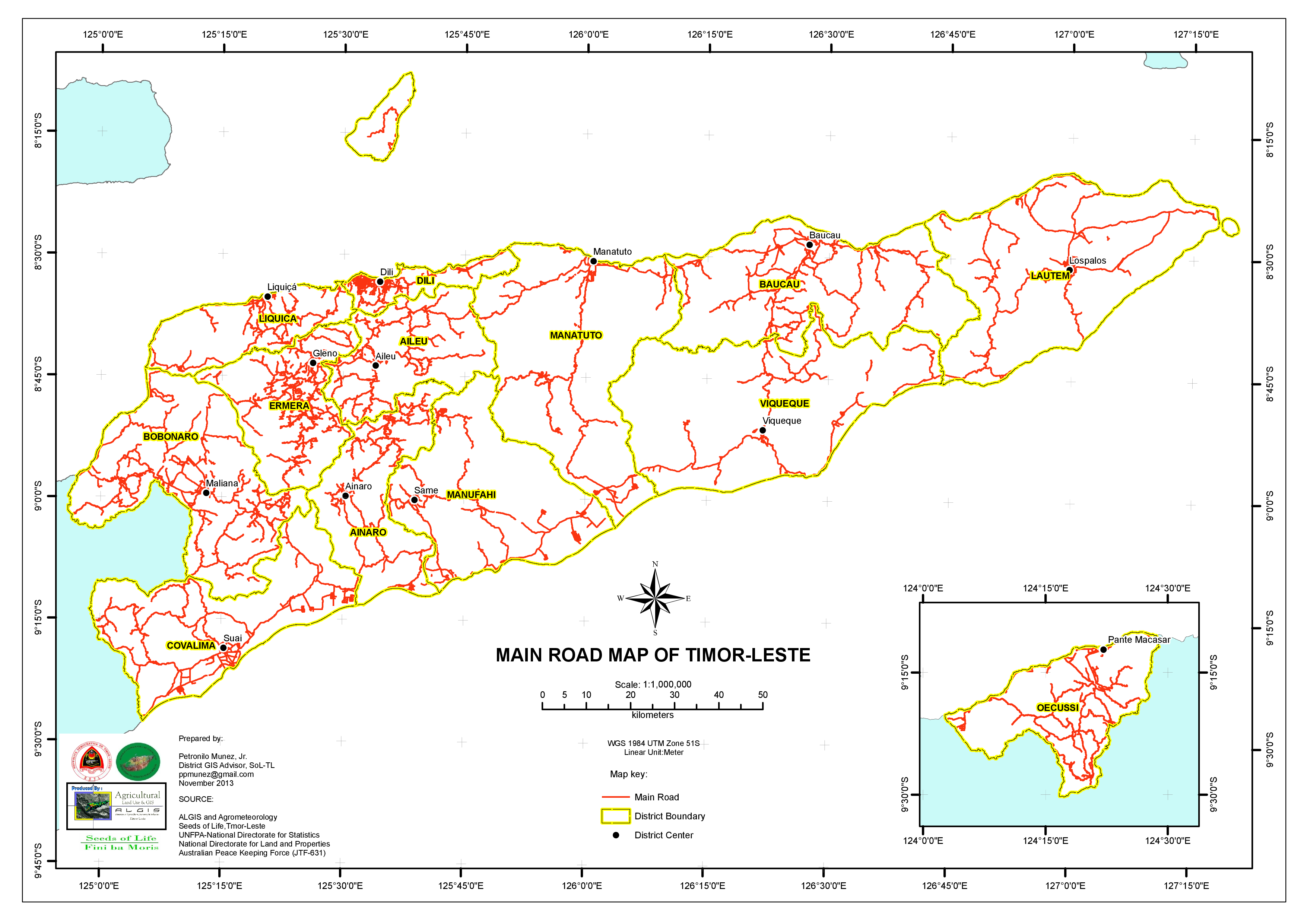
Osttimors Straßennetz

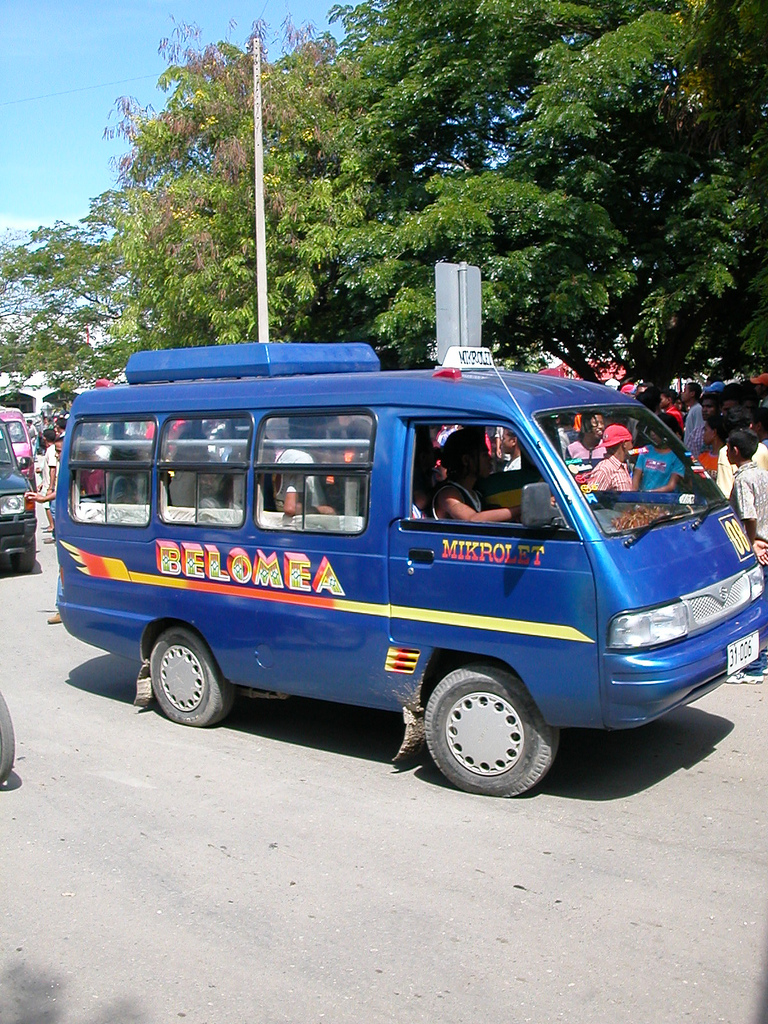
Ein Mikrolét

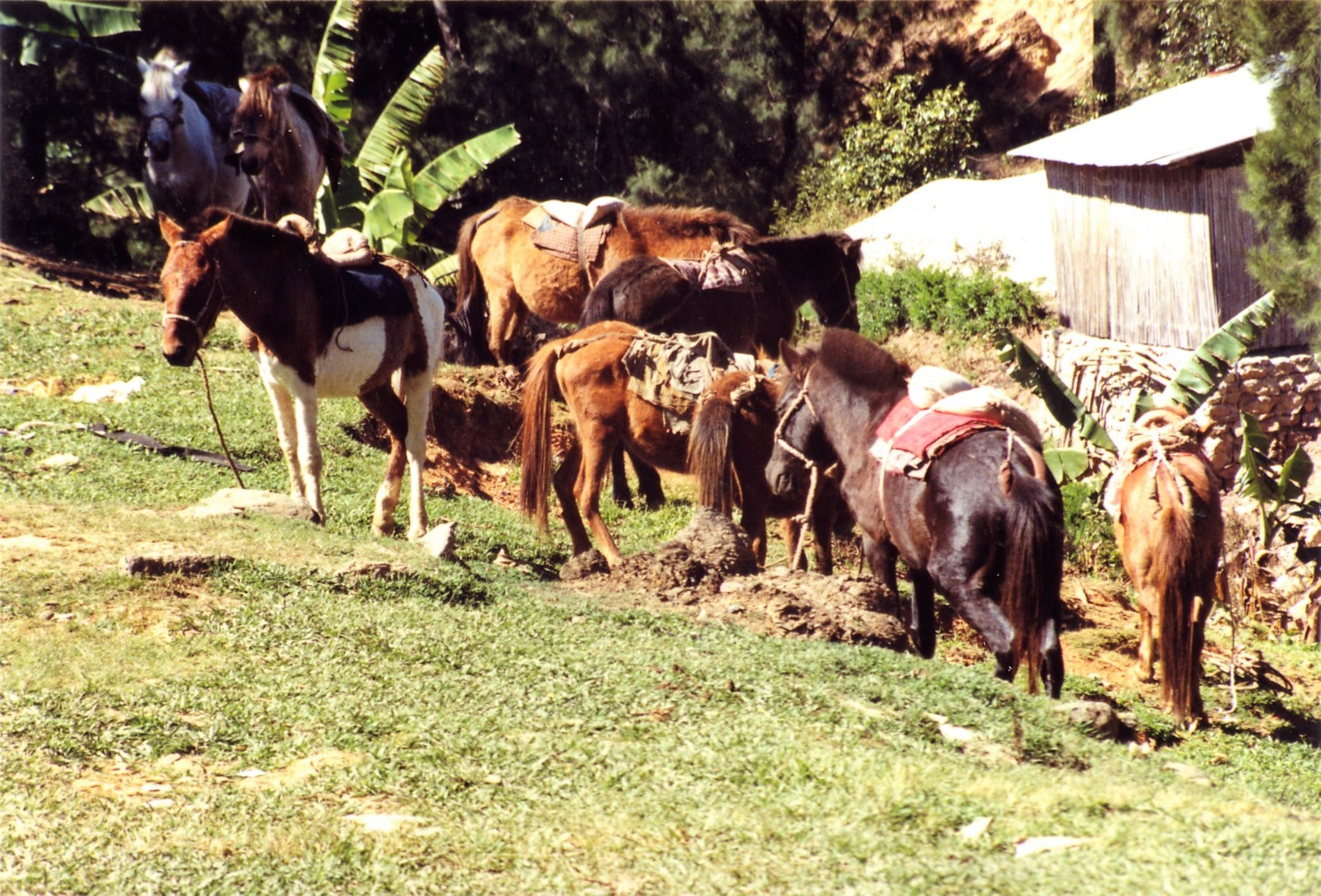
Pferde am Markttag in Maubisse

Die Verfassung Osttimors von 2002 wurde nach portugiesischem Vorbild gestaltet.
Von vielen Seiten wird Osttimor als eine „Gesellschaft, die auf Gerüchten basiert“ (rumor-based society) bezeichnet, was eine Folge der Traumatisierung durch die gewaltreiche Vergangenheit ist. Nach Beendigung der Eroberung hielt Indonesien das besetzte Land durch eine Art Strategie der Spannung in einem Zustand der permanenten Anspannung, um den innenpolitischen Widerstand gegen die Besetzung zu unterdrücken. Es kam zu willkürlichen Verhaftungen, öffentlicher Ausstellung von Leichen, mysteriösen Morden und dem Ausstreuen von Gerüchten. Die geheimen Widerstandsgruppen wandten wahrscheinlich ähnliche Methoden an, um Angst unter den Besatzern zu schüren. Die Bevölkerung ist daher anfällig für Gerüchte und Verschwörungstheorien, was von allen politischen Parteien und Akteuren ausgenutzt wird. Das beginnt mit Vermutungen über die verfassungsmäßige Rechtmäßigkeit der ersten Koalitionsregierung unter Xanana Gusmão und geht über unbelegte Korruptionsvorwürfe und Behauptungen über Fehlverhalten der ausländischen Sicherheitskräfte (zum Beispiel der „INTERFET-Frosch“) und Unfähigkeit der Regierenden bis hin zu Gerüchten über bewaffnete, paramilitärische Gruppen und Spekulationen über den gewaltsamen Tod des Rebellen Alfredo Reinado und dessen Verbindungen ins Ausland. Im Mai 2009 appellierte der stellvertretende Polizeikommandant Alfredo de Jesus per Radio und Fernsehen an die Bevölkerung, nicht dem Gerücht zu glauben, eine Hexe namens Magareta würde nächtens über Dili fliegen. Die Gerüchte verbreiten sich schnell durch Mundpropaganda, SMS und Internet-Blogs. Dazu kommen Ankündigungen und Warnungen (zum Beispiel per SMS) vor gewalttätigen Ausschreitungen oder Massendemonstrationen, die dann nie stattfinden, oder Machtdemonstrationen von militanten Gruppen, zum Beispiel mit inszenierten Flaggenzeremonien. Folge ist ein „Reich der Angst“ (Kingdom of Fear), das durch die immer wieder vorkommende wirkliche Gewalt verstärkt wird.

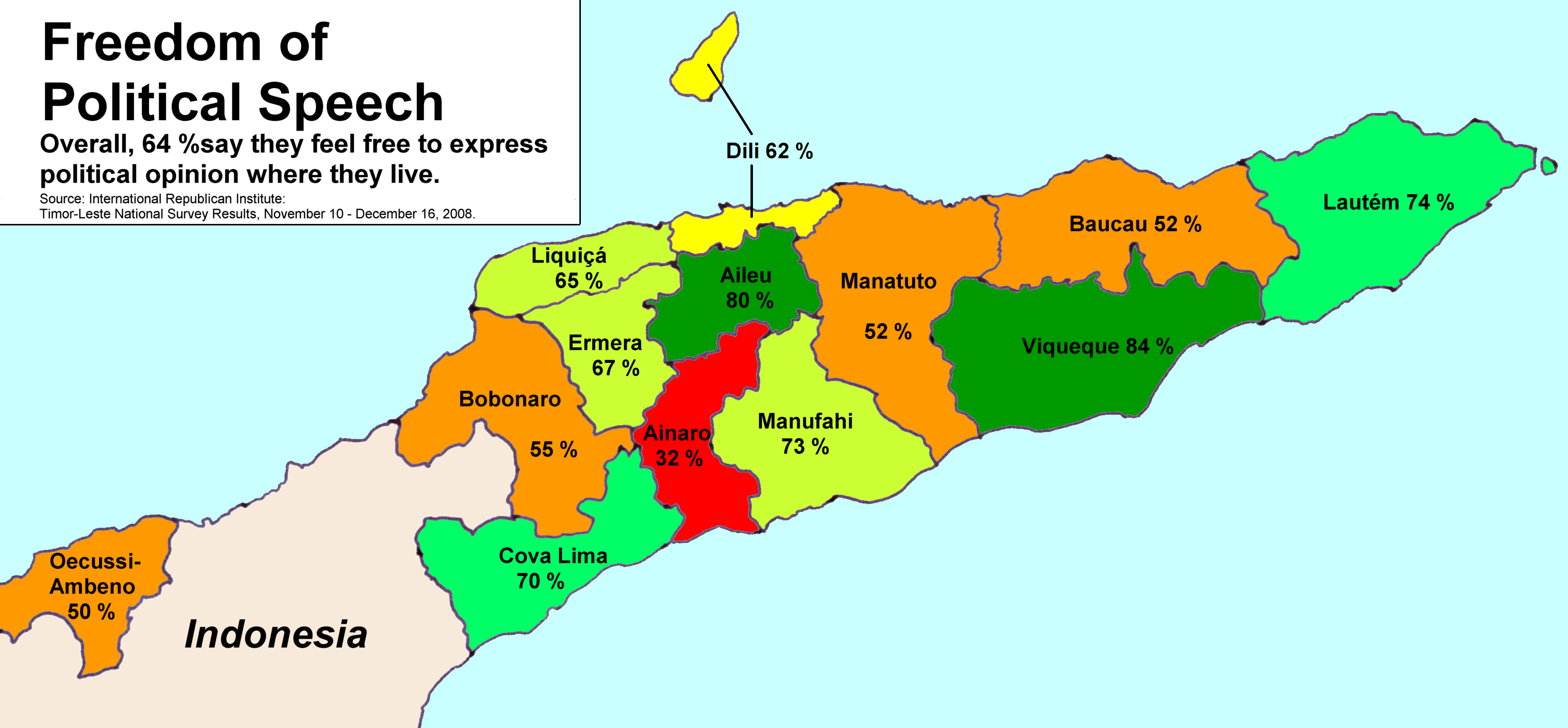
Regionale Unterschiede in der politischen Meinungsfreiheit in Osttimor (2008)

Nur 62 % der Einwohner Osttimors äußerten noch 2009, sie könnten ihre politische Meinung in ihrem Heimatort frei äußern; 24 % verneinten dies. 2017 waren 90 % der Meinung, sie könnten frei ihre Ansichten aussprechen, nur noch 2 % glaubten das nicht.
98 % von 1200 Befragten gaben im November 2016 an, zu den 2017 anstehenden Wahlen gehen zu wollen. 72 % erwarteten, dass es dem Land im nächsten Jahr besser gehen werde, und 49 % sahen es schon jetzt auf dem richtigen Weg. 29 % der Befragten waren der Meinung, dass die Regierung eine sehr gute Arbeit mache, 45 % nannten die Arbeit gut. 44 % nannten sich als der FRETILIN nahestehend, 75 % hatten eine positive Einstellung zu der Partei. Als wichtigstes Problem sahen 29 % den Zustand der Straßen im Land. 32 % fanden, dieser hätte sich im letzten Jahr verschlechtert, 29 % sahen eine Verbesserung. Eine Mehrheit der Befragten sah Verbesserungen in den Bereichen Gesundheitsversorgung (79 %), Bildung (78 %) und Stromversorgung (71 %). 66 % haben Angst vor gewalttätigen Ausschreitungen im Umfeld der Wahlen.
Beim Weltfriedens-Index 2025 kam Osttimor auf Platz 44 und erhielt mit dem Wert 1,758 die Einordnung „High State of Peace“. Im Demokratieindex 2024 der britischen Zeitschrift The Economist belegt Osttimor Platz 46 von 167 Ländern und gilt damit als eine „unvollständige Demokratie“. Im Länderbericht Freedom in the World 2024 der US-amerikanischen Nichtregierungsorganisation Freedom House wird das politische System des Landes als „frei“ bewertet. In der Rangliste liegt es vor allen anderen Staaten Südostasiens.
Transparency International listete Osttimor im Korruptionswahrnehmungsindex 2024 auf Platz 73 mit einem Wert von 44, was eine Verbesserung gegenüber den Vorjahren bedeutet. In der Region haben nur Singapur, Malaysia und Australien bessere Werte. Zur Korruptionsbekämpfung nahm 2010 die Anti-Korruptionskommission (CAC) ihre Arbeit auf. 79 % der Einwohner begrüßten in einer Umfrage die Einrichtung der Kommission. Im Laufe der letzten Jahre gab es immer wieder Gerichtsverhandlungen gegen ehemalige Regierungsmitglieder wegen Korruptions- und Misswirtschaftsvorwürfen. 2012 wurde mit Lúcia Lobato erstmals eine ehemalige Ministerin wegen Missmanagements zu fünf Jahren Haft verurteilt, verbüßte aber aufgrund einer Begnadigung nur 18 Monate davon. 2015 wurde der ehemalige Bildungsminister João Câncio Freitas wegen Korruption zu sieben Jahren Haft verurteilt. Daneben wurden bisher zwei Staatssekretäre und vier höhere Beamte wegen Korruption zu Haftstrafen verurteilt.

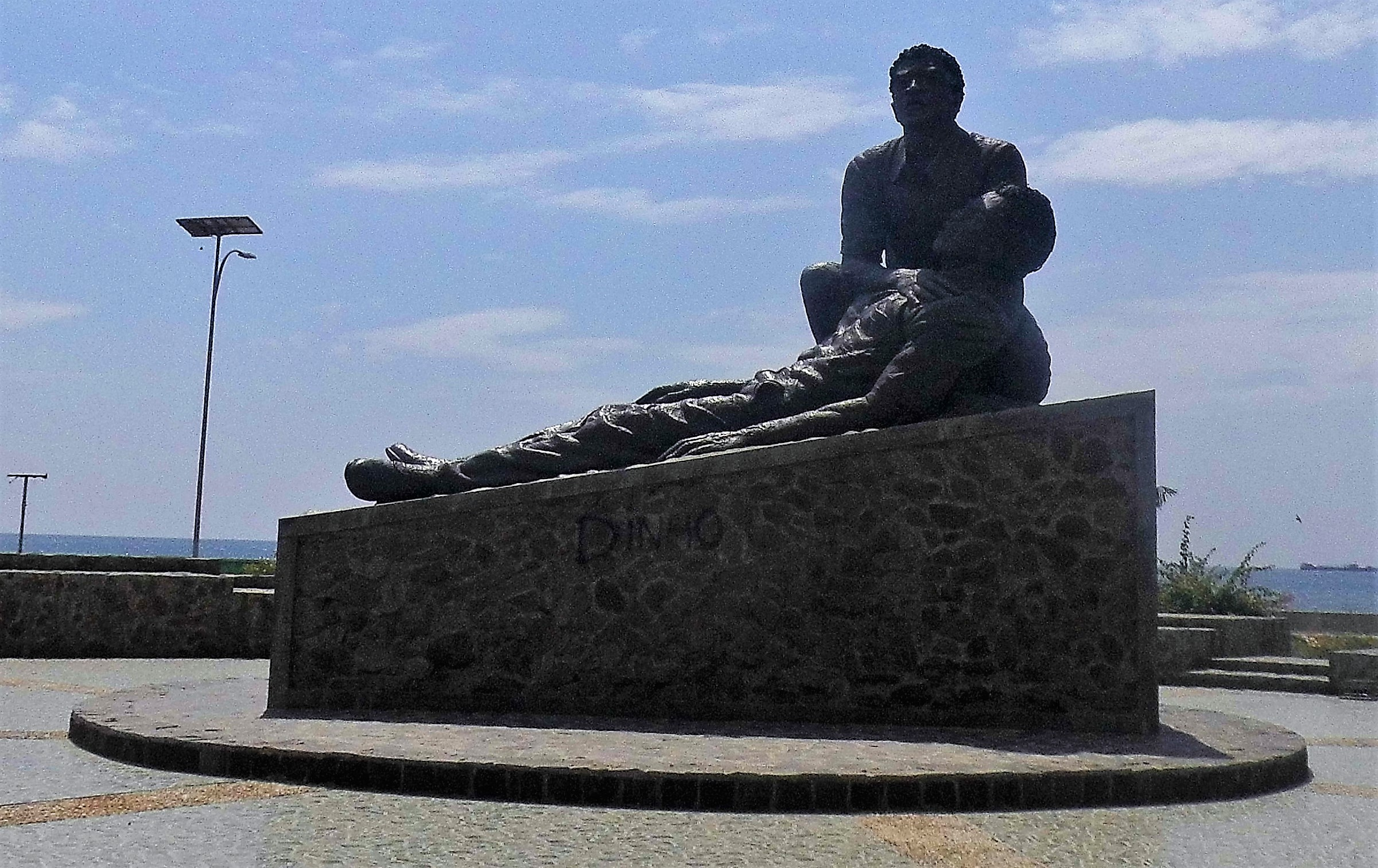
Mahnmal für das
Santa-Cruz-Massaker (1991)

Von Menschenrechtsorganisationen, der Katholischen Kirche und weiten Teilen der Bevölkerung wurde der Umgang der Regierung mit den Verbrechen in der indonesischen Besatzungszeit kritisiert. Die führenden Politiker sprachen sich seit der Wiedererlangung der Unabhängigkeit für Versöhnung und Vergebung aus, sowohl mit dem Nachbarn Indonesien als auch mit den Kollaborateuren innerhalb Osttimors. Die Aufarbeitung der Geschehnisse beschränkte sich auf eine Registrierung der Vorfälle und lokale Friedensvermittlungen unter staatlicher Führung. Anfang 2015 rief die Regierung die Politik des „Ent-trauerns der Nation“ (tetum Dez-lutu Nasional) oder „Ablegen des Schwarzen“ aus. Die Erinnerung an die Vergangenheit solle nun mehr in Gedenken vollzogen werden als wie bisher in Trauer. Kritiker merken an, dass viele Familien mit der Trauer noch nicht abschließen können, da die sterblichen Überreste ihrer Verwandten noch nicht gefunden wurden. Von vielen Opfern der Besatzung fehlt jede Spur, auch vom Volkshelden Nicolau Lobato, dessen 37. Todestag am 31. Dezember 2015 den Abschluss des Dez-lutu Nasional darstellen sollte.
Sorge bereitet die zunehmende Jugendgewalt in der Landeshauptstadt. Zwar nur eine Minderheit fallen vor allem Gruppen junger Männer durch Massenschlägereien auf der Straße, Belästigungen und Ruhestörungen auf. Teils werden ganze Viertel terrorisiert. Die Fundasaun Mahein sieht darin 2024 sogar eine „Bedrohung für die soziopolitische Stabilität“. Gründe sieht man zum einen in der gewaltreichen Geschichte des Landes oder in den verschiedenen Kampfsport- und Ritualgruppen im Land. Auch die hohe Arbeitslosigkeit und Mängel im Bildungssystem werden als Gründe genannt. Manche Akademiker sprechen von einer „Krise der Männlichkeit.“ Der Politik wirft Fundasaun Mahein vor, dass ein Großteil der Privatwirtschaft sich durch Projekte der Regierung finanziert, deren Vergabe nicht geprüft wird. So profitierten meist nur Geschäftsleute mit Beziehungen oder parteipolitische Interessen erhalten Vorrang. Die Jugend fühlt sich daher immer mehr abgehängt, Zukunftsängste und Vertrauensverlust in die politische Führung sind die Folge, was wiederum zur Missachtung von Autorität und Rechtsstaatlichkeit führt. Die Kirche bindet viele Jugendliche mit vielen Aktivitäten, doch nimmt in den letzten Jahren ihre Bedeutung im Alltag ab.
| Name des Index                     | Indexwert     | Weltweiter Rang | Interpretationshilfe | Jahr |
| ---------------------------------- | ------------- | --------------- | --- | ---- |
| Fragile States Index               | 74,8 von 120  | 67 von 179      | Stabilität des Landes: erhöhte Warnung 0 = sehr nachhaltig / 120 = sehr alarmierend Rang: 1 = fragilstes Land / 179 = stabilstes Land | 2024 |
| Demokratieindex                    | 7,03 von 10   | 46 von 167      | Unvollständige Demokratie 0 = autoritäres Regime / 10 = vollständige Demokratie                                                       | 2024 |
| Freedom in the World Index         | 72 von 100    | 82              | Freiheitsstatus: frei 0 = unfrei / 100 = frei                                                                                         | 2024 |
| Rangliste der Pressefreiheit       | 71,79 von 100 | 39 von 180      | Zufriedenstellende Lage für die Pressefreiheit 100 = gute Lage / 0 = sehr ernste Lage                                                 | 2025 |
| Korruptionswahrnehmungsindex (CPI) | 44 von 100    | 73 von 180      | 0 = sehr korrupt / 100 = sehr sauber                                                                                                  | 2024 |

### Exekutive

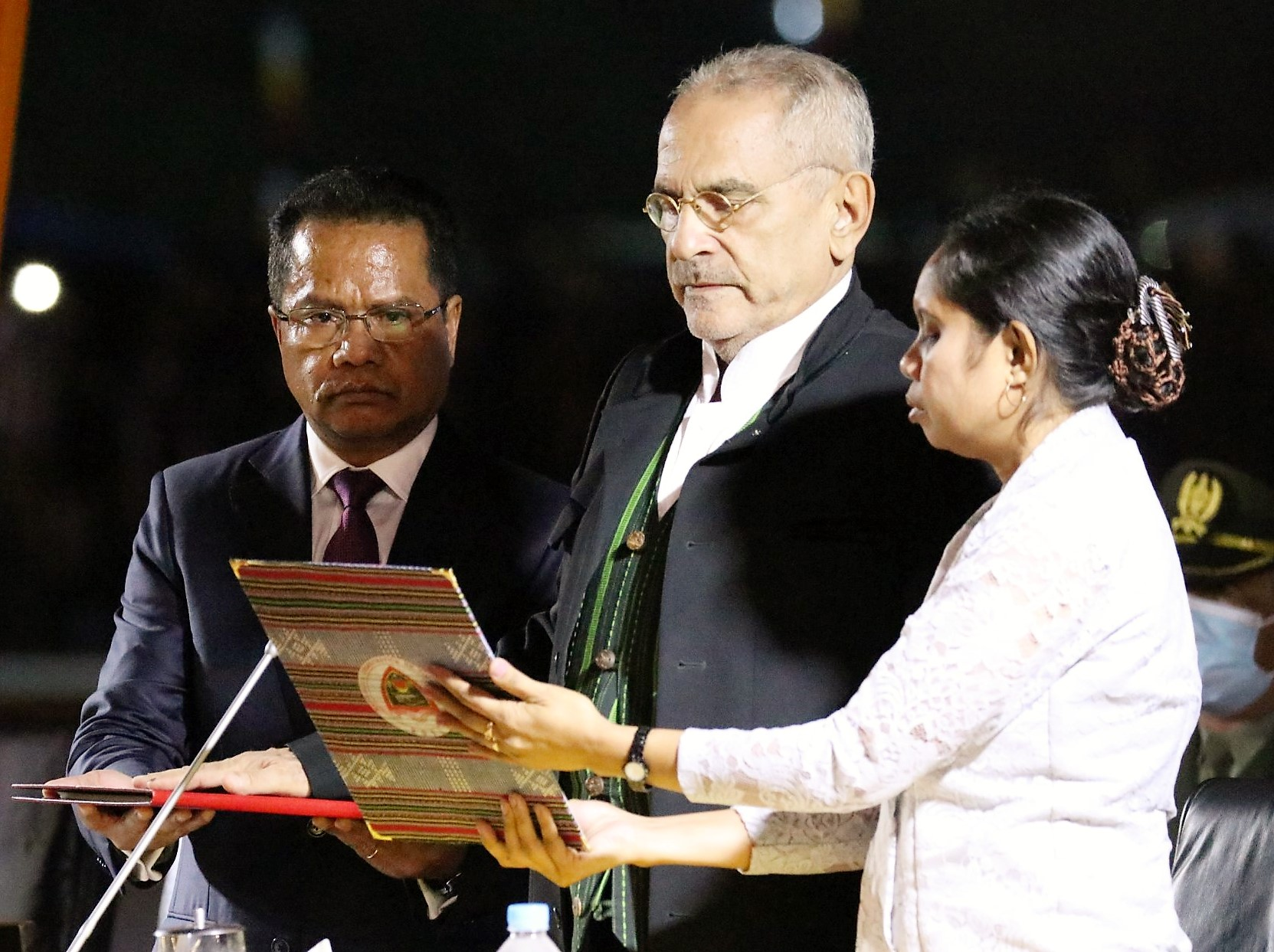
Vereidigung von José Ramos-Horta zum Staatspräsidenten (2022). Links: Parlamentspräsident Lopes, Rechts: Sekretärin des Parlamentspräsidiums Martins (2022)

Osttimor ist eine semipräsidentielle Republik.
Der Präsident von Osttimor wird alle fünf Jahre gewählt und hat eher symbolische Befugnisse; er besitzt aber ein Vetorecht bei der Gesetzgebung. Ihm steht der Staatsrat beratend zur Seite. Nach den Parlamentswahlen bestimmt der Präsident einen Premierminister, der die Mehrheit einer Partei oder Koalition im Parlament hinter sich hat. Als Kopf der Regierung sitzt der Premierminister dem Kabinett vor.
Taur Matan Ruak von der PLP stand zunächst einer Koalition aus der PLP, des größeren Congresso Nacional da Reconstrução Timorense (CNRT) und der kleineren KHUNTO vor, die sich Aliança para Mudança e Progresso (AMP) nannte. Das Bündnis zerbrach 2020 und der CNRT wurde in der Regierung durch die FRETILIN ersetzt.
Bei den Präsidentschaftswahlen in Osttimor 2022 scheiterte Amtsinhaber Francisco Lú-Olo Guterres von der FRETILIN beim Versuch der Wiederwahl. Stattdessen setzte sich in der zweiten Runde der frühere Präsident José Ramos-Horta durch, den der CNRT unterstützte. Ramos-Horta übernahm um Mitternacht des 20. Mai 2022 wieder das Amt.
Entgegen dem Bestreben von Xanana Gusmão, der Führer des CNRT, löste Ramos-Horta das Parlament nicht vorzeitig auf, sondern ließ erst zum regulären Termin am 21. Mai 2023 das Parlament neu wählen. Ramos-Horta versuchte stattdessen zwischen den beiden großen Parteien FRETILIN und CNRT zu vermitteln, die aufgrund persönlicher Differenzen zwischen den Führern im Streit miteinander liegen.
Die IX. konstitutionelle Regierung Osttimors wurde am 1. Juli 2023 vereidigt. Premierminister wurde Xanana Gusmão, gestützt aus einer Koalition aus CNRT und PD.

### Legislative

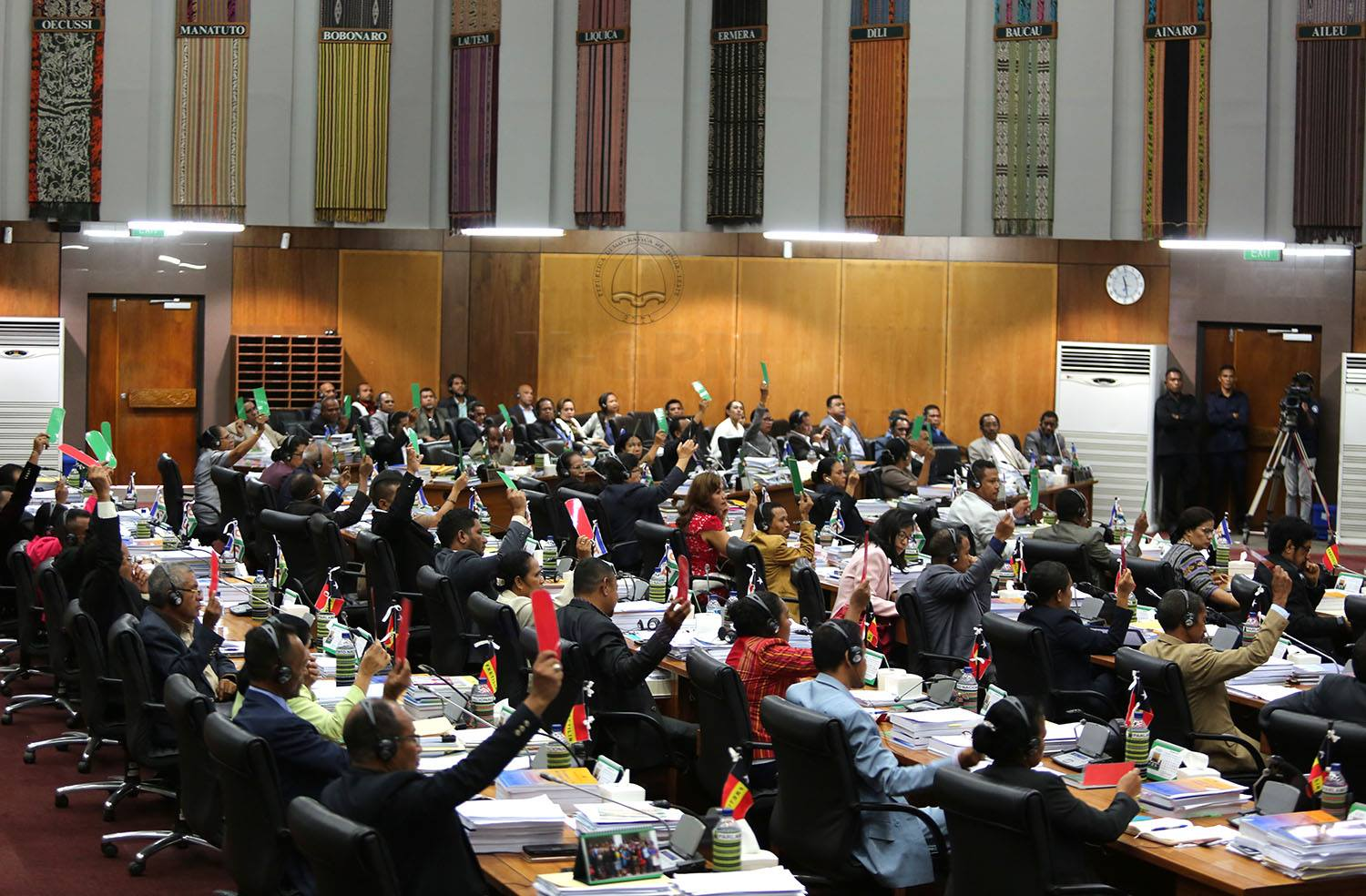
Abstimmung im Nationalparlament Osttimors

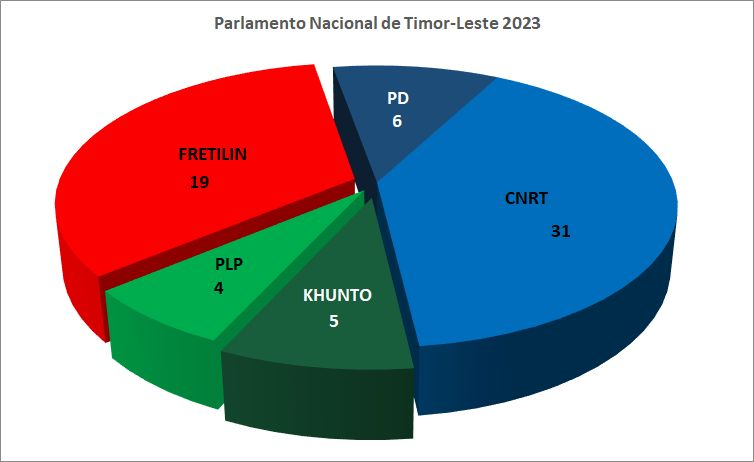
Sitzverteilung im Parlament Osttimors nach der Wahl 2023

Das Parlament (Parlamento Nacional) besteht aus nur einer Kammer. Seine Mitglieder werden alle fünf Jahre in freien Wahlen bestimmt. Gesetze und Verordnungen werden im Jornal da República bekannt gegeben. Die Anzahl der Parlamentssitze kann zwischen 52 und 65 variieren. Während der ersten Wahlperiode wurden ausnahmsweise die 88 Sitze der Verfassungsgebenden Versammlung beibehalten.
Viele osttimoresische Parteien sind mehr auf ihre Führungspersönlichkeiten als auf ein Programm ausgerichtet, das sie von anderen unterscheidet. Seit den Parlamentswahlen in Osttimor 2007 haben sich zwei dominante Parteien herausgebildet, die linksorientierte FRETILIN, aus der Staatspräsident Francisco Guterres kommt und die von Marí Alkatiri geführt wird, und der von Xanana Gusmão gegründete CNRT. Als Vertreter der jüngeren Generation gelten mittelgroßen Parteien im Parlament: die PLP von Taur Matan Ruak, die KHUNTO, die ihren Ursprung in der Ritual-Arts-Gruppe Kmanek Oan Rai Klaran hat und die PD deren Wurzeln in der Studentenbewegung RENETIL hat. Im Parlament sind außerdem mit je einem Abgeordneten die UDT, die FM und die PUDD vertreten. Sie waren als Parteienbündnis FDD bei den Parlamentswahlen in Osttimor 2018 in das Parlament eingezogen.
Bei den Parlamentswahlen am 21. Mai 2023 gewann der oppositionelle CNRT 31 der 65 Sitze im Parlament. Sie bildet mit der PD, die 6 Sitze erhielt, die Regierungskoalition. Die FRETILIN, die bisher stärkste Partei im Parlament, stürzte auf 19 Sitze ab. Ihre Partner in der Regierung PLP und KHUNTO gewannen 4, beziehungsweise 5 Sitze. Alle anderen zwölf Parteien, die bei der Wahl antraten, scheiterten an der Vier-Prozent-Hürde. Das neue Parlament trat am 22. Juni das erste Mal zusammen. Parlamentspräsidentin ist Maria Fernanda Lay.

### Judikative

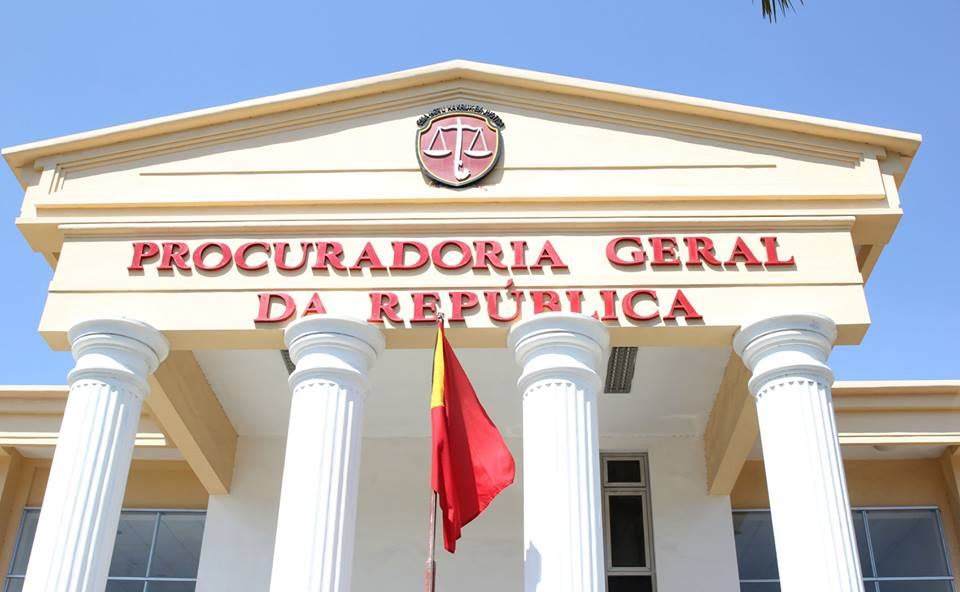
Generalstaatsanwaltschaft Osttimors

Das Tribunal de Recurso de Timor-Leste (deutsch Berufungsgericht Osttimors) ist das höchste Gericht Osttimors. Gegen dessen Urteile kann nicht in Berufung gegangen werden. Den Vorsitz führt der Gerichtspräsident, der durch den Präsidenten der Republik für vier Jahre ernannt wird. Das Amt hat seit dem 28. April 2017 Deolindo dos Santos inne.
Das Nationalparlament wählt ein Mitglied des Obersten Gerichts, die anderen Mitglieder werden durch den Conselho Superior da Magistratura Judicial (CSMJ, deutsch Oberster Rat des Justizwesen) bestimmt. Generalstaatsanwalt ist seit dem 29. April 2021 Alfonso Lopez. Distriktsgerichte gibt es in Dili (2017 mit 16 Richtern), Baucau (sieben Richter), Oe-Cusse Ambeno (ein Richter) und Suai (sieben Richter). Ebenso Sitze der Defensoria Pública.
Bis Ende 2014 arbeiteten viele Ausländer, vor allem Portugiesen, in der Justiz Osttimors, sowohl als Berater des Generalstaatsanwalts und der Antikorruptionsbehörde als auch als Richter. Nachdem Osttimor aber mehrere Gerichtsverfahren um Steuerforderungen gegen Rohstoffkonzerne verloren hatte, wurden alle Ausländer im Justizwesen durch Parlamentsbeschluss am 24. Oktober entlassen. Man warf den Beratern Inkompetenz und möglicherweise Korruption vor. Ausländische Beobachter spekulierten aber, der Staat wolle ihm unliebsame Urteile rückgängig machen. Die Steuerverfahren wurden neu aufgerollt.
Die Todesstrafe und die lebenslange Gefängnisstrafe sind in Osttimor abgeschafft. Die zulässige Höchststrafe liegt bei 25 Jahren Gefängnis. Strafgefangene müssen für ihre Ernährung und medizinische Versorgung selbst aufkommen.

### Innenpolitik
Nachdem die AMP-Koalition aus CNRT, PLP und KHUNTO am 17. Januar 2020 zerbrach, konnte Premierminister Taur Matan Ruak seine Regierung retten, indem er ein neues Bündnis aus PLP, KHUNTO und FRETILIN bildete. Der CNRT sah sich nun in der Opposition wieder. Im Parlament kam es zu heftigen Konflikten, die darin gipfelten, dass die Abgeordneten des CNRT durch Abwesenheit die Stimmfähigkeit des Parlaments zu verhindern.
Zu den Parlamentswahlen am 21. Mai 2023 vereinbarten FRETILIN, PLP und KHUNTO vorab eine Weiterführung der Koalition im Falle eines Wahlsieges. Allerdings verlor das Bündnis die Wahl deutlich. Für die FRETILIN war es das bisher schlechteste Ergebnis, was zu parteiinterner Kritik an der Parteiführung führte, die noch aus der Unabhängigkeitsbewegung von 1975 stammt. Im Nationalparlament versuchten die drei alten Regierungsparteien noch nach der Wahl Gesetze durchzubringen. Die erste Sitzung des neuen Parlaments versuchte man auf September verschieben, was zu heftiger Kritik von Präsident Ramos-Horta führte, der verfassungsgemäß die Amtseinführung spätestens am 12. Juni forderte. Schließlich einigten sich die Fraktionsvorsitzenden, gemäß der Geschäftsordnung des Parlaments die Amtseinführung auf den 21. Juni zu legen. Die neue Regierung wird von CNRT und PD gebildet.

### Außenpolitik

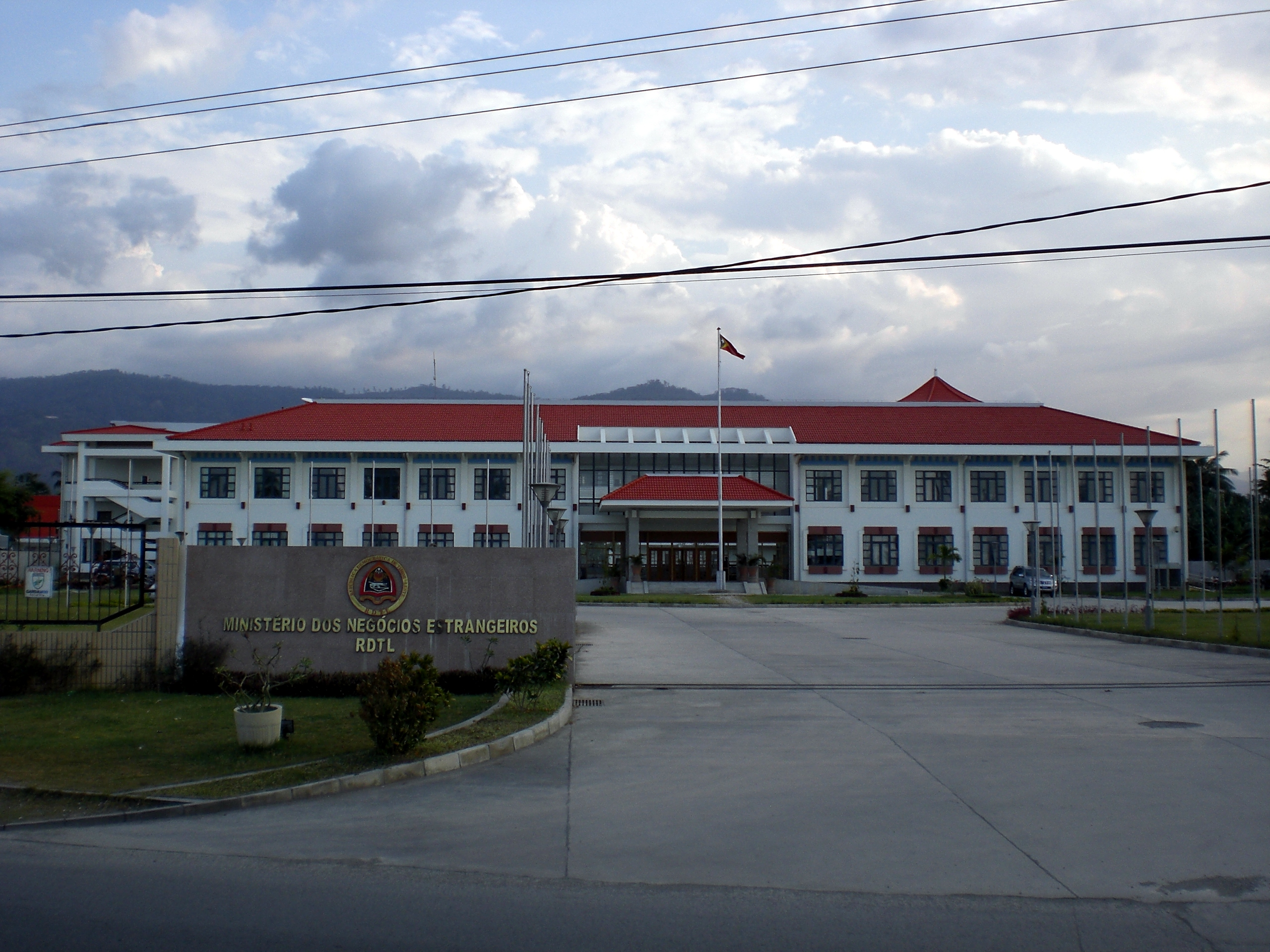
Das Außenministerium in Dili

Osttimors Außenpolitik folgt dem Prinzip „Viele Freundschaften schließen und Null Feinde“ (tetum Amigos Barak no Zero Inimigos). Mit der ehemaligen Besatzungsmacht Indonesien hat es sich ausgesöhnt, ebenso mit der Kolonialmacht Portugal. Über die Gemeinschaft der Portugiesischsprachigen Länder (CPLP) hält Osttimor auch enge Kontakte mit Brasilien, Macau und den afrikanischen Mitgliedern. Portugal dient auch, zusammen mit Irland, als Tor zur Europäischen Union. Der katholische Glauben dient als verbindendes Element mit den Philippinen. Sie und Indonesien gehören zu den stärksten Befürwortern des von Osttimor angestrebten Beitritts zu den ASEAN. Die melanesische Kultur einiger Ethnien Osttimors bildet die Grundlage der guten Beziehungen zu Papua-Neuguinea und den Südseestaaten. So ist Osttimor ein assoziiertes Mitglied im Pacific Islands Forum und seit 2010 hat es Beobachterstatus bei der Melanesian Spearhead Group. 2016 trat Osttimor dem Pacific Islands Development Forum bei.

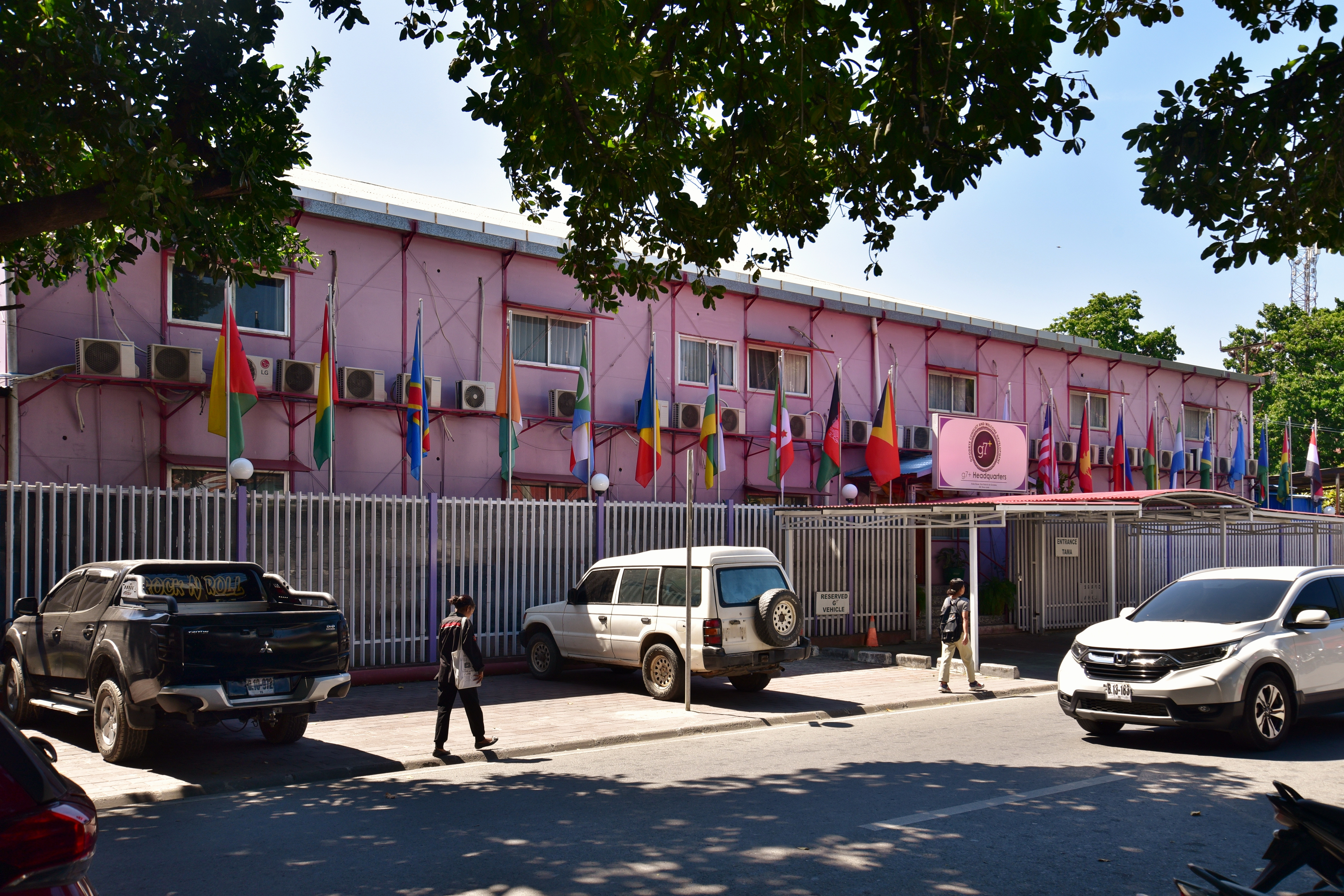
Der Sitz der g7+-Staaten in Dili

In Australien gibt es viel Sympathie, da Osttimoresen bei der Schlacht um Timor auf Seiten der Alliierten kämpften und so eine japanische Invasion Australiens verhinderten. Trotzdem gab es jahrelang Streit über die Grenzziehung in der Timorsee und der Ausbeutung der dortigen Bodenschätze, was zu Spannungen und Verstimmungen führte, vor allem nachdem bekannt wurde, dass australische Agenten während der Verhandlungen das osttimoresische Kabinett abgehört hatten. Schließlich konnte sich Osttimor vor Gericht gegen Australien durchsetzen.
Große Unterstützung erhält Osttimor von Kuba und der Volksrepublik China, während die Vereinigten Staaten ebenfalls enge Beziehungen zu dem südostasiatischen Land pflegen. Weitere Partner sind Neuseeland, das Vereinigte Königreich, Südkorea und Japan.
Aufgrund seiner langen Geschichte der Fremdherrschaft hat Osttimor besondere Beziehungen zur Westsahara geknüpft und unterstützt sowohl den Kosovo, als auch die Palästinensischen Autonomiegebiete. Als ehemals fragiler Staat engagiert sich Osttimor in einer Führungsposition bei den g7+-Staaten.

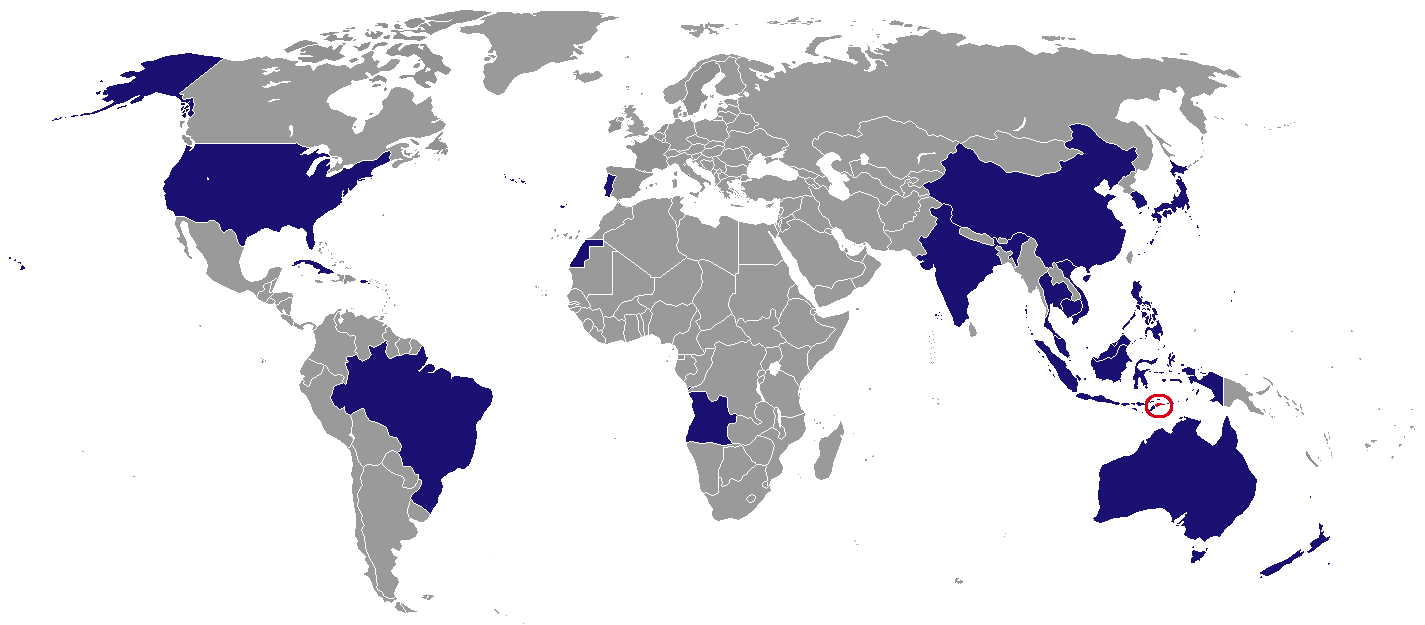
Staaten mit Botschaften in Osttimor

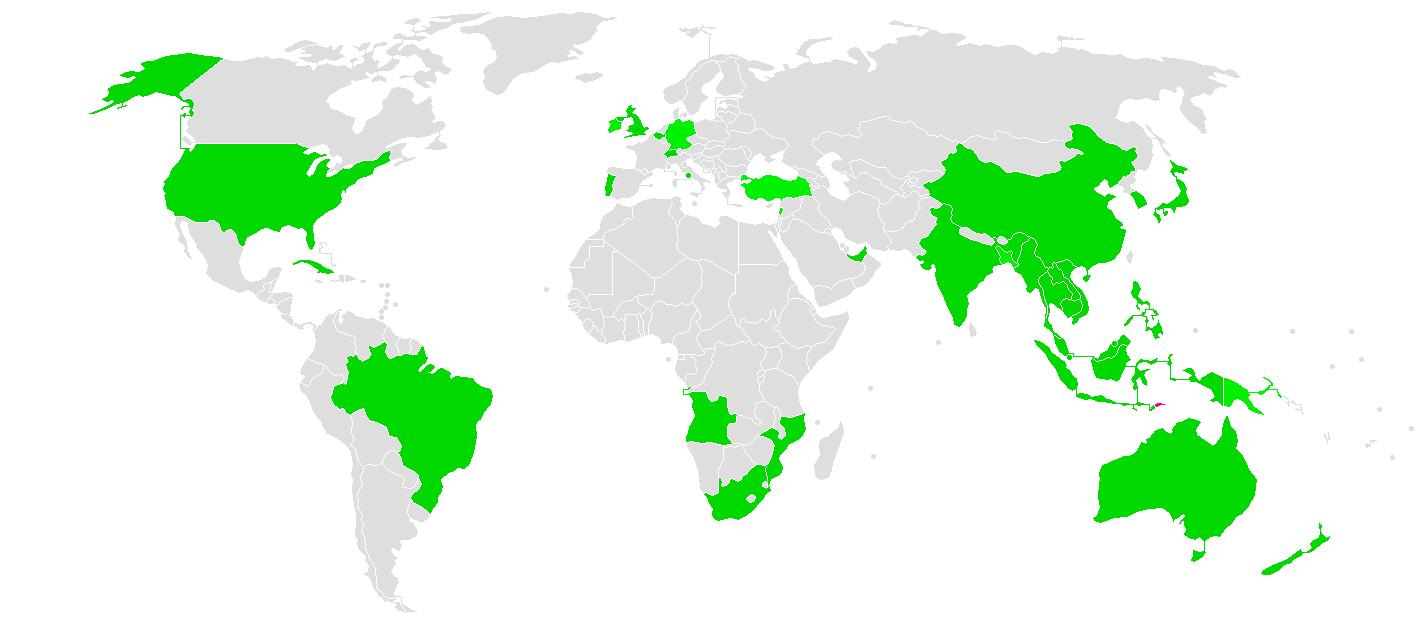
Staaten mit diplomatischen Missionen von Osttimor

Deutschland, Österreich und die Schweiz haben keine Botschaften in Osttimor. Zuständig sind die Botschaften der Länder in Jakarta/Indonesien. In dringenden Fällen können sich EU-Bürger an die Botschaft Portugals oder der Vertretung der Europäischen Union in Dili wenden. Außerdem haben folgende Länder Botschaften in Dili: Australien, Brasilien, Brunei, Volksrepublik China, Indonesien, Japan, Kuba, Malaysia, Neuseeland, Philippinen, Südkorea, Thailand, Großbritannien und die USA. Seit 2010 gibt es auch eine Botschaft der Demokratischen Arabischen Republik Sahara in Dili. Man sieht Parallelen in der Geschichte als besetzte Staaten und nahm daher diplomatische Beziehungen auf.
Irland hatte bis Oktober 2012 ein Repräsentantenbüro, das von der Botschaft in Singapur verwaltet wurde. Mexiko hat in Dili ein Honorarkonsulat.
Die für Mitteleuropa zuständige Botschaft Osttimors befindet sich in Brüssel. Sie ist auch die offizielle Vertretung Osttimors bei der Europäischen Union. Der Brüsseler Botschaft ist zudem die ständige Vertretung Osttimors bei den Vereinten Nationen in Genf untergeordnet. Darüber hinaus unterhält Osttimor Botschaften in Bangkok, Canberra, Hanoi, Havanna, Jakarta, Kuala Lumpur, Lissabon, Manila, Maputo, Peking, Phnom Penh, Pretoria, Seoul, Singapur, Tokio, beim Vatikan, in Washington, D. C. und Wellington sowie eine Mission bei den Vereinten Nationen in New York. Eine weitere Botschaft ist wegen des geplanten Beitritts zu den ASEAN in Myanmars Hauptstadt Naypyidaw geplant und auch in Angola entstand eine Vertretung, während der afrikanische Staat in Dili eine Botschaft eröffnen will. In Denpasar, Kupang und Sydney befinden sich Generalkonsulate. Ein weiteres ist seit 2009 im indonesischen Surabaya geplant, da 2000 Osttimoresen in Universitäten der Provinz studieren. Außerdem werden hier mehrere Staatsbürger in Krankenhäusern behandelt. Mit der Provinzregierung soll eine Ausbildungs- und gesundheitspolitische Kooperation aufgebaut werden. In Berlin vertritt der Honorarkonsul Peter Badge Osttimor. Weitere Honorarkonsulate gibt es in Ankara, Beirut, Cebu, Dublin, Évora, Genf, Istanbul, Manila, Melbourne, Port Moresby und auf Tasmanien.

## Sicherheitskräfte

### Militär

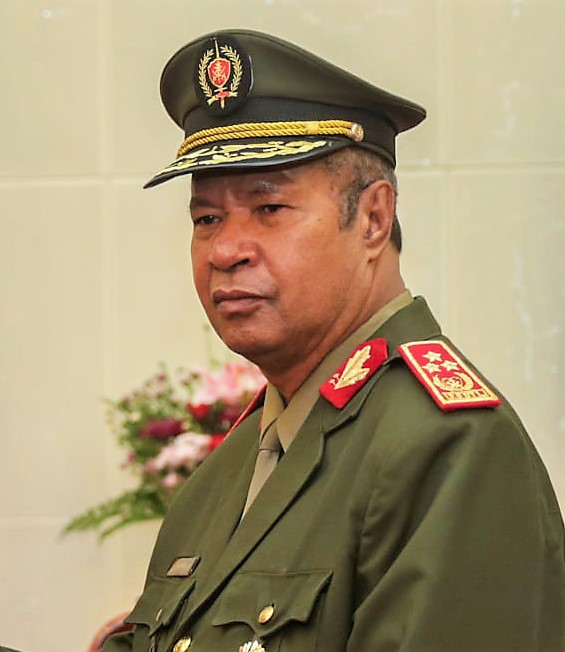
Falur Rate Laek (2022)

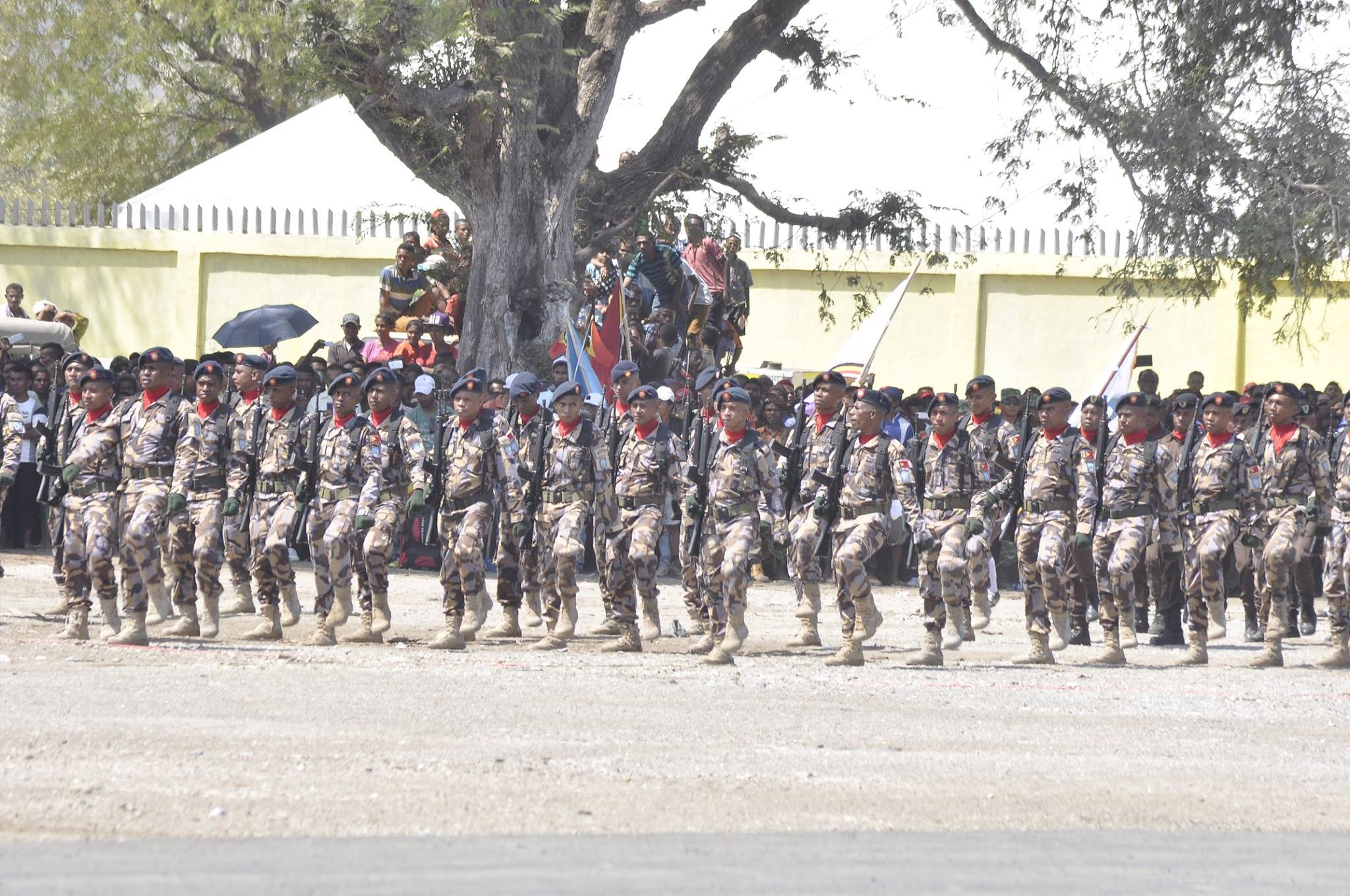
Truppenparade (2015)

Die Verteidigungskräfte Osttimors (portugiesisch Forças de Defesa de Timor Leste, tetum Forcas Defensa Timor Lorosae) oder FALINTIL-FDTL (F-FDTL) bestehen aus Landstreitkräften, einer kleinen Marine und einer leichten Luftwaffenkomponente. Oberbefehlshaber ist seit 2022 der Generalstabschef Generalleutnant Falur Rate Laek, sein Stellvertreter ist Calisto Coliati dos Santos. Minister für Verteidigung ist seit 2023 Pedro Klamar Fuik. 2008 betrug der Anteil der Verteidigung im Staatshaushalt 4,39 %
Die Planstärke der Streitkräfte sieht 1500 Aktive und weitere 1500 Angehörige vor. Ihr Grundstock wurde am 1. Februar 2001 aus Kämpfern der ehemaligen Guerillaarmee FALINTIL rekrutiert. Es blieben aber nur wenige aufgrund der geringen Altersversorgung. Nach den Unruhen von 2006 und den damit verbundenen Desertionen hat die Armee seit August 2008 wieder ihre alte Stärke. Das Heer besteht aus zwei Infanteriebataillonen. Die Marine verfügt über mehrere Patrouillenboote, die von Portugal, Südkorea und China geliefert wurden. Zwei neue Boote liegen in Australien zur Abgabe an Osttimor (Stand November 2024).  Allein durch illegale Fischer entsteht Osttimor jährlich ein Schaden von 45 Millionen US-Dollar. Schmuggel kostet den Staat jährlich weitere 8 Millionen US-Dollar an Steuereinnahmen.
2007 wurde die Wehrpflicht offiziell eingeführt, aber nicht angewendet. Man befürchtete, die kleine Armee könnte die große Anzahl von Rekruten nicht aufnehmen. Außerdem erschien es keine gute Idee, Mitglieder von Straßenbanden an Schnellfeuerwaffen und Handgranaten auszubilden. Taur Matan Ruak, damals Staatspräsident und ehemaliger Chef der Streitkräfte, propagierte die Anwendung als Mittel gegen die Jugendarbeitslosigkeit und zur Vertiefung des Nationalgefühls.
Im Mai 2008 unterschrieb Osttimor mit den sieben anderen Staaten der CPLP eine Vereinbarung über ein Militärbündnis. Unter anderem sollen osttimoresische Soldaten in Brasilien und Portugal ausgebildet werden. Auch mit China, Polen, Kanada, Indien und Japan gibt es Pläne zur militärischen Zusammenarbeit bei der Ausbildung der osttimoresischen Soldaten. Regelmäßig trainiert man auch mit US-amerikanischen Streitkräften.
Am 26. September 2018 unterzeichnete Osttimor den Atomwaffenverbotsvertrag der Vereinten Nationen.

### Polizei und Kriminalität

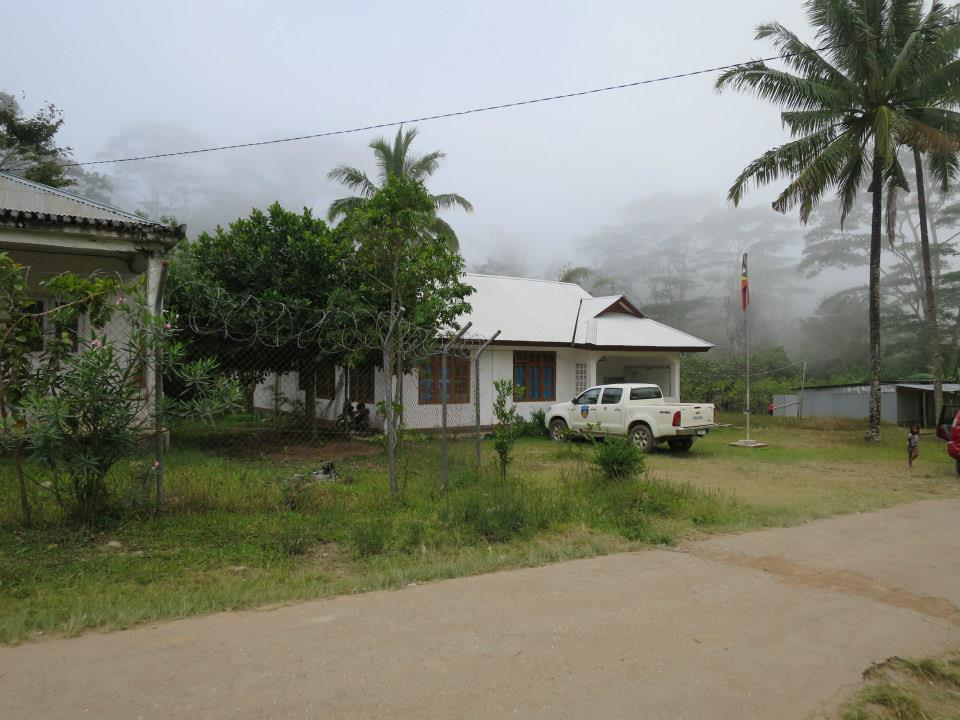
Polizeistation in Remexio

Chef der Nationalpolizei Osttimors (PNTL) ist seit 2019 Faustino da Costa. Seit dem 31. Oktober 2012 hat die PNTL von den Kräften der Vereinten Nationen die alleinige Verantwortung für die innere Sicherheit in Osttimor übernommen. In der Exklave Oe-Cusse Ambeno gab es in den ersten Jahren der Unabhängigkeit keine Militäreinheiten. Hier übernahm die Grenzpolizei (portugiesisch Unidade de Patrulhamento de Fronteira UPF) die Aufgaben der F-FDTL. Ende 2018 bestand die Polizei aus 4165 Beamten.
Neben der PNTL gibt es die Polícia Científica de Investigação Criminal (PCIC, deutsch Wissenschaftliche Polizei für kriminalpolizeiliche Ermittlungen), die vor allem bei schwerwiegenden Verbrechen die Ermittlungen übernimmt.
2021 registrierte die Polizei im gesamten Land 4648 Straftaten. 2180 davon wurden in der Gemeinde Dili begangen. Auf 100.000 Osttimoresen kamen somit 393 Straftaten (2020: 404), der niedrigste Wert seit 2017. Die höchsten Kriminalitätsraten hatten die Gemeinden Dili (786) und Oe-Cusse Ambeno (438), die niedrigsten Manufahi (97) und (168). 2850 Verdächtige (1161 davon zwischen 20 und 29 Jahren alt) wurden von der Polizei ermittelt, 2428 Personen wurden Opfer einer Straftat. In 39,18 % der Straftaten ging es um leichte Körperverletzung (1824), bei 7,1 % um Bedrohungen (320) und bei 8,35 % Misshandlungen in der Ehe (37). Die Zahl der Tötungsdelikte stieg von 26 auf 31 und die der Vergewaltigungen von 15 auf 47. Registrierte Fälle von sexuellem Kindesmissbrauch sank von 14 auf 11 Fälle. Straftaten im Zusammenhang mit illegalem Glücksspiel und Geldwäsche verdreifachten sich in der Zahl (von 187 auf 745). Derzeit gibt es drei Haftanstalten: Die Gefängnisse Becora, Gleno und Suai.
2022 saßen 665 Personen im Gefängnis, 89 davon in Untersuchungshaft und 87 in Sicherheitsverwahrung. 15 Gefangene waren Frauen, 11 Ausländer und 19 galten als psychisch krank.

### Nachrichtendienste
Osttimor hat drei Nachrichtendienste: den Serviço Nacional de Inteligência (SNI), den Serviço de Informações de Polícia (SIP) und den Sistema de Informações Militares (SIM). Die Nachrichtendienste unterstützen ihrem Auftrag nach den Staat in seinen Aktivitäten im Bereich der staatlichen Sicherheit durch Erhebung, Verarbeitung und Weitergabe von Informationen, die für den Erhalt der Unabhängigkeit und der nationalen Souveränität notwendig sind.

### Feuerwehr und Zivilschutz
Die Feuerwehr in Osttimor bestand im Jahr 2012 aus elf Feuerwehreinheiten in den 14 Gemeinden Osttimors. Sie wurde am 23. April 2000 gegründet und ist dem Zivilschutz (Serviços de Proteção Civil Timor-Leste SEPC) unterstellt, der Exekutive für den Katastrophenschutz.

## Verwaltungsgliederung

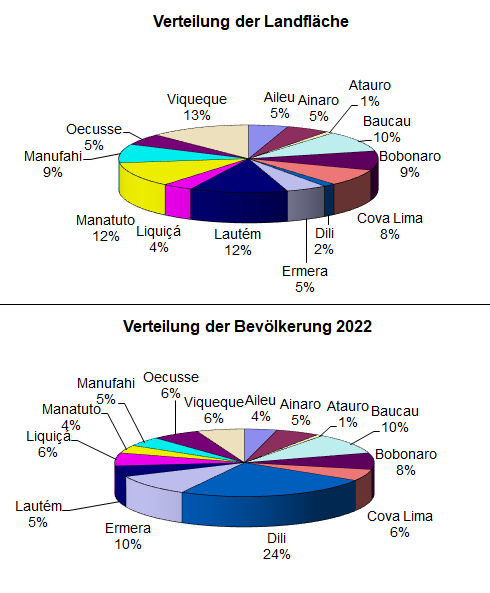
Verteilung der Landfläche und der Einwohner auf die einzelnen Gemeinden

2004 wurden die Verwaltungsgrenzen überarbeitet. 2009/2015 erfolgte eine Umbenennung der bisherigen Distrikte (portugiesisch Distrito) in Gemeinden (portugiesisch Município) und der Subdistrikte (portugiesisch Subdistrito) in Verwaltungsämter (portugiesisch Posto Administrativo). Seit dem 1. Januar 2022 ist die Insel Atauro eine eigene Gemeinde.
Osttimor teilt sich in 13 Gemeinden und die Sonderverwaltungsregion (portugiesisch Região Administrativa Especial) Oe-Cusse Ambeno, die eine Sonderrolle einnimmt. In Artikel 71 der Verfassung Osttimors wird Oe-Cusse Ambeno diese in Verwaltung und Wirtschaftspolitik garantiert. Am 18. Juni 2014 wurde mit dem Gesetz 03/2014 die Autoridade da Região Administrativa Especial de Oecusse (ARAEO) geschaffen.
Die Gemeinden waren bis September 2023 in insgesamt 67 Verwaltungsämter, 452 Sucos und in 2.231 Aldeias unterteilt. Die Insel Jaco ist Teil des Sucos Tutuala in der Gemeinde Lautém.

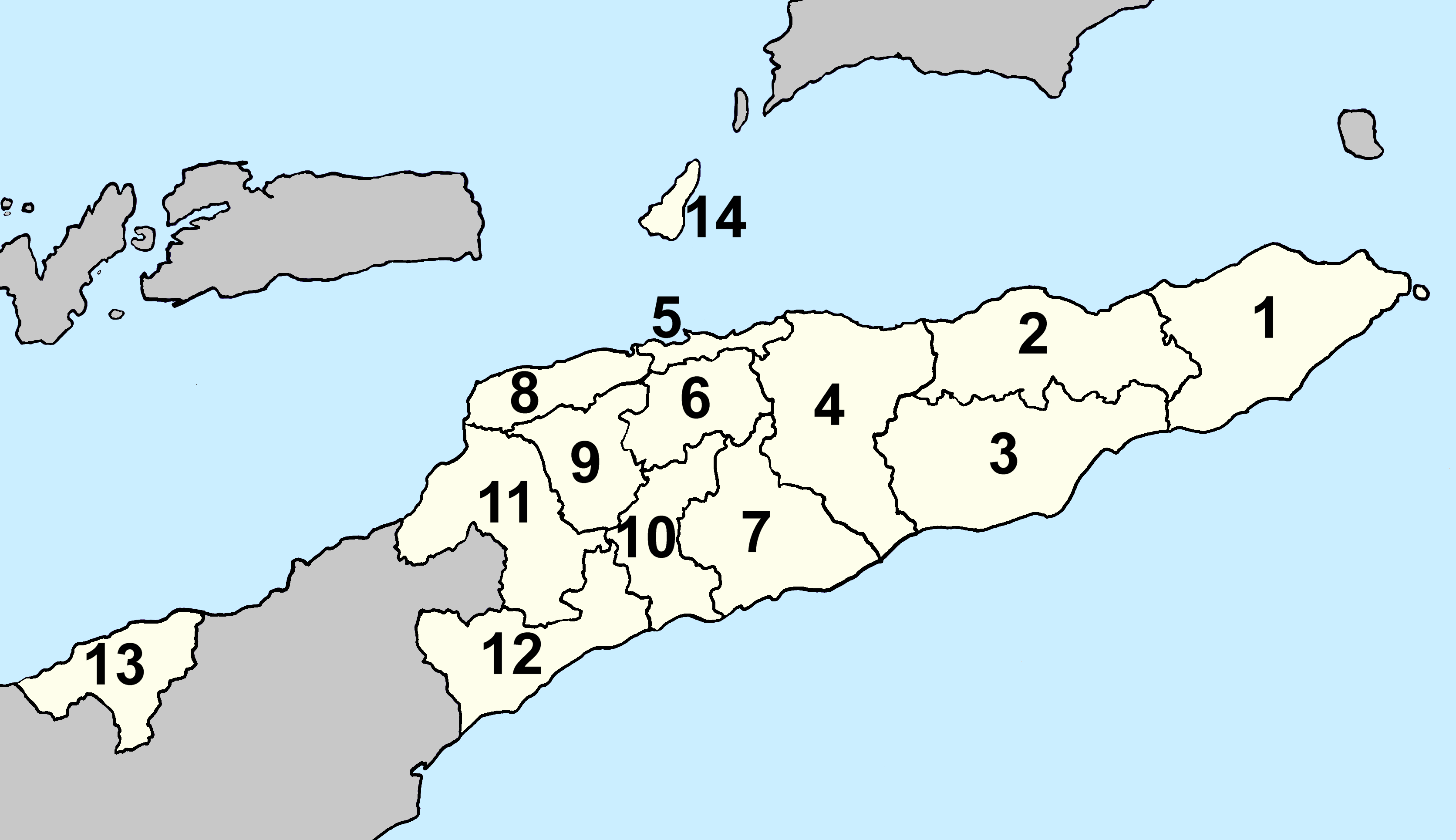
Gemeinden Osttimors
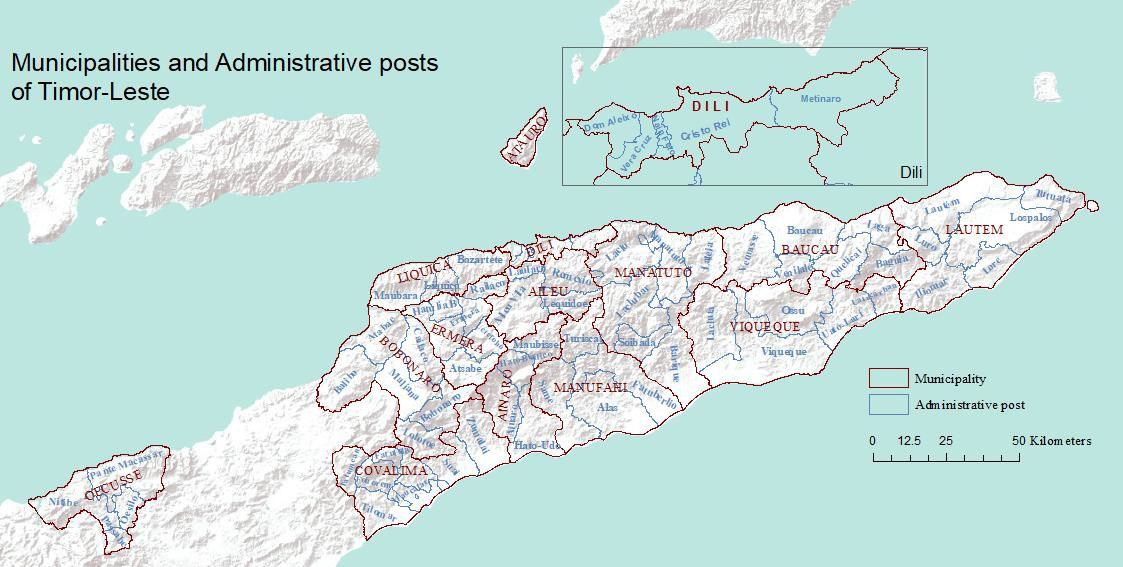
Verwaltungsämter Osttimors 2022–2023
Sucos Osttimors bis zur Gebietsreform 2015

| Gemeinde (Zahl auf der Karte) | ISO 3166-2:TL | Einwohner (2022) | Fläche in km² | Hauptstadt     | Index der menschlichen Entwicklung (2017) |
| ----------------------------- | ------------- | ---------------- | ------------- | -------------- | ----------------------------------------- |
| Aileu (6)                     | TL-AL         | 54.324           | 0.735,94      | Aileu          | 0,613                                     |
| Ainaro (10)                   | TL-AN         | 73.115           | 0.802,59      | Ainaro         | 0,560                                     |
| Atauro (14)                   | TL-AT         | 10.295           | 0.140,13      | Vila Maumeta   |                                           |
| Baucau (2)                    | TL-BA         | 134.878          | 1.504,17      | Baucau         | 0,602                                     |
| Bobonaro (11)                 | TL-BO         | 106.638          | 1.378,10      | Maliana        | 0,606                                     |
| Cova Lima (12)                | TL-CO         | 73.933           | 1.198,59      | Suai           | 0,618                                     |
| Dili (5)                      | TL-DI         | 324.738          | 0.223,99      | Dili           | 0,733                                     |
| Ermera (9)                    | TL-ER         | 137.750          | 0.756,47      | Gleno          | 0,562                                     |
| Lautém (1)                    | TL-LA         | 70.022           | 1.816,68      | Lospalos       | 0,607                                     |
| Liquiçá (8)                   | TL-LI         | 83.658           | 0.559,92      | Liquiçá        | 0,636                                     |
| Manatuto (4)                  | TL-MT         | 50.859           | 1.783,34      | Manatuto       | 0,614                                     |
| Manufahi (7)                  | TL-MF         | 60.665           | 1.332,50      | Same           | 0,618                                     |
| Oe-Cusse Ambeno (13)          | TL-OE         | 80.685           | 0.813,62      | Pante Macassar | 0,553                                     |
| Viqueque (3)                  | TL-VI         | 80.176           | 1.880,39      | Viqueque       | 0,602                                     |

## Transport und Verkehr

### Allgemeines
| Entfernungen [km] | Entfernungen [km] | Entfernungen [km] | Entfernungen [km] | Entfernungen [km] | Entfernungen [km] | Entfernungen [km] | Entfernungen [km] | Entfernungen [km] | Entfernungen [km] | Entfernungen [km] | Entfernungen [km] | Entfernungen [km] | Entfernungen [km] |
| Ort               | DI                | PM                | VI                | SU                | SA                | MT                | ML                | LO                | LI                | ER                | BA                | AN                | AL                |
| ----------------- | ----------------- | ----------------- | ----------------- | ----------------- | ----------------- | ----------------- | ----------------- | ----------------- | ----------------- | ----------------- | ----------------- | ----------------- | ----------------- |
| Aileu             | 47                | 145               | 230               | 113               | 54                | 134               | 196               | 295               | 79                | 29                | 169               | 51                |                   |
| Ainaro            | 78                | 127               | 134               | 69                | 60                | 123               | 49                | 247               | 82                | 55                | 183               |                   | 51                |
| Baucau            | 122               | 243               | 61                | 223               | 159               | 60                | 208               | 126               | 154               | 155               |                   | 183               | 169               |
| Ermera            | 58                | 123               | 164               | 104               | 65                | 95                | 55                | 306               | 67                |                   | 155               | 55                | 29                |
| Liquiçá           | 32                | 126               | 215               | 131               | 90                | 119               | 117               | 280               |                   | 67                | 154               | 82                | 79                |
| Lospalos          | 248               | 300               | 187               | 282               | 217               | 186               | 397               |                   | 280               | 306               | 126               | 247               | 295               |
| Maliana           | 149               | 95                | 332               | 61                | 87                | 236               |                   | 397               | 117               | 55                | 208               | 49                | 196               |
| Manatuto          | 87                | 194               | 96                | 189               | 115               |                   | 236               | 186               | 119               | 95                | 60                | 123               | 134               |
| Same              | 81                | 140               | 105               | 84                |                   | 115               | 87                | 217               | 90                | 65                | 159               | 60                | 54                |
| Suai              | 138               | 97                | 169               |                   | 84                | 189               | 61                | 282               | 131               | 104               | 223               | 69                | 113               |
| Viqueque          | 183               | 220               |                   | 169               | 105               | 96                | 332               | 187               | 215               | 164               | 61                | 134               | 230               |
| Pante Macassar    | 154               |                   | 220               | 97                | 140               | 194               | 95                | 300               | 126               | 123               | 243               | 127               | 145               |
| Dili              |                   | 154               | 183               | 138               | 81                | 87                | 149               | 248               | 32                | 58                | 122               | 78                | 47                |

### Autoverkehr
2008 waren 4053 Motorräder (2004: 3512), 1159 PKW (2079), 241 Klein-LKW (614) und 216 Schwer-LKW (385) gemeldet. Wer, wie die meisten Timoresen, nicht über ein allradbetriebenes Fahrzeug verfügt, ist bei Reisen über Land auf öffentliche Verkehrsmittel angewiesen, die es in drei Formen gibt. Der Biskota ist ein größerer Bus. Solche Busse verbinden die bedeutenderen Ortschaften, wie Lospalos oder Baucau, mit Dili und fahren auf den größtenteils asphaltierten Hauptrouten. Sie verkehren aber nicht nach einem festen Fahrplan, sondern fahren erst dann ab, wenn sich genug Passagiere eingefunden haben. Um zu kleineren Orten zu gelangen, muss man auf Minibusse, sogenannte Mikroléts, umsteigen. Die dritte Variante sind Lastwagen, die auf der Ladefläche mit Sitzbänken ausgestattet sind. Alle drei sind durchweg mit Menschen und Handelsware überfüllt. Gerade in den bergigen Regionen sind die einheimischen Timor-Ponys noch ein alltägliches Transportmittel. Eisenbahnen gibt es in Osttimor nicht.
In Osttimor herrscht Linksverkehr. Die Straßenverhältnisse erleichtern das Reisen nicht. 70 % der 5320 Kilometer Straße sind reparaturbedürftig. In der Regenzeit sind viele der Wege nur noch Schlammpisten und nicht mehr befahrbar. Es gibt 1426 km Nationalstraßen, 869 km Gemeindestraßen und 3025 km örtliche Straßen. Hauptverkehrswege sind die beiden Küstenstraßen an der Nord- und Südküste des Landes, die durch fünf Überlandstraßen in Nord-Süd-Richtung miteinander verbunden sind. Daneben gibt es noch zwei Querverbindungen im Landesinneren. Der erste Abschnitt der Autobahn Suai–Beaco, von Suai bis Fatukaho (Fatukahu), wurde 2018 eröffnet und ist die erste Autobahn Osttimors überhaupt. Seit 2015 sinkt die Zahl der Verkehrsunfälle in Osttimor. 2021 zählte man 1446 Unfälle, bei denen fast 60 Menschen ums Leben kamen, 322 schwer und 1562 leicht verletzt wurden. Die meisten Opfer gab es bei Motorradunfällen. Mehr als die Hälfte der Unfälle ereigneten sich in Dili.

### Luftverkehr
Dilis Flughafen Presidente Nicolau Lobato liegt westlich des Stadtzentrums im Suco Madohi und wird als einziger international von Passagiermaschinen angeflogen. Es bestehen Verbindungen nach Australien und Indonesien. Reguläre, zivile Flugverbindungen zu anderen Flughäfen Osttimors sind im internationalen Buchungssystem der Fluggesellschaften zurzeit nicht vermerkt. Zum Flughafen Oecusse gibt es eine Flugverbindung mit einer Zwei-Propeller-Maschine der lokalen Behörde. Auch der Flughafen Suai wurde inzwischen ausgebaut. Der Flughafen Baucau ist der einzige Flughafen Osttimors, auf dem größere Maschinen als die Boeing 737 landen können. Er wird in erster Linie für militärische und Versorgungsflüge genutzt.
Aero Dili bietet Inlandsflüge an, derzeit von Dili nach Suai und Oecusse. Auslandsflüge gibt es nach Singapur und Denpasar (Bali). Das Unternehmen FlyTimor organisiert Charterflüge mit indonesischen Gesellschaften nach Jakarta und Surabaya. Airnorth und Qantas bieten einmal die Woche einen Hin- und Rückflug von Darwin nach Dili an.

### Schiffsverkehr

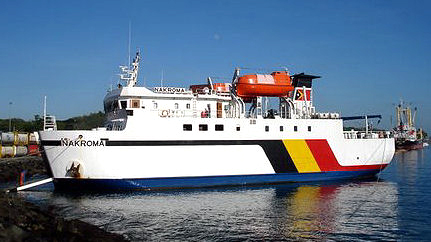
Die Berlin Nakroma

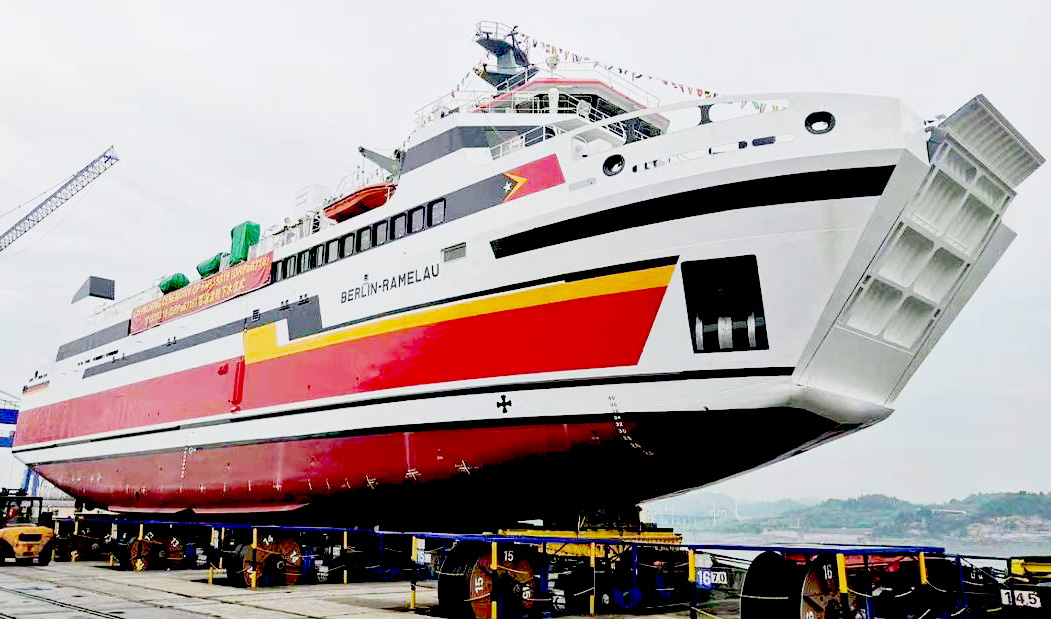
Die Berlin-Ramelau

Wichtigster Hafen des Landes war bis 2022 der Hafen in Dilis Stadtteil Motael. Am 30. November 2022 wurde in der Bucht von Tibar der neue Frachthafen von Dili eröffnet. Fähren, Kreuzfahrtschiffe und Yachten ankern weiter in oder vor Motael. In Beaco, an der Südküste, soll ein Flüssigerdgasterminal für 943 Millionen US-Dollar von einer chinesischen Firma innerhalb von vier Jahren gebaut werden, sobald die Finanzierung geklärt ist.
Eine Fährgesellschaft hat, mit finanzieller Unterstützung aus Deutschland, eine Verbindung nach Pante Macassar in der Exklave Oe-Cusse Ambeno hergestellt, zunächst mit der MV Uma Kalada, die im Februar 2007 durch die Berlin Nakroma ersetzt wurde. Auch dieses Schiff ist ein Geschenk Deutschlands an Osttimor. Sie fährt dienstags und donnerstags von Dili in 12 bis 13 Stunden nach Pante Macassar und am selben Tag zurück. Samstags wird von der Berlin Nakroma die Insel Atauro in zweieinhalb Stunden Fahrt angelaufen. Zusätzlich verbinden kleine Boote Atauro mit Dili. Seit 2021 ist das Nachfolgeschiff der Berlin Nakroma in Osttimor: Die Berlin-Ramelau. Auch sie ist von Deutschland mitfinanziert. Sie soll in Zukunft auch in den Osten und Süden des Osttimors fahren.

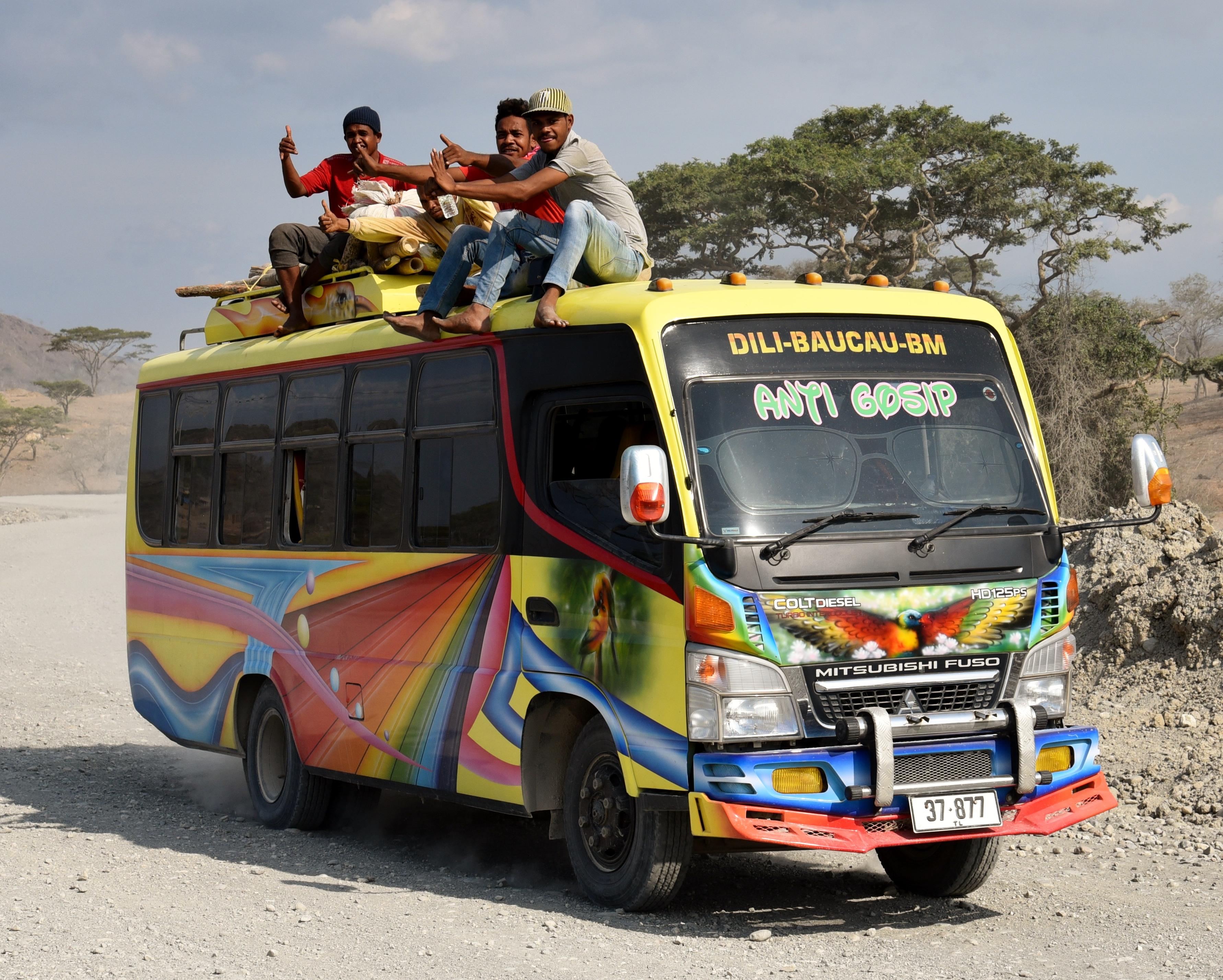
Ein Biskota
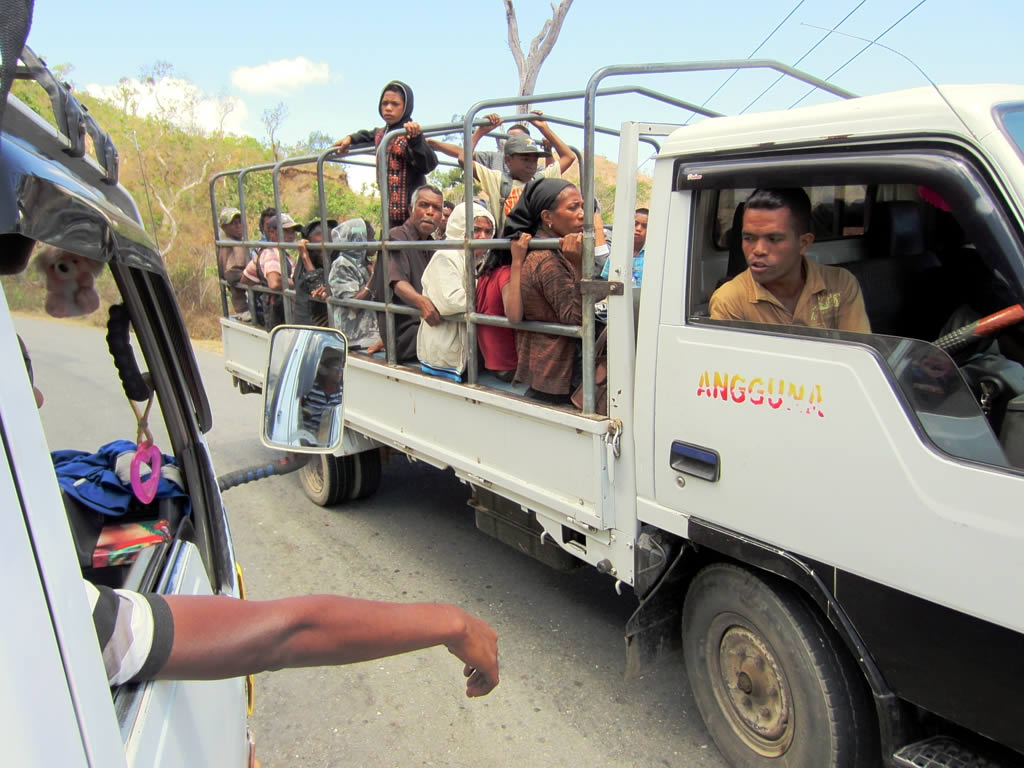
Personentransport auf dem Lastwagen
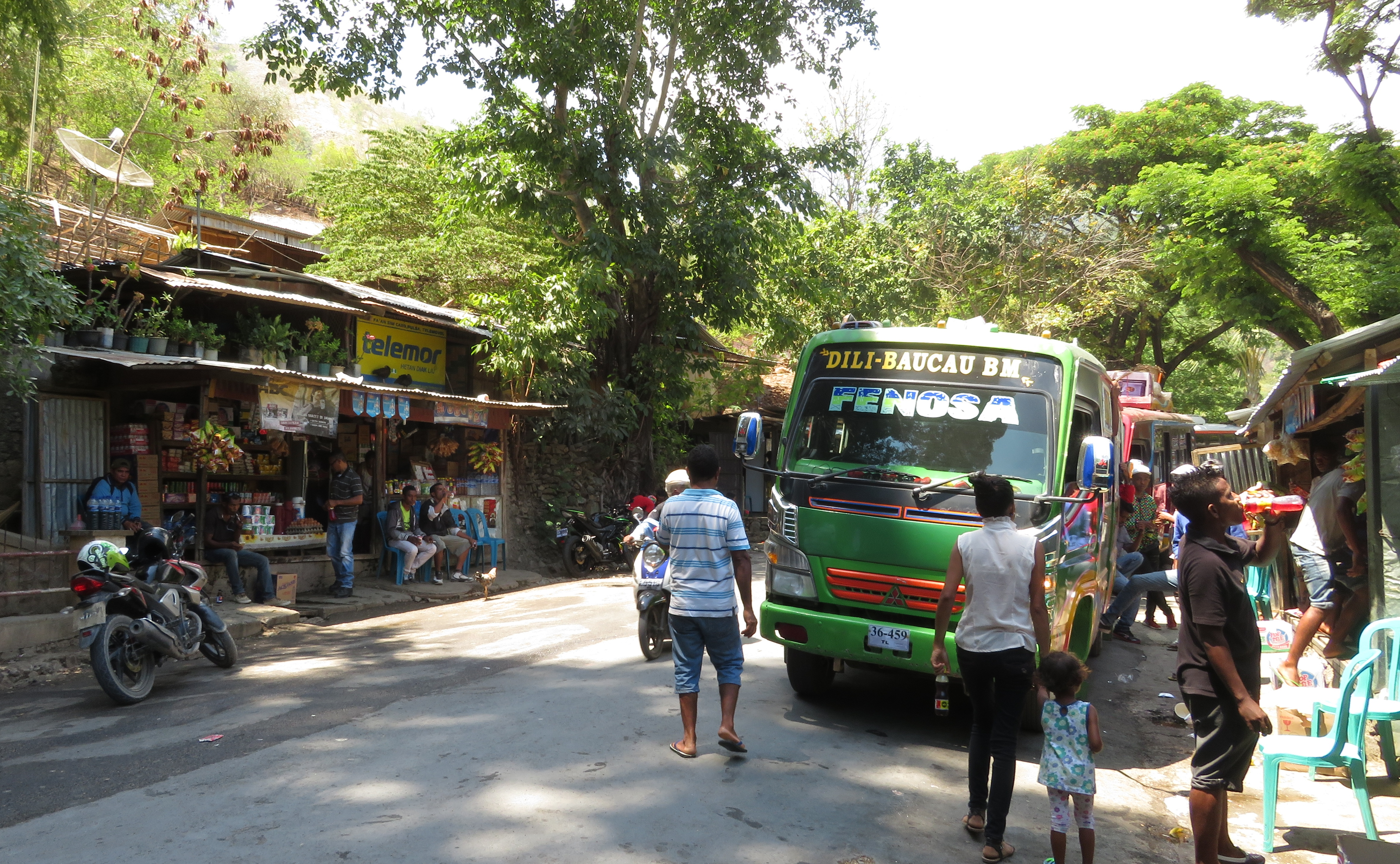
Überlandbus Dili-Baucau in Behedan
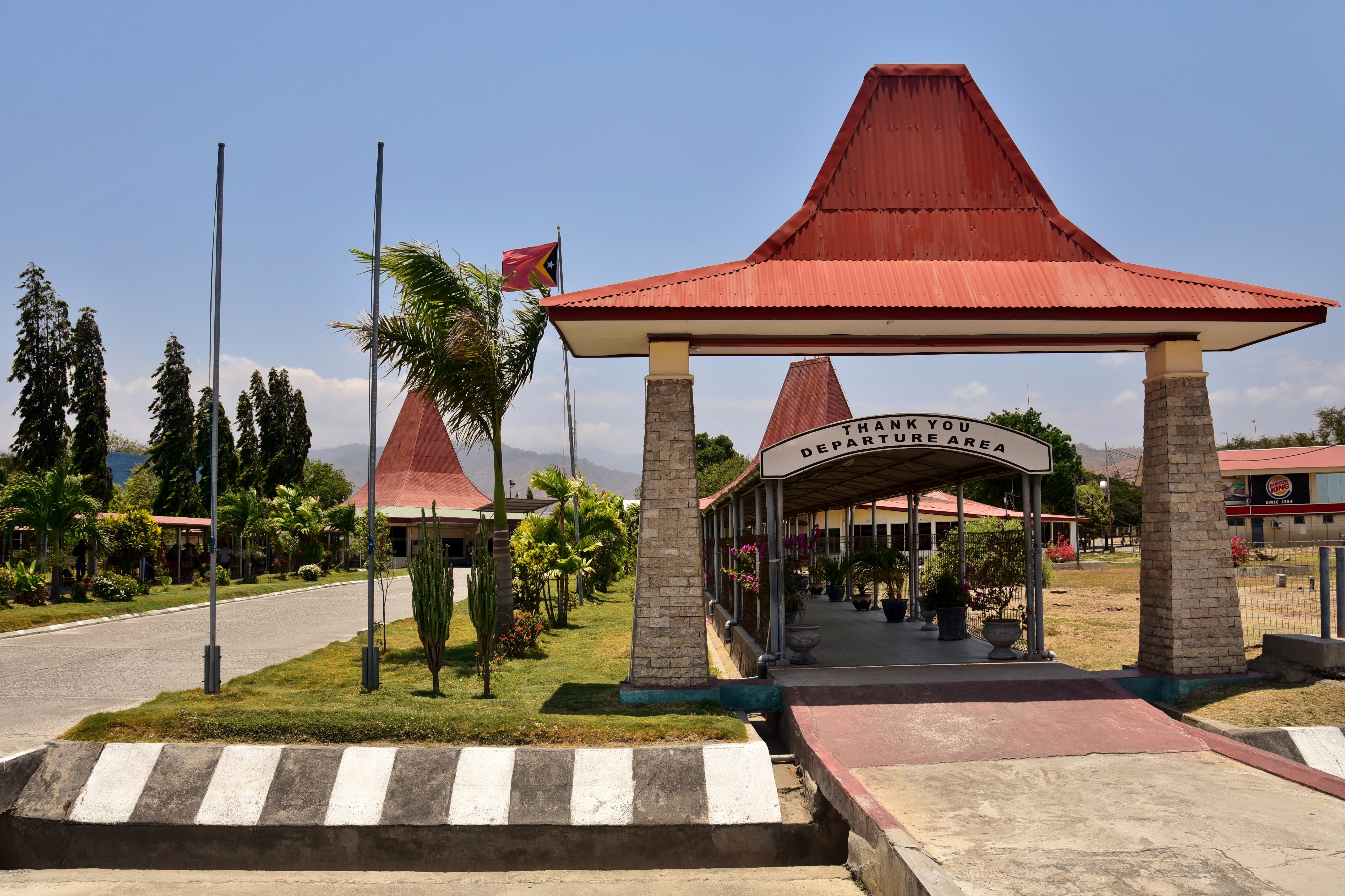
Der Flughafen Presidente Nicolau Lobato in Dili

## Wirtschaft

### Situation

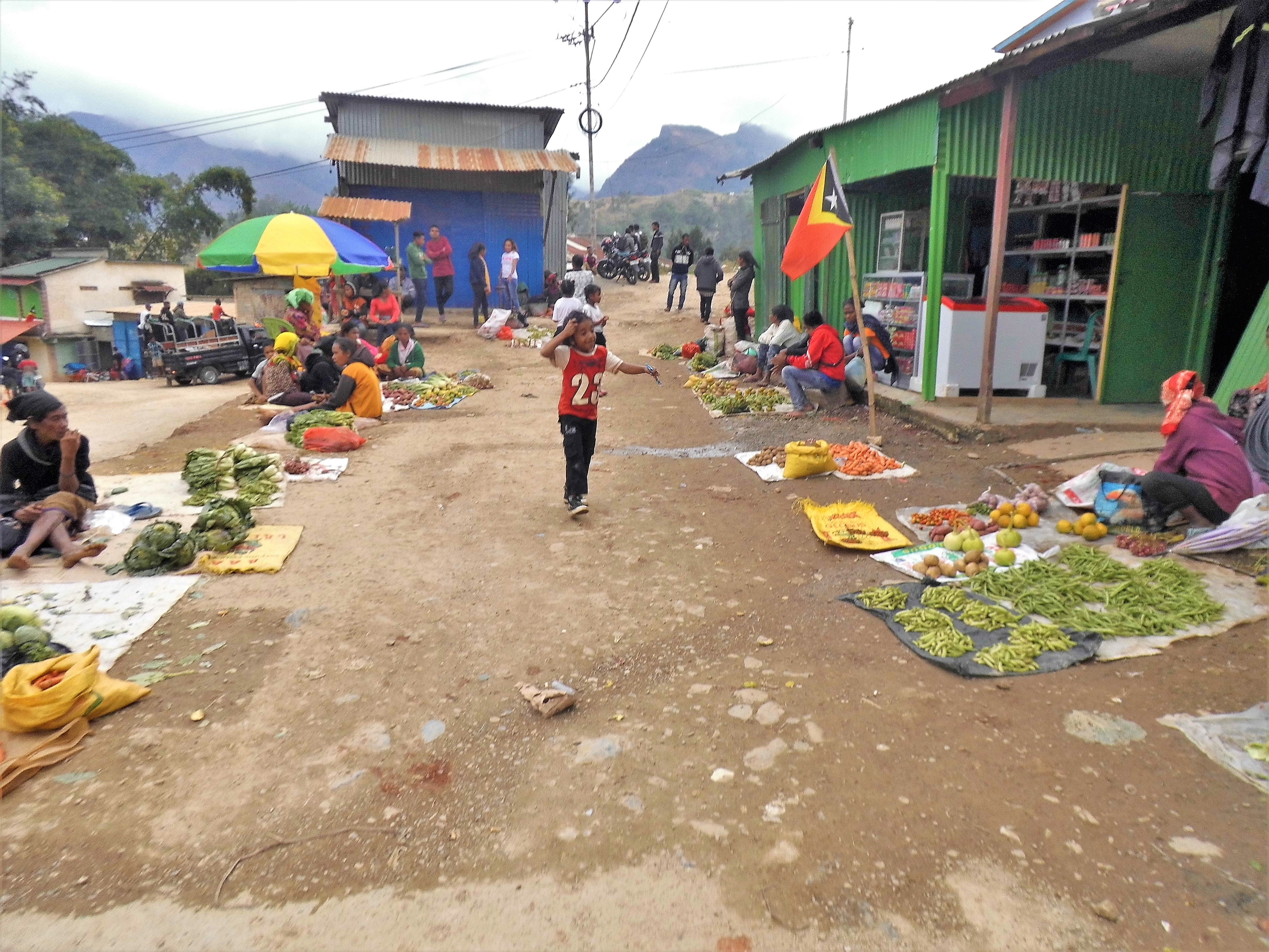
Markt in Maubisse

Bis Ende 1999 wurden ungefähr 70 % der ökonomischen Infrastruktur durch pro-indonesische Milizen und Militärs verwüstet. Neben diesen Folgen der Besatzung sind weitere Probleme ein eklatanter Fachkräftemangel und das hohe Lohnniveau aufgrund der früheren internationalen Präsenz und der Einführung des US-Dollars als Währung. Diese Faktoren verringern die Konkurrenzfähigkeit Osttimors gegenüber seinen Nachbarländern.

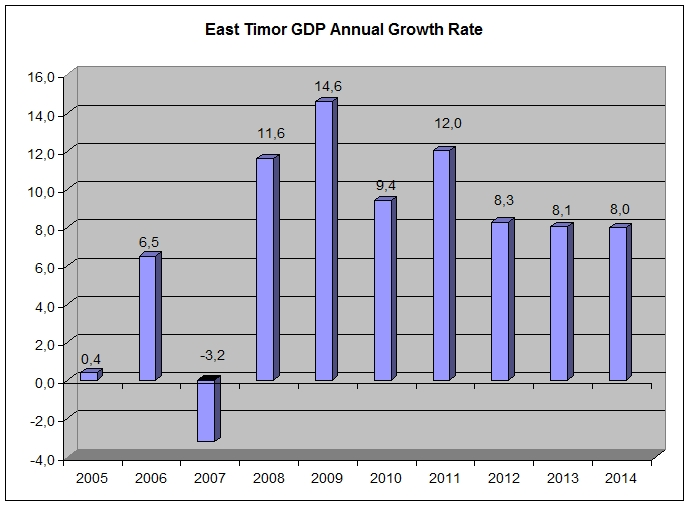
BIP-Wachstum von 2005 bis 2014 (ohne Erdölbranche)

Das Bruttoinlandsprodukt (BIP) fiel durch die Krise 1999 um 30 %. Während der folgenden drei Jahre wurde das Gebiet mit einem massiven internationalen Hilfsprogramm unter Führung der UN wieder aufgebaut. Das Programm umfasste zivile Beobachter, eine 5000 Mann starke Friedenstruppe und 1300 Polizisten. Das Bruttoinlandsprodukt stieg daher, getragen von der Nachfrage an Dienstleistungen und vom Bausektor, kräftig an (15,4 bzw. 18,3 %) und das Vorkrisenniveau wurde wieder erreicht. Nach der Entlassung in die Unabhängigkeit stagnierte das Bruttoinlandsprodukt die ersten Jahre. 2005 war ein Wachstum von 2,9 % zu verzeichnen. Der Abzug des Großteils des UN-Personals schadete der Wirtschaft. Die Unruhen 2006 brachten einen Einbruch. Trotz der Weltfinanzkrise konnte Osttimor 2008 dann ein Wirtschaftswachstum im Nicht-Erdöl-Bereich von 12,8 % erreichen.
2021 erreichte man eine Wirtschaftskraft, um offiziell die Liste der am wenigsten entwickelten Länder (Least Developed Countries LDC) verlassen zu können. Die Regierung entschied sich aber gegen eine Heraufstufung in die Gruppe der Entwicklungsländer, um weiter von den Vorteilen durch zusätzliche Hilfen profitieren zu können.

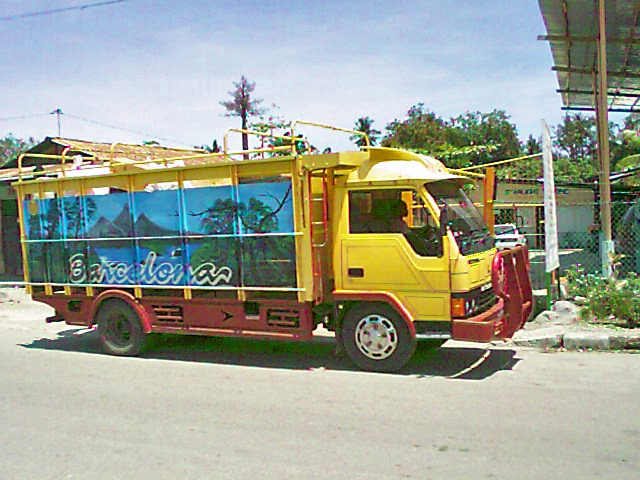
Lastwagen in Dili

Der Internationale Währungsfonds schätzte ein Pro-Kopf-BIP bei Kaufkraftparität für 2019 auf 3.245 US-Dollar. Die Zahl spiegelt aber nicht die Einkommenssituation des einzelnen Osttimoresen wider, da die Gewinne aus den Erdöleinnahmen nicht direkt an die Bevölkerung gehen, sondern in einen staatlichen Fonds wandern, aus dem zum Teil der Staatshaushalt finanziert wird. Die Arbeitslosigkeit betrug 2021 etwa 5,9 %, die Jugendarbeitslosigkeit lag bei 13,8 %. Grund der in den letzten Jahren steigenden Rate ist das mangelnde Jobangebot im eigenen Land (Stand 2016). Es fehlt vor allem an Industrie im Land. Ausnahme sind bisher nur eine Anlage von Heineken und Timor Cement Industries. Die Regierung versucht deswegen mit anderen Ländern Gastarbeitsvereinbarungen zu treffen, so mit Australien, Südkorea, China, Japan und Malaysia. 16.000 Osttimoresen leben in Großbritannien. 37,5 % der Bevölkerung leben unterhalb der Armutsgrenze, die die Vereinten Nationen auf 1,25 US-Dollar pro Tag festgelegt haben. Im Index der menschlichen Entwicklung (HDI) lag Osttimor 2008 auf Platz 158 (2007: 150). Bis 2021 erreichte Osttimor Rang 140 mit 0,607.

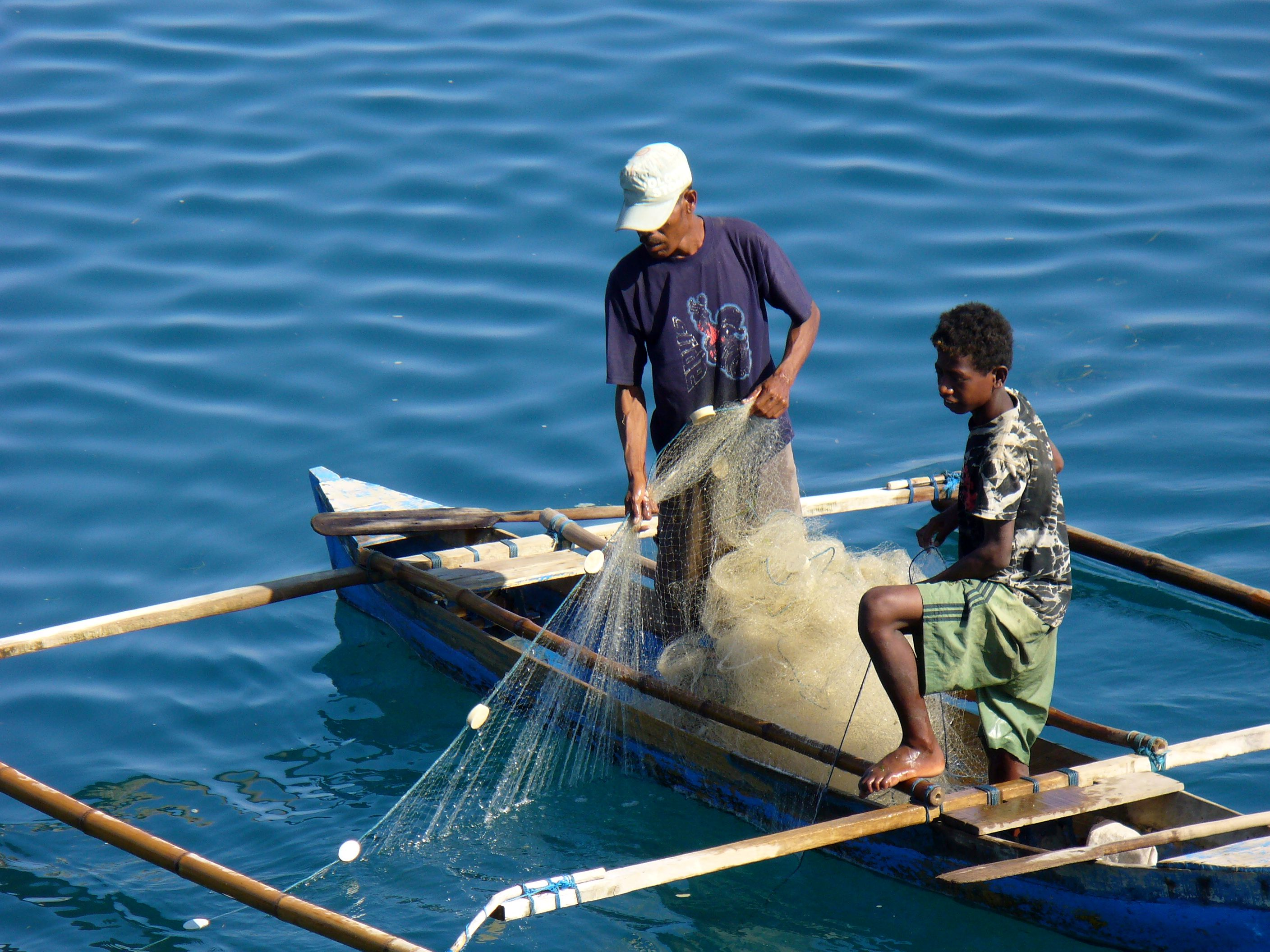
Etwa 5200 Fischer betreiben vor allem Küstenfischerei. Eine kommerzielle Flotte gibt es nicht.

Nach der Volkszählung von 2004 arbeiteten 78 % in Land- und Forstwirtschaft und in der Fischerei. 6 % arbeiteten in der Öffentlichen Verwaltung, Bildung, Gesundheits- und Sozialdienst, Gemeinden und Verteidigung, jeweils 4 % für die UN oder den diplomatischen Dienst, beziehungsweise für Handel, Hotels und Gaststätten. 3 % arbeiten in der Heimarbeit. 2 % arbeiten im Bereich Finanzen, Transport, Lagerung und Kommunikation, nur 1 % im Bereich Bergbau, Ölgewinnung, Elektrizität und im Bau. Mit Macau und Australien gibt es Vereinbarungen über die Entsendung von Gastarbeitern in diese Länder. Am 27. Oktober 2009 trafen die ersten osttimoresischen Gastarbeiter in Südkorea ein. 2012 wurde der nationale monatliche Mindestlohn in Osttimor von der Regierung auf 115 US-Dollar festgesetzt. Dies gilt sowohl für den privaten wie für den öffentlichen Sektor. Das durchschnittliche Einkommen wuchs von 367 US-Dollar im Jahre 2005 auf 3005 US-Dollar im Jahr 2011. Zwar öffnete sich die Schere zwischen Arm und Reich und Stadt und Land immer weiter, doch ist erkennbar, dass insgesamt immer mehr Einwohner über Geld verfügen. In einer Umfrage von 2025 bezeichneten 53 % der Befragten ihre eigene wirtschaftliche Situation als „gut“ oder „sehr gut“ ein. Als die drei größten nationalen Probleme sah man die niedrigen Einkommen (53 %), fehlende Infrastruktur (36 %) und Mangel an hochwertigen Arbeitsplätzen (27 %).

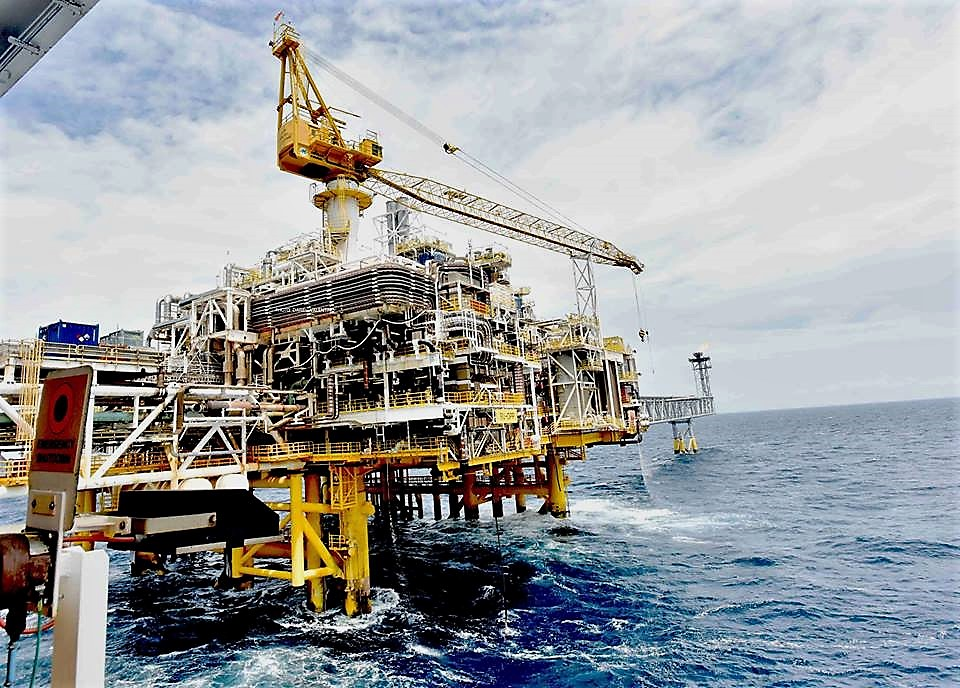
Gasförderplattform im Bayu-Undan-Feld in der Timorsee

Für die Südküste plant die Regierung Osttimors ein umfassendes Infrastrukturprojekt namens Tasi Mane project. Die Weiterverarbeitung des Erdgases aus dem Greater-Sunrise-Feld in der Timorsee soll nach deren Willen dort erfolgen. Geplant sind weiter petrochemische Anlagen, eine LNG-Anlage, ein Flughafen und ein Tiefseehafen. Die bisher mit der Förderung des Erdgases beauftragte Firma Woodside Petroleum zog aber eine Weiterverarbeitung in Australien oder Offshore vor, weswegen die Regierung die Förderungslizenz stoppte. Außerdem gab es Unregelmäßigkeiten bei der Abrechnung der Gewinne und den Steuerzahlungen der Erdölfirmen aus dem kleineren Gasfeld Bayu Undan, unter anderem durch ConocoPhillips. Der Streit mit Australien um die Aufteilung der Gewinne, die Ausbeutung des Greater-Sunrise-Feldes und die Grenzziehung in der Timorsee wurde mit der Unterzeichnung eines neuen Grenzvertrages 2018 beendet (siehe Grenzstreitigkeiten zwischen Australien und Osttimor). 2018 kaufte die Regierung Osttimors den 30-Prozent-Anteil von ConocoPhillips am Erdgasfeld Greater Sunrise für 350 Millionen US-Dollar auf. Ende November übernahm Osttimor auch die Anteile über 26,56 Prozent von Royal Dutch Shell für 300 Millionen US-Dollar, womit der staatlich Anteil nun bei 56,56 Prozent liegt.
Bis 2028 rechnet man damit, dass das Gasfeld Bayu Undan, das den Großteil von Osttimors Gewinnen generiert, komplett ausgebeutet sein wird.

### Telekommunikation

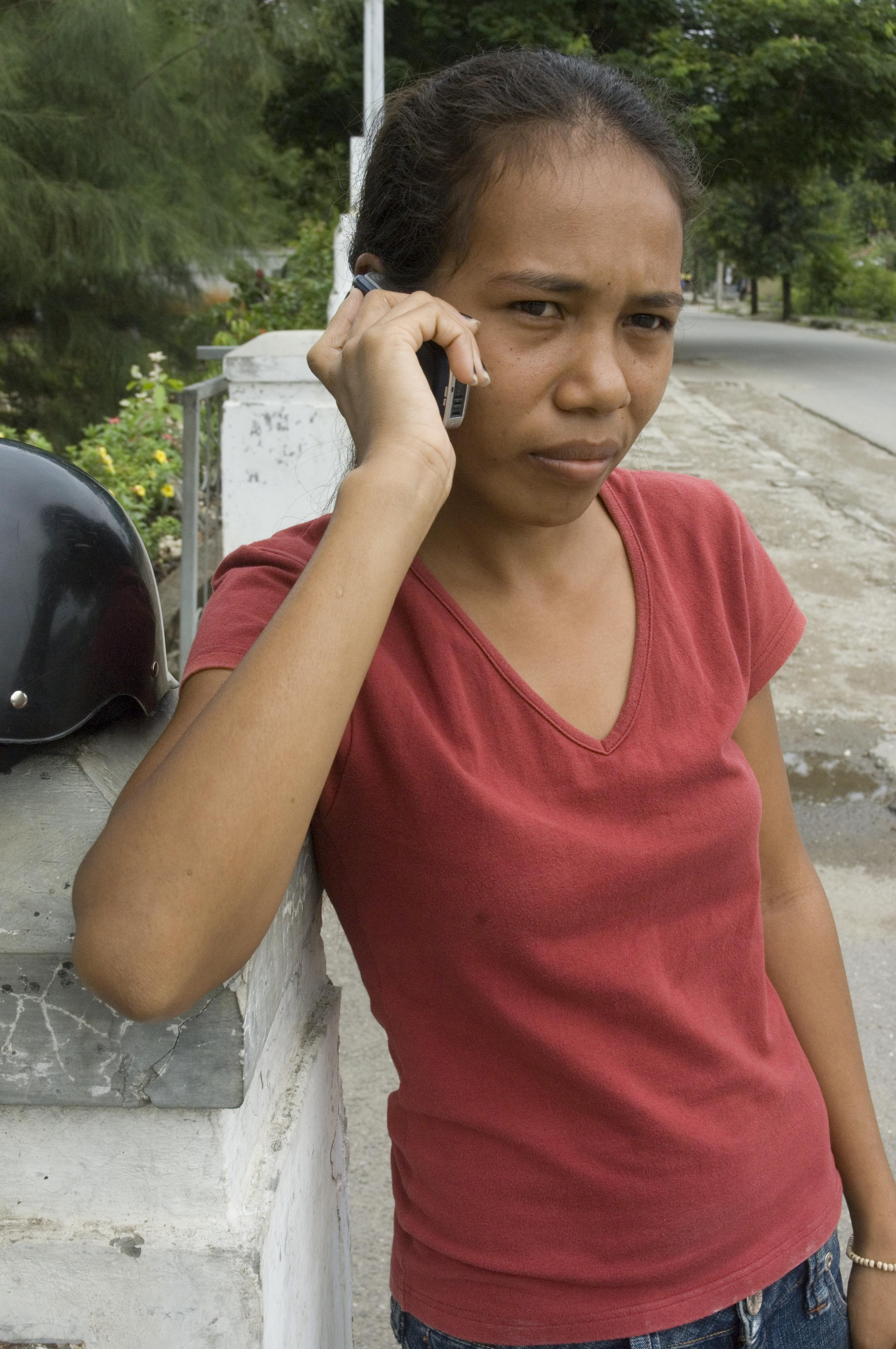
Handybenutzerin in Osttimor

Das GSM-Netz wurde von der Timor Telecom aufgebaut, die zu 50,1 % der Portugal Telecom gehört. Weitere Anteilseigner sind der osttimoresische Staat und Vodatel. Mit der chinesischen ZTE wurde von der Timor Telecom 2009 ein Vertrag geschlossen, um das Mobilfunksystem weiter auszubauen und Wideband CDMA zu etablieren. Das Monopol der Timor Telecom wurde 2010 von der Regierung aufgehoben, um den freien Wettbewerb zu ermöglichen. Am 28. Juni 2012 wurde bekanntgegeben, dass PT Telekomunikasi Indonesia International (Telin) mit ihrer osttimoresischen Tochter Telkomcel und Digicel Pacific Limited (Digicel) Lizenzen erhalten. 2017 startete Telemor, eine Tochterfirma der vietnamesischen Viettel das erste 4G-Netz in Osttimor.
Im Jahr 2022 nutzten 40,8 Prozent der Einwohner Osttimors das Internet. Das Internet wird in Osttimor vor allem mobil genutzt. Die Anzahl von Mobiltelefonen nahm nach 2006 deutlich zu. Hatten 2006 erst zehn Prozent der Bevölkerung ein Mobiltelefon, stieg der Anteil 2012, mit 600.000 Handys, bereits auf mehr als die Hälfte der Einwohner und 2014 lag der Anteil der Handybesitzer bei 63 % der Bevölkerung. Festnetzanschlüsse gab es 2008 nur 2641 (2004: 2115).
Bei der Geschwindigkeit der Internetverbindung lag Osttimor 2020 im weltweiten Vergleich auf dem sechstletzten Platz. Die durchschnittliche Downloadgeschwindigkeit betrug 0,89 Megabit pro Sekunde. Der Download einer fünf-Gigabyte-Datei dauerte fast 13 Stunden. In Portugal dauerte es nur 18 Minuten, im Spitzenreiterland Liechtenstein nur drei Minuten.
2024 wurde erstmals ein Glasfaserkabel nach Osttimor verlegt, dass die Verbindungsgeschwindigkeit erhöhen soll. Außerdem kann Highspeed-Internet seit Dezember 2024 über Starlink abgerufen werden.

### Energie- und Wasserversorgung
| Wohnort   | Stromversorgung | Fernsehen | Radio  | Telefon | Kühlschrank | Auto   | Motorrad |
| --------- | --------------- | --------- | ------ | ------- | ----------- | ------ | -------- |
| städtisch | 87,7 %          | 62,5 %    | 44,5 % | 86,3 %  | 31,4 %      | 14,8 % | 34,1 %   |
| ländlich  | 18,9 %          | 10,9 %    | 28,5 % | 43,2 %  | 3,2 %       | 2,1 %  | 7,4 %    |
| Gesamt    | 36,7 %          | 24,2 %    | 32,6 % | 54,3 %  | 10,5 %      | 5,4 %  | 14,3 %   |

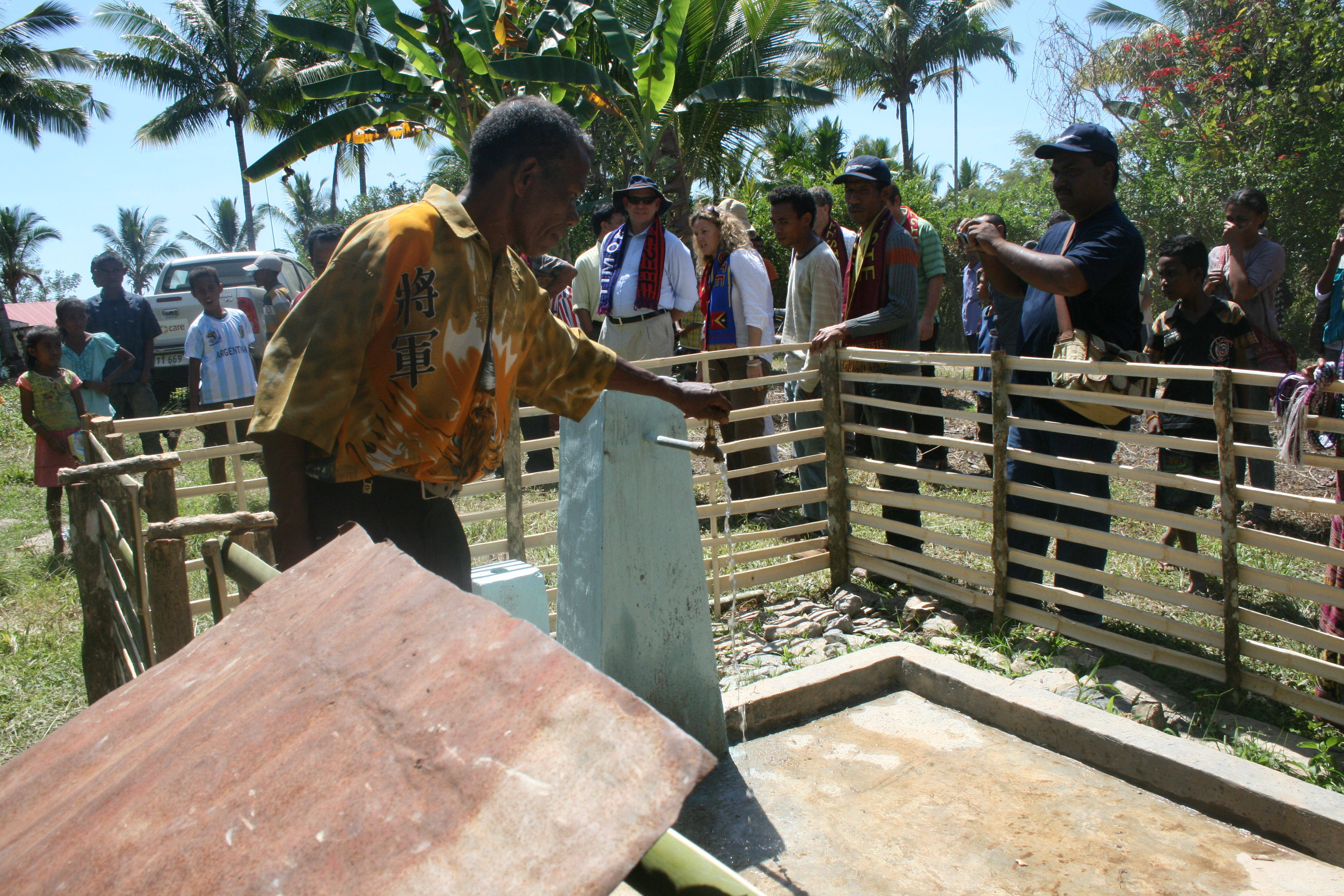
Noch nicht für alle erreichbar: Sauberes Trinkwasser aus einem Brunnen

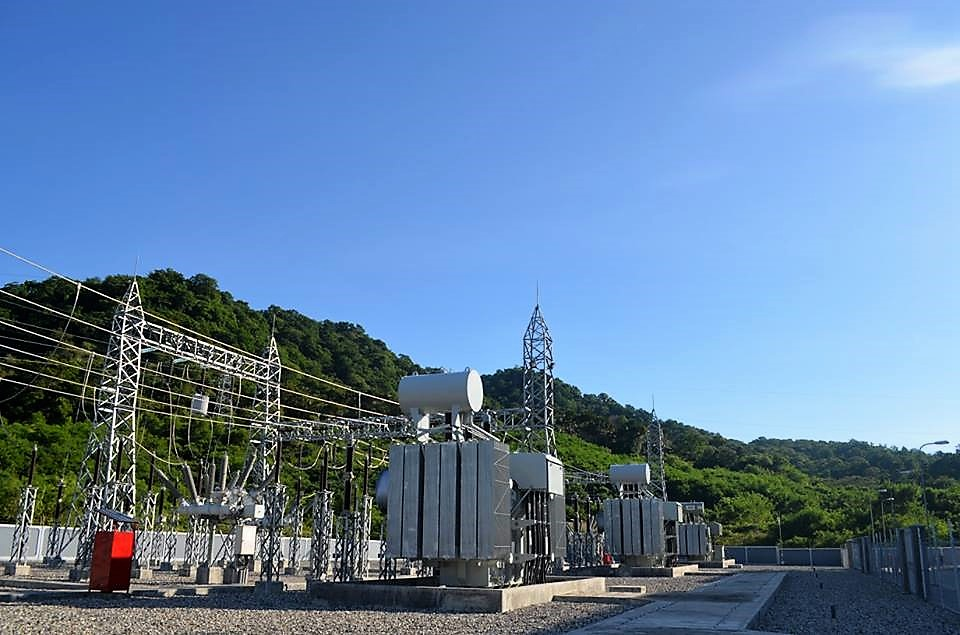
Elektrizitätswerk in Betano

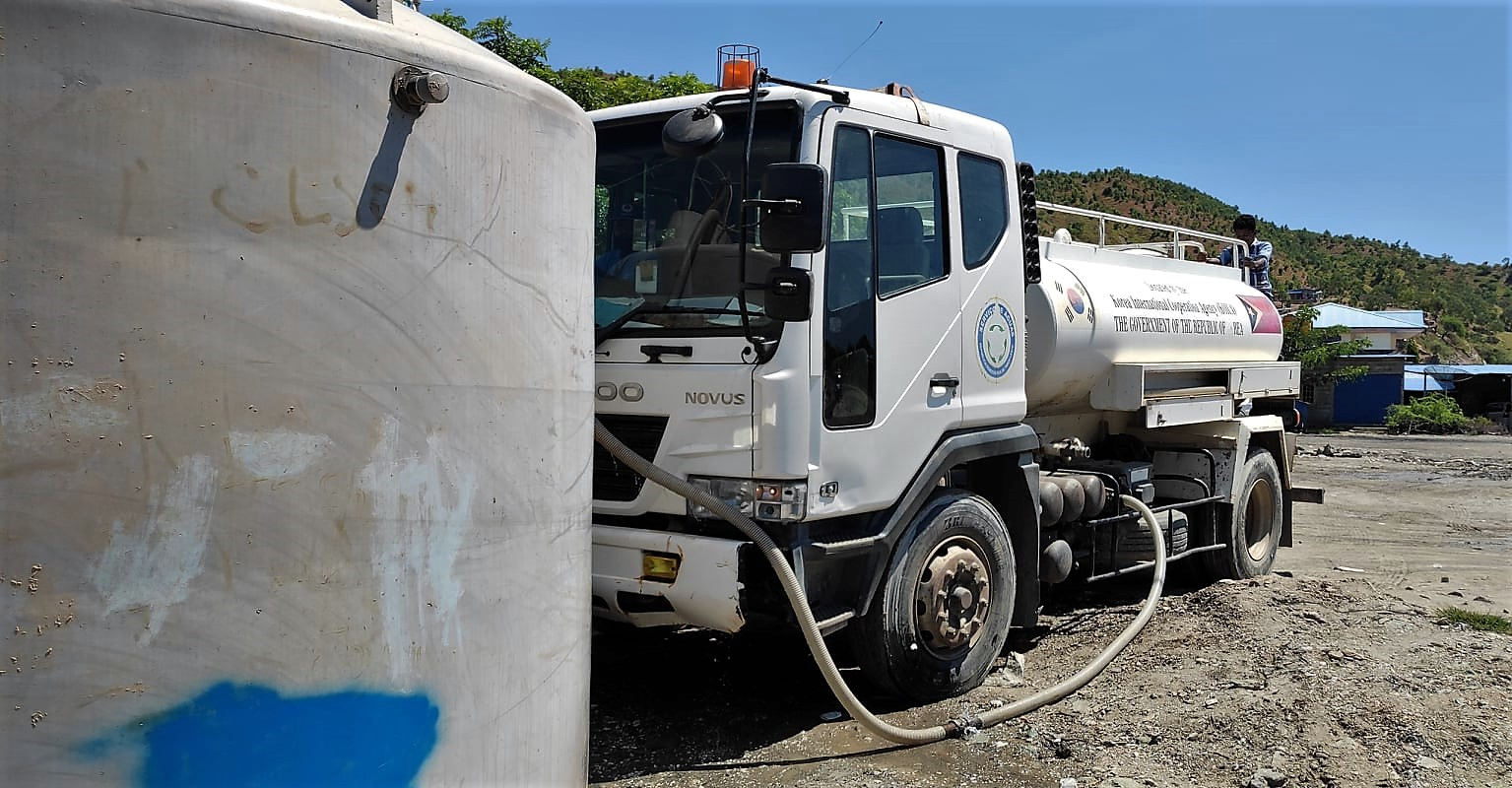
Trinkwasserversorgung mit Tankwagen

66 % der Haushalte haben laut Statistik Zugang zu sauberen Trinkwasserquellen, wobei nur 21 % das Wasser am oder im Haus haben. Die Bewohner der anderen Haushalte müssen das Trinkwasser aus öffentlichen Leitungen, Brunnen, Quellen oder Gewässern holen. Allerdings führt die unzureichende Abdichtung von Sanitäranlagen zu Kontaminationen des Grundwassers, weswegen Salvador Eugénio Soares dos Reis Pires, Minister für öffentliche Bauvorhaben, 2018 davon ausging, dass etwa 73 % der Osttimoresen ihr Wasser von kontaminierten Quellen bekommen.
90 % der Haushalte benutzen Holz zum Kochen, was zu einem Rückgang der Wälder führt. Fast die Hälfte verwendet Petroleum, um Licht zu erzeugen, 37 % Strom. Meistens werden Dieselgeneratoren zur Stromproduktion verwendet, weswegen in kleineren Orten, wenn überhaupt, Elektrizität zumeist nur für wenige Stunden am Abend verfügbar ist. Der Stromversorger in Osttimor ist Electricidade de Timor-Leste (EDTL). Ihm gehören die größeren Kraftwerke des Landes.
Seit 2008 arbeitet das von Norwegen gebaute erste Wasserkraftwerk bei Gariuai (Gemeinde Baucau). Daneben gibt es Projekte mit Biogaskraftwerken, die von Dorfkooperativen betrieben werden, so in Loi-Huno (Viqueque) und Ponilala (Ermera).
2011 kamen aus Finnland sieben Generatoren für ein Ölkraftwerk in Hera an. Sie produzieren 11* MW für die nahegelegene Heineken-Brauerei. Die finnische Wärtsilä betreibt das Kraftwerk seit 2012. In Betano wurde mit dem Central Eléctrica de Betano ein Kraftwerk mit 136 MW zur Versorgung der Südküste gebaut und am 20. August 2013 offiziell eingeweiht. Neun Substationen wurden errichtet. Von den geplanten 600 km Hochspannungsleitungen und 120 km Verteilungskabel waren im August 2013 90 % errichtet. Damit bestand eine zentrale Stromversorgung in 47 Verwaltungsämtern in den zwölf Gemeinden. In der Sonderverwaltungsregion, der Exklave Oe-Cusse Ambeno ist seit 2015 das Inur-Sacato-Kraftwerk im Betrieb. Auch dieses wurde von Wärtsilä gebaut. Die Insel Atauro soll mittels eines Unterwasserkabels mit Strom versorgt werden.
| Anteil Haushalte mit …        | Anteil Haushalte mit …        | Anteil Haushalte mit …                 | Anteil Haushalte mit …                 | Anteil Haushalte mit …        | Anteil Haushalte mit …        | Anteil Haushalte mit …        | Anteil Haushalte mit …        | Anteil Haushalte mit …        |
| Trinkwasserversorgung durch … | Trinkwasserversorgung durch … | Trinkwasserversorgung durch …          | Trinkwasserversorgung durch …          | Trinkwasserversorgung durch … | Trinkwasserversorgung durch … | Trinkwasserversorgung durch … | Trinkwasserversorgung durch … | Trinkwasserversorgung durch … |
| ----------------------------- | ----------------------------- | -------------------------------------- | -------------------------------------- | ----------------------------- | ----------------------------- | ----------------------------- | ----------------------------- | ----------------------------- |
| Leitung oder Pumpe im Haus    | Leitung oder Pumpe außerhalb  | Öffentliche Leitung, Brunnen, Bohrloch | Öffentliche Leitung, Brunnen, Bohrloch | geschützte Quelle             | nicht geschützte Quelle       | Oberflächengewässer           | Oberflächengewässer           | Sonstiges                     |
| 5 %                           | 16 %                          | 29 %                                   | 29 %                                   | 14 %                          | 19 %                          | 13 %                          | 13 %                          | 0 %                           |
| Energiequelle zum Kochen      | Energiequelle zum Kochen      | Energiequelle zum Kochen               | Energiequelle zum Kochen               | Lichtquelle                   | Lichtquelle                   | Lichtquelle                   | Lichtquelle                   | Lichtquelle                   |
| Elektrizität                  | Petroleum                     | Holz                                   | Sonstiges                              | Elektrizität                  | Petroleum                     | Holz                          | Lichtnuss/ Candle berry       | Sonstiges                     |
| 3 %                           | 6 %                           | 90 %                                   | 2 %                                    | 37 %                          | 49 %                          | 3 %                           | 5 %                           | 5 %                           |

### Außenhandel

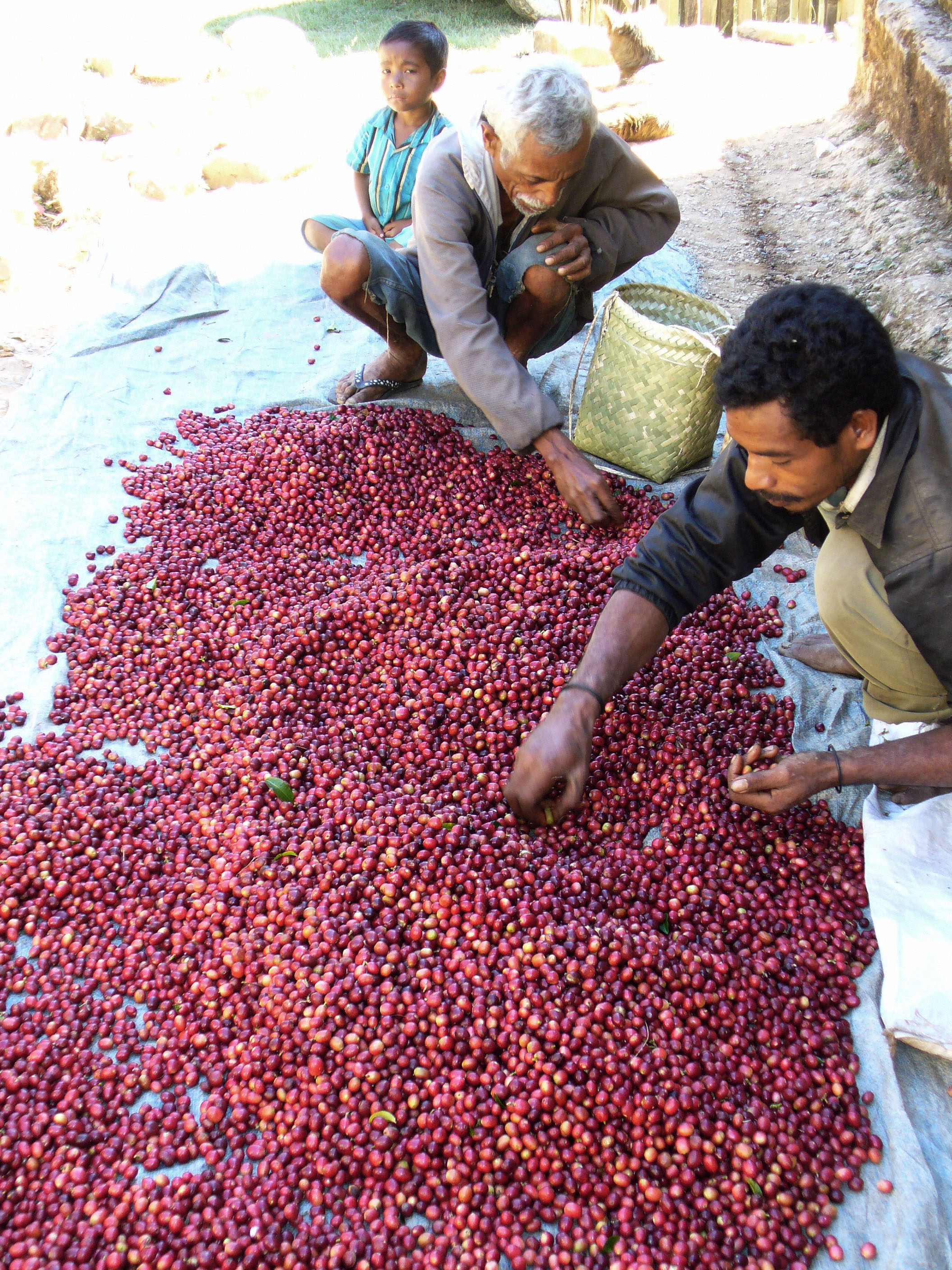
Kaffeebeeren in Osttimor

Der Gesamtwert der Importe nach Osttimor hatte 2023 eine Höhe von 909.825 US-Dollar (2018: 519.437.000 US-Dollar). 36 % der importierten Handelswaren 2023 in Osttimor stammen aus Indonesien, 15 % aus der Volksrepublik China, 11 % aus Singapur, 10 % aus Taiwan und 6 % aus Indien. Deutschland steht bei den Handelspartnern auf Platz 15 mit einem Handelsvolumen von 5.572.000 US-Dollar. Die Schweiz steht mit 384.000 US-Dollar auf Platz 32.
2018 machten Erdöl und Treibstoffe 22 % der Importe aus. 11 % waren Fahrzeuge und Fahrzeugteile. Größere Anteile am Import stellen Elektrogeräte, Maschinen, Baumaterial und Getreide (Reis), außerdem weitere Lebensmittel und Medikamente.
2023 exportierte Osttimor Waren im Wert von 127.754.000 US-Dollar (2018: 22.926.000 US-Dollar). 110.299.000 US-Dollar davon machen Erdöl- und Erdgasprodukte aus und 14.472.000 US-Dollar Kaffee. Hauptempfänger sind die Volksrepublik China (60 %), Singapur (24 %) und Indonesien (6 %). Hauptabnehmer für Kaffee sind Indonesien, die Vereinigten Staaten und Portugal. Deutschland importiert Waren für 110.000 US-Dollar (davon für 19.200 US-Dollar Kaffee). Weitere Exportgüter sind Lichtnüsse, Kopra, Konjak und Aluminium. Bis 2013 gehörte auch Teak und bis 2012 Sandelholz zu den Exportgütern.

### Wirtschaftspolitik

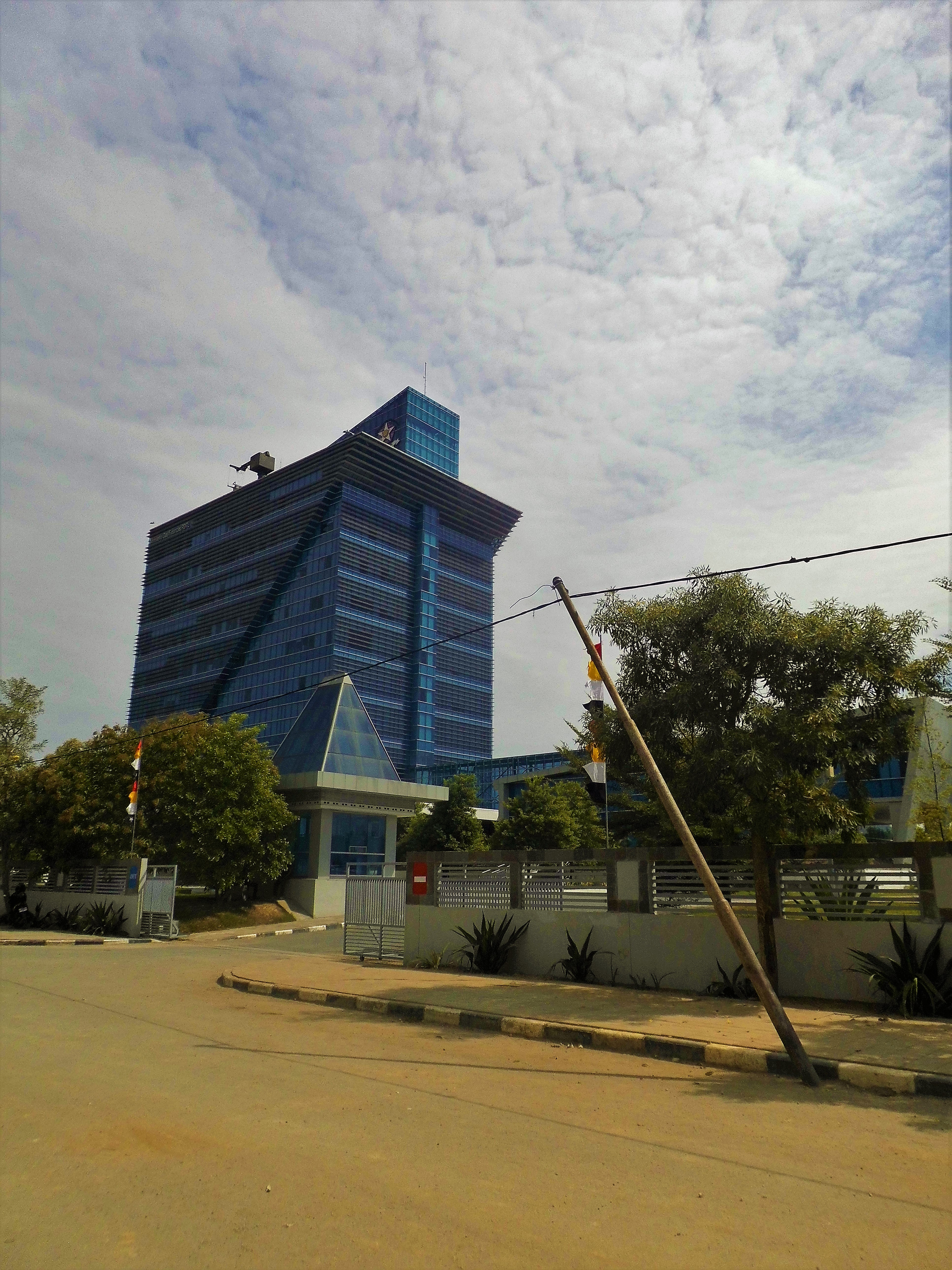
Das Finanzministerium in Dili, eines der höchsten Gebäude des Landes

Osttimor ist Mitglied des Internationalen Währungsfonds, der Weltbank sowie der Asiatischen Entwicklungsbank (ADB).
Die Lage des Staatshaushalts ist stark abhängig von den Einnahmen im Öl- und Gassektor und der wechselnden Höhe des Ölpreises. Eine Staatsverschuldung existiert nicht, da die internationalen Hilfeleistungen bisher als Zuschüsse (grants) gewährt wurden. Der Staatshaushalt für 2008 hatte ursprünglich eine Höhe von 348,1 Millionen US-Dollar. Aufgrund der rapide steigenden Preise für das Grundnahrungsmittel Reis auf dem Weltmarkt und der Schwäche des US-Dollars entschloss sich die Regierung Ende Juli 2008 das Budget auf 612 Millionen US-Dollar zu erhöhen. Dafür wurden erstmals die nationalen Reserven aus den Erdölgeschäften angetastet. Im November 2008 wurden die Pläne der Regierung aber vom Obersten Gericht des Landes als verfassungswidrig erklärt. Für 2009 hatte das Parlament einen Staatshaushalt von 1,05 Milliarden US-Dollar verabschiedet. Für 2016 wurde der Haushalt auf 1,56 Milliarden US-Dollar festgelegt.
Ziel der Wirtschaftspolitik sind stabile Staatsfinanzen und die Förderung des Privatsektors. Eine Aufsichtsbehörde für das Banken- und Zahlungssystem (Banking and Payments Authority) wurde bereits gegründet, ebenso das Nationale Statistische Amt. Die Politik wird geprägt von einer moderaten Ausgabenpolitik, der Begrenzung der Zahl der im öffentlichen Dienst Beschäftigten und den Bemühungen um eine Verbreiterung der steuerlichen Basis.
Zurzeit wird ein Industriepark gebaut, um ausländische Investoren anzuziehen. Investitionshemmnisse müssen aber noch abgebaut werden, um die Privatwirtschaft in Gang zu bringen. Mit Programmen zur Erleichterung des Zugangs zu Krediten für die klein- und mittelständische Industrie sollen weitere Anreize geschaffen werden. Die Regierung hat ein Investitionsgesetz verabschiedet, das Anlegern Rechtssicherheit garantiert. Hiermit soll die Attraktivität Osttimors für Investoren gesteigert werden.

### Finanzwirtschaft
Seit 2011 gibt es die Zentralbank von Osttimor. Bankfilialen finden sich in Dili, Baucau, Viqueque, Gleno, Maliana und Suai.
Vier Banken sind in Osttimor mit Filialen vertreten: die portugiesische Banco Nacional Ultramarino (BNU), die Australia and New Zealand Banking Group (ANZ), die indonesische Bank Mandiri und die osttimoresische Banco Nacional de Comércio de Timor-Leste (BNCTL).
Außerdem verfügt die Regierung Osttimors über einen Staatsfonds - den Timor-Leste Petroleum Fund, der die Überschüsse aus Öl- und Gasindustrie anlegt und im Vergleich zu anderen Nationen erfolgreich vermehrt hat.

### Währung

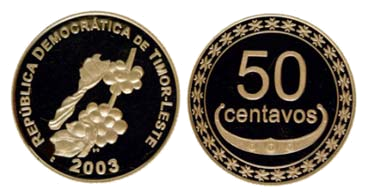
50-Centavos-Münzen von Osttimor

Landeswährung ist seit Januar 2000 der US-Dollar. Daneben sind seit 2003 eigene Centavo-Münzen im Gebrauch. Ein Centavo entspricht dabei einem US-Cent. Die Münzen gibt es in Werten von 1, 5, 10, 25 und 50 Centavos. Dazu wurde 2012 die erste Sondermünze des Landes im Wert von 100 Centavos ausgegeben. Landeseigene Banknoten gibt es nicht.
Die Einführung des US-Dollars war eine politische Entscheidung. Als Alternativen standen die Einführung einer eigenen Währung oder später die des Euros zur Auswahl. Eine eigene Währung schien aufgrund der Landesgröße als sinnlos. Der Euro wurde erst wenige Monate vor der Unabhängigkeit Osttimors 2002 als Bargeld eingeführt. Der Wechselkurs zum US-Dollar war zu diesem Zeitpunkt sehr gering, die Zukunft schien noch unsicher. Der US-Dollar wurde schon zuvor von Privatleuten als sichere Währung verwendet. Außerdem hat er auch für die Volkswirtschaften der Nachbarstaaten große Bedeutung, ebenso für den Erdölhandel, auf den Osttimor große Hoffnungen setzte. Daher wurde trotz der engen Beziehungen zu Portugal der US-Dollar als offizielles Zahlungsmittel eingeführt.
Durch die Dollarisierung verzichtete Osttimor zunächst auf eine eigenständige Geldpolitik. Die Seigniorage-Einnahmen beschränken sich auf die Ausgabe der Centavo-Münzen. 2011 wurde die Bank Payment Authority (BPA) in die Nationale Zentralbank Osttimors (BCTL) umgewandelt. Präsident der Zentralbank wurde der ehemalige BPA-Chef Abráo Vasconcelhos (Stand 2011).

### Bodenschätze

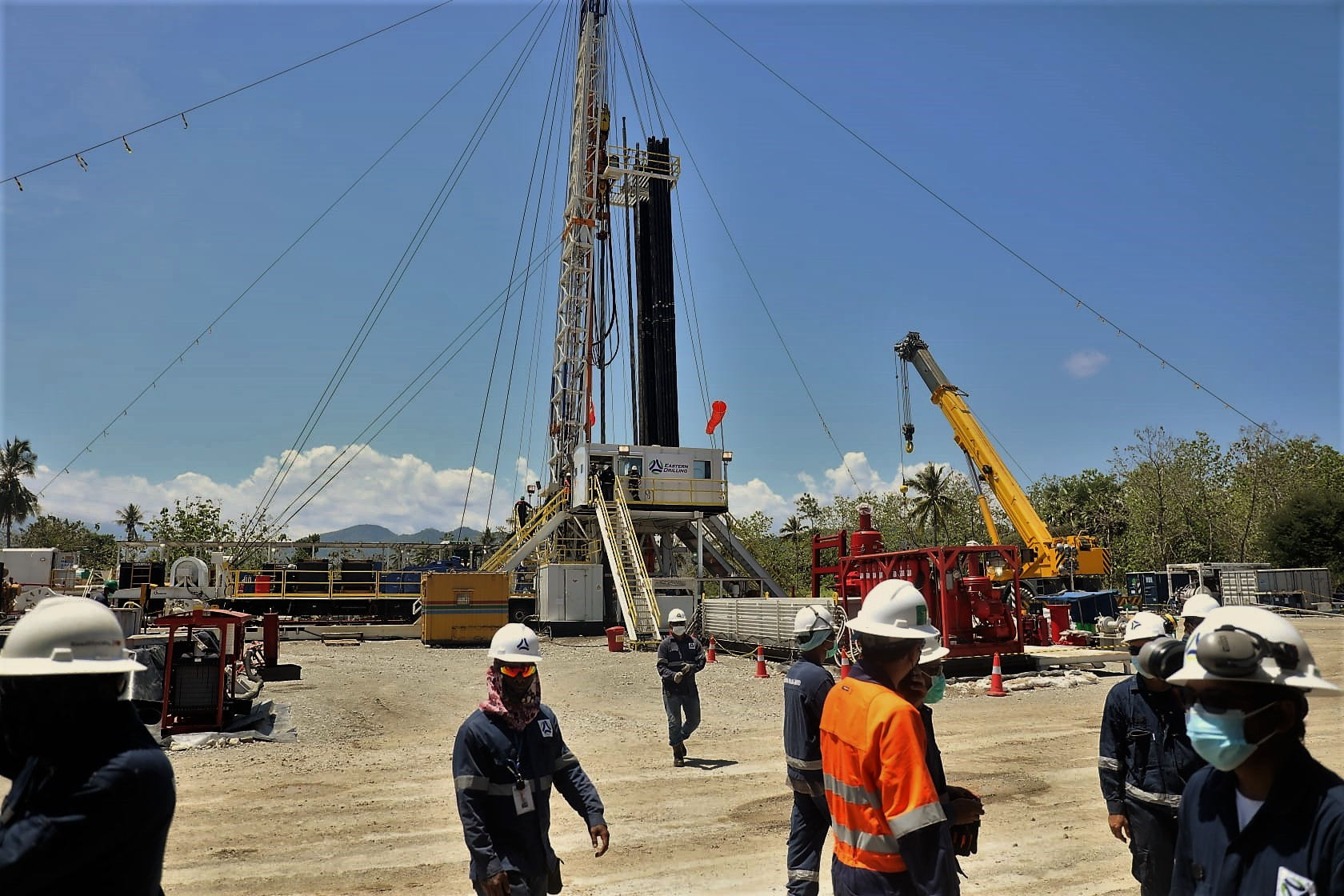
Probebohrung nach Erdöl in Suai

Erdöl ist das wichtigste Wirtschaftsgut Osttimors. 2010 machte der Erdölsektor 79 % des Bruttoinlandsprodukts, 67 % des Bruttonationaleinkommens und 58 % des verfügbaren Bruttonationaleinkommen aus. Erdölvorkommen an Land waren schon früh bekannt. Bereits 1884 versorgte man die Lampen Dilis mit Öl aus Laclubar. 2012 wurden in Osttimor 3,965 Mio. t Rohöl produziert, damit nahm Osttimor die 47. Stelle der erdölproduzierenden Länder ein. 2016 wurden 2,843 Mio. t Rohöl exportiert.
2021 wurde erstmals seit der Kolonialzeit wieder eine Erdölbohrung auf dem Festland bei Suai begonnen. Man erwartet hier in 1040 m Tiefe 39 Millionen Barrel Erdöl fördern zu können. Die nationale Erdölgesellschaft heißt Timor Gap E.P.
Abbauwürdige Vorkommen von Marmor wurden in Uma Caduac, 36 km östlich von Dili, entdeckt und in den 1990er Jahren von einer indonesischen Firma genutzt. Außerdem verfügt Osttimor über Lagerstätten von Gold und Kupfer. 2025 entdeckte Estrella Resources ein reiches Manganvorkommen im Verwaltungsamt Lautém. Entlang der Nordküste wird in mehreren Orten durch das Verdunsten von Meerwasser in flachen Teichen Salz gewonnen. Heiße Quellen in einigen Regionen deuten auf geothermische Energie hin.

### Landwirtschaft und Handwerk

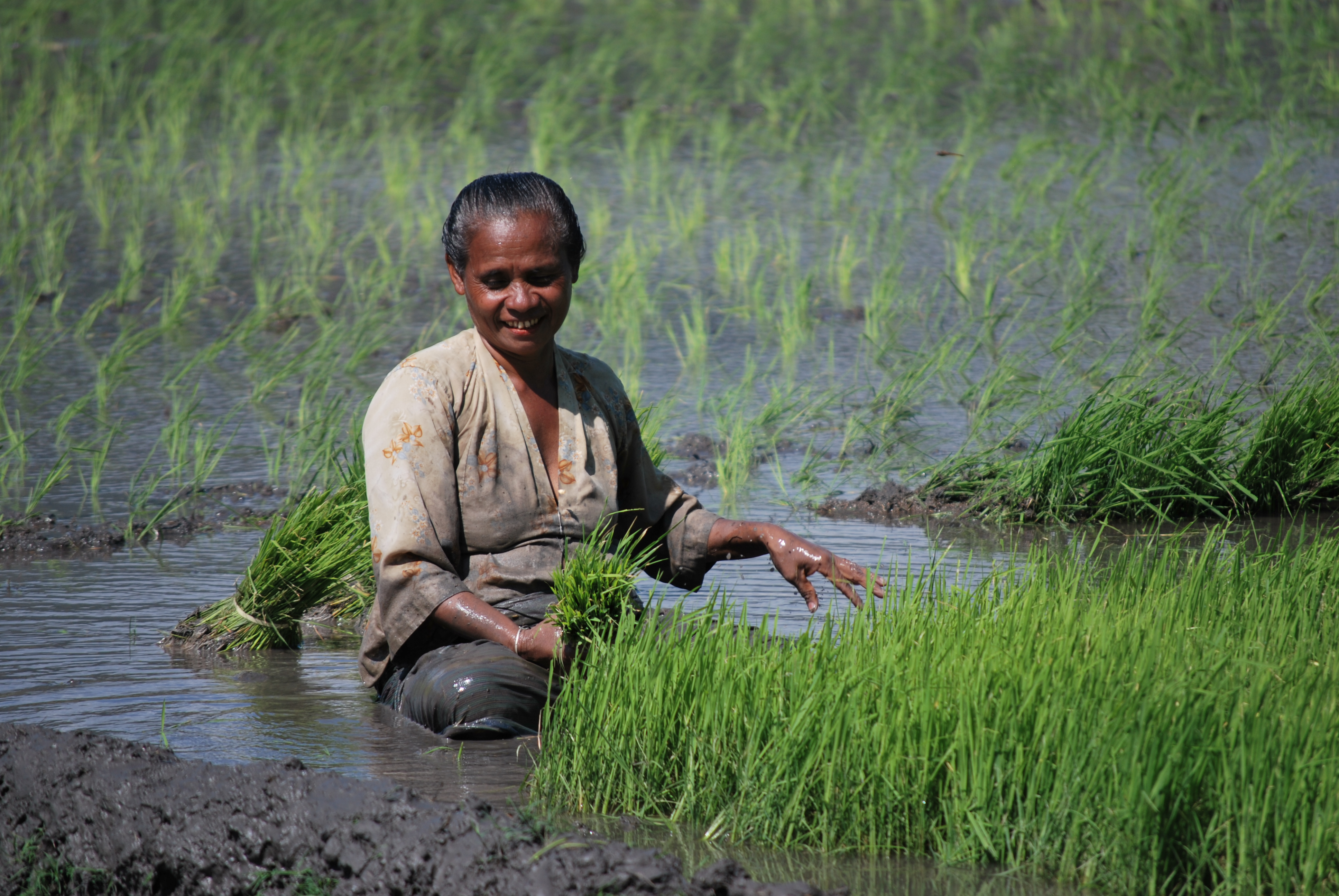
Arbeit auf dem Reisfeld in Oemelo

Der Großteil der timoresischen Bevölkerung lebt von der Land- und Forstwirtschaft und der Fischerei. Fast 90 % der Haushalte betreiben Ackerbau und halten Nutztiere. Die Flächen, die eine Familie dabei bewirtschaftet ist meist relativ klein. Bei mehr als der Hälfte ist sie nicht größer als ein Hektar. 23,0 % der Landesfläche wird für die Landwirtschaft genutzt.
Osttimor liegt in einem Gebiet, in dem die javanische Reiskultur auf die auf Wurzeln basierende Kultur Melanesiens trifft. Allgemein sind Mais, Reis und Maniok die Hauptnahrungsmittel im Land. Vom Osten von Manufahi und Manatuto bis in den Westen von Lautém, im Zentrum Bobonaros und im Osten Cova Limas dominiert der Reisanbau. Mais wird eher im zentralen Hochland angebaut. Dazu kommen verschiedene Obst- und Gemüsesorten. Vor allem Dürren und Überschwemmungen verursachen immer wieder hohe Ernteverluste.

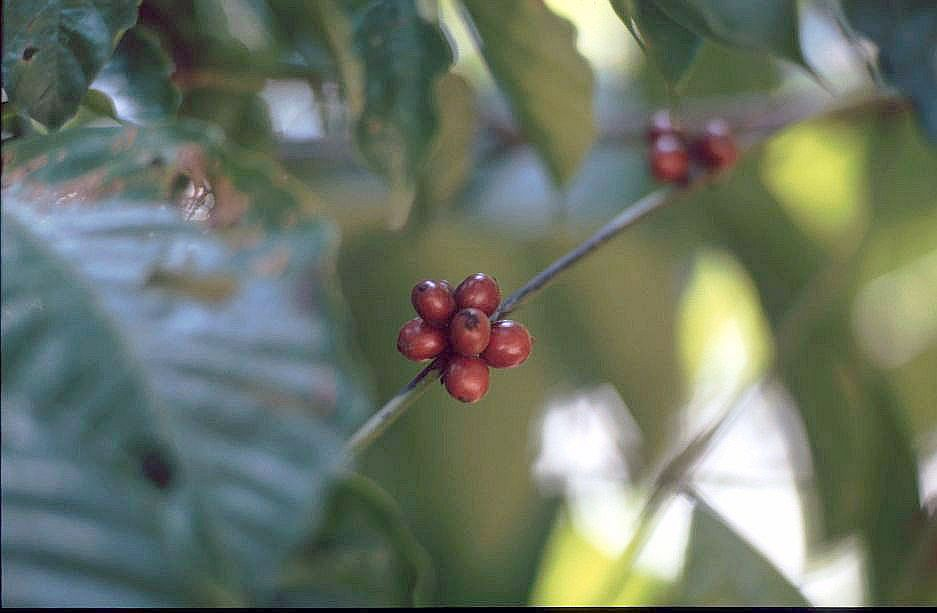
Kaffee in Ermera

Eine regionale Teilung gibt es auch bei domestizierten Tieren: Büffel und Schwein werden überall auf Timor gezüchtet, aber der Büffel besitzt zum Beispiel für die Makasae eine größere Bedeutung als das Schwein. In anderen Regionen, bei den Ost-Tetum beispielsweise, ist das Schwein von wirtschaftlich größerer Bedeutung als der Büffel. Überall in Osttimor spielen Hühner eine wichtige Rolle in der Versorgung der Bevölkerung. Andere Haustiere sind Ziegen, Schafe und Pferde.
Seit 1815 wird Kaffee in Osttimor angebaut und exportiert. Gerade im Hochland wächst ein besonders aromatischer und milder Kaffee. Ein Viertel der Bevölkerung Osttimors ist abhängig von der Kaffeeproduktion. Hauptzentren sind die Gemeinden von Ermera, Ainaro und Liquiçá. 2014 wurden insgesamt 10.258 Tonnen Kaffee geerntet. Damit lag Osttimor an 37. Stelle der Kaffee produzierenden Länder. 2017 wurden 10.827 Tonnen Kaffee geerntet und 2020 7.500 t.
Durch den Anbau von Vanille, Kakao und Erdnüssen neben dem bereits als Exportgut etablierten Kaffee sind hier zukünftig Ertragssteigerungen zu erwarten. Bei Zimt ist Osttimor inzwischen mit 111 Tonnen (2016) der sechstgrößte Produzent weltweit, auch wenn dies nur 0,1 % der Weltproduktion entspricht. 2020 wurden 120 Tonnen Zimt geerntet, was wieder Platz sechs der weltweiten Produktion entsprach. Zweimal im Jahr wird von wilden Bienen Honig geerntet.
Vor und während der Kolonialzeit war Timor für sein Sandelholz bekannt, dessen Vorkommen bereits im 19. Jahrhundert nahezu erschöpft waren. Außerdem ist Osttimor in der Region berühmt für seine farbenfrohen gewebten Stoffe, die sogenannten Tais. Diese unterscheiden sich je nach Region des Landes. Auch traditioneller Silberschmuck wird hergestellt. Daneben gibt es kleine Schmieden, Holzverarbeitung, Töpfereien und Möbelmacher.

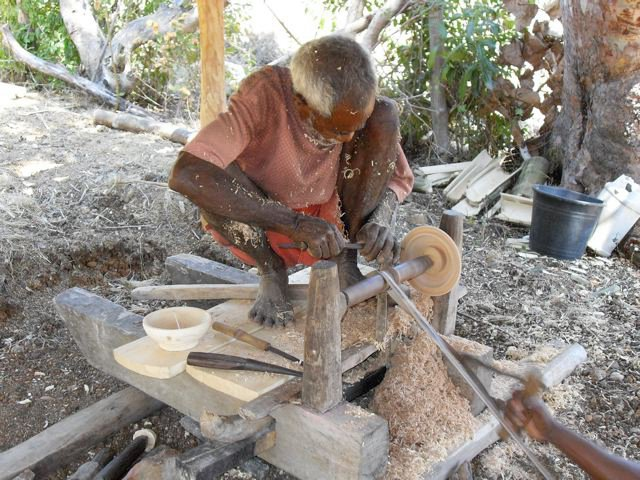
Drechsler
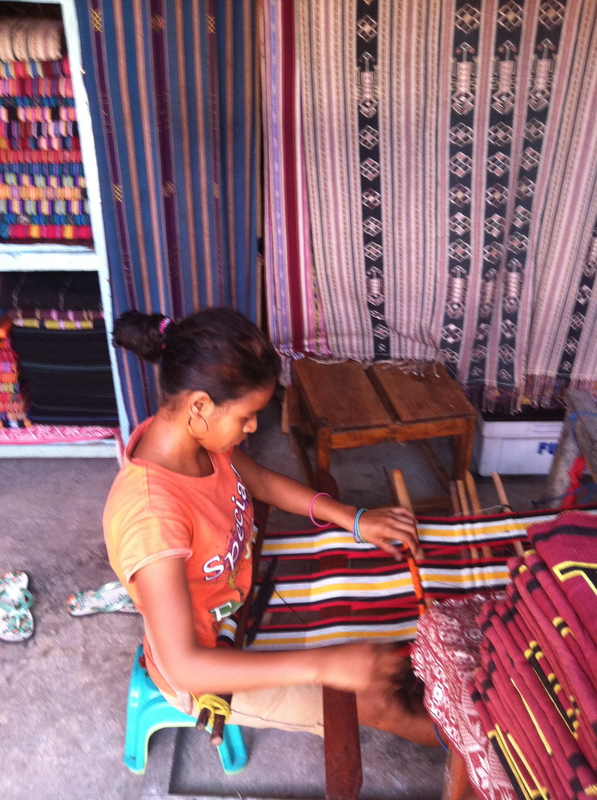
Frau beim Taisweben in Dili
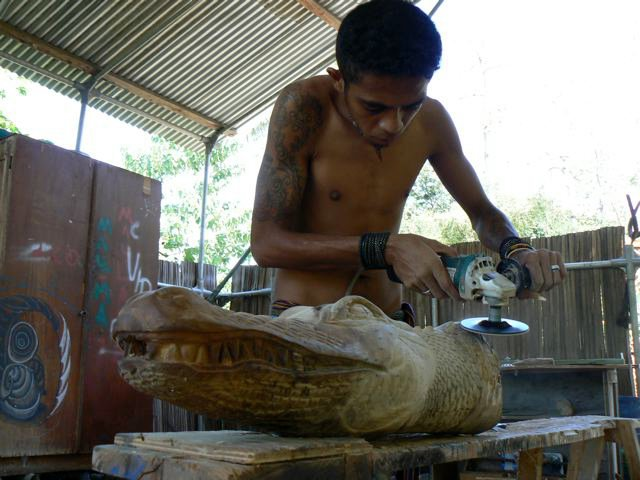
Holzschnitzerei
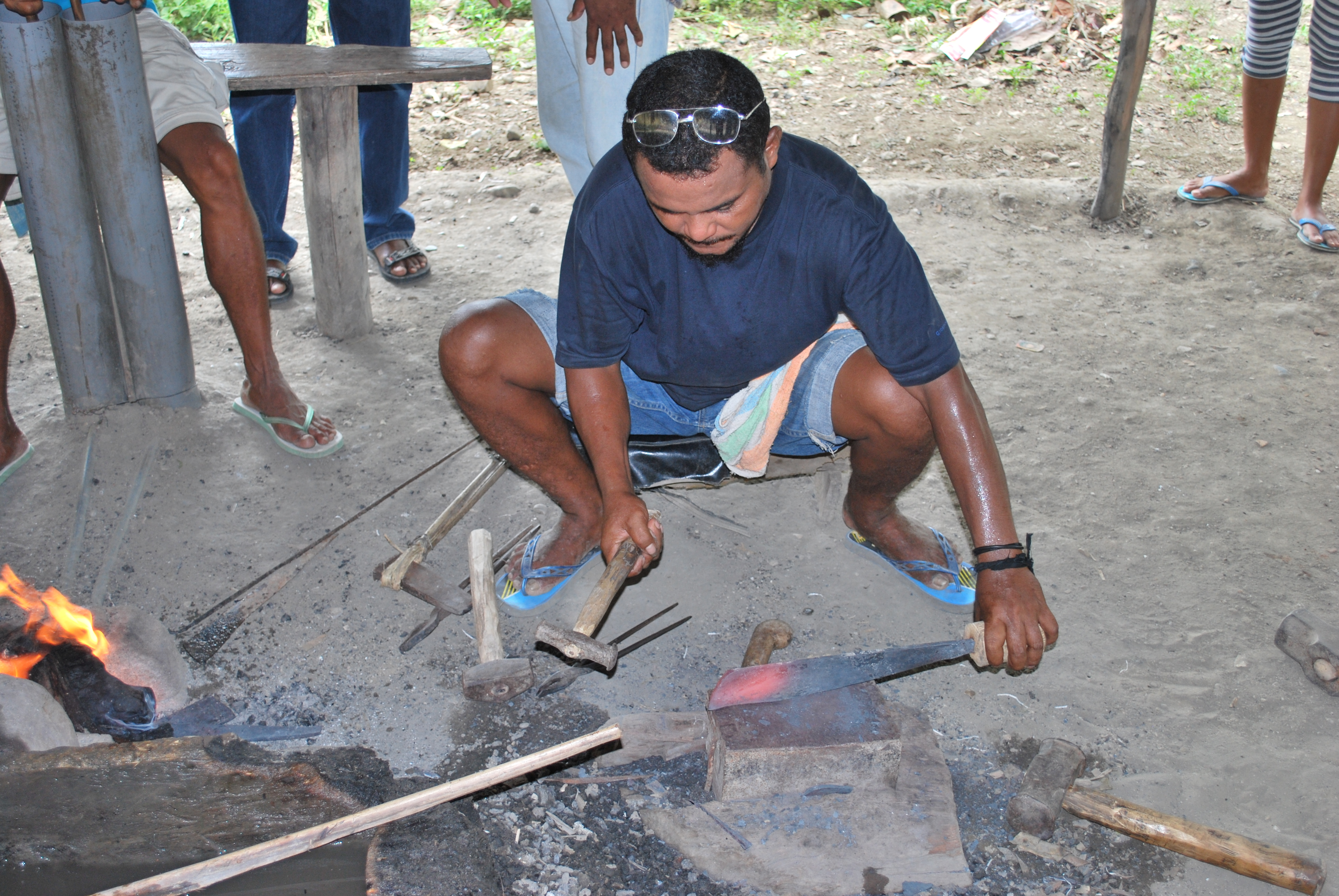
Schmied in Buanurac
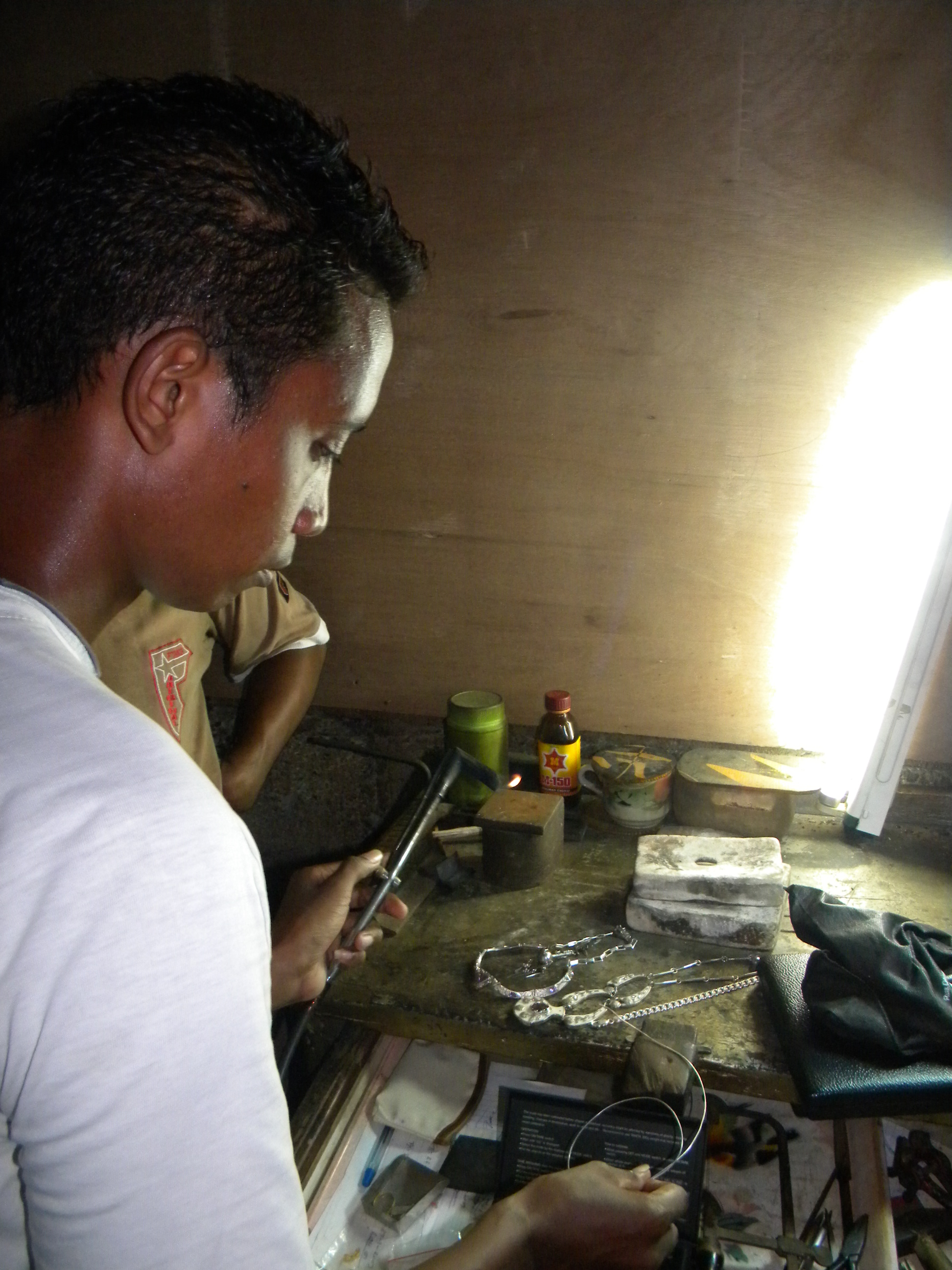
Silberschmied in Maubara
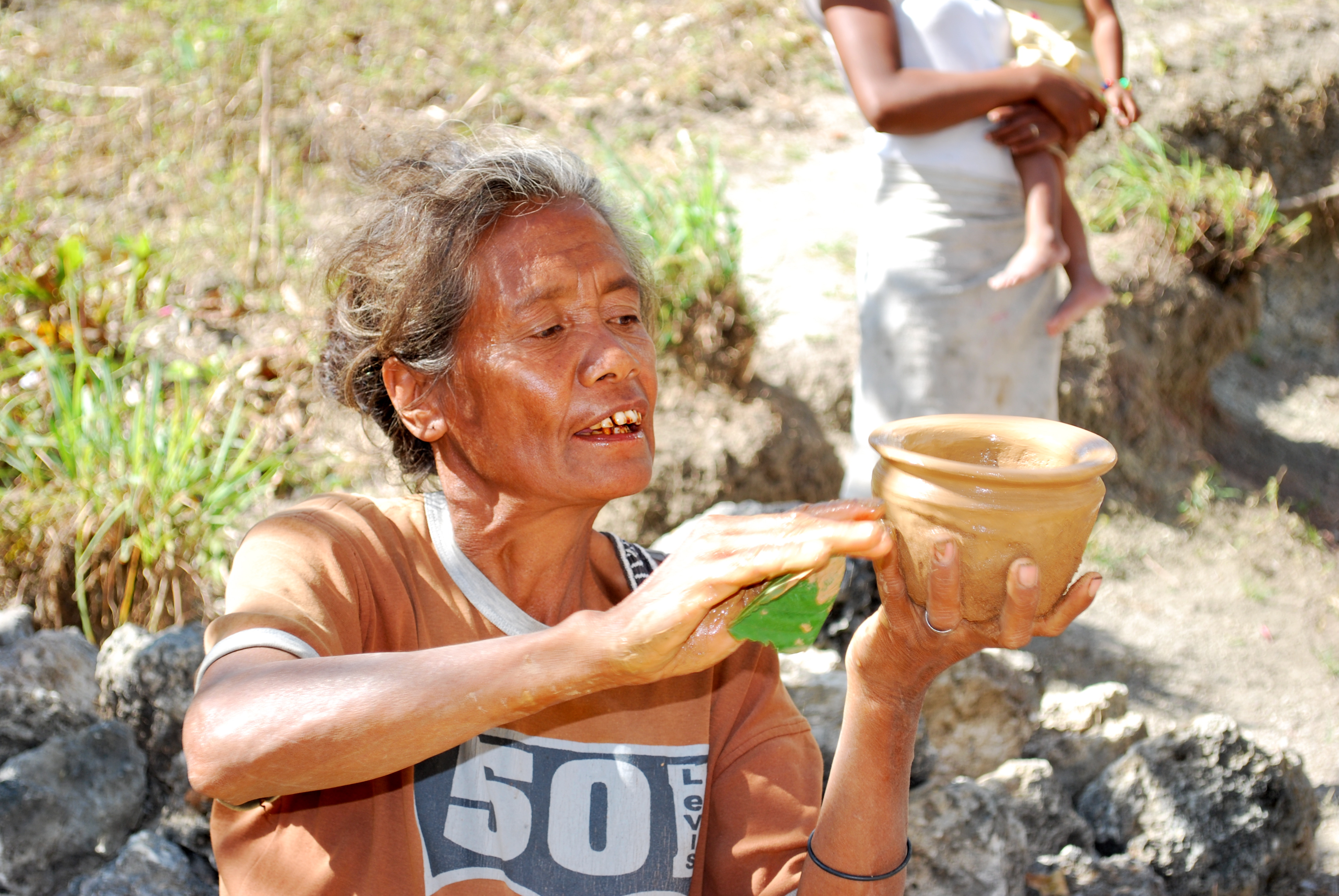
Töpferarbeit
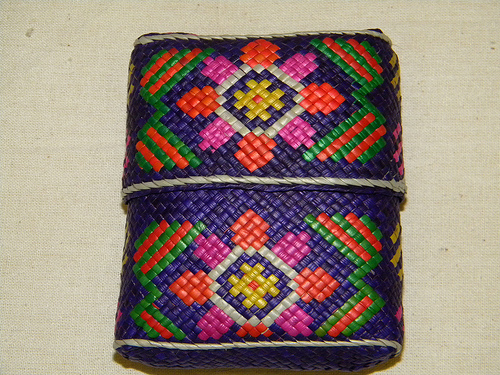
Ein Koba, Flechtarbeit

### Fischfang und -zucht

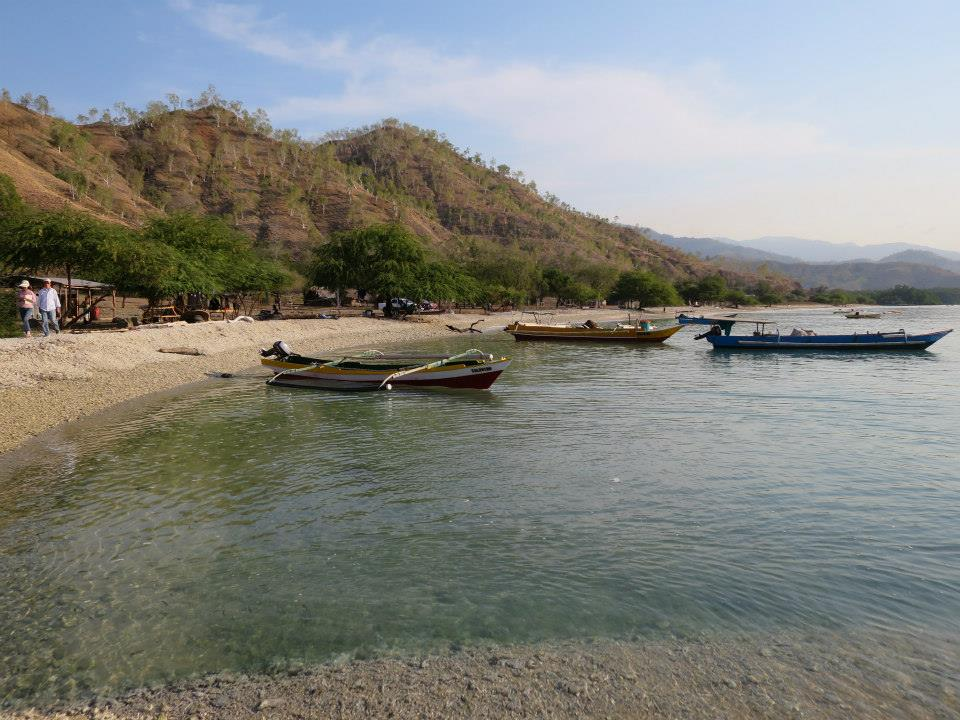
Beiros in Hera

Der Fischfang hat in Osttimor keine lange Tradition, obwohl das Land ein Inselstaat ist. Zwar zeugen Funde, dass die ersten Siedler vor über 40.000 Jahren sogar Hochseefischerei betrieben und auch der älteste bekannte Angelhaken der Welt fand sich hier, doch fiel schon Europäern im 18. Jahrhundert auf, wie wenige der Einwohner Timors Fische fingen. Als Grund vermutete man die zahlreichen Krokodile, die die Fischerei gefährlich machten. Noch in den 1970er Jahren betrieben gerade einmal 0,24 % der Bevölkerung Fischfang und selbst in Liquiçá, Dili und Atauro, wo die meisten Fischer lebten, waren es weniger als 2 %. Während der indonesischen Besatzung nahm die Fischerei zu, als die Beiros genannten Fischerboote motorisiert wurden.
Im Jahre 2015 betrieben knapp 5 % der Osttimoresen Fischerei. 31 % widmeten sich der Fischzucht. In Adara auf Atauro leben die Wawata Topu (deutsch Taucherinnen), Frauen, die mit Harpunen und Schwimmbrillen unter Wasser auf Fischjagd gehen.

### Tourismus

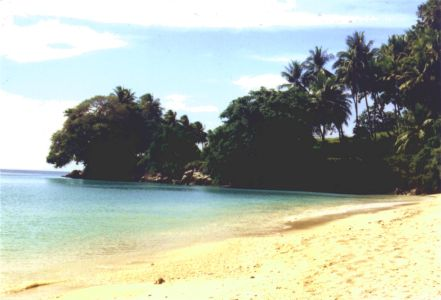
Strand der Stadt Baucau

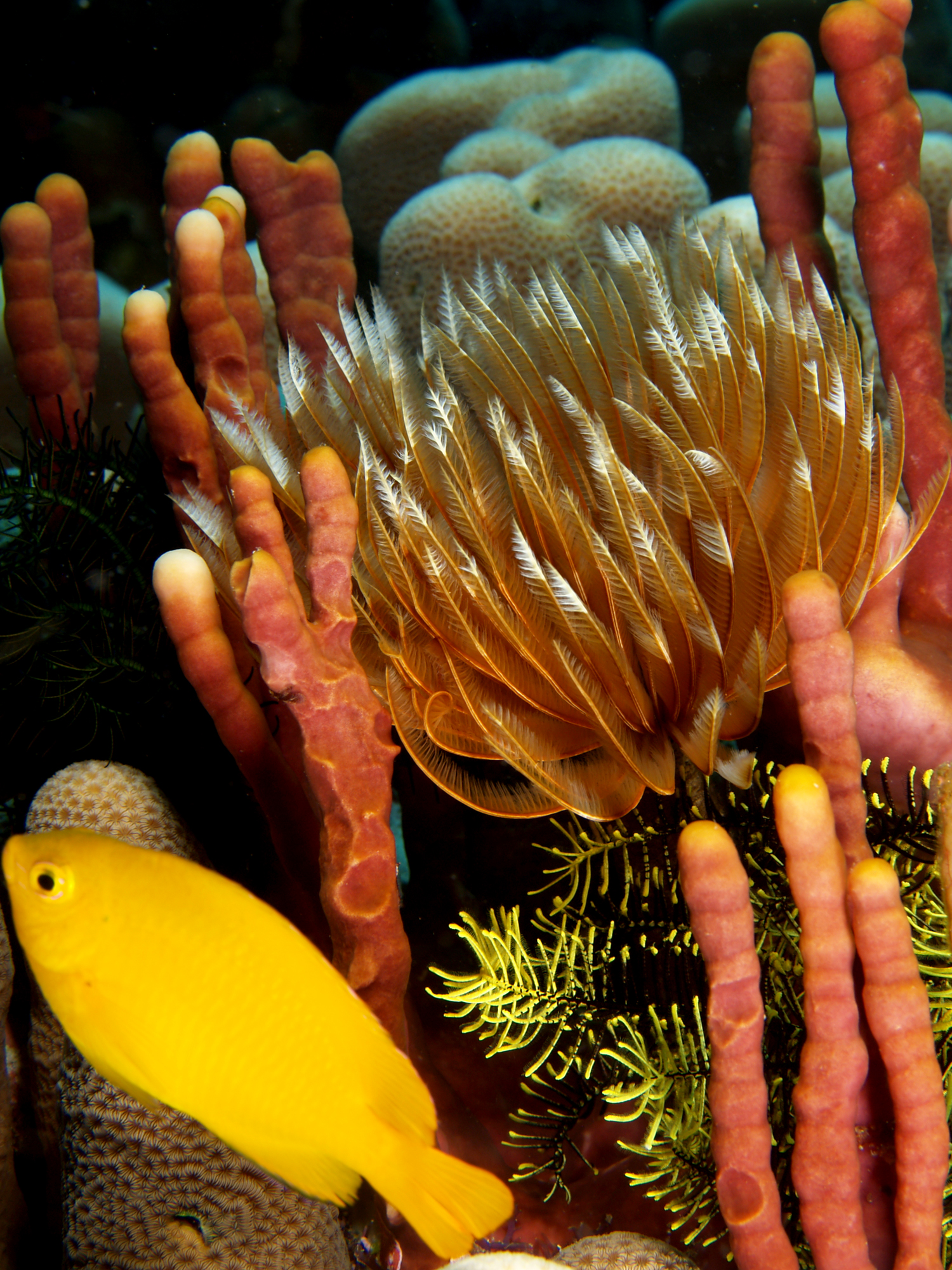
Korallenriff an der Nordküste Osttimors

Das Land bietet zum Wandern geeignete Berge, Strände, Tauchgebiete, heiße Quellen (zum Beispiel die Termas do Marobo) und eine große kulturelle Vielfalt. Gerade die Korallenriffe gehören zu den artenreichsten der Welt. Die Wälder und Feuchtgebiete bieten gute Gelegenheiten zur Vogelbeobachtung. Organisierte Touren bieten Walbeobachtung an. In Oktober und November (teils sogar von September bis Dezember) schwimmen Blauwale an der Nordküste Timors entlang und passieren selbst die Landeshauptstadt Dili in nächster Nähe. Nach Norden ziehen sie von Juli bis September an der Ost- und Westspitze Timors vorbei. Auch andere Meeressäuger, wie Pottwale, Buckelwale, Delfine und Dugongs kann man hier beobachten, teilweise das ganze Jahr über.
Vorteilhaft ist auch die unmittelbare Nähe zu den beliebten Touristenzielen Australien und Bali. Die fehlende Infrastruktur bereitet immer noch Schwierigkeiten, weswegen bisher eher Rucksacktouristen den Weg hierher fanden. 2006 warb Osttimor zum ersten Mal auf der Internationalen Tourismus-Börse in Berlin um Besucher und wiederholte dies 2012.
In den ersten Jahren kam es immer wieder zu Gewaltausbrüchen, die mögliche Touristen zurückschrecken ließen. Hauptsächlich in Dili kämpften kriminelle Jugendbanden gegeneinander, bis 2008 mehrere Gruppen einen Friedensvertrag untereinander schlossen. Seitdem hat sich die Situation etwas beruhigt. Im Oktober 2008 wurden Pläne für ein Fünf-Sterne-Hotel in Tasitolu, nahe Dili, bekannt. Es wäre das erste Luxushotel dieser Art in dem Land. Weitere Großhotels und Beach Resorts werden vor allem von Investoren aus Australien, China und Macau geplant. 2011 reisten 50.590 Ausländer über den internationalen Flughafen Dilis nach Osttimor ein. Die 18 registrierten Hotels des Landes mit 869 Zimmern und insgesamt 871 Betten registrierten 2011 17.422 Gäste (2008: 12.026, 2006: 7.858) und 101.948 Übernachtungen (59.512, 35.533). Der durchschnittliche Zimmerpreis beträgt 68 US-Dollar. 434 Menschen arbeiten in den 18 Hotels und verdienen durchschnittlich 183 US-Dollar monatlich. 2017 wurde Osttimor von 74.000 Touristen besucht (2016: 66.000 und 2015: 62.000) und war damit immer noch eines der am wenigsten von Touristen besuchten Länder der Erde.
Ab und zu ankern Kreuzfahrtschiffe vor Dili und ihre Passagiere besuchen die Stadt für einen Tagesausflug.

## Kultur

### Bildung

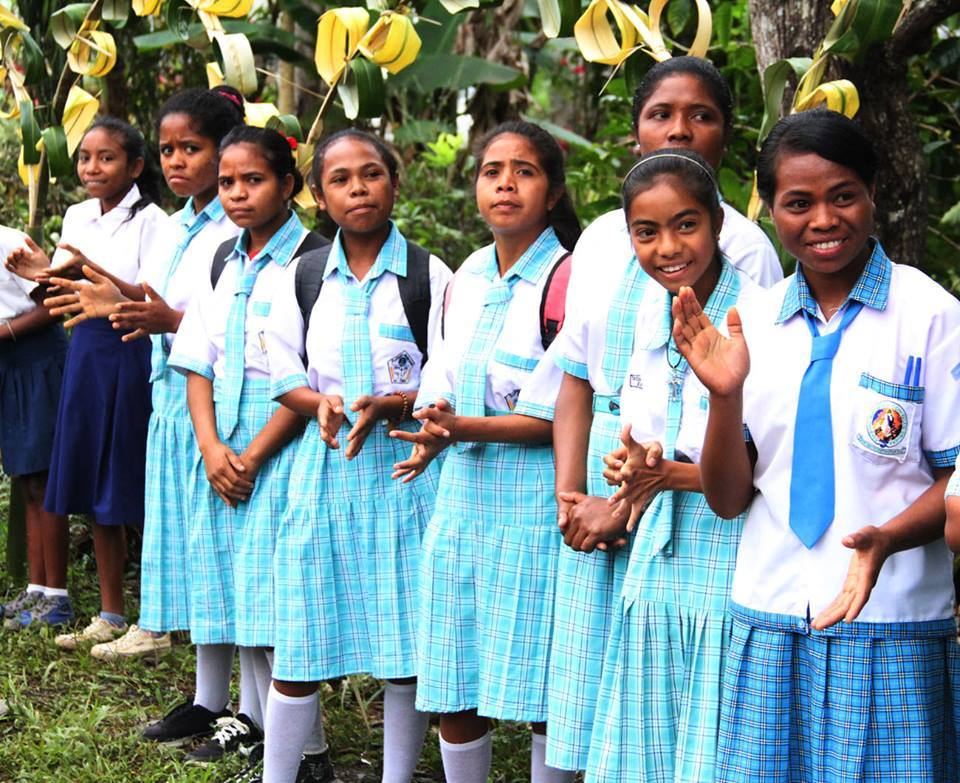
Mädchen in Schuluniform in Poetete

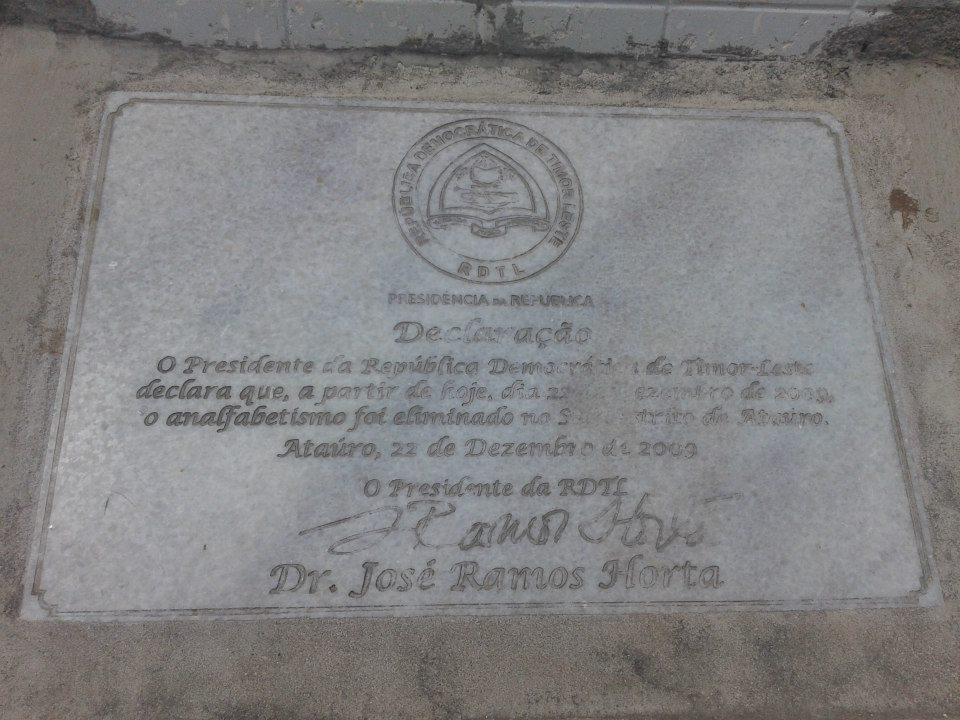
Die Gedenktafel weist Atauro als seit dem 22. Dezember 2009 frei von Analphabetismus aus.

Im Staatshaushalt von 2015 bis 2017 macht der Bereich Bildung 7,9 % des Budgets aus, womit man über dem regionalen Durchschnitt von 3,9 % im Ländervergleich liegt.
1974 waren noch 95 bis 99 % der Bevölkerung Analphabeten. 2004 waren es noch etwa 54,2 %; von den Frauen zwischen 15 und 60 Jahren konnten sogar 58,2 % nicht lesen und schreiben. Laut Zensus 2022 reduzierte sich die Zahl der Analphabeten auf 27,6 % der Überzehnjährigen (Frauen: 30 %; Männer: 25,3 %). Bei den 10- bis 25-jährigen können 85 bis 90 % lesen und scheiben. In dieser Altersgruppe gibt es auch keine Unterschiede bei der Lesefähigkeit der beiden Geschlechter.
2022 besuchten von den Einwohnern, die zwischen 3 und 29 Jahre alt waren, 422.880 eine Schule (54,6 % der Altersgruppe). Das Ziel, dass alle Kinder Zugang zu einer Ausbildung haben, ist noch nicht erreicht. Die Vorschulen (Pre-Primário) werden nur von 20,3 % der Drei- bis Fünfjährigen besucht. Bis zur Volljährigkeit mit 17 liegt der Anteil der Kinder, die Schulen besuchen um die 80 %, wobei Jungen und Mädchen nahezu gleich oft die Schulen besuchen. Am höchsten ist der Anteil der Schulbesucher bei den Elfjährigen mit 87,4 %.
In den ersten 15 Jahren seit der Unabhängigkeit 2002 stieg die Zahl der Vor-, Grund- und Sekundarschulen von 93 auf 1.715 Einrichtungen, die Anzahl der Lehrer von 6.541 auf 13.948. Damit kommen durchschnittlich 28 Schüler auf einen Lehrer. Da die Kapazitäten der Schulen nicht ausreichen, müssen Kinder in Schichten unterrichtet werden. Privatschulen haben einen großen Anteil an der Bildung. Bei den Grundschulen (Escola Basica EB) sind 13 % nicht in öffentlicher Hand, bei den Prä-Sekundarschulen (Escola Pre-secondaria EPS, Sekolah Menengah Pertama SMP) 27 % und bei den Sekundarschulen sogar 40 %. Insgesamt gibt es 14 von der Agência Nacional para a Avaliação e Acreditação Académica (ANAAA) anerkannte Hochschulen im Land. In 21 weiterführenden Schulen erhalten 3500 Schüler eine berufliche Fachausbildung.
| Schulbildung | Schulbildung  | Schulbildung   | Schulbildung        |           | Schulabschluss | Schulabschluss | Schulabschluss | Schulabschluss          | Schulabschluss | Schulabschluss | Schulabschluss |
| ------------ | ------------- | -------------- | ------------------- | --------- | -------------- | -------------- | -------------- | ----------------------- | -------------- | -------------- | -------------- |
|              | in der Schule | Schule beendet | nie in einer Schule | Vorschule | Grundschule    | Prä- Sekundär  | Sekundär       | Diplom/Fach- hochschule | Universität    | Kein Abschluss |                |
| Frauen       | 39,4 %        | 27,2 %         | 31,9 %              | 4,4 %     | 27,2 %         | 12,4 %         | 14,9 %         | 0,6 %                   | 5,5 %          | 0,8 %          |                |
| Männer       | 41,7 %        | 30,8 %         | 26,1 %              | 4,8 %     | 30,8 %         | 11,9 %         | 15,6 %         | 0,8 %                   | 7,1 %          | 0,7 %          |                |
| gesamt       | 40,6 %        | 29,0 %         | 28,9 %              | 4,6 %     | 29,0 %         | 12,1 %         | 15,2 %         | 0,7 %                   | 6,3 %          | 0,7 %          |                |

Während der ersten drei Jahre wird auf Tetum unterrichtet, danach steigt sukzessiv der Anteil an Unterricht in Portugiesisch. Anfang 2012 begann eine heftige Diskussion über Pläne, in Grundschulen auch Unterricht in den jeweiligen Lokalsprachen zu halten. Demnach sollen die Kinder zunächst in der Vorschule in ihrer Muttersprache und mündlich in Tetum unterrichtet werden. Mit Beginn der Grundschule folgt dann mündlich Portugiesisch. Sobald die Schüler ihre Muttersprache schriftlich beherrschen (2. Klasse), soll das Lesen und Schreiben in Tetum folgen, später in Portugiesisch (ab der 4. Klasse). Dies führt zu einer bilingualen Ausbildung in den beiden Amtssprachen, die Muttersprache wird zur Unterstützung verwendet. Die Lesefähigkeit in der Muttersprache soll dann weiter gefördert werden. Schließlich erfolgt der Unterricht nur noch in den Amtssprachen. In der 7. Klasse kommt Englisch als Fremdsprache dazu und Bahasa Indonesia als Wahlfach, zusammen mit anderen Sprachen in der 10. Klasse. Während Befürworter so die kulturelle Identität der verschiedenen ethnolinguistischen Gruppen des Landes bewahren wollen, empfinden viele das Programm als Bedrohung der nationalen Einheit.

### Medien

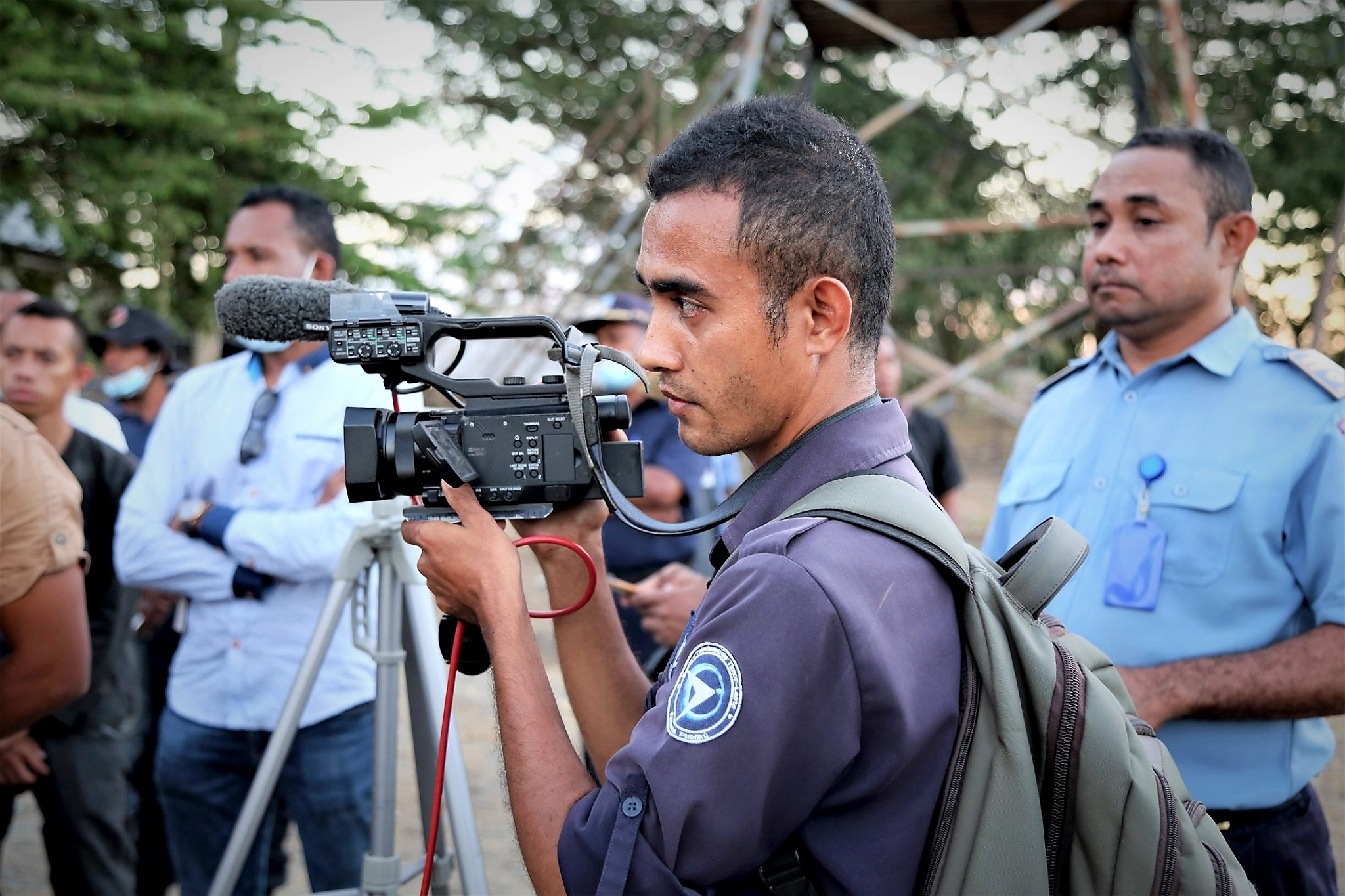
Reporter von TVTL

Aufgrund der vielen verschiedenen Sprachen, die in Osttimor im Gebrauch sind, erscheinen auch die Zeitungen in unterschiedlichen Sprachen. Die Diario Tempo, Diario Nacional und Seminario erscheinen in Portugiesisch. Die Lia Foun erscheint in Tetum. Timor Post (in Tetum und Bahasa Indonesia), East Timor Sun und Suara Timor Lorosae (in Englisch, Portugiesisch, Bahasa Indonesia und Tetum) erscheinen in mehreren Sprachen. Eine Zeitung erscheint wöchentlich, drei täglich und andere sporadisch. Osttimoresischen Medien müssen ihre Eigentumsverhältnisse transparent darstellen und dürfen sich nicht zu mehr als 30 % in ausländischem Besitz befinden. Der Journalismus ist nach wie vor von einer Kultur der Ehrerbietung und des Respekts vor Hierarchien geprägt, die so weit geht, dass sich manche Redakteure damit begnügen, die offiziellen Berichte von Pressekonferenzen wiederzugeben.
Fernsehen spielt national eine geringe Rolle. Wohlhabendere Timoresen besitzen Satellitenfernseher und sehen oft indonesische und australische, teils auch chinesische Sender. Der nationale Sender ist Televisão de Timor Leste (TVTL). Er sendet auch Eigenproduktionen auf Tetum. Da Anfang 2023 noch immer weniger als 50 % der Bevölkerung RTTL empfangen konnten, begann man mit dem Bau von drei Fernsehtürmen in Form von Stahlkonstruktionen, auch um die Digitalisierung voranzutreiben. Am 23. März 2023 wurde der Grundstein für den Fernsehturm auf dem Monte Laleno gelegt. Die beiden anderen sollen in Fleixa und in Oe-po (Suco Tapo) entstehen.
2015 ging der staatliche Bildungssender Televisão Educação Timor auf Sendung. Private, osttimoresische Fernsehsender sind TV-Suara Timor Lorosae (TV-STL) und Grupo de Média Nacional-TV (GMN TV). Radio e Televisão Maubere (RTM) ist der Parteisender der FRETILIN.
Der Großteil der Bevölkerung nutzt das Radio, um sich zu informieren. Als Hauptquelle für politische Information geben 31 % das Radio, 27 % das Fernsehen, 13 % Freunde und Nachbarn, 9 % lokale Führungspersönlichkeiten und 3 % Zeitungen an. 33 % der Haushalte verfügen über ein Radiogerät. Auch hier sind viele Sprachen im Gebrauch. Derzeit gibt es in Osttimor mehr als 15 kommunale, einen nationalen staatlichen und drei weitere Radiosender. Überregional sind Radio Falintil/Voz da Esperanca, Radio Nacional de Timor Leste (RTL), der Parteisender der FRETILIN Radio Maubere und der katholische Sender Radio Timor Kmanek (RTK) von Bedeutung. Der Radiosender Rádio Communidade de Lospalos ist für die Gemeinde Lautém ein Beispiel der verschiedenen kommunalen Radiostationen, die die Bevölkerung mit Nachrichten versorgen.
Seit 2016 gibt es mit der Tatoli (ehemals Agência Noticiosa de Timor-Leste ANTIL) eine staatliche Nachrichtenagentur.
Soziale Netzwerke wie Facebook haben zunehmende Bedeutung. Angesichts von geposteten Bildern von Festnahmen und Verletzten und Toten bei Unfällen wird eine mangelnde Privatsphäre beklagt. Beleidigungen, Diffamierungen und Drohungen gegenüber Politikern und traditionellen Führern werden ebenso verbreitet, wie Falschmeldungen. Die Polizei verhaftete mehrere Personen, denen Politikerbeschimpfung vorgeworfen wird. Allerdings sieht das osttimoresische Strafrecht keine Konsequenzen bei Diffamierungen vor, weswegen die Festgenommenen wieder freigelassen wurden. Virgílio da Silva Guterres, der Präsident des Presserats, kritisierte, dass die Aktion sich nur gegen Personen richte, die Politiker angreifen, nicht aber normale Bürger. Auch die Meinungsfreiheit könnte aufgrund der unklaren Rechtslage gefährdet sein. Auch beim Recht auf Privatsphäre, Unschuldsvermutung, Verletzung des Rechtsgeheimnisses und der journalistischen Deontologie sind juristische Fragen noch ungeklärt. So wurden Bilder der Verhafteten und Verhöre auch in den traditionellen Medien veröffentlicht.

### Tradition

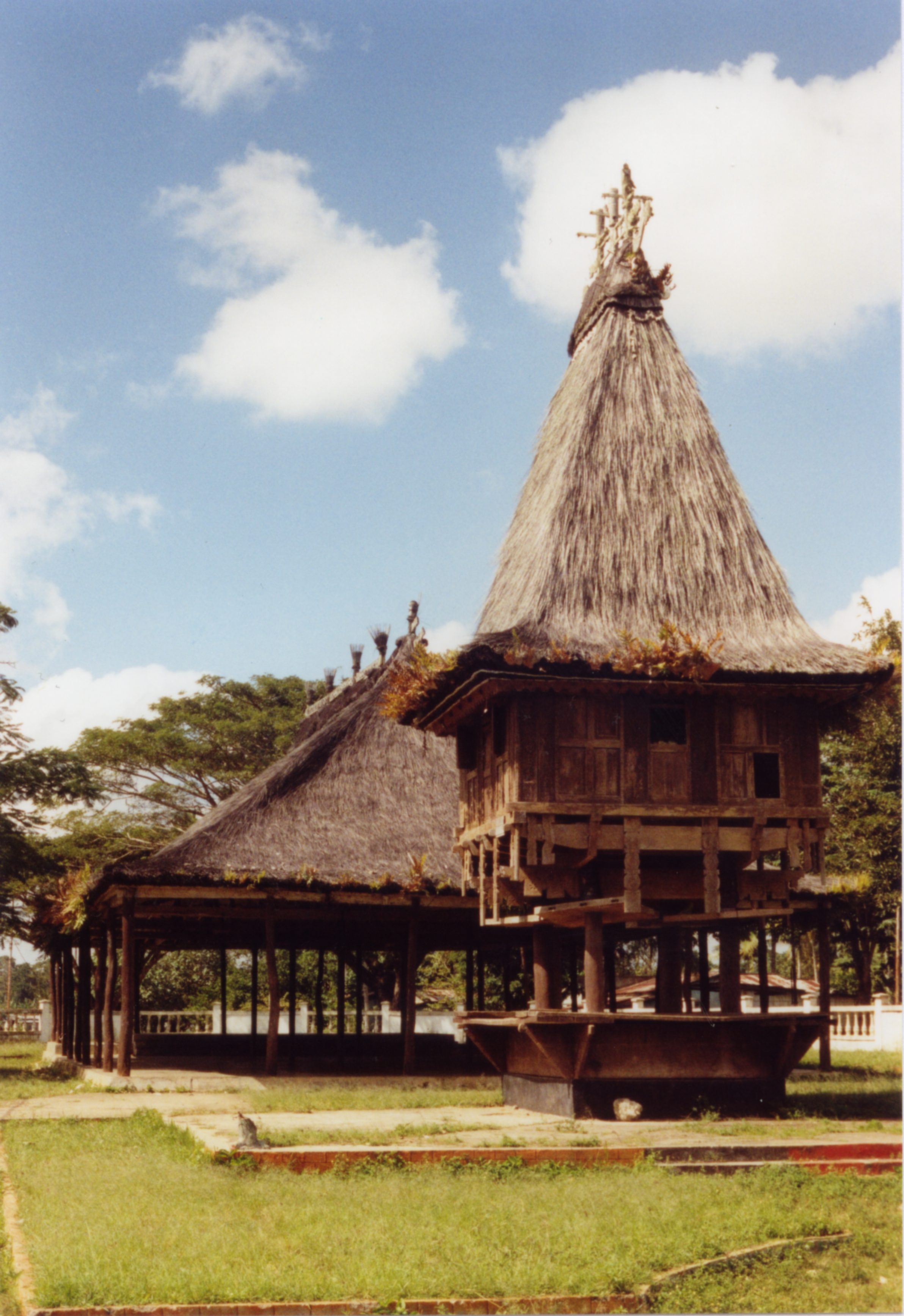
Gebäude im traditionellen Stil in Lospalos

Die kulturellen Traditionen Timors zeichnen sich durch unterschiedliche soziale Institutionen aus, es gibt aber viele Gemeinsamkeiten in kosmologischen Vorstellungen und sozialen Strukturen. Die Kultur Osttimors weist, neben europäischen und asiatischen Merkmalen, auch zahlreiche pazifische Einflüsse auf. Die Lebensweise der Einwohner Osttimors hat mit derjenigen der Einwohner des indonesischen Westens der Insel wenig gemein. Der Einfluss der katholischen Kirche auf die Traditionen der Einwohner ist beschränkt und die Gesellschaft sehr liberal. Obwohl sich fast alle Einwohner Osttimors zum katholischen Glauben bekennen, sind animistische Riten noch weit verbreitet und werden zum Teil in die christliche Religion integriert. Lulik, als das Glaubensprinzip der alten Religion, hat noch immer Einflüsse in das Alltagsleben. Vor allem in den ländlichen Gebieten folgt man den lokalen, traditionellen Regeln des Tara Bandu.
Bunak, Galoli und Tetum Terik Fehan haben traditionell matrilinear-uxorilokale Gesellschaften. Sie machen etwa 12 % der Bevölkerung aus. Die anderen Gruppen sind patrilinear-patrilokal. Manche Gruppen wechseln auch zwischen den Formen. Während die soziale Organisation der Baikeno wahrscheinlich durch eine symmetrische Allianz charakterisiert ist, findet sich die asymmetrische Allianz beispielsweise bei den Makasae, Naueti und Fataluku. Bei den Tetum herrschen bilaterale beziehungsweise kognate Abstammungsregeln vor. Heiraten sind verbunden mit wirtschaftlich-rituelle Allianzen zwischen den Familien und werden über die soziale Institution des Barlake gesteuert, bei dem bei den patrilinearen Gruppen teils eindrucksvolle Gütertransaktionen zwischen den sozialen Gruppen zirkulieren. Bei den matrilinear-uxorilokalen Gruppen ist zumindest eine Gabe für die Brautmutter üblich.
Neben dem Krokodil (siehe Kapitel Fauna und Flora) haben auch Wasserbüffel eine große Bedeutung in der Kultur Timors. Sie gelten als das wertvollste Opfertier und werden daher nur zu den wichtigsten Zeremonien geopfert. So wird mit dem Blut eines Büffels der Boden symbolisch genährt und auf diese Weise Anspruch auf das Land erhoben. Die Büffelhörner dienen dann als greifbares Symbol dieses Anspruchs. Büffelblut dient auch als ritueller Brautpreis und symbolisiert hier die Fruchtbarkeit der Frau und ihre Menstruation. Außerdem werden Büffel bei Totenzeremonien und Beerdigungen geopfert. Büffelhörner finden sich noch heute auf Gräbern, zusammen mit dem christlichen Kreuz. Büffelherz und -kopf werden bei der Einweihung heiliger Häuser als Opfer dargebracht.
Auch Katzen gelten in Osttimor als heilig. Wenn man eine Katze tötet, soll man selbst samt Nachkommen bis in die siebente Generation verflucht sein. Bei Beerdigungen werden Katzen vom Leichnam ferngehalten, weil laut einem Volksaberglauben der Tote, beherrscht von bösen Geistern, wieder zum Leben erwacht, wenn eine Katze über ihn springt.
Die osttimoresische Regierung erklärte 2014 den Geburtstag des Poeten Francisco Borja da Costa, den 14. Oktober, zum „Nationalen Tag der Timoresischen Kultur“.

### Architektur

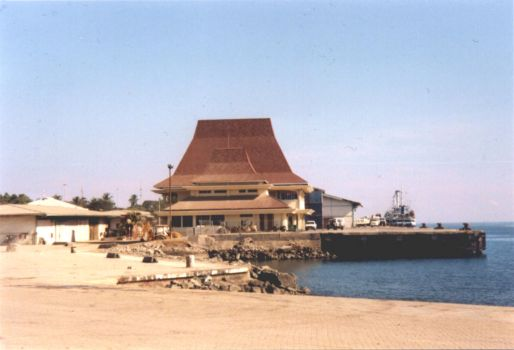
Hafengebäude in Dili mit Dach im traditionellen Stil

Bei den traditionellen Hütten unterscheidet man zwischen den Schlafhäusern (tetum Uma tidor) und Heiligen Häusern (tetum Uma Lulik). Ein weit verbreitetes nationales Symbol für Osttimor sind Hütten mit steilen Dächern, quadratischem Grundriss und Stelzen. Diese „Häuser auf Beinen“ (fataluku Lee-teinu) sind die heiligen Häuser der Fataluku an der Ostspitze der Insel. Sie waren während der indonesischen Besatzung und vor allem der Gewaltwelle von 1999 fast alle verschwunden. Seit der Unabhängigkeit werden sie wieder neu errichtet, ebenso wie die traditionellen heiligen Häuser der anderen Ethnien. Die steilen Dächer der Fataluku-Häuser dienen auch als Vorbild für moderne Gebäude, wie zum Beispiel beim Präsidentenpalast, dem Flughafen von Dili oder der katholischen Kirche von Lospalos.
Pfahlhäuser sind bei mehreren Ethnien verbreitet. Markant im Vergleich zu den benachbarten Ethnien sind die traditionellen Rundhütten der Mambai, die noch heute als Wohnhäuser weit verbreitet sind.

### Traditionelle Tracht

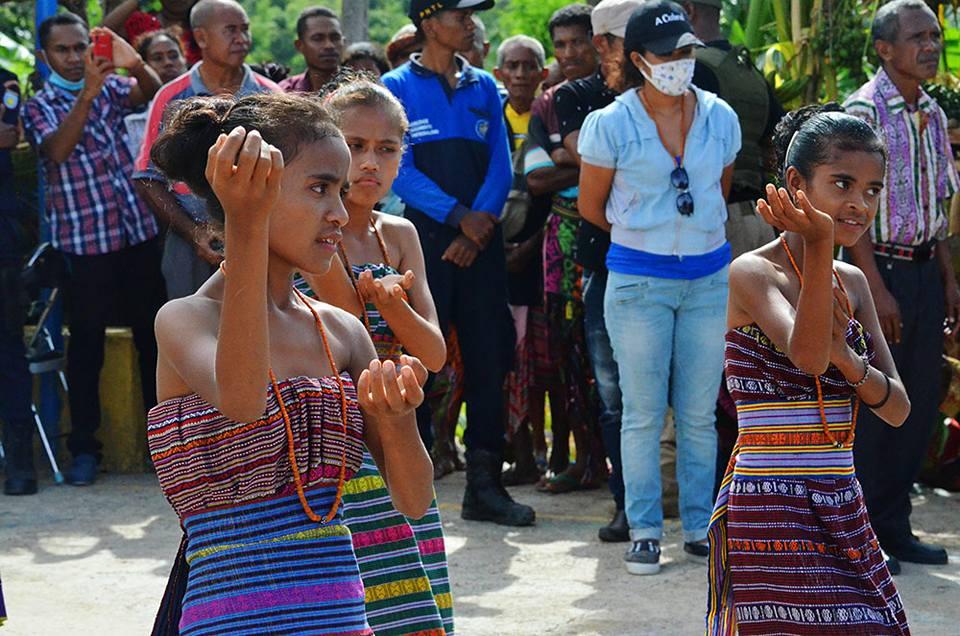
Mädchen in Tais-Wickelröcken und mit Mutissala-Ketten

Vor allem zu festlichen Anlässen sieht man noch die traditionellen Wickelröcke (Lipa), die sowohl von Männern als auch von Frauen getragen werden. Die gewobenen Tücher werden Tais genannt. An ihren Mustern kann man die Herkunft aus den verschiedenen Regionen, Ethnien und Gruppen erkennen. Männer tragen sie um die Hüfte, der Oberkörper ist unbedeckt oder man trägt ein einfaches Hemd oder ein weißes, ärmelloses Unterhemd. Frauen wickeln sich die Tais zum Teil unter die Achseln um die Brust, so dass nur die Schultern frei sind. Manchmal werden diese mit einem weiteren Tais bedeckt. Andere wickeln den Tais um die Hüfte und tragen am Oberkörper eine Bluse, die Kebaya genannt wird. Kebayas stammen ursprünglich von der Insel Java, sind aber im gesamten Malaiischen Archipel beliebt. Noch in den 1930er Jahren trugen die Frauen bei vielen Ethnien Timors keine Oberbekleidung. Zu Festlichkeiten schmücken sich Männer und Frauen auf dem Kopf mit Federn, die Manufulun genannt werden. Sie waren ursprünglich ein Symbol der heimkehrenden, siegreichen Krieger. Ein anderer Kopfschmuck ist die Kaibauk, der timoresischen Krone. Sie ist ein Symbol der Männlichkeit, während das Belak, eine metallene Brustscheibe, die um den Hals gehängt wird, die Weiblichkeit symbolisiert. Dazu kommen Halsketten, Haarnadeln bei den Frauen, Armreife und anderer Silberschmuck. An den Fußknöcheln sieht man manchmal ebenfalls Schmuck, so tragen Tänzer kleine Glocken. Die Halsketten mit orangefarbenen Steinen, die Mortel genannt werden, dienen oft als Brautpreis. Diese sogenannten Mutissalas haben teilweise den Gegenwert mehrerer Rinder.
Als Kopfbedeckung dienen bei Frauen und Männern im westlichen Teil des Landes traditionell turbanähnlich gewickelte Kopftücher. Die Form der Wicklung unterscheidet sich oft. Traditionell spielen sowohl der Ort der Herkunft, als auch der soziale Rang eine Rolle. Heutzutage entscheidet mehr der persönliche Geschmack. Bei Männern in der Region von Maubisse sieht man auch breitkrempige Hüte, die an Cowboyhüte erinnern. Im Alltag hat sich westliche Kleidung in Form von Hemden, T-Shirts, Hosen und Jacken weit verbreitet. Statt barfuß zu laufen, benutzen viele Menschen nun Flip-Flops. Zum Teil wird westliche Kleidung mit der traditionellen Kleidung kombiniert.
Nur in Macadade auf Atauro wird Rapin Hirik hergestellt, ein Stoff auf Palmblätterfasern, der traditionell für die Kleidung der Einwohner Atauros verwendet wurde. Erst zu Beginn der indonesischen Besatzungszeit 1975 verschwand das Material aus dem Alltag und man wechselte zu importierten Textilien aus industrieller Produktion. Heute wird die traditionellen Kleider noch bei kulturellen Veranstaltungen verwendet.

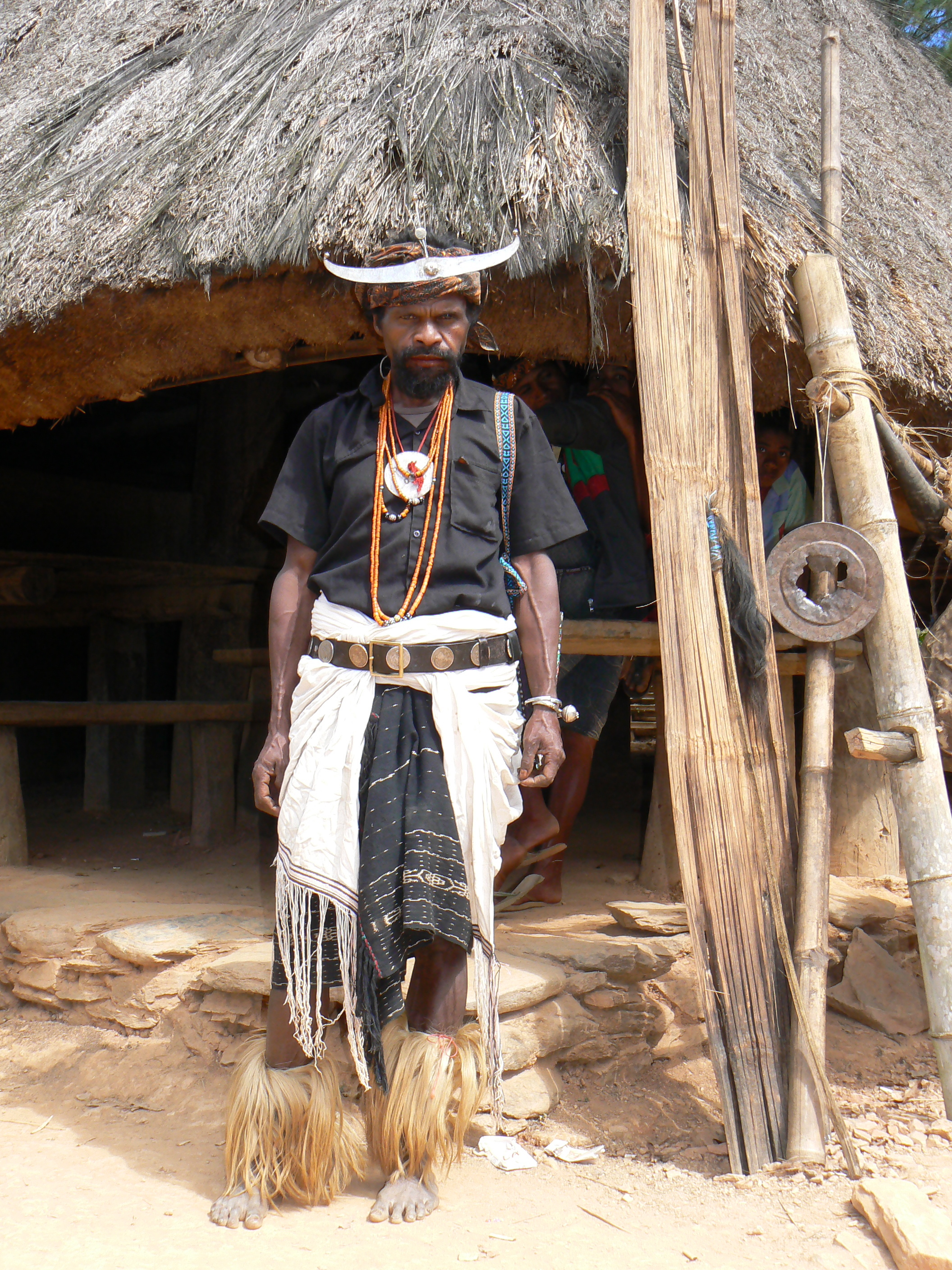
Mann aus Estado mit Kaibauk und Belak
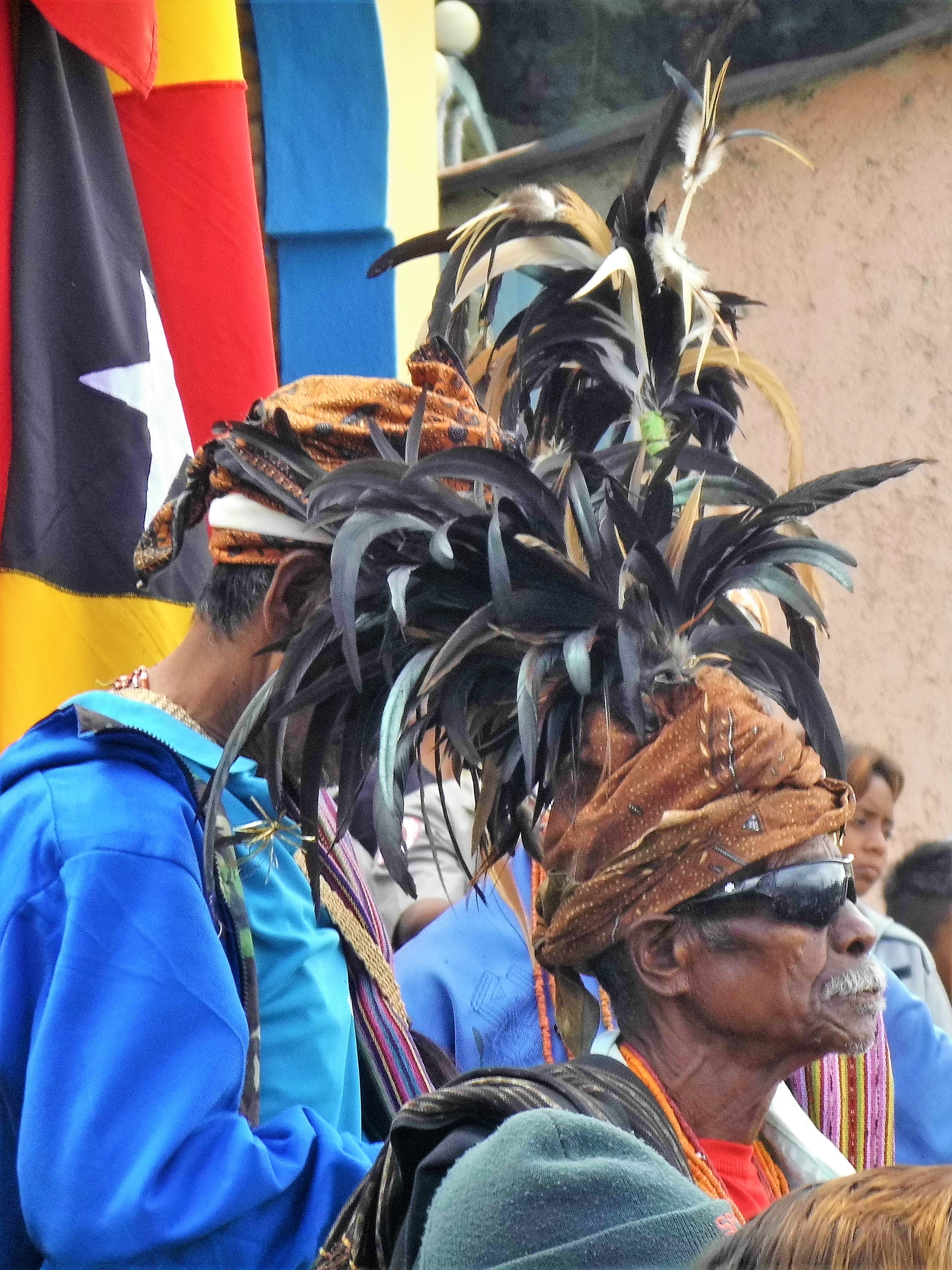
Federkopfschmuck in Maubisse
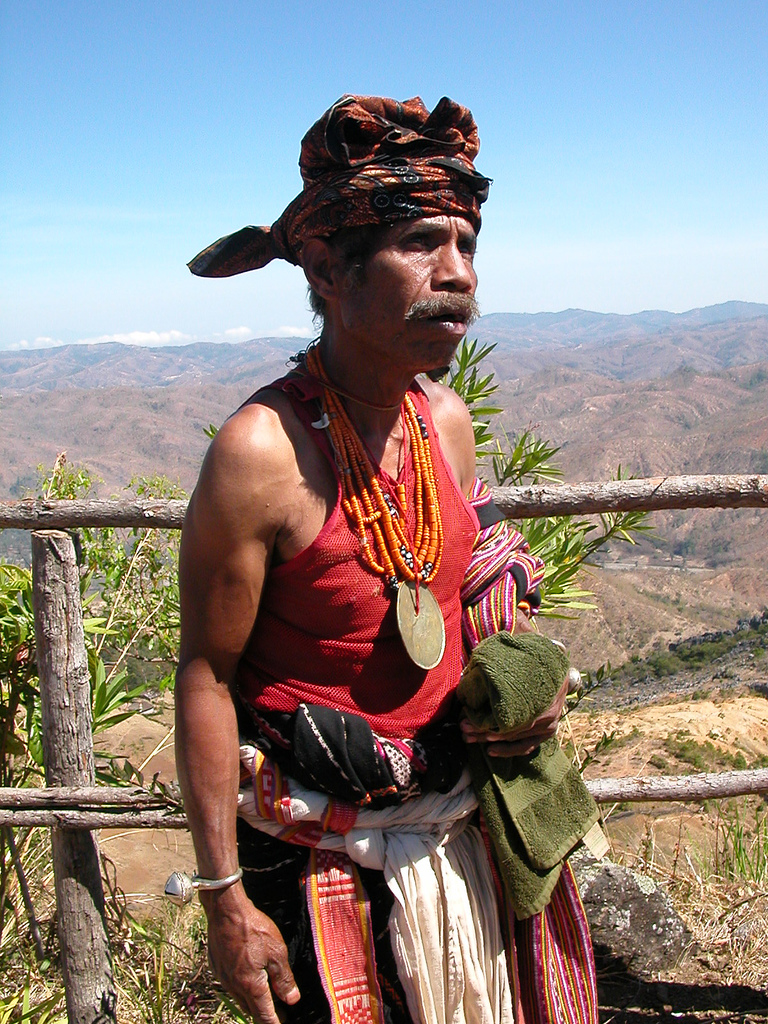
Mann mit Belak und Kopftuch
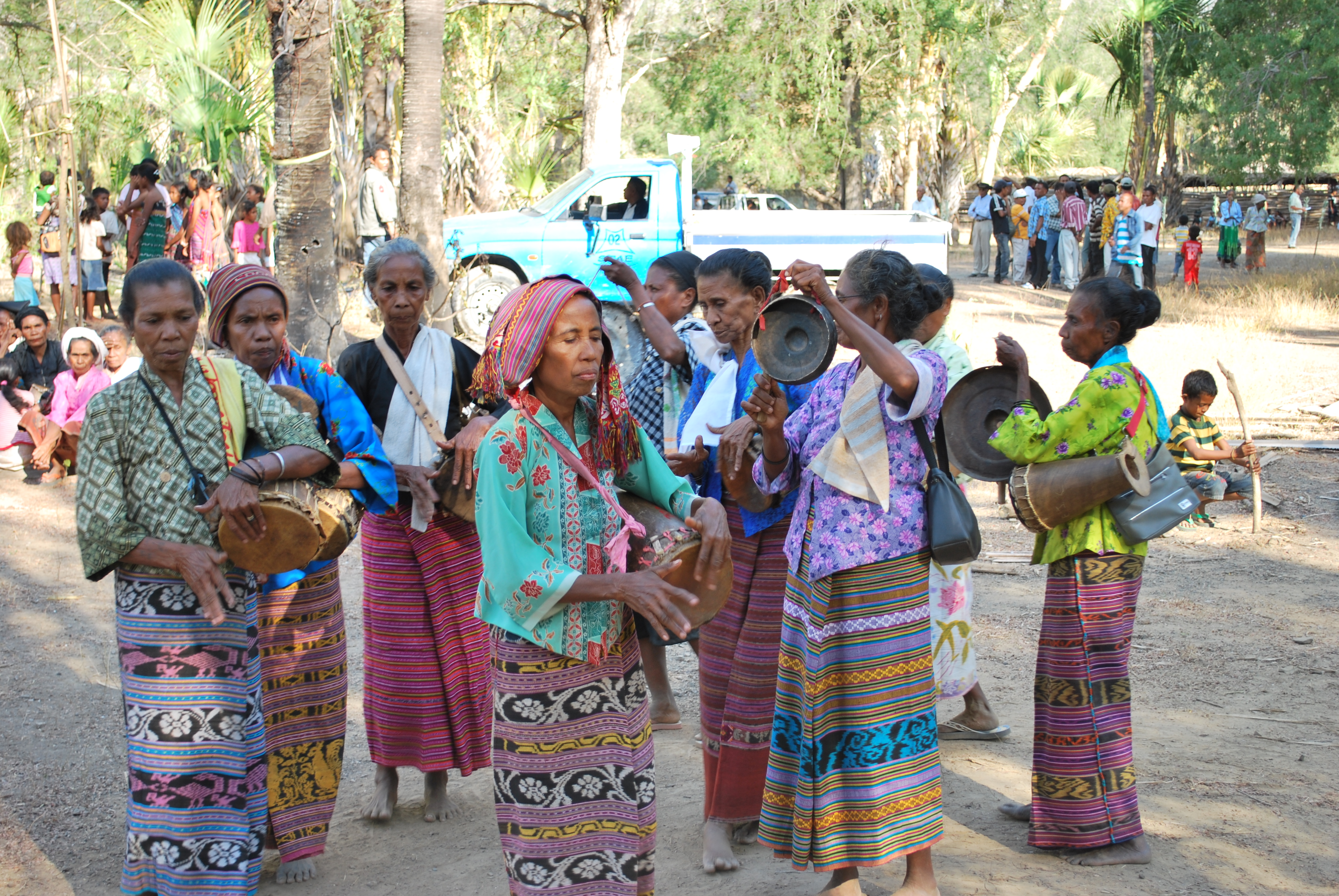
Frauen in Laclo in Tais und Kebaya
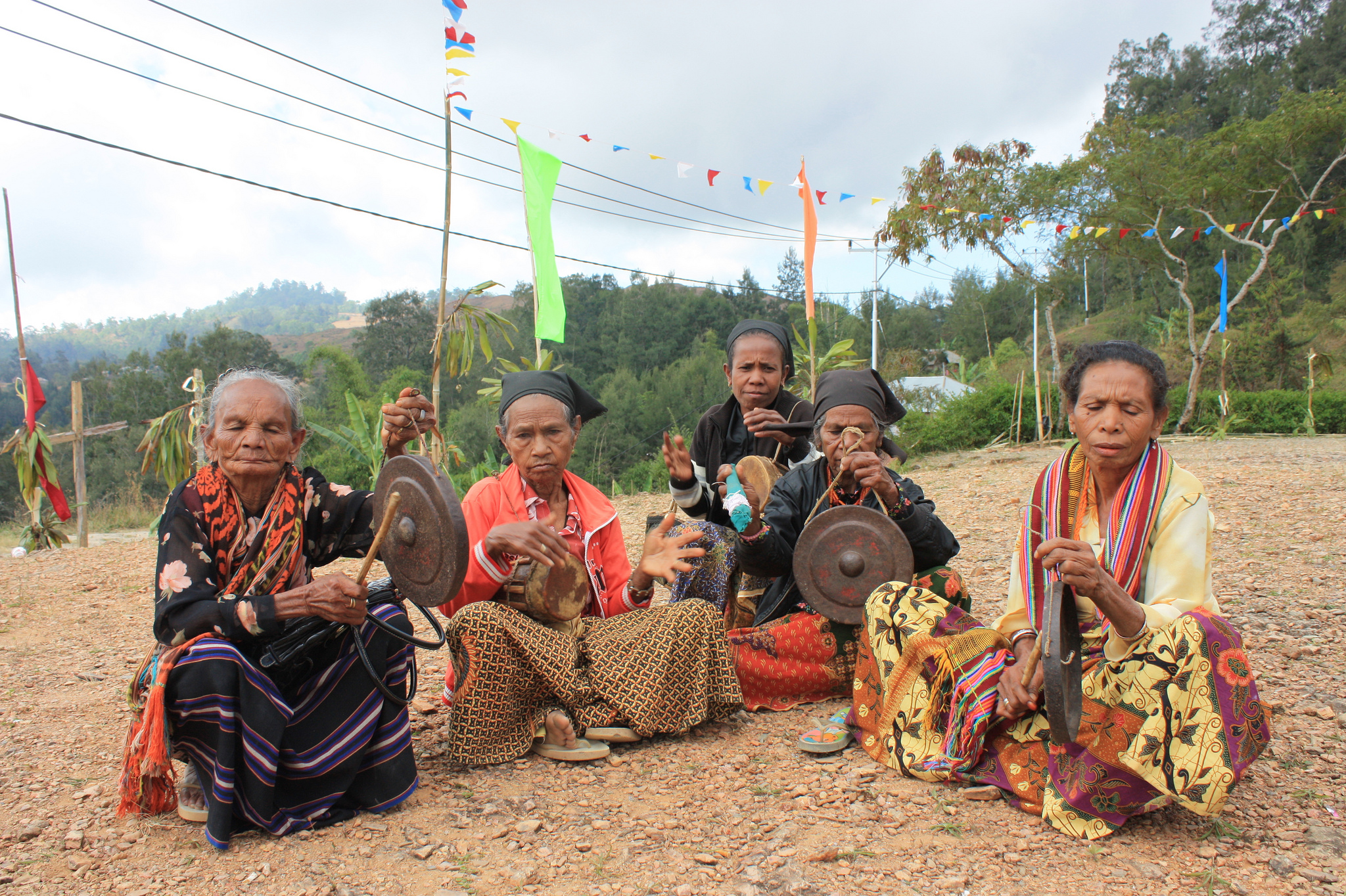
Frauen in Letefoho in Tais und Kebaya
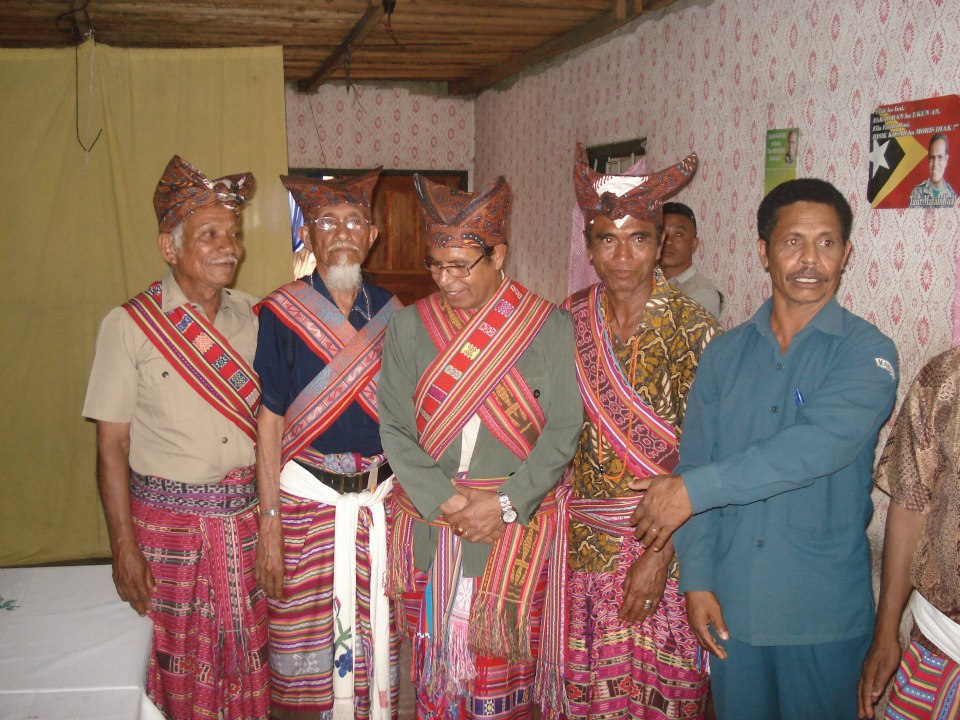
Taur Matan Ruak mit lokalen Würdenträgern in traditioneller Festtagstracht von Fohorem …
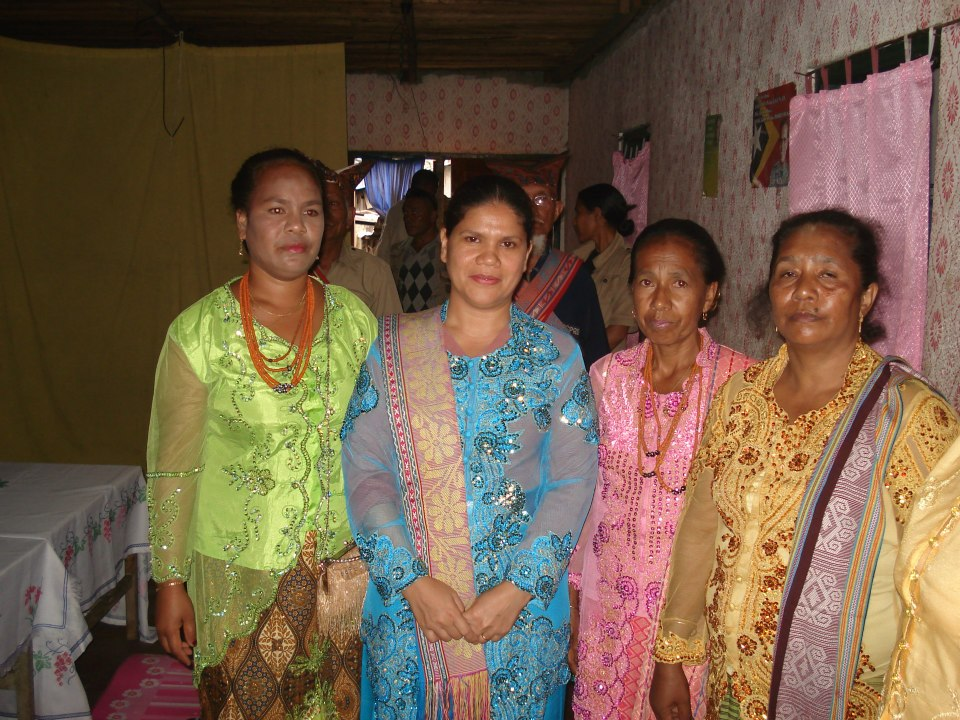
… und seine Frau Isabel da Costa Ferreira mit anderen Frauen in Festtagsgewand
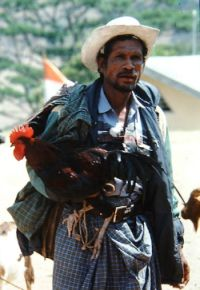
Mann in Maubisse mit typischem Hut
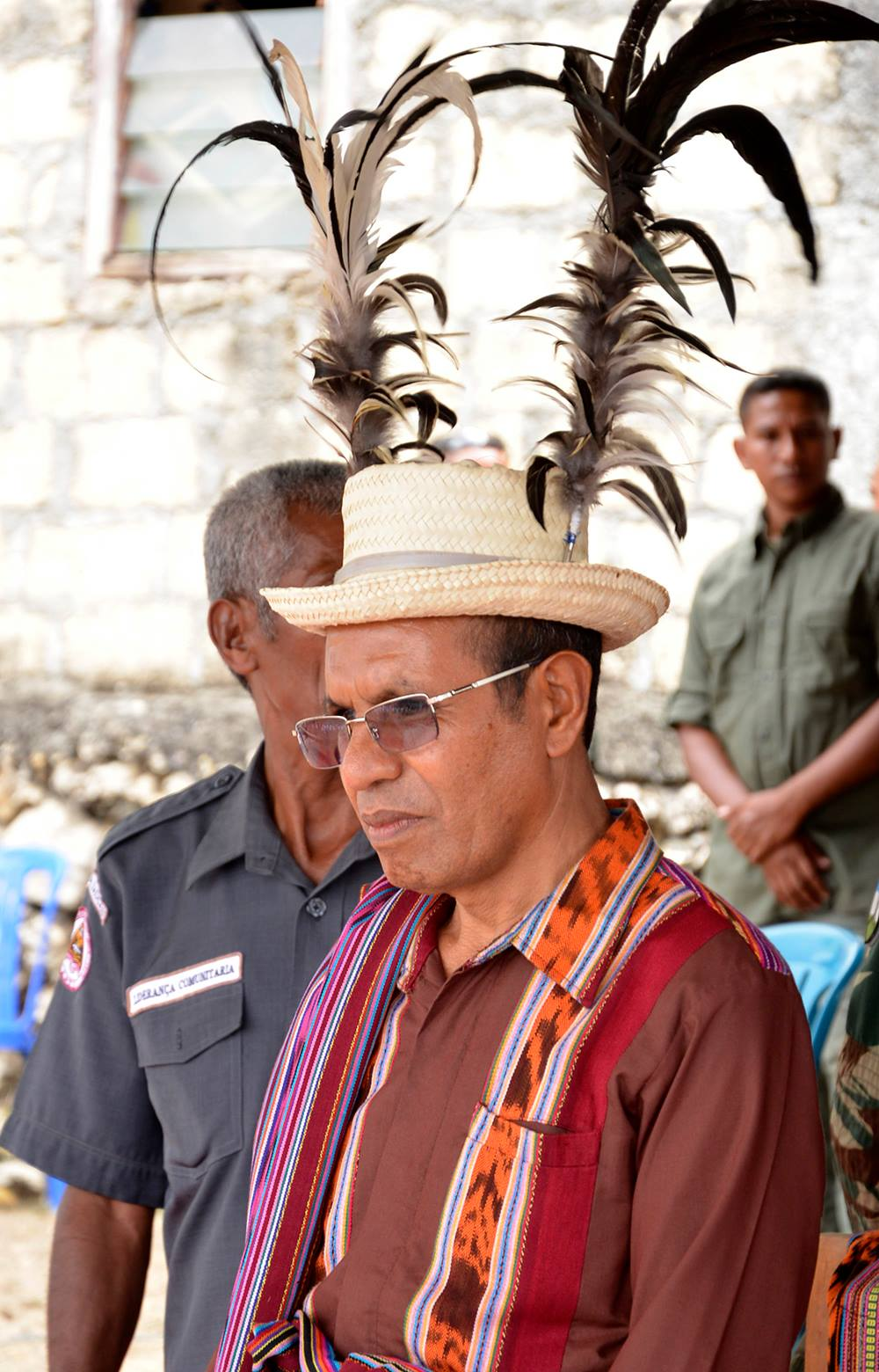
Präsident Taur Matan Ruak mit einem Hut aus Bado-Ho’o
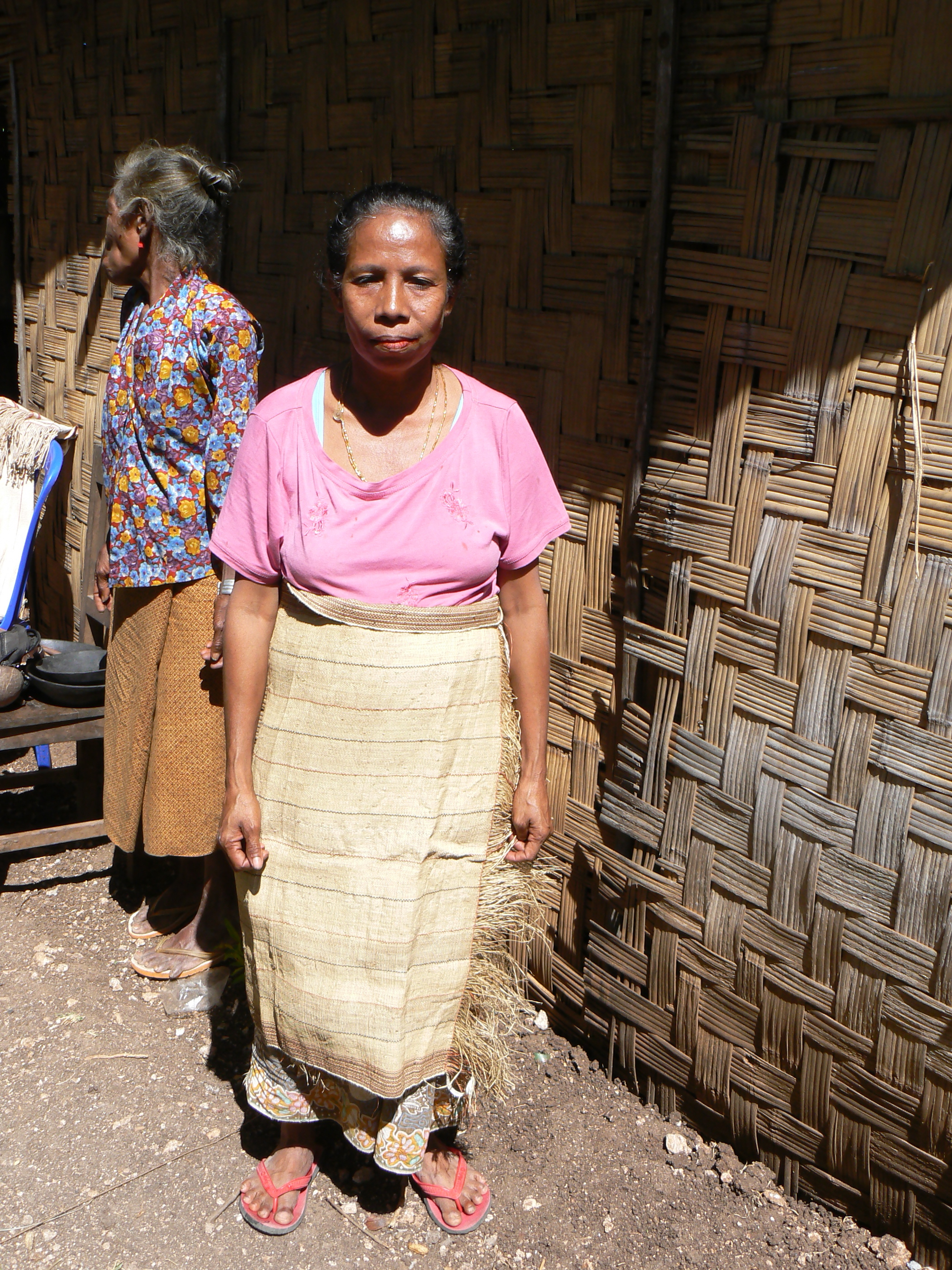
Frau von Atauro mit selbstgewebtem Rock aus Rapin Hirik
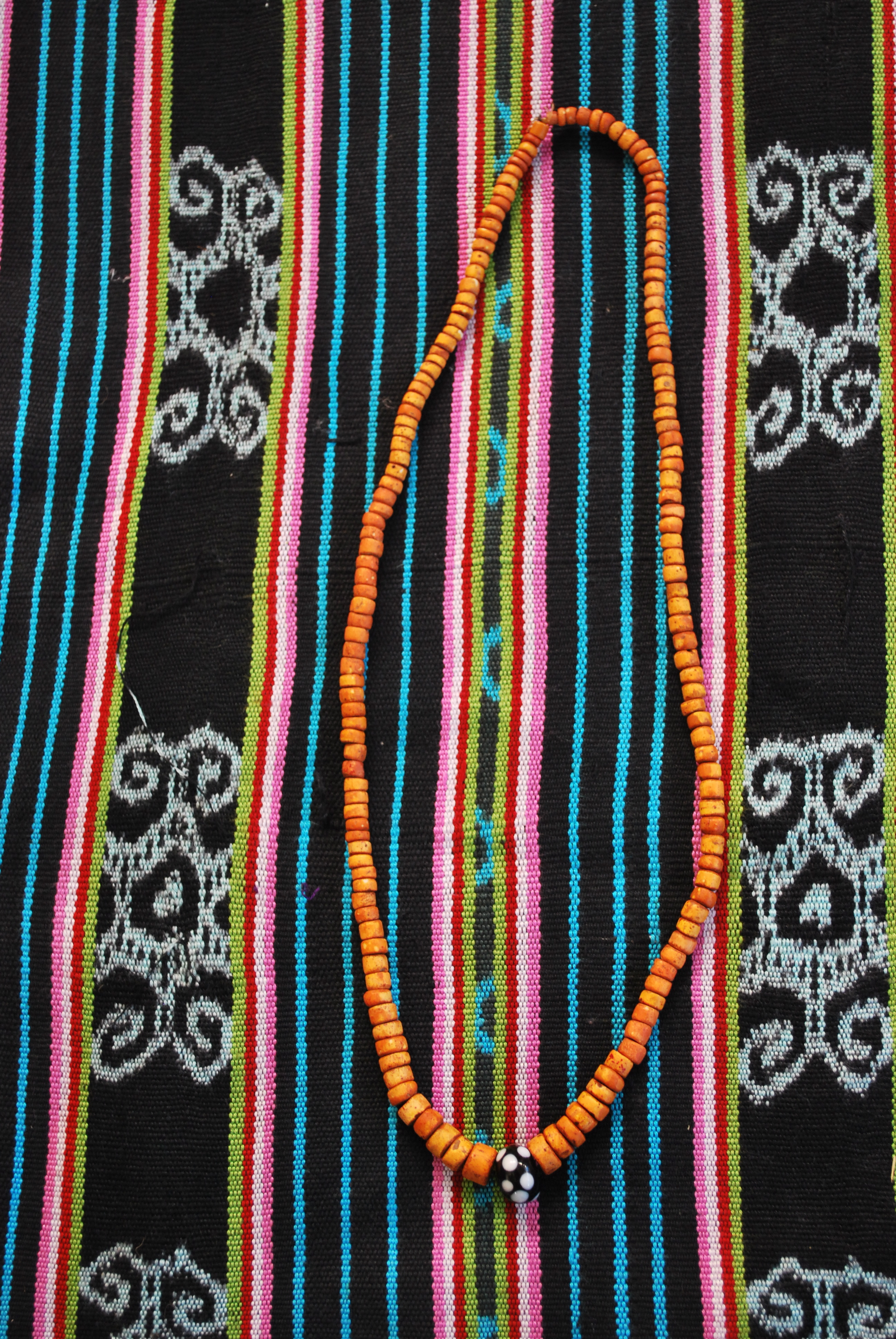
Mutissala-Kette
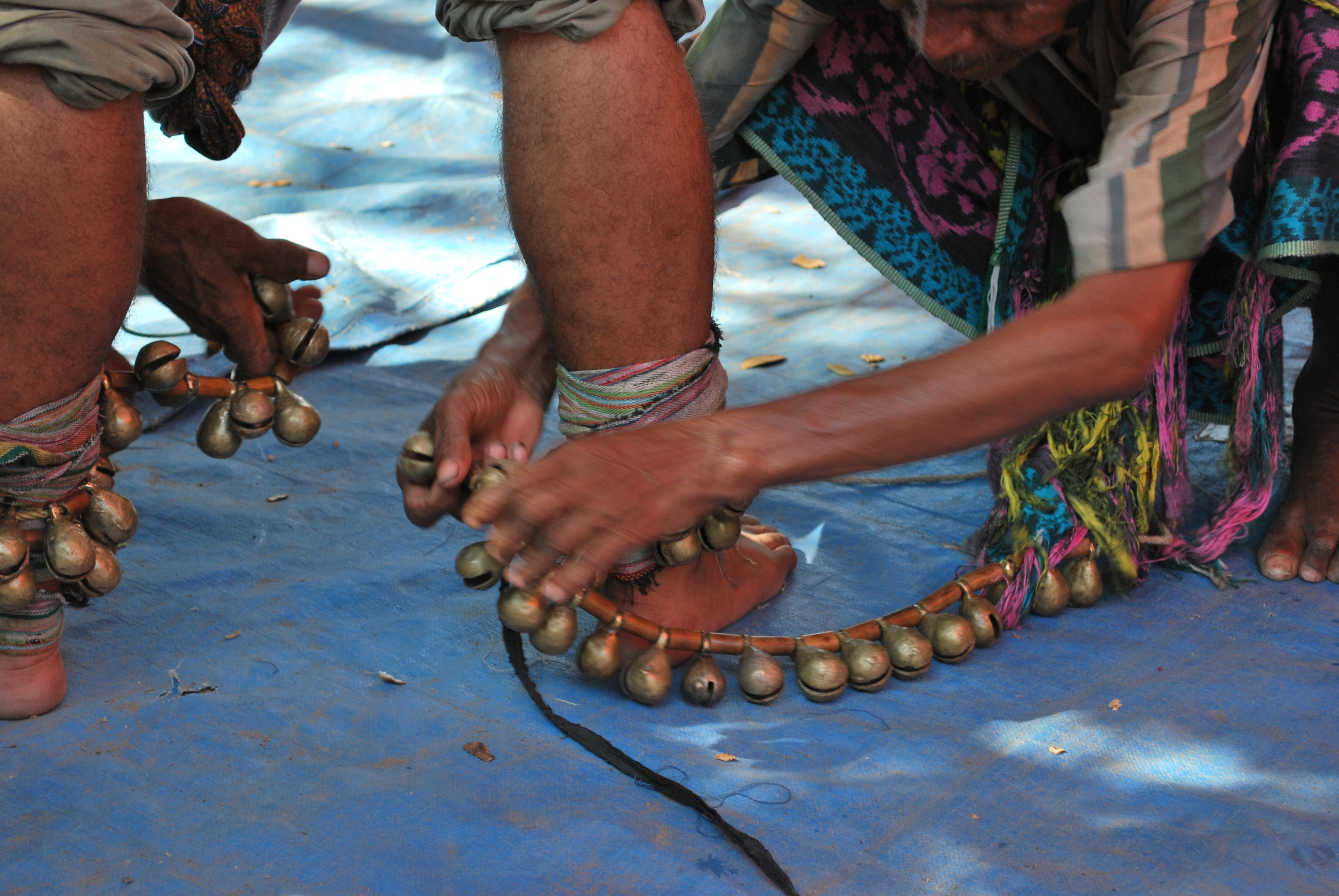
Fußglocken eines Tänzers in Taiboco
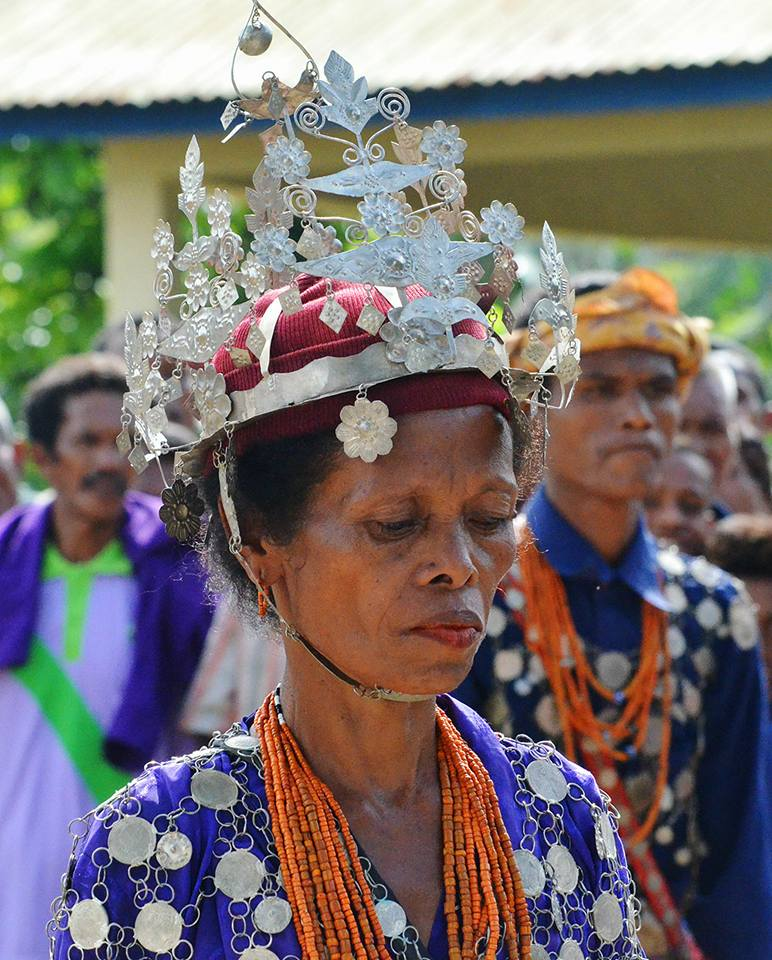
Frau mit Kaibauk in Banafi
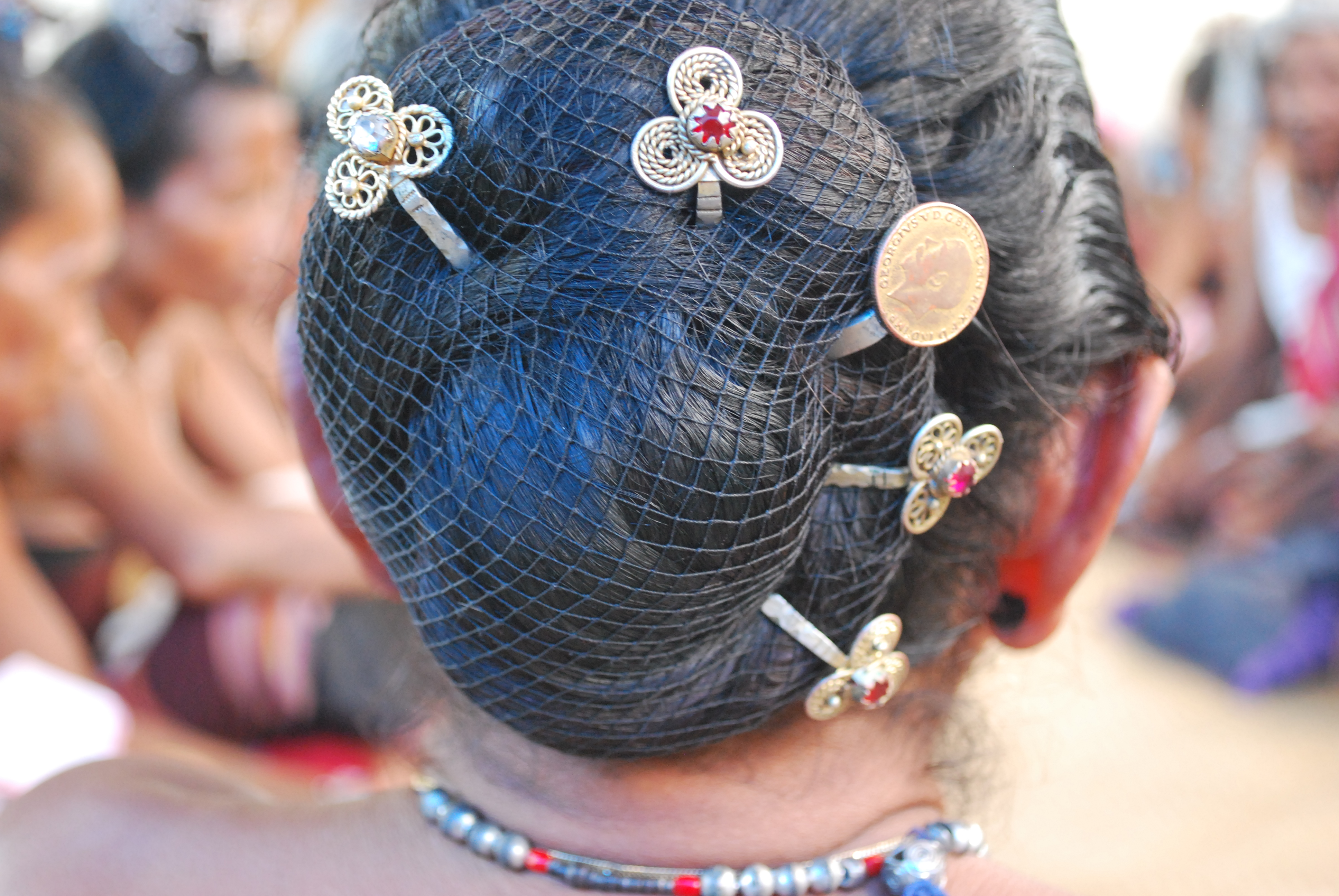
Haarnadeln bei einer Tänzerin in Viqueque
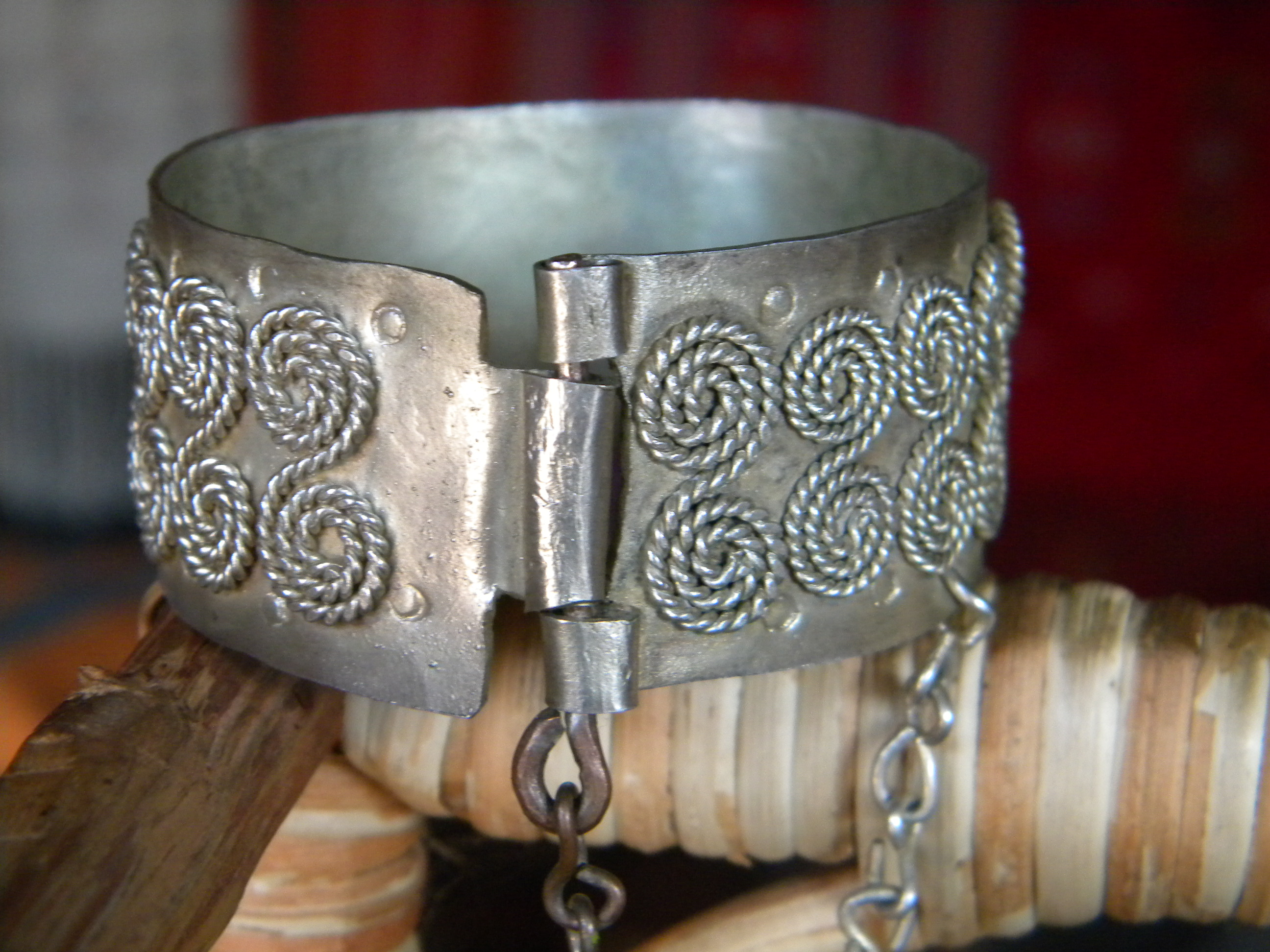
Silberarmreif aus Maubara

### Tätowierungen

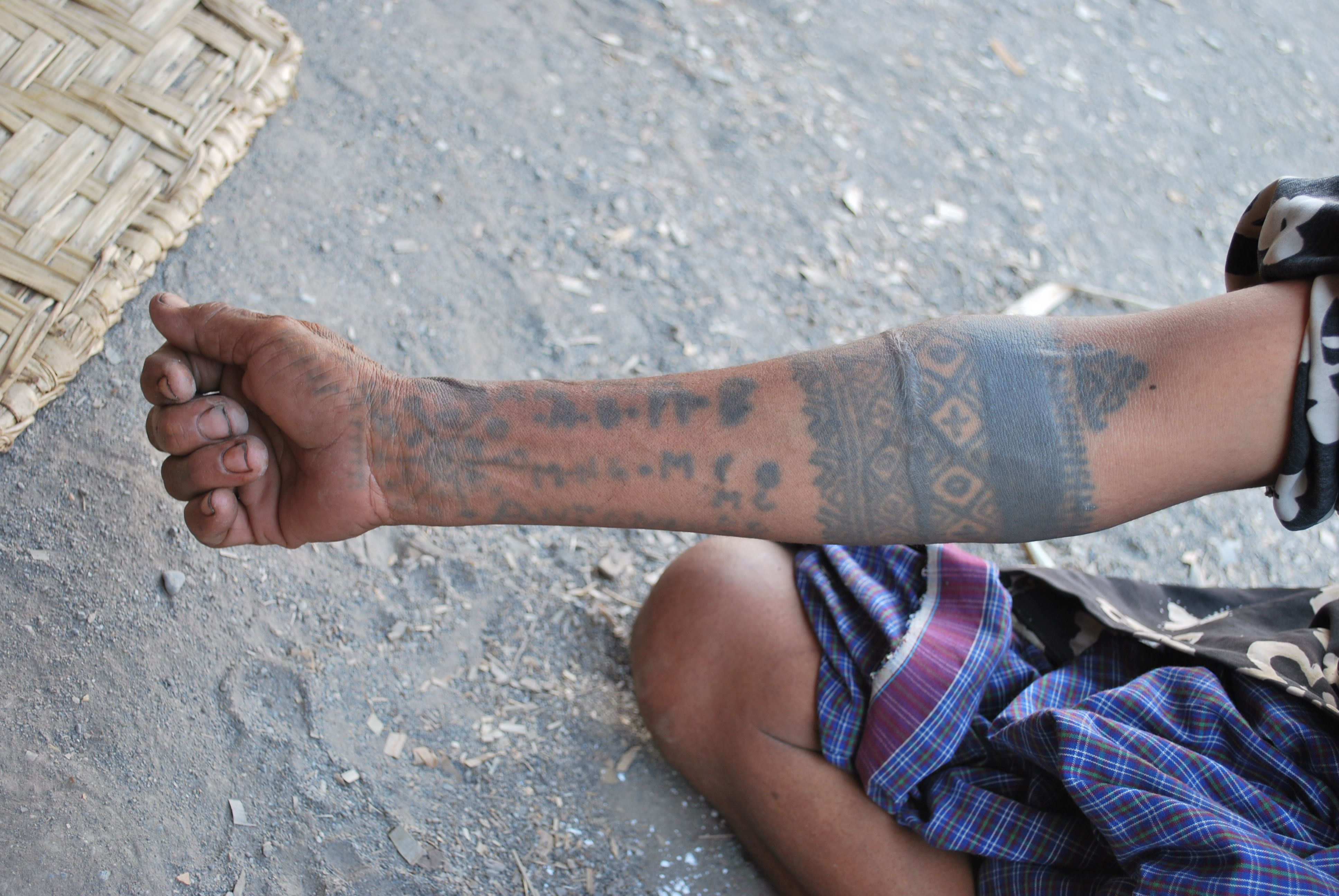
Tätowierungen bei einer Frau in Suai

Eine lange Tradition hat auf Timor auch das Tätowieren. So war es Teil der traditionellen Totenwache, dass auserwählte Verwandte Tätowierungen im Gedenken des Verstorbenen erhielten. In Suai Loro wird die zukünftige Braut bei der rituellen Verlobung in der Armbeuge tätowiert, womit das Versprechen für die Ehe Gültigkeit erlangt.
Als Farbe wird in manchen Teilen Osttimors mit Wasser vermischter Ruß verwendet, in anderen Regionen Pigmente aus gekochten Blättern oder Früchten. Die Farbe wurde ursprünglich mit Dornen unter die Haut gebracht, seit der Ankunft der Portugiesen im 16. Jahrhundert auch mit Metallnadeln. In einigen Gebieten im Südosten werden die Farben gewobener Taisstoffe mit dicken, erhitzten Metallspießen in den Arm gebrannt – ein langsamer, ungenauer und schmerzhafter Prozess.
Neben Ornamenten finden sich auch Schriftzeichen in traditionellen Tätowierungen. Die Timoresen kopierten dabei die von den Portugiesen eingeführte lateinische Schrift, um den Namen toter Familienmitglieder oder Freunde auf der Haut festzuhalten. Da aber die wenigsten Timoresen früher lesen und schreiben konnten, wurden Schriftzeichen oft nur nachgeahmt oder schlichtweg erfunden. Mit der Weiterführung des Gedenkens an Verstorbene auf diese Weise finden sich inzwischen auch lesbare Tätowierungen auf Oberarmen wieder. Im Unabhängigkeitskrieg fanden sich die Symbole der FRETILIN und FALINTIL auf der Haut der Kämpfer wieder. Indonesische Sicherheitskräfte schnitten oder brannten solche Tätowierungen bei Gefangenen aus. Mit dem Entstehen des Bandenwesens in Osttimor verbreiteten sich Tätowierungen mit mystischen Symbolen und das Anbringen von Schmucknarben, die sowohl als Erkennungszeichen als auch als Schutz vor Feinden dienen sollten. Dazu kommen heutzutage immer mehr christliche Symbole.

### Musik

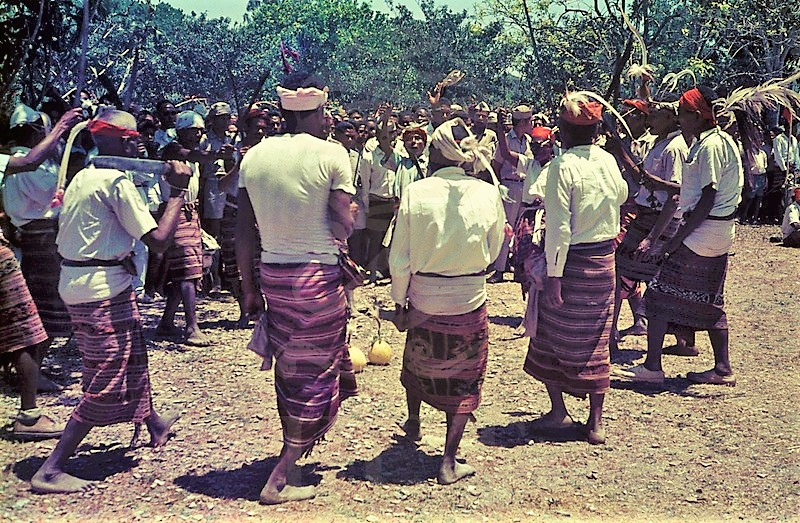
Kriegstanz (1966)

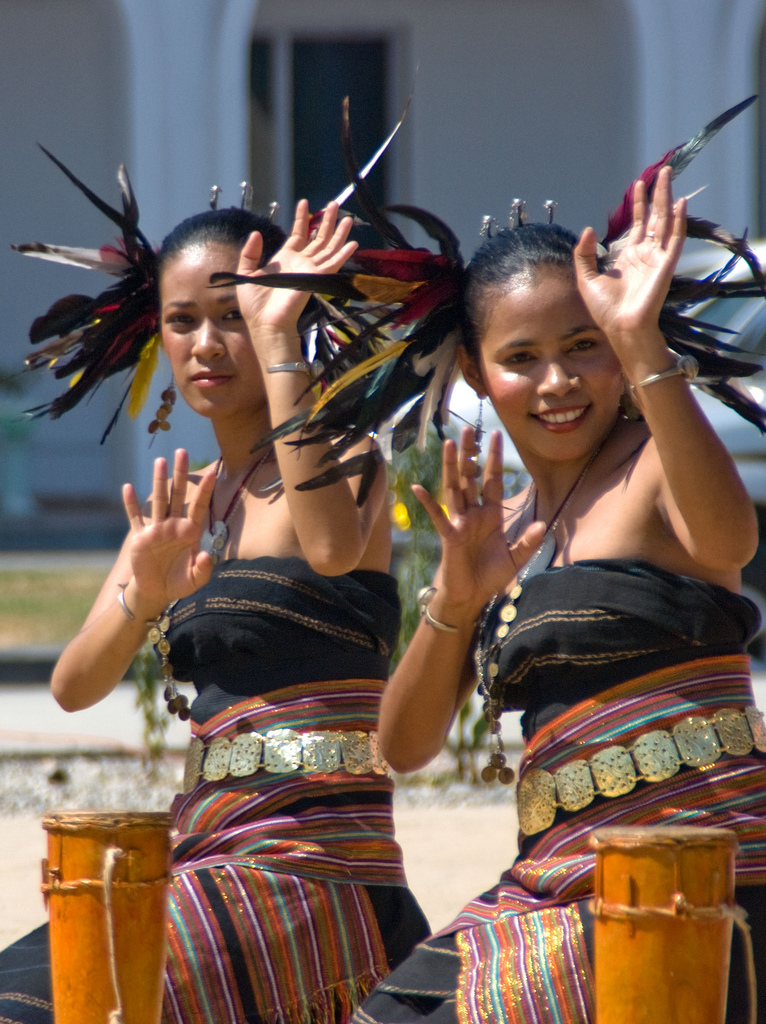
Timoresische Tänzerinnen in traditioneller Kleidung mit Babadok-Trommeln

Die Musik Osttimors spiegelt den Einfluss der Fremdherrschaft wider, unter der das Land fast 500 Jahre stand. Portugiesen und Indonesier brachten beide ihre Musik wie etwa Fado und Gamelan mit. Die am weitesten verbreitete Volksmusikrichtung ist der Likurai-Tanz, der für die vom Krieg heimkehrenden Männer von den Frauen vorgeführt wird. Der Tanz wurde von einer kleinen Trommel begleitet. In früheren Zeiten trug man dazu die Köpfe erschlagener Feinde in einer Prozession durch das Dorf. Heutzutage wird dieser Tanz von den Frauen zur Werbung verwendet.
Die Gitarre ist seit langem ein wichtiger Bestandteil der osttimoresischen Musik. Sie wurde von den Portugiesen eingeführt; jedoch gibt es auch einheimische Saiteninstrumente, die ihr ähneln. Ebenfalls von den Portugiesen beeinflusst ist die reichhaltige Kirchenchortradition.
Das Karau dikur ist ein Horn aus einem Wasserbüffelhorn. Es wird im Heiligen Haus (Uma Lulik) oder dem Wohnsitz des Liurais geblasen, um die Dorfbewohner für große Anlässe zusammenzurufen. Es wird auch bei traditionellen Tänzen verwendet. Die Kakalo'uta ist ein Schlaginstrument aus drei aufgehängten Hölzern der Fataluku. Es wird aus dem Ai-Solda-Baum hergestellt.
Die moderne timoresische Musik hat enge Bindungen zur ehemaligen Unabhängigkeitsbewegung. So hat etwa die Band Dili All Stars ein Lied veröffentlicht, das zu einer Hymne während der Vorbereitung zum Unabhängigkeitsreferendum 1999 wurde. Die Vereinten Nationen gaben den Auftrag zu dem Lied Hakotu Ba von Lahane, das die Bevölkerung ermutigen sollte, sich für das Referendum zu registrieren.
Zu den osttimoresischen Popmusikern gehört Teo Batiste Ximenes, der in Australien aufwuchs und Rhythmen der osttimorischen Volksmusik in seiner Musik verwendet. Viele osttimoresische Auswanderer brachten ihre Volksmusik auch in die Welt, so nach Portugal und Australien. In Portugal wurde diese mit Musikrichtungen aus anderen portugiesischen Kolonien wie Angola und Mosambik vermischt. Weitere Einflüsse stammen von Rock ’n’ Roll, Hip-Hop und Reggae. Aktuelle Musiker und Bands aus Osttimor sind Ego Lemos, Anito Matos, Cinco do Oriente, Rai Na’in, Detective und Diosis Putri. Die 2011 gegründete Gruppe Warwaik spielt  Post-Hardcore, Progressive Metal und Alternative Metal.
Bei der zweiten Staffel der indonesischen Gesangs-Castingshow D′Academy Asia (Ende 2016), bei der Kandidaten aus mehreren südostasiatischen Ländern teilnehmen, erreichte die Osttimoresin Maria Vitória (MarVi) hinter drei Indonesiern den vierten Platz. Bei dem Wettbewerb wurden Dangdut-Lieder gesungen. 2018 gewann MarVi die 6. Staffel von The Voice Portugal.
Die in Osttimor geborene Sängerin Sandra Pires ist unter anderem in ihrer jetzigen Heimat Österreich erfolgreich. Ihre Eltern flohen vor dem Bürgerkrieg von 1975. 2007 trat Pires erstmals in ihrem Geburtsland auf.

### Essen und Trinken

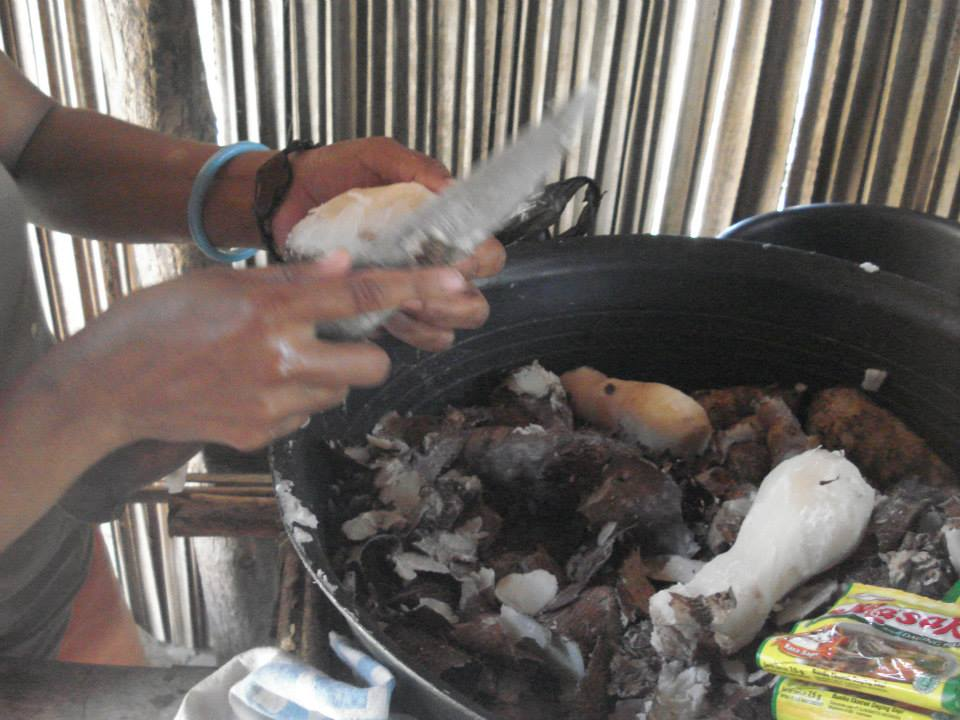
Wurzelgemüse wird vor dem Kochen geschält

Die osttimoresische Küche spiegelt die verschiedenen Einflüsse wider, denen das Land unterworfen war. Man findet in ihr chinesische, portugiesische und indonesische Elemente.
In den Bergen wächst Kaffee, der hocharomatisch und mild ist. Er wird gerne zum Frühstück getrunken. Dazu gibt es Brot und Butter. Tee wird heiß und süß in Gläsern serviert. Drei Mahlzeiten am Tag sind üblich, wobei das Mittagessen gewöhnlich zwischen zwölf Uhr mittags und zwei Uhr nachmittags eingenommen wird.
Mais, Reis, Erdnüsse, Sago, Maniok, Taro, Kartoffeln, Brotfrucht und Süßkartoffeln werden angebaut ebenso Obst wie Jackfrüchte, Melonen, Mangos und Bananen. Einheimische Kürbisse waren vor allem in den Notzeiten des Befreiungskrieges ein wichtiger Teil der Ernährung der Unabhängigkeitskämpfer in den Bergen. Lokale Früchte, wie Salak, Jambul (Jamblang), Uha, Saramalé und Aidák ergänzen den Speisezettel. Als Beilagen zu Hauptgerichten dienen Augenbohnen, Spinat und Kohl.
Daneben züchten die meisten Familien für den Eigenbedarf Vieh, wie Hühner und Schweine, seltener auch Rinder, Büffel und Ziegen. Neben dem Muskelfleisch werden auch die Innereien gegessen. Wie in vielen anderen Teilen Ostasiens ist hier der Verzehr von Hundefleisch üblich. Allerdings soll sich diese Sitte erst in den 1980er Jahren von Sulawesi kommend hier eingebürgert haben, als in Colmera, einem Stadtteil von Dili, das erste Hundefleisch-Restaurant eröffnete. Fisch hat aufgrund der Transportschwierigkeiten nur an der Küste für die Ernährung der Bevölkerung eine Bedeutung. Garnelen gelten als Delikatesse.
Traditionelle Alkoholika sind verschiedene Palmweine (Tuaka und Tua Mutin) und Palmweinbrand (Tua Sabu). Für Bier und alkoholfreie Getränke hat Heineken in Dili eine Abfüllstation errichtet. Hier wird mit Liurai auch eine einheimische Biermarke hergestellt. Ansonsten wird Bier aus Australien, Indonesien und Singapur importiert und die Portugiesen brachten in der Kolonialzeit den Wein nach Osttimor.

### Literatur

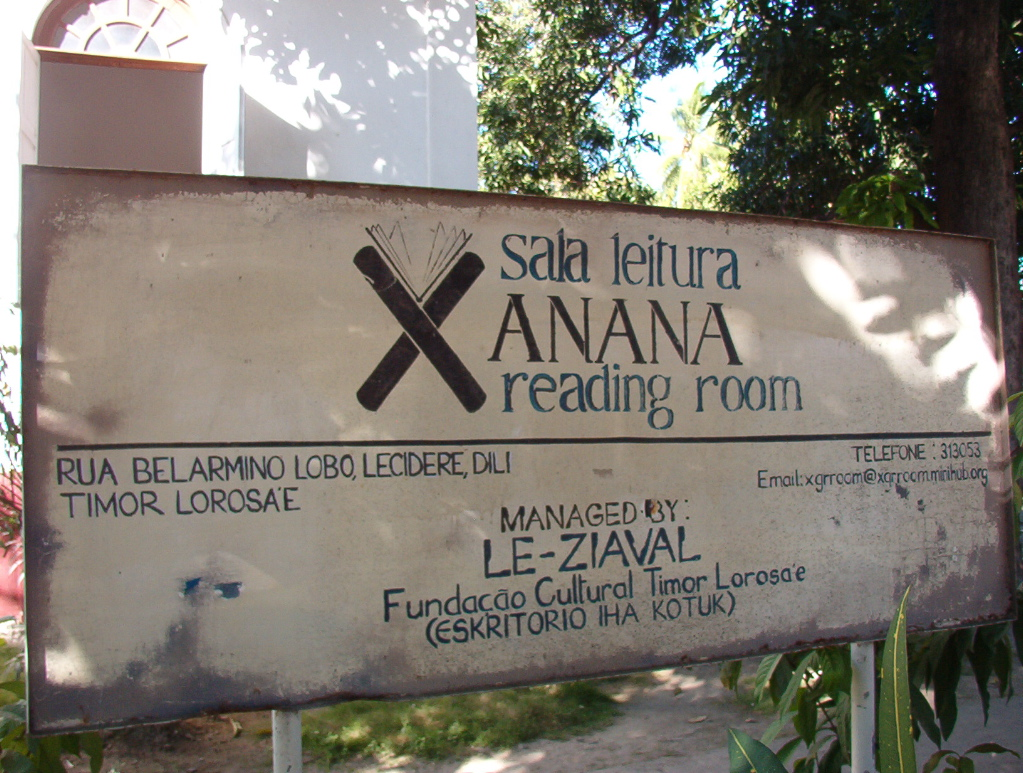
Xanana Reading Room in Dili

### Bildende Kunst, Film und Theater

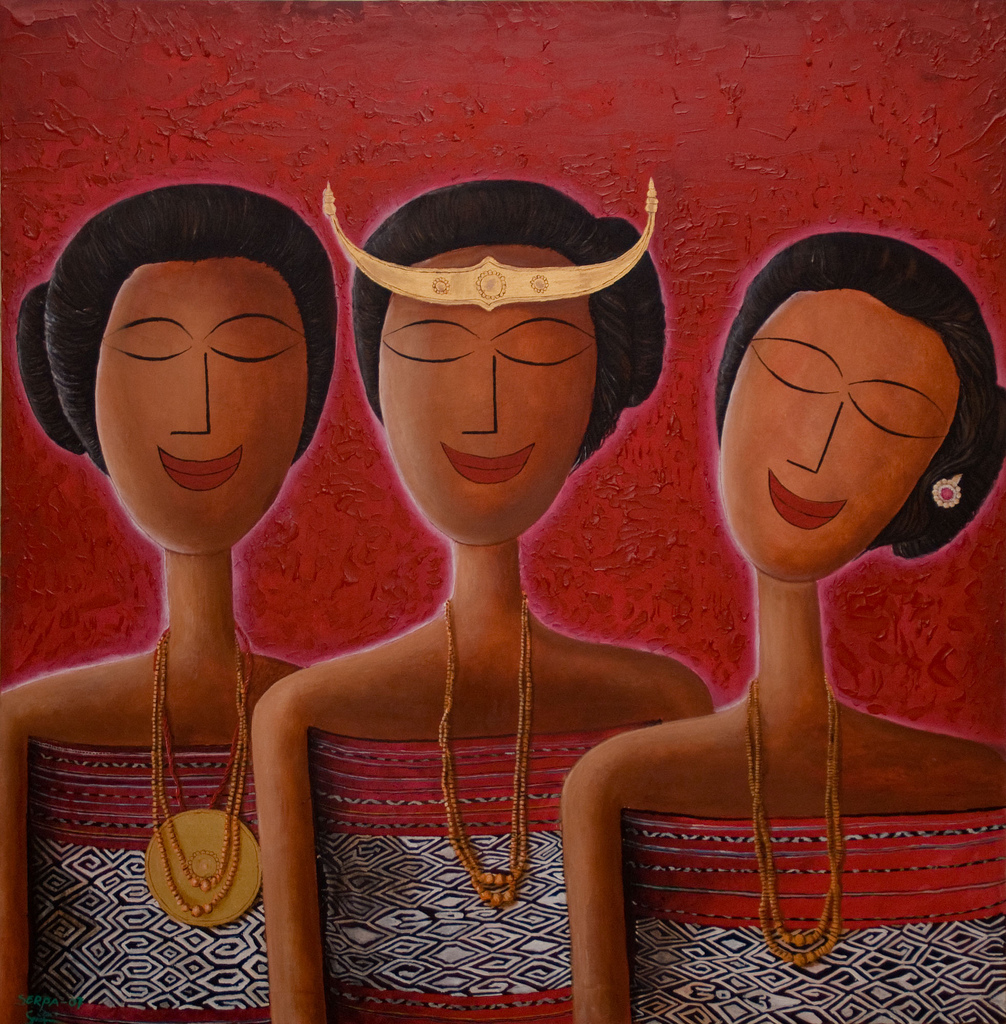
Zeitgenössische Malerei aus Osttimor

Der portugiesische Künstler Fausto Sampaio kam 1937 in die damalige Kolonie Portugiesisch-Timor und malte dort mehrere Bilder von Dili, Baucau, Manatuto, Laclo und Vemasse, aber auch Porträts, wie von Aleixo Corte-Real. Eine zeitgenössische Künstlerin aus Osttimor ist Maria Madeira.
Die timoresischen Legenden, wie der Schöpfungsmythos um das Krokodil, werden oft bildlich dargestellt und Motive auch dekorativ verwendet.
Seit Februar 2003 gibt es in Dili die erste freie Kunstschule Arte Moris. Ihr Hauptziel ist Kunst als ein Baustein im psychologischen und sozialen Wiederaufbau eines Landes, das von Gewalttätigkeit verwüstet worden ist, mit besonderer Betonung auf der Hilfe an seine jungen Bürger. Arte Moris bietet Malerei und Bildhauerei und ist mit der Dramaschauspieltruppe Bibi Bulak auch mit Theaterstücken in der Landessprache Tetum aktiv.
Der Ort Maquili ist bekannt für seine Holzschnitzkunst. Ursprünglich schnitzte man Tanzmasken, Männer- und Frauenfiguren. Dazu kamen Schnitzereien von Meerjungfrauen und Aalen, die auf den Schöpfungsmythos der Insel Atauro hinweisen sollen. Das Christentum beeinflusste diese animistischen Darstellungen. So begann man die Genitalien der Figuren mit Tüchern zu verhüllen und auch christliche Motive zu schnitzen. Noch heute findet man auf Atauro Masken, die an Bäumen hängen und die Gärten vor Dieben schützen sollen. Auch Krieger und Tänzer nutzten die Masken. Heute finden sie als Souvenirs neue Interessenten.
Mit A Guerra da Beatriz (deutsch Der Krieg der Beatriz) erschien 2013 der erste osttimoresische Spielfilm. Regie führten die Osttimoresin Bety Reis und der Australier Luigi Acquisito. In Osttimor wurde der Film oft in Open-Air-Vorführungen präsentiert, da es nur in Dili ein Kino gibt. Reis und Acquisito waren auch bei der Filmdokumentation Abdul & José (2017) und der Fernsehserie Laloran Justisa beteiligt.
Auf Antrag der Regierung Osttimors hat die UNESCO die filmischen Dokumente von Max Stahl zur Unabhängigkeitsbewegung in Osttimor unter dem Titel Geburt einer Nation – Wendepunkte in die Liste des Weltdokumentenerbes aufgenommen. Es ist bislang der einzige Beitrag aus Osttimor.

### Sport

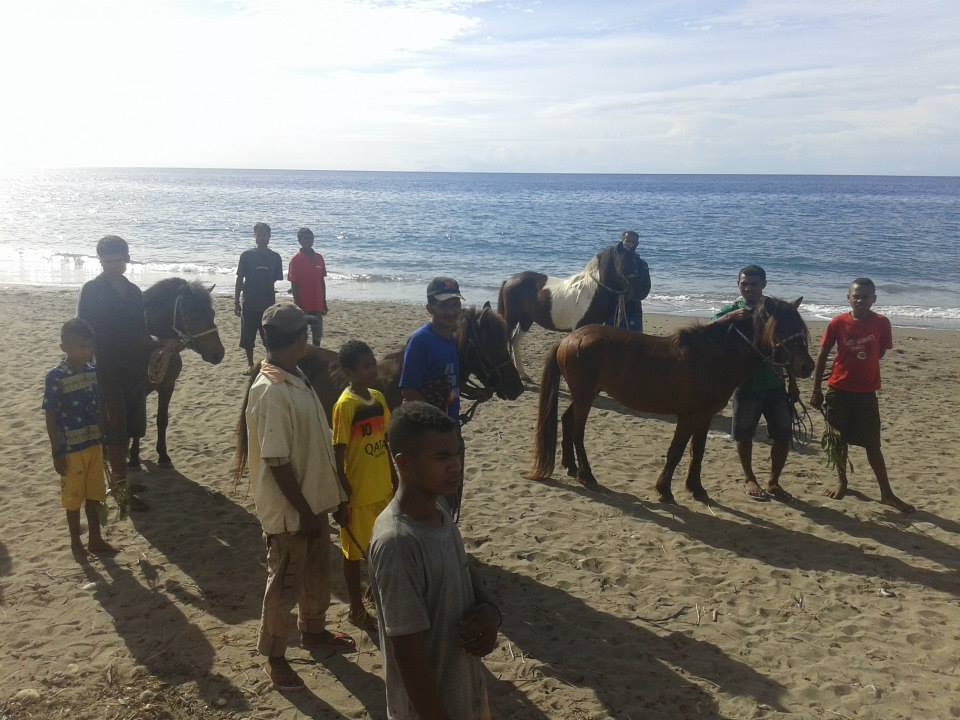
Pferderennen am Strand von Palaban

Der Sport in Osttimor leidet vor allem an einer dauernden Geldknappheit. Athleten fehlen teilweise die einfachsten Sportgeräte zur Ausübung ihrer Disziplin. Erstmals erfolgreich bei internationalen Wettkämpfen waren osttimoresische Sportler in Kempō Karate. Bei den Südostasienspielen 2011 holten sie in dieser Sportart eine Gold- und eine Silbermedaille. Special Olympics Timor Leste wurde 2007 gegründet und nahm mehrmals erfolgreich an Special Olympics Weltspielen teil.
Der beliebteste Sport in Osttimor ist Fußball. Hier konnte das U23-Team als erstes osttimoresisches Team am 5. November 2011 ein Länderspiel gegen die Auswahl von Brunei mit 2:1 für sich entscheiden. Die A-Nationalelf erzielte ihren ersten Länderspielsieg am 5. Oktober 2012 in der Qualifikation zur ASEAN-Fußballmeisterschaft, als Kambodscha mit 5:1 besiegt wurde. Nationale Liga ist die Liga Futebol Amadora mit einer ersten und einer zweiten Division.
Des Weiteren sind osttimoresische Sportler international regelmäßig beim Marathon aktiv. Seit 2010 wird jährlich der Dili-Marathon veranstaltet. 2009 fand erstmals das jährliche internationale Mountainbikerennen „Tour de Timor“ statt, das als eines der härtesten der Welt gilt.
Unter der Jugend ist Kampfsport beliebt, von dem es auch eine einheimische, traditionelle Form gibt. Schätzungsweise betreiben 70 % der jungen Männer einen Kampfsport. Verschiedene Jugendbanden bezeichnen sich offiziell als Martial Arts-Clubs, weswegen das Erlernen und die Ausübung von Kampfsport in Osttimor gesetzlich stark reglementiert sind. Weit verbreitet ist die Tradition des Hahnenkampfs, bei dem auch um Geld gewettet wird. Da das Pferd noch eine große Bedeutung als Transportmittel hat, sind auch Pferderennen beliebt.
Der Basketball in Osttimor wird durch die Federação Nacional de Basquetebol de Timor-Leste (FNBTL) in der FIBA vertreten.
Der in Frankreich geborene Yohan Goutt Goncalves nahm in Sotschi als erster Osttimorese an Olympischen Winterspielen teil. Er startete beim Ski-Alpin-Wettbewerb.

### Öffentliche Feiertage
| Datum         | Name des Feiertags |
| ------------- | --- |
| 1. Januar     | Neujahr |
| März/April    | Karfreitag |
| 1. Mai        | Tag der Arbeit |
| 20. Mai       | Wiederherstellung der Unabhängigkeit (Unabhängigkeitstag) |
| Mai/Juni      | Fronleichnam |
| 15. August    | Mariä Himmelfahrt |
| 30. August    | Consulta – Tag der Volksbefragung |
| 20. September | Freiheitstag |
| 1. November   | Allerheiligen |
| 2. November   | Allerseelen |
| 12. November  | Nationaler Tag der Jugend (Santa Cruz-Tag) |
| 28. November  | Proklamationstag |
| 7. Dezember   | Tag des Gedenkens „zu Ehren und Erinnerung an all jene, die im Widerstand und Kampf gegen die indonesischen Besatzung und für die Befreiung der Timoresen fielen.“ |
| 8. Dezember   | Mariä Empfängnis |
| 25. Dezember  | Weihnachten |
| 31. Dezember  | Gedenktag für Nicolau dos Reis Lobato |
| variabel      | Zuckerfest, Ende des Ramadans |
| variabel      | muslimisches Opferfest |
| Datum         | Name des Gedenktags |
| Februar/März  | Aschermittwoch |
| März/April    | Gründonnerstag |
| Mai/Juni      | Christi Himmelfahrt |
| 1. Juni       | Internationaler Tag des Kindes |
| 20. August    | Tag der FALINTIL |
| 3. November   | Nationaler Tag der Frau |
| 10. Dezember  | Internationaler Tag der Menschenrechte |

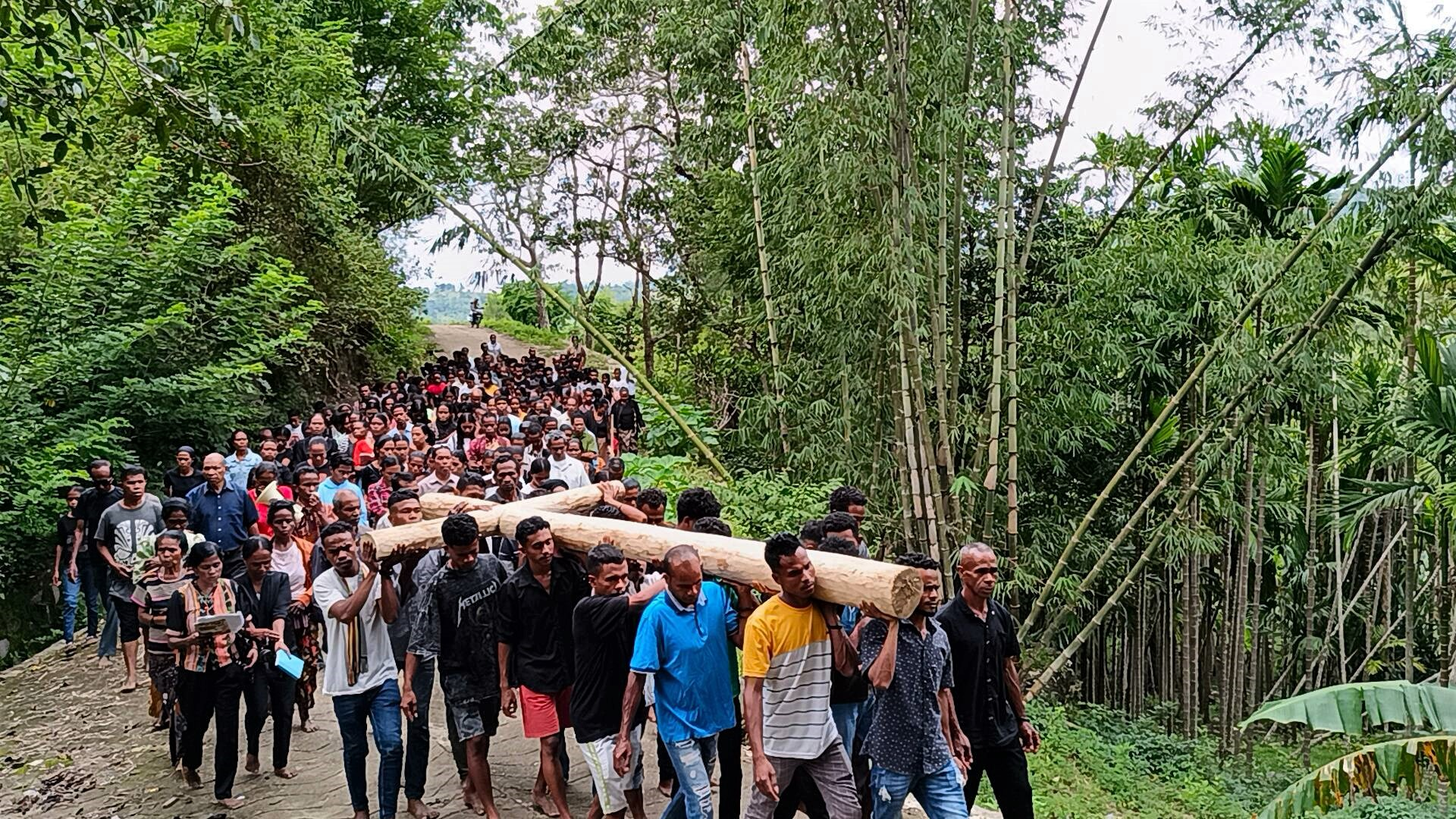
Karfreitagsprozession in Soileco

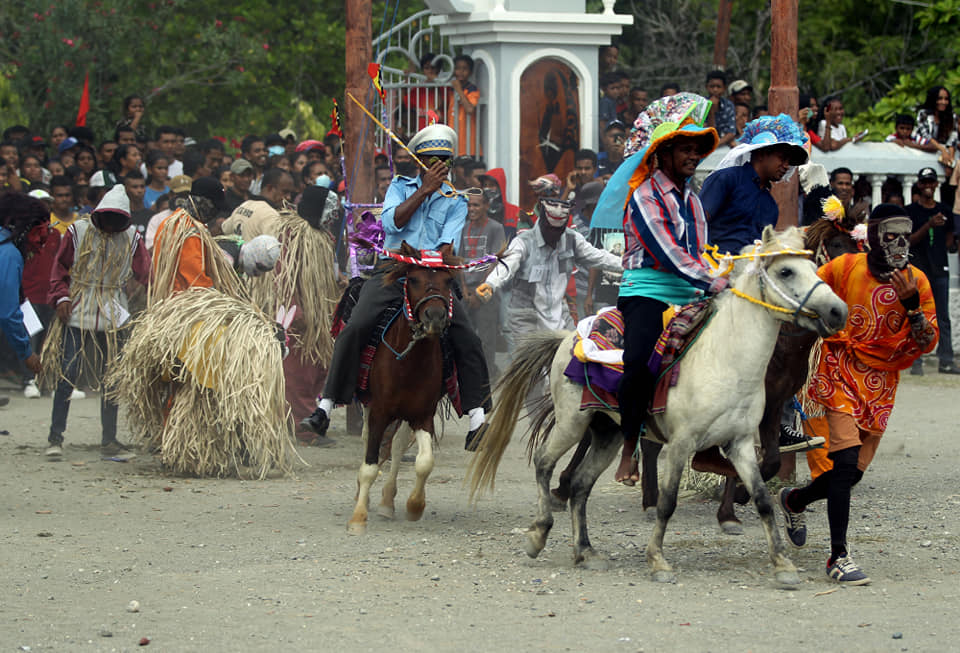
Fest des heiligen Oberst Antonius in Manatuto (2022)

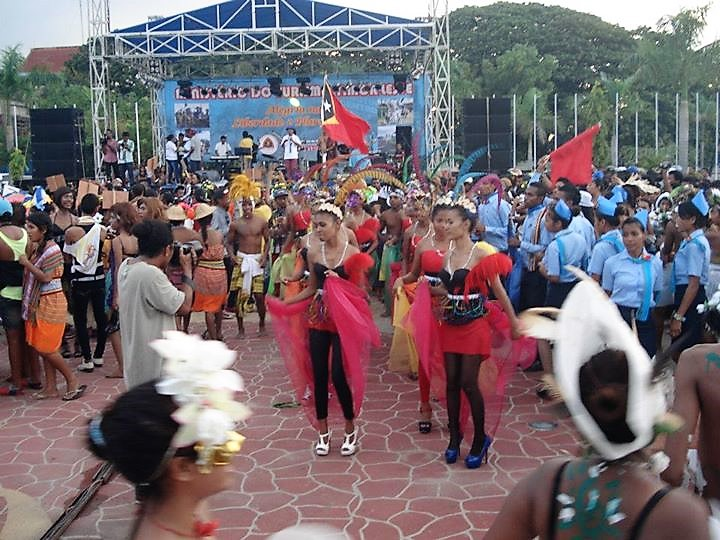
Karneval in Dili (2013)

Da Osttimor mehrheitlich christlich ist und die katholische Kirche eine wichtige Rolle im Unabhängigkeitskampf hatte, sind die wichtigen katholischen Feste zugleich öffentliche Feiertage. Zudem sind seit 2005 auch zwei muslimische Feste öffentliche Feiertage. 2016 wurde der Todestag Nicolau dos Reis Lobatos zum Feiertag erklärt und der 7. Dezember umgewidmet.
Außerdem gibt es mehrere Feiertage, die an den Freiheitskampf des Landes erinnern:
- Am 20. Mai 2002 wurde Osttimor endgültig von der UN-Verwaltung in die Unabhängigkeit entlassen (Unabhängigkeitstag).
- Am 30. August 1999 fand das Volksreferendum statt, in dem sich die Bevölkerung für die Unabhängigkeit von Indonesien aussprach.
- Am 20. September 1999 landeten die ersten Soldaten der INTERFET, der internationalen Eingreiftruppe, die nach den vorangegangenen Gräueltaten die Kontrolle über Osttimor von Indonesien übernahmen.
- Am 3. November kam die Freiheitskämpferin Maria Tapó ums Leben.
- Am 12. November 1991 kam es zum Santa-Cruz-Massaker, bei dem das indonesische Militär mindestens 271 Menschen tötete, weitere 270 „verschwanden“ spurlos. Der Vorfall kippte endgültig die öffentliche Meinung in der westlichen Welt zu Gunsten der Timoresen.
- Am 28. November 1975 erklärte Osttimor seine Unabhängigkeit von Portugal. Der Tag der Proklamation der Unabhängigkeit am 28. November ist der Nationalfeiertag Osttimors. Alle Bürger, insbesondere Studenten, Beamte und zivile Angestellte des Staates, sind per Gesetz dazu verpflichtet, an den Feierlichkeiten teilzunehmen.
- Am 7. Dezember 1975 begann offiziell die Invasion Osttimors durch Indonesien.
- Am 31. Dezember 1978 starb Nicolau Lobato.

Neben den landesweiten Feiertagen sind auch lokale Feiertage möglich. Die Gedenktage sind keine Urlaubstage, Arbeitnehmern kann aber frei gegeben werden.
Jedes Jahr findet am 13. Juni in Manatuto das Festa do Coronel Santo Antonio (deutsch Fest des heiligen Oberst Antonius) statt zu Ehren des heiligen Antonius von Padua. An ihm nehmen mehrere Tausend Menschen teil.
Die Feierlichkeiten zum Karneval sind in Dili eine noch sehr junge Tradition. Erstmals wurden sie 2010 vom Tourismusministerium organisiert, fanden aber in der Bevölkerung großen Anklang und spiegeln die Vielfalt der lokalen Musik- und Tanzgruppen wider, die bis zum Morgengrauen im Stadtzentrum Dilis spielen.

## Umwelt

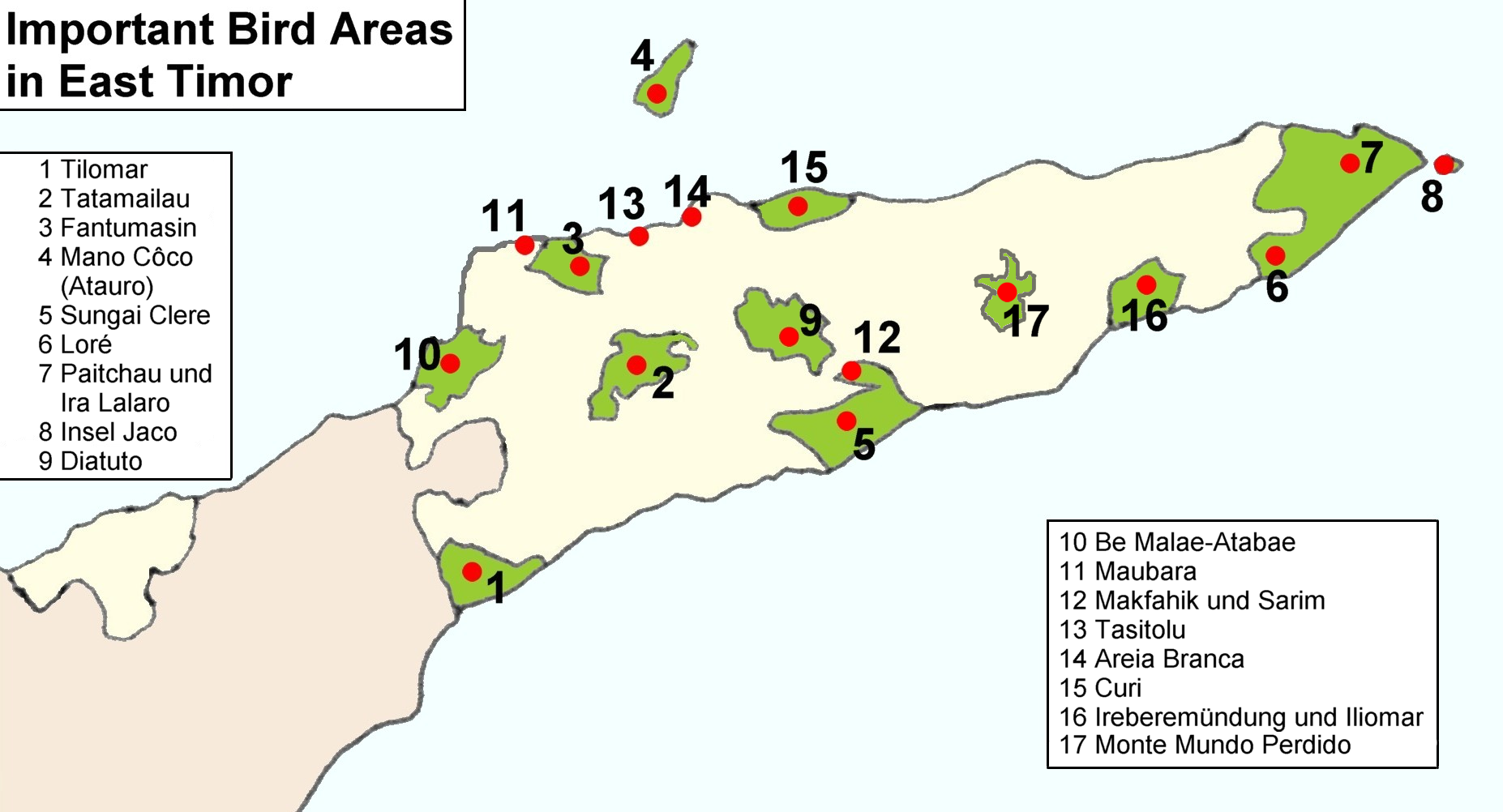
Important Bird Areas in Osttimor

Seit 2000 ist die kommerzielle Holzgewinnung verboten, doch noch immer geht in geringerem Umfang Waldfläche verloren, meist durch Brennholzgewinnung (mehr als 94 % der Haushalte kochen auf Feuerholz, 80 % davon stammen aus dem Wald), Mit der nationalen Kampagne „Ein Bürger, ein Baum“ will man für die Wiederaufforstung des Landes werben. Brandrodung, Abweidung und starke Regenfälle, die auch in vielen Teilen Timors eine starke Erosion verursachen. Darunter leidet auch die Wasserqualität der Küste, was wiederum Korallen und Fischbestände gefährdet. Hausmüll und seine Entsorgung sind ein Problem in Dili. Oft wird Müll einfach in die Wassergräben oder neben überfüllte Mülltonnen gestellt, von wo der Müll in der Regenzeit in das Meer gespült wird. Schon jetzt sieht das Gesetz Strafen für Müllsünder von zwischen 5 und 500 US-Dollar vor. Müllbrigaden und Freiwillige sammeln in Dili regelmäßig Müll auf den Straßen und an den Stränden.

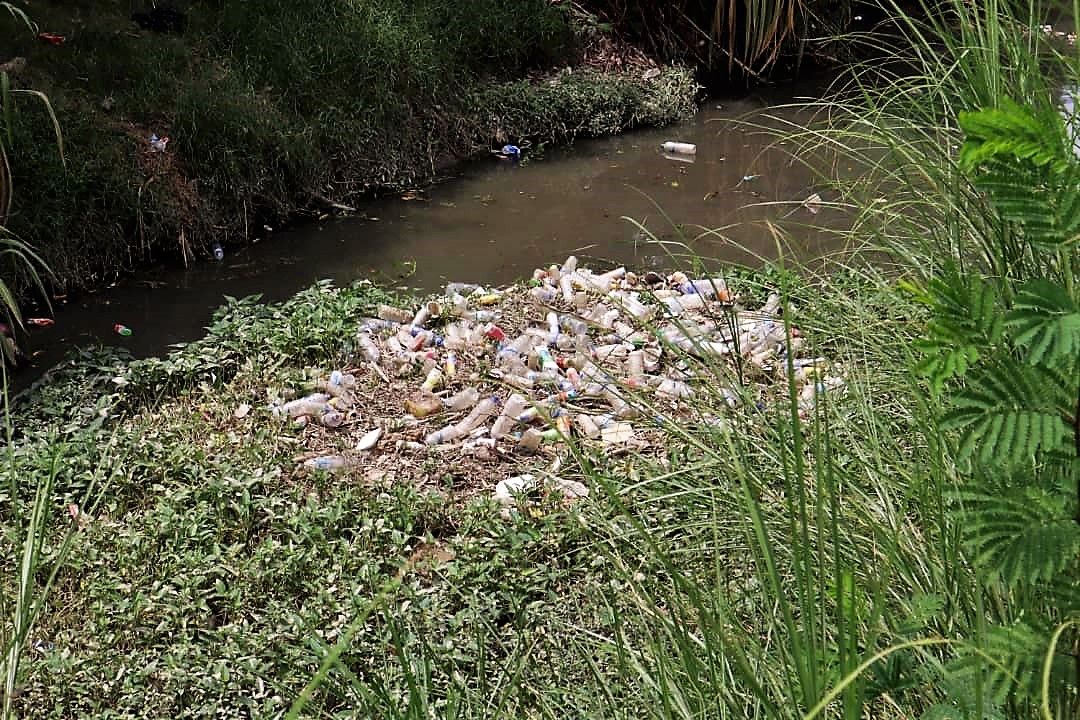
Plastikmüll in Dilis Fluss Maloa

20 % dieses Mülls besteht aus Kunststoff. Ab 2019 gab die Kmanek-Supermarktgruppe Tüten aus, die aus Maniokstärke hergestellt und biologisch abbaubar sind. Am 23. September 2020 wurden mit dem Gesetz 37/2020 weitreichende Einschränkungen beim Import, Produktion und Verbreitung von Plastik eingeführt. Unter anderem sind aus Plastik bestehendes Einweggeschirr, Tabletts für Mahlzeiten, Kapseln für Getränkespender, Trinkhalme, Einwegplastiktüten, Flaschen oder andere Arten von Getränkeverpackungen mit einem Fassungsvermögen von weniger als 0,5 Litern, Eisbecher und Müllsäcke verboten. Auch Verpackungen für Obst und Gemüse aus Plastik sind nicht mehr erlaubt. Am 17. Mai 2019 wurde der Bau einer neuen Chemiefabrik in Osttimor vereinbart, in der mittels eines katalytischen hydrothermalen Reaktors (Cat-HTR) soll dort Plastik in neue Rohstoffe umgewandelt werden. Ziel ist es, auf diese Weise Osttimor „plastikneutral“ zu machen.

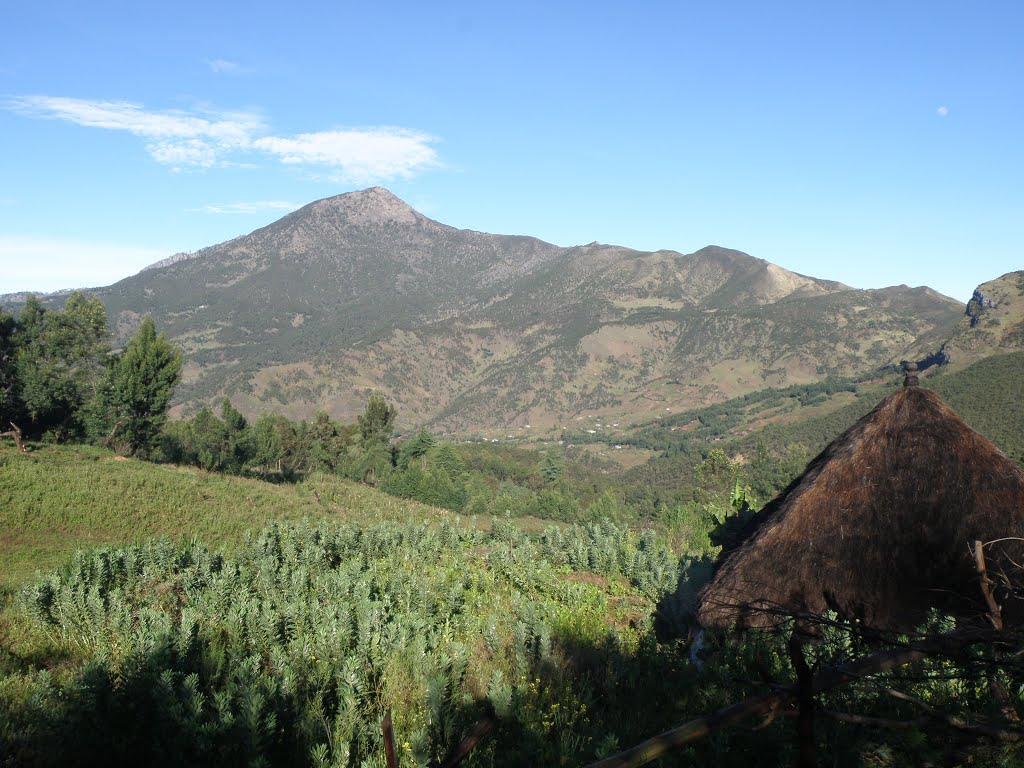
Der Tatamailau, eines der Wildschutzgebiete Osttimors

Der Klimawandel führt in Osttimor zu stärkeren Unwettern, die die Erosion weiter vorantreiben, und steigenden Temperaturen. Der El-Niño-Effekt erscheint öfter als bisher, weswegen extreme Wetterlagen zunehmen, was zu häufigeren Dürren und Überflutungen führt. Die CO2-Emissionen pro Kopf betrugen 2006 etwa 0,2 t, 2021 waren es 0,4 t. Erneuerbare Energien hatten 2019 einen Anteil am Endenergieverbrauch von 11,7 %.
2009 unterzeichnete Osttimor das Montreal-Protokoll zum Schutz der Ozonschicht.
2000 gründete die UNTAET 15 Wildschutzgebiete (Protected Natural Areas PNA). Sie sind auch durch das Gesetz des unabhängigen Osttimor geschützt. Sowohl auf See als auch auf dem Land sollen sie Landschaften, seltene Arten und kulturelle Werte schützen. Dazu zählen Korallen, Feuchtgebiete und Mangroven ebenso wie historische, kulturelle und künstlerische Orte. Unter den geschützten Gebieten sind unter anderem der Tasitolu-Friedenspark mit drei Salzseen und die Berge Tatamailau, Matebian, Saboria und Monte Mundo Perdido. Außerdem wurden von BirdLife International insgesamt 17 Gebiete zu Important Bird Areas erklärt. Sie haben eine Gesamtfläche von 2.013 km², was in etwa 13,4 % der Gesamtfläche Osttimors entspricht.

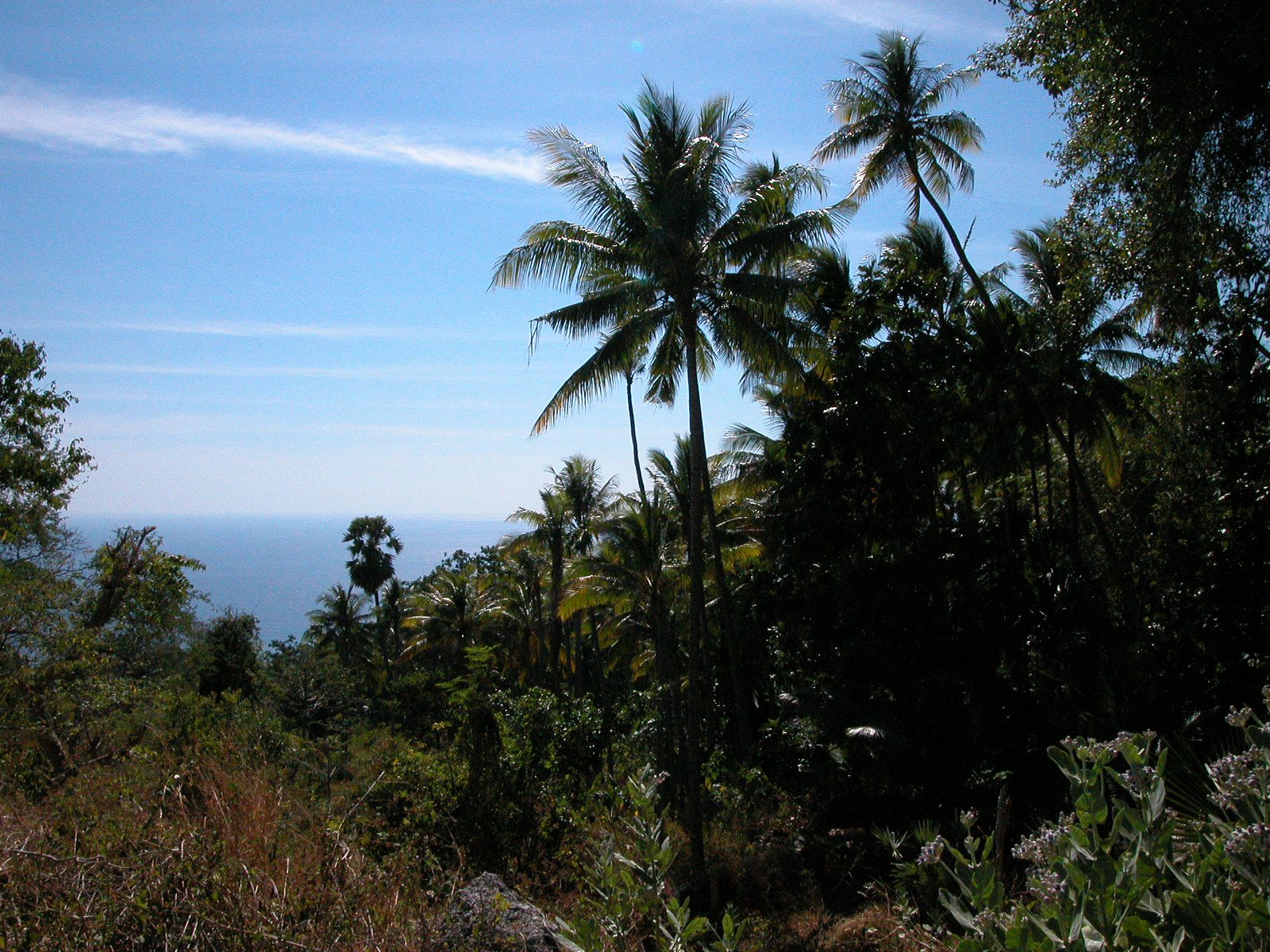
Blick aufs Meer

Am 27. Juli 2007 wurde Osttimors erster Nationalpark, der Nationalpark Nino Konis Santana, gegründet und am 4. August 2008 feierlich eröffnet. Er beinhaltet unter anderem die Important Bird Areas Paitchau, Ira Lalaro und Lore sowie Tutuala, die Insel Jaco und im Meer das Korallendreieck. Der Nationalpark hat eine Gesamtfläche von 123.600 Hektar (68.000 Hektar Landfläche und 55.600 Hektar des Meeres). Am 21. Oktober 2015 kam der Nationalpark Kay Rala Xanana Gusmão mit den Cablac-Bergen zwischen Ainaro und Manufahi dazu. Er umfasst 126,23 km².
Es gibt Pläne, auch den Tasitolu-Friedenspark in einen Nationalpark umzuwandeln. Außerdem bereitet man zusammen mit australischen Wissenschaftlern ein Meeresschutzgebiet vor. Gerade die Nordküste ist der Lebensraum von geschützten Arten, wie dem Buckelwal und dem Grindwal. Zudem gibt es entlang der Küste viele Korallenriffe. Der Fischreichtum der Meeresgebiete wird durch illegale Fischerei durch ausländische Flotten gefährdet. Zum Beispiel wurden 2017 bei einer gemeinsamen Aktion der Polizei mit Sea Shepherd 15 chinesische Fischerboote vor Com aufgebracht, die illegal 40 Tonnen Haie gefangen hatten.
Das Konzept des Lulik (in etwa heilig) wollte man sich vom Staat aus für den Umweltschutz zu Nutze machen. Wälder und andere Landschaften wurden mit Unterstützung der Regierung durch animistische Rituale unter Schutz gestellt, um die dortigen Geister nicht zu stören. Doch die einheimische Bevölkerung nahm das Verbot pragmatisch. Man nutzte weiter die natürlichen Ressourcen der Schutzgebiete, da man sich darauf verließ, dass die Geister reagieren würden, wenn ihnen etwas missfällt. Außerdem könnte man im Problemfall mit ihnen verhandeln.